# Liste der Baudenkmäler in Hückelhoven
Die Liste der Baudenkmäler in Hückelhoven enthält die denkmalgeschützten Bauwerke auf dem Gebiet der Stadt Hückelhoven im Kreis Heinsberg in Nordrhein-Westfalen (Stand: September 2011). Diese Baudenkmäler sind in der Denkmalliste der Stadt Hückelhoven eingetragen; Grundlage für die Aufnahme ist das Denkmalschutzgesetz Nordrhein-Westfalen (DSchG NRW).

| Bild                                            | Bezeichnung                                     | Lage                                                 | Beschreibung | Bauzeit                   | Eingetragen seit                                          | Denkmal- nummer |
| ----------------------------------------------- | ----------------------------------------------- | ---------------------------------------------------- | --- | ------------------------- | --------------------------------------------------------- | --------------- |
| Hochkreuz                                       | Hochkreuz                                       | Baal Aachener Straße Karte                           | Hochkreuz aus Werkstein, Steinkorpus; 1884 | 19. Jh.                   | 19. Januar 1983                                           | 24              |
| weitere Bilder                                  | Kath. Pfarrkirche St. Brigida                   | Baal Aachener Straße Karte                           | Backstein-Saalkirche mit polygonalem Chor und Ostturm; 1889/90, Baumeister Julius Busch, Neuss, im Zweiten Weltkrieg stark beschädigt, Wiederaufbau in veränderter Form nach 1945. | 1889/90                   | 14. April 1986                                            | 91              |
| Höhenmarke gusseiserner Mauerbolzen             | Höhenmarke gusseiserner Mauerbolzen             | Baal Aachener Straße an der Kath. Kirche Karte       | Gusseiserner Mauerbolzen mit rundem Kopf; auf einem äußeren Ring die erhabene Aufschrift: Königl. Preuss. Landesaufnahme, Meter über Normal-Null. | 19. Jh.                   | 11. Juli 1988                                             | 231             |
| Haus Blumenthal, Herrenhaus und Saalbau         | Haus Blumenthal, Herrenhaus und Saalbau         | Brachelen Alter Steinweg Karte                       | Reste einer ehemals dreiflügeligen umwehrten Burganlage, die schon zu Beginn des 19. Jahrhunderts verfiel. Erhalten geblieben ist das zweigeschossige ehemals neunachsige Herrenhaus aus der Mitte des 16. Jahrhunderts mit 7 Achsen. Die Fenster werden durch Natursteingewände umgeben und waagerecht geteilt. An das Herrenhaus schließt der stattliche Saalbau von 1658 zweigeschossig in drei Achsen an. Der Eingang ist mit einem korbbogigen Portal aus Haustein mit giebelförmigem Aufbau über dem Oberlicht verziert. Der Schlussstein trägt die bereits genannte Datierung. Die großen, straßenseitigen Fenster sind mit einem Giebeldreieck überdacht. Das niedrige Walmdach ist im 19. Jahrhundert aufgebracht worden, die Spitze des alten Dachreiters wurde dabei wiederverwendet. Das Innere des Saalbaus wird zurzeit renoviert. Die alte Ausstattung ist im Saalbau sowie im Herrenhaus noch in einigen Stücken erhalten. | 16. Jh.                   | 16. Dezember 1992                                         | 3               |
| Wegekreuz                                       | Wegekreuz                                       | Brachelen Alter Steinweg / Randerather Weg Karte     | Blaustein, Bronze-Korpus; um 1900. | 1900                      | 29. Oktober 1985                                          | 52              |
| Hochkreuz                                       | Hochkreuz                                       | Baal Am Hackeberg Karte                              | Blaustein-Hochkreuz mit Gusseisen-Korpus, Standort früher im Ortskern, in den fünfziger Jahren umgesetzt; um 1900. | 1900                      | 6. November 1985                                          | 68              |
| Feldkreuz                                       | Feldkreuz                                       | Baal Am hölzernen Kreuz Karte                        | Gusseisernes Kreuz mit Korpus. Im Zweiten Weltkrieg wurde das Kreuz teilweise abgeschossen, es wurde mit einer Stahlplatte gesichert. Mehrstufiger Sockel mit gusseiserner Inschriftplatte auf Stufenbasis; 1871 | 1871                      | 20. Dezember 1985                                         | 86              |
| weitere Bilder                                  | Kath. Pfarrkirche St. Johannes                  | Ratheim Am Kirchberg Karte                           | Gotische/neugotische Backstein-Hallenkirche mit Querhaus aus dem 15., 17. und 18. Jahrhundert, polygonaler Chor, 1862, Westturm. Erhöhung der Gewölbe 1867/68, Erweiterung und Restaurierung der Kirche 1973/74. (Architekt: Freiherr Friedrich von Schmidt) | 15., 17., 18. Jahrhundert | 15. Dezember 1982                                         | 2               |
| 16 Barockkreuze an der Pfarrkirche              | 16 Barockkreuze an der Pfarrkirche              | Ratheim Am Kirchberg Karte                           | 15 Barockkreuz in Ratheim an der Kirche | 1617                      | 6. Juli 1987                                              | 101             |
| 5 Barockkreuze an Kath.Pfarrkirche              | 5 Barockkreuze an Kath.Pfarrkirche              | Doveren An der Pfarrkirche Karte                     | 5 barocke Blausteinkreuze | 1719                      | 21. Mai 1987                                              | 113             |
| St.-Anna-Kapelle                                | St.-Anna-Kapelle                                | Brachelen Annastraße 118 Karte                       | Neugotische Backstein-Kapelle, Front teils verputzt und verschiefert, Dachreiter; 1864 | 1864                      | 12. Januar 1983                                           | 17              |
| Wohnhaus Vorderhaus                             | Wohnhaus Vorderhaus                             | Brachelen Annastraße 11 Karte                        | Massives Backsteingebäude, zweigeschossige, Gewölbekeller, Holzdecken, Lehmfachwerkinnenwände, Satteldach mit Pfannendeckung. Später angebautes Torgebäude aus Backsteinmauerwerk, Holzdecke, Satteldach mit Pfannendeckung. | 16. Jh.                   | 22. August 1991                                           | 322             |
| Dorfpumpe                                       | Dorfpumpe                                       | Brachelen Annastraße 41 Karte                        | Gusseiserne Pumpe; um 1900. | 1900                      | 29. Oktober 1985                                          | 59              |
| Wasserturm                                      | Wasserturm                                      | Hückelhoven Auf dem Wadenberg Karte                  | Der Wasserturm auf dem Wadenberg wurde 1925 durch die Gewerkschaft Sophia-Jacoba errichtet. Architekt war Dipl.-Architekt E.E. Strasser. Der Wasserturm hat einen quadratischen Grundriss von etwa 8 × 8 m und eine Traufhöhe von etwa 13 m. Ca. 1 m unterhalb der Traufe ist ein umlaufendes ca. 3 Schichten hohes Putzband vorhanden. Tür und Fensteröffnungen sind mit stark profilierten Stahlbetonstützen überdeckt. Der Wasserturm hat ein spitzes Zeltdach mit Aufschieblingen im Traufbereich. Der Dachstuhl ist eine Holzkonstruktion mit Falzzeigeleindeckung. Die Wandaußenflächen sind mit Ziegelstein-Sichtmauerwerk ausgeführt. | 1925                      | 16. Dezember 1987                                         | 199             |
| Wohnhaus (Bergarbeitersiedlung)                 | Wohnhaus (Bergarbeitersiedlung)                 | Hückelhoven Bauerstraße 1 Karte                      | Die Bergarbeitersiedlungshäuser Brauerstraße wurden in den Jahren 1926 bis 1928 durch die Aachener Bergmannssiedlunggesellschaft mbH (ABS) errichtet. Architekt war Dipl.-Arch. E. E. Strasser. Häuser Bauerstraße 5+7,9+11,13+15, 23+25, 27+29, 31+33, 14+16, 18+20, 22+24, 26+28, 30+32, 34+36: Bergarbeiter-Siedlungshäuser, Haustyp: Arbeiter-Normalwohnungstyp Grundriss 5,50 m × 8,40 m, vier Zimmer, Doppelhäuser, traufenständig, First rechtwinkelig zur Haustrennwand, eingeschossig mit voll ausgebautem Mansarddach. In der Dachachse jedes Hausdaches ist eine Zweifenstergaube vorhanden. Das Gaubendach ist in das Oberdach des Mansarddaches integriert. Massives Gebäude, Kellergeschoss bzw. Gebäudesockel in Naturstein-Zyklopenmauerwerk. Tür und Fensteröffnungen mit profilierten Betonstürzen überdeckt. Holzbalkendecke, Holzdachstuhl mit Dachpfannen. Holztüren und Holzfenster. Fenster im Erdgeschoss mit Holzklappläden. Stallanbauten parallel zur Straße, in denen auch die Toilettenanlagen untergebracht sind, eingeschossige Gebäude mit Satteldach, traufständig, Ausführung wie Wohnhäuser. Haus Bauerstraße 21: Haustyp wie 5+7 jedoch als Einzelhaus konzipiert. Traufenständig, Ausführung sonst wie Bauerstraße 5+7. Häuser Bauerstraße 1+3 und 17+19: Bergarbeiter-Siedlungshäuser, Haustyp wie Bauerstraße 5+7 in abgewandelter Form, Doppelhäuser, giebelständig, Firstlinie parallel auf der Haustrennwand, eingeschossig mit voll ausgebautem Mansarddach. Straßenseitig an den vorderen Hausecken Toilettenanbauten in zwei Etagen. Toilettenanbauten mit kleinen Satteldächern in das Hauptdach des Wohnhauses eingekehlt. Das aufgehende Mauerwerk des Dachgeschosses ist verputzt und hell gestrichen. Ausführung sonst wie Häuser Bauerstraße 5+7. | 1926–1928                 | 16. Dezember 1987                                         | 139             |
| Wohnhaus (Bergarbeitersiedlung)                 | Wohnhaus (Bergarbeitersiedlung)                 | Hückelhoven Bauerstraße 3 Karte                      | Die Bergarbeitersiedlungshäuser Brauerstraße wurden in den Jahren 1926 bis 1928 durch die Aachener Bergmannssiedlunggesellschaft mbH (ABS) errichtet. Architekt war Dipl.-Arch. E. E. Strasser. Häuser Bauerstraße 5+7,9+11,13+15, 23+25, 27+29, 31+33, 14+16, 18+20, 22+24, 26+28, 30+32, 34+36: Bergarbeiter-Siedlungshäuser, Haustyp: Arbeiter-Normalwohnungstyp Grundriss 5,50 m × 8,40 m, vier Zimmer, Doppelhäuser, traufenständig, First rechtwinkelig zur Haustrennwand, eingeschossig mit voll ausgebautem Mansarddach. In der Dachachse jedes Hausdaches ist eine Zweifenstergaube vorhanden. Das Gaubendach ist in das Oberdach des Mansarddaches integriert. Massives Gebäude, Kellergeschoss bzw. Gebäudesockel in Naturstein-Zyklopenmauerwerk. Tür und Fensteröffnungen mit profilierten Betonstürzen überdeckt. Holzbalkendecke, Holzdachstuhl mit Dachpfannen. Holztüren und Holzfenster. Fenster im Erdgeschoss mit Holzklappläden. Stallanbauten parallel zur Straße, in denen auch die Toilettenanlagen untergebracht sind, eingeschossige Gebäude mit Satteldach, traufständig, Ausführung wie Wohnhäuser. Haus Bauerstraße 21: Haustyp wie 5+7 jedoch als Einzelhaus konzipiert. Traufenständig, Ausführung sonst wie Bauerstraße 5+7. Häuser Bauerstraße 1+3 und 17+19: Bergarbeiter-Siedlungshäuser, Haustyp wie Bauerstraße 5+7 in abgewandelter Form, Doppelhäuser, giebelständig, Firstlinie parallel auf der Haustrennwand, eingeschossig mit voll ausgebautem Mansarddach. Straßenseitig an den vorderen Hausecken Toilettenanbauten in zwei Etagen. Toilettenanbauten mit kleinen Satteldächern in das Hauptdach des Wohnhauses eingekehlt. Das aufgehende Mauerwerk des Dachgeschosses ist verputzt und hell gestrichen. Ausführung sonst wie Häuser Bauerstraße 5+7. | 1926–1928                 | 16. Dezember 1987                                         | 140             |
| Wohnhaus (Bergarbeitersiedlung)                 | Wohnhaus (Bergarbeitersiedlung)                 | Hückelhoven Bauerstraße 5 Karte                      | Die Bergarbeitersiedlungshäuser Brauerstraße wurden in den Jahren 1926 bis 1928 durch die Aachener Bergmannssiedlunggesellschaft mbH (ABS) errichtet. Architekt war Dipl.-Arch. E. E. Strasser. Häuser Bauerstraße 5+7,9+11,13+15, 23+25, 27+29, 31+33, 14+16, 18+20, 22+24, 26+28, 30+32, 34+36: Bergarbeiter-Siedlungshäuser, Haustyp: Arbeiter-Normalwohnungstyp Grundriss 5,50 m × 8,40 m, vier Zimmer, Doppelhäuser, traufenständig, First rechtwinkelig zur Haustrennwand, eingeschossig mit voll ausgebautem Mansarddach. In der Dachachse jedes Hausdaches ist eine Zweifenstergaube vorhanden. Das Gaubendach ist in das Oberdach des Mansarddaches integriert. Massives Gebäude, Kellergeschoss bzw. Gebäudesockel in Naturstein-Zyklopenmauerwerk. Tür und Fensteröffnungen mit profilierten Betonstürzen überdeckt. Holzbalkendecke, Holzdachstuhl mit Dachpfannen. Holztüren und Holzfenster. Fenster im Erdgeschoss mit Holzklappläden. Stallanbauten parallel zur Straße, in denen auch die Toilettenanlagen untergebracht sind, eingeschossige Gebäude mit Satteldach, traufständig, Ausführung wie Wohnhäuser. Haus Bauerstraße 21: Haustyp wie 5+7 jedoch als Einzelhaus konzipiert. Traufenständig, Ausführung sonst wie Bauerstraße 5+7. Häuser Bauerstraße 1+3 und 17+19: Bergarbeiter-Siedlungshäuser, Haustyp wie Bauerstraße 5+7 in abgewandelter Form, Doppelhäuser, giebelständig, Firstlinie parallel auf der Haustrennwand, eingeschossig mit voll ausgebautem Mansarddach. Straßenseitig an den vorderen Hausecken Toilettenanbauten in zwei Etagen. Toilettenanbauten mit kleinen Satteldächern in das Hauptdach des Wohnhauses eingekehlt. Das aufgehende Mauerwerk des Dachgeschosses ist verputzt und hell gestrichen. Ausführung sonst wie Häuser Bauerstraße 5+7. | 1926–1928                 | 16. Dezember 1987                                         | 141             |
| Wohnhaus (Bergarbeitersiedlung)                 | Wohnhaus (Bergarbeitersiedlung)                 | Hückelhoven Bauerstraße 7 Karte                      | Die Bergarbeitersiedlungshäuser Brauerstraße wurden in den Jahren 1926 bis 1928 durch die Aachener Bergmannssiedlunggesellschaft mbH (ABS) errichtet. Architekt war Dipl.-Arch. E. E. Strasser. Häuser Bauerstraße 5+7,9+11,13+15, 23+25, 27+29, 31+33, 14+16, 18+20, 22+24, 26+28, 30+32, 34+36: Bergarbeiter-Siedlungshäuser, Haustyp: Arbeiter-Normalwohnungstyp Grundriss 5,50 m × 8,40 m, vier Zimmer, Doppelhäuser, traufenständig, First rechtwinkelig zur Haustrennwand, eingeschossig mit voll ausgebautem Mansarddach. In der Dachachse jedes Hausdaches ist eine Zweifenstergaube vorhanden. Das Gaubendach ist in das Oberdach des Mansarddaches integriert. Massives Gebäude, Kellergeschoss bzw. Gebäudesockel in Naturstein-Zyklopenmauerwerk. Tür und Fensteröffnungen mit profilierten Betonstürzen überdeckt. Holzbalkendecke, Holzdachstuhl mit Dachpfannen. Holztüren und Holzfenster. Fenster im Erdgeschoss mit Holzklappläden. Stallanbauten parallel zur Straße, in denen auch die Toilettenanlagen untergebracht sind, eingeschossige Gebäude mit Satteldach, traufständig, Ausführung wie Wohnhäuser. Haus Bauerstraße 21: Haustyp wie 5+7 jedoch als Einzelhaus konzipiert. Traufenständig, Ausführung sonst wie Bauerstraße 5+7. Häuser Bauerstraße 1+3 und 17+19: Bergarbeiter-Siedlungshäuser, Haustyp wie Bauerstraße 5+7 in abgewandelter Form, Doppelhäuser, giebelständig, Firstlinie parallel auf der Haustrennwand, eingeschossig mit voll ausgebautem Mansarddach. Straßenseitig an den vorderen Hausecken Toilettenanbauten in zwei Etagen. Toilettenanbauten mit kleinen Satteldächern in das Hauptdach des Wohnhauses eingekehlt. Das aufgehende Mauerwerk des Dachgeschosses ist verputzt und hell gestrichen. Ausführung sonst wie Häuser Bauerstraße 5+7. | 1926–1928                 | 16. Dezember 1987                                         | 142             |
| Wohnhaus (Bergarbeitersiedlung)                 | Wohnhaus (Bergarbeitersiedlung)                 | Hückelhoven Bauerstraße 9 Karte                      | Die Bergarbeitersiedlungshäuser Brauerstraße wurden in den Jahren 1926 bis 1928 durch die Aachener Bergmannssiedlunggesellschaft mbH (ABS) errichtet. Architekt war Dipl.-Arch. E. E. Strasser. Häuser Bauerstraße 5+7,9+11,13+15, 23+25, 27+29, 31+33, 14+16, 18+20, 22+24, 26+28, 30+32, 34+36: Bergarbeiter-Siedlungshäuser, Haustyp: Arbeiter-Normalwohnungstyp Grundriss 5,50 m × 8,40 m, vier Zimmer, Doppelhäuser, traufenständig, First rechtwinkelig zur Haustrennwand, eingeschossig mit voll ausgebautem Mansarddach. In der Dachachse jedes Hausdaches ist eine Zweifenstergaube vorhanden. Das Gaubendach ist in das Oberdach des Mansarddaches integriert. Massives Gebäude, Kellergeschoss bzw. Gebäudesockel in Naturstein-Zyklopenmauerwerk. Tür und Fensteröffnungen mit profilierten Betonstürzen überdeckt. Holzbalkendecke, Holzdachstuhl mit Dachpfannen. Holztüren und Holzfenster. Fenster im Erdgeschoss mit Holzklappläden. Stallanbauten parallel zur Straße, in denen auch die Toilettenanlagen untergebracht sind, eingeschossige Gebäude mit Satteldach, traufständig, Ausführung wie Wohnhäuser. Haus Bauerstraße 21: Haustyp wie 5+7 jedoch als Einzelhaus konzipiert. Traufenständig, Ausführung sonst wie Bauerstraße 5+7. Häuser Bauerstraße 1+3 und 17+19: Bergarbeiter-Siedlungshäuser, Haustyp wie Bauerstraße 5+7 in abgewandelter Form, Doppelhäuser, giebelständig, Firstlinie parallel auf der Haustrennwand, eingeschossig mit voll ausgebautem Mansarddach. Straßenseitig an den vorderen Hausecken Toilettenanbauten in zwei Etagen. Toilettenanbauten mit kleinen Satteldächern in das Hauptdach des Wohnhauses eingekehlt. Das aufgehende Mauerwerk des Dachgeschosses ist verputzt und hell gestrichen. Ausführung sonst wie Häuser Bauerstraße 5+7. | 1926–1928                 | 16. Dezember 1987                                         | 143             |
| Wohnhaus (Bergarbeitersiedlung)                 | Wohnhaus (Bergarbeitersiedlung)                 | Hückelhoven Bauerstraße 11 Karte                     | Die Bergarbeitersiedlungshäuser Brauerstraße wurden in den Jahren 1926 bis 1928 durch die Aachener Bergmannssiedlunggesellschaft mbH (ABS) errichtet. Architekt war Dipl.-Arch. E. E. Strasser. Häuser Bauerstraße 5+7,9+11,13+15, 23+25, 27+29, 31+33, 14+16, 18+20, 22+24, 26+28, 30+32, 34+36: Bergarbeiter-Siedlungshäuser, Haustyp: Arbeiter-Normalwohnungstyp Grundriss 5,50 m × 8,40 m, vier Zimmer, Doppelhäuser, traufenständig, First rechtwinkelig zur Haustrennwand, eingeschossig mit voll ausgebautem Mansarddach. In der Dachachse jedes Hausdaches ist eine Zweifenstergaube vorhanden. Das Gaubendach ist in das Oberdach des Mansarddaches integriert. Massives Gebäude, Kellergeschoss bzw. Gebäudesockel in Naturstein-Zyklopenmauerwerk. Tür und Fensteröffnungen mit profilierten Betonstürzen überdeckt. Holzbalkendecke, Holzdachstuhl mit Dachpfannen. Holztüren und Holzfenster. Fenster im Erdgeschoss mit Holzklappläden. Stallanbauten parallel zur Straße, in denen auch die Toilettenanlagen untergebracht sind, eingeschossige Gebäude mit Satteldach, traufständig, Ausführung wie Wohnhäuser. Haus Bauerstraße 21: Haustyp wie 5+7 jedoch als Einzelhaus konzipiert. Traufenständig, Ausführung sonst wie Bauerstraße 5+7. Häuser Bauerstraße 1+3 und 17+19: Bergarbeiter-Siedlungshäuser, Haustyp wie Bauerstraße 5+7 in abgewandelter Form, Doppelhäuser, giebelständig, Firstlinie parallel auf der Haustrennwand, eingeschossig mit voll ausgebautem Mansarddach. Straßenseitig an den vorderen Hausecken Toilettenanbauten in zwei Etagen. Toilettenanbauten mit kleinen Satteldächern in das Hauptdach des Wohnhauses eingekehlt. Das aufgehende Mauerwerk des Dachgeschosses ist verputzt und hell gestrichen. Ausführung sonst wie Häuser Bauerstraße 5+7. | 1926–1928                 | 16. Dezember 1987                                         | 144             |
| Wohnhaus (Bergarbeitersiedlung)                 | Wohnhaus (Bergarbeitersiedlung)                 | Hückelhoven Bauerstraße 13 Karte                     | Die Bergarbeitersiedlungshäuser Brauerstraße wurden in den Jahren 1926 bis 1928 durch die Aachener Bergmannssiedlunggesellschaft mbH (ABS) errichtet. Architekt war Dipl.-Arch. E. E. Strasser. Häuser Bauerstraße 5+7,9+11,13+15, 23+25, 27+29, 31+33, 14+16, 18+20, 22+24, 26+28, 30+32, 34+36: Bergarbeiter-Siedlungshäuser, Haustyp: Arbeiter-Normalwohnungstyp Grundriss 5,50 m × 8,40 m, vier Zimmer, Doppelhäuser, traufenständig, First rechtwinkelig zur Haustrennwand, eingeschossig mit voll ausgebautem Mansarddach. In der Dachachse jedes Hausdaches ist eine Zweifenstergaube vorhanden. Das Gaubendach ist in das Oberdach des Mansarddaches integriert. Massives Gebäude, Kellergeschoss bzw. Gebäudesockel in Naturstein-Zyklopenmauerwerk. Tür und Fensteröffnungen mit profilierten Betonstürzen überdeckt. Holzbalkendecke, Holzdachstuhl mit Dachpfannen. Holztüren und Holzfenster. Fenster im Erdgeschoss mit Holzklappläden. Stallanbauten parallel zur Straße, in denen auch die Toilettenanlagen untergebracht sind, eingeschossige Gebäude mit Satteldach, traufständig, Ausführung wie Wohnhäuser. Haus Bauerstraße 21: Haustyp wie 5+7 jedoch als Einzelhaus konzipiert. Traufenständig, Ausführung sonst wie Bauerstraße 5+7. Häuser Bauerstraße 1+3 und 17+19: Bergarbeiter-Siedlungshäuser, Haustyp wie Bauerstraße 5+7 in abgewandelter Form, Doppelhäuser, giebelständig, Firstlinie parallel auf der Haustrennwand, eingeschossig mit voll ausgebautem Mansarddach. Straßenseitig an den vorderen Hausecken Toilettenanbauten in zwei Etagen. Toilettenanbauten mit kleinen Satteldächern in das Hauptdach des Wohnhauses eingekehlt. Das aufgehende Mauerwerk des Dachgeschosses ist verputzt und hell gestrichen. Ausführung sonst wie Häuser Bauerstraße 5+7. | 1926–1928                 | 16. Dezember 1987                                         | 145             |
| Wohnhaus (Bergarbeitersiedlung)                 | Wohnhaus (Bergarbeitersiedlung)                 | Hückelhoven Bauerstraße 14 Karte                     | Die Bergarbeitersiedlungshäuser Brauerstraße wurden in den Jahren 1926 bis 1928 durch die Aachener Bergmannssiedlunggesellschaft mbH (ABS) errichtet. Architekt war Dipl.-Arch. E. E. Strasser. Häuser Bauerstraße 5+7,9+11,13+15, 23+25, 27+29, 31+33, 14+16, 18+20, 22+24, 26+28, 30+32, 34+36: Bergarbeiter-Siedlungshäuser, Haustyp: Arbeiter-Normalwohnungstyp Grundriss 5,50 m × 8,40 m, vier Zimmer, Doppelhäuser, traufenständig, First rechtwinkelig zur Haustrennwand, eingeschossig mit voll ausgebautem Mansarddach. In der Dachachse jedes Hausdaches ist eine Zweifenstergaube vorhanden. Das Gaubendach ist in das Oberdach des Mansarddaches integriert. Massives Gebäude, Kellergeschoss bzw. Gebäudesockel in Naturstein-Zyklopenmauerwerk. Tür und Fensteröffnungen mit profilierten Betonstürzen überdeckt. Holzbalkendecke, Holzdachstuhl mit Dachpfannen. Holztüren und Holzfenster. Fenster im Erdgeschoss mit Holzklappläden. Stallanbauten parallel zur Straße, in denen auch die Toilettenanlagen untergebracht sind, eingeschossige Gebäude mit Satteldach, traufständig, Ausführung wie Wohnhäuser. Haus Bauerstraße 21: Haustyp wie 5+7 jedoch als Einzelhaus konzipiert. Traufenständig, Ausführung sonst wie Bauerstraße 5+7. Häuser Bauerstraße 1+3 und 17+19: Bergarbeiter-Siedlungshäuser, Haustyp wie Bauerstraße 5+7 in abgewandelter Form, Doppelhäuser, giebelständig, Firstlinie parallel auf der Haustrennwand, eingeschossig mit voll ausgebautem Mansarddach. Straßenseitig an den vorderen Hausecken Toilettenanbauten in zwei Etagen. Toilettenanbauten mit kleinen Satteldächern in das Hauptdach des Wohnhauses eingekehlt. Das aufgehende Mauerwerk des Dachgeschosses ist verputzt und hell gestrichen. Ausführung sonst wie Häuser Bauerstraße 5+7. | 1926–1928                 | 16. Dezember 1987                                         | 156             |
| Wohnhaus (Bergarbeitersiedlung)                 | Wohnhaus (Bergarbeitersiedlung)                 | Hückelhoven Bauerstraße 15 Karte                     | Die Bergarbeitersiedlungshäuser Brauerstraße wurden in den Jahren 1926 bis 1928 durch die Aachener Bergmannssiedlunggesellschaft mbH (ABS) errichtet. Architekt war Dipl.-Arch. E. E. Strasser. Häuser Bauerstraße 5+7,9+11,13+15, 23+25, 27+29, 31+33, 14+16, 18+20, 22+24, 26+28, 30+32, 34+36: Bergarbeiter-Siedlungshäuser, Haustyp: Arbeiter-Normalwohnungstyp Grundriss 5,50 m × 8,40 m, vier Zimmer, Doppelhäuser, traufenständig, First rechtwinkelig zur Haustrennwand, eingeschossig mit voll ausgebautem Mansarddach. In der Dachachse jedes Hausdaches ist eine Zweifenstergaube vorhanden. Das Gaubendach ist in das Oberdach des Mansarddaches integriert. Massives Gebäude, Kellergeschoss bzw. Gebäudesockel in Naturstein-Zyklopenmauerwerk. Tür und Fensteröffnungen mit profilierten Betonstürzen überdeckt. Holzbalkendecke, Holzdachstuhl mit Dachpfannen. Holztüren und Holzfenster. Fenster im Erdgeschoss mit Holzklappläden. Stallanbauten parallel zur Straße, in denen auch die Toilettenanlagen untergebracht sind, eingeschossige Gebäude mit Satteldach, traufständig, Ausführung wie Wohnhäuser. Haus Bauerstraße 21: Haustyp wie 5+7 jedoch als Einzelhaus konzipiert. Traufenständig, Ausführung sonst wie Bauerstraße 5+7. Häuser Bauerstraße 1+3 und 17+19: Bergarbeiter-Siedlungshäuser, Haustyp wie Bauerstraße 5+7 in abgewandelter Form, Doppelhäuser, giebelständig, Firstlinie parallel auf der Haustrennwand, eingeschossig mit voll ausgebautem Mansarddach. Straßenseitig an den vorderen Hausecken Toilettenanbauten in zwei Etagen. Toilettenanbauten mit kleinen Satteldächern in das Hauptdach des Wohnhauses eingekehlt. Das aufgehende Mauerwerk des Dachgeschosses ist verputzt und hell gestrichen. Ausführung sonst wie Häuser Bauerstraße 5+7. | 1926–1928                 | 16. Dezember 1987                                         | 146             |
| Wohnhaus (Bergarbeitersiedlung)                 | Wohnhaus (Bergarbeitersiedlung)                 | Hückelhoven Bauerstraße 16 Karte                     | Die Bergarbeitersiedlungshäuser Brauerstraße wurden in den Jahren 1926 bis 1928 durch die Aachener Bergmannssiedlunggesellschaft mbH (ABS) errichtet. Architekt war Dipl.-Arch. E. E. Strasser. Häuser Bauerstraße 5+7,9+11,13+15, 23+25, 27+29, 31+33, 14+16, 18+20, 22+24, 26+28, 30+32, 34+36: Bergarbeiter-Siedlungshäuser, Haustyp: Arbeiter-Normalwohnungstyp Grundriss 5,50 m × 8,40 m, vier Zimmer, Doppelhäuser, traufenständig, First rechtwinkelig zur Haustrennwand, eingeschossig mit voll ausgebautem Mansarddach. In der Dachachse jedes Hausdaches ist eine Zweifenstergaube vorhanden. Das Gaubendach ist in das Oberdach des Mansarddaches integriert. Massives Gebäude, Kellergeschoss bzw. Gebäudesockel in Naturstein-Zyklopenmauerwerk. Tür und Fensteröffnungen mit profilierten Betonstürzen überdeckt. Holzbalkendecke, Holzdachstuhl mit Dachpfannen. Holztüren und Holzfenster. Fenster im Erdgeschoss mit Holzklappläden. Stallanbauten parallel zur Straße, in denen auch die Toilettenanlagen untergebracht sind, eingeschossige Gebäude mit Satteldach, traufständig, Ausführung wie Wohnhäuser. Haus Bauerstraße 21: Haustyp wie 5+7 jedoch als Einzelhaus konzipiert. Traufenständig, Ausführung sonst wie Bauerstraße 5+7. Häuser Bauerstraße 1+3 und 17+19: Bergarbeiter-Siedlungshäuser, Haustyp wie Bauerstraße 5+7 in abgewandelter Form, Doppelhäuser, giebelständig, Firstlinie parallel auf der Haustrennwand, eingeschossig mit voll ausgebautem Mansarddach. Straßenseitig an den vorderen Hausecken Toilettenanbauten in zwei Etagen. Toilettenanbauten mit kleinen Satteldächern in das Hauptdach des Wohnhauses eingekehlt. Das aufgehende Mauerwerk des Dachgeschosses ist verputzt und hell gestrichen. Ausführung sonst wie Häuser Bauerstraße 5+7. | 1926–1928                 | 16. Dezember 1987                                         | 157             |
| Wohnhaus (Bergarbeitersiedlung)                 | Wohnhaus (Bergarbeitersiedlung)                 | Hückelhoven Bauerstraße 17 Karte                     | Die Bergarbeitersiedlungshäuser Brauerstraße wurden in den Jahren 1926 bis 1928 durch die Aachener Bergmannssiedlunggesellschaft mbH (ABS) errichtet. Architekt war Dipl.-Arch. E. E. Strasser. Häuser Bauerstraße 5+7,9+11,13+15, 23+25, 27+29, 31+33, 14+16, 18+20, 22+24, 26+28, 30+32, 34+36: Bergarbeiter-Siedlungshäuser, Haustyp: Arbeiter-Normalwohnungstyp Grundriss 5,50 m × 8,40 m, vier Zimmer, Doppelhäuser, traufenständig, First rechtwinkelig zur Haustrennwand, eingeschossig mit voll ausgebautem Mansarddach. In der Dachachse jedes Hausdaches ist eine Zweifenstergaube vorhanden. Das Gaubendach ist in das Oberdach des Mansarddaches integriert. Massives Gebäude, Kellergeschoss bzw. Gebäudesockel in Naturstein-Zyklopenmauerwerk. Tür und Fensteröffnungen mit profilierten Betonstürzen überdeckt. Holzbalkendecke, Holzdachstuhl mit Dachpfannen. Holztüren und Holzfenster. Fenster im Erdgeschoss mit Holzklappläden. Stallanbauten parallel zur Straße, in denen auch die Toilettenanlagen untergebracht sind, eingeschossige Gebäude mit Satteldach, traufständig, Ausführung wie Wohnhäuser. Haus Bauerstraße 21: Haustyp wie 5+7 jedoch als Einzelhaus konzipiert. Traufenständig, Ausführung sonst wie Bauerstraße 5+7. Häuser Bauerstraße 1+3 und 17+19: Bergarbeiter-Siedlungshäuser, Haustyp wie Bauerstraße 5+7 in abgewandelter Form, Doppelhäuser, giebelständig, Firstlinie parallel auf der Haustrennwand, eingeschossig mit voll ausgebautem Mansarddach. Straßenseitig an den vorderen Hausecken Toilettenanbauten in zwei Etagen. Toilettenanbauten mit kleinen Satteldächern in das Hauptdach des Wohnhauses eingekehlt. Das aufgehende Mauerwerk des Dachgeschosses ist verputzt und hell gestrichen. Ausführung sonst wie Häuser Bauerstraße 5+7. | 1926–1928                 | 16. Dezember 1987                                         | 147             |
| Wohnhaus (Bergarbeitersiedlung)                 | Wohnhaus (Bergarbeitersiedlung)                 | Hückelhoven Bauerstraße 18 Karte                     | Die Bergarbeitersiedlungshäuser Brauerstraße wurden in den Jahren 1926 bis 1928 durch die Aachener Bergmannssiedlunggesellschaft mbH (ABS) errichtet. Architekt war Dipl.-Arch. E. E. Strasser. Häuser Bauerstraße 5+7,9+11,13+15, 23+25, 27+29, 31+33, 14+16, 18+20, 22+24, 26+28, 30+32, 34+36: Bergarbeiter-Siedlungshäuser, Haustyp: Arbeiter-Normalwohnungstyp Grundriss 5,50 m × 8,40 m, vier Zimmer, Doppelhäuser, traufenständig, First rechtwinkelig zur Haustrennwand, eingeschossig mit voll ausgebautem Mansarddach. In der Dachachse jedes Hausdaches ist eine Zweifenstergaube vorhanden. Das Gaubendach ist in das Oberdach des Mansarddaches integriert. Massives Gebäude, Kellergeschoss bzw. Gebäudesockel in Naturstein-Zyklopenmauerwerk. Tür und Fensteröffnungen mit profilierten Betonstürzen überdeckt. Holzbalkendecke, Holzdachstuhl mit Dachpfannen. Holztüren und Holzfenster. Fenster im Erdgeschoss mit Holzklappläden. Stallanbauten parallel zur Straße, in denen auch die Toilettenanlagen untergebracht sind, eingeschossige Gebäude mit Satteldach, traufständig, Ausführung wie Wohnhäuser. Haus Bauerstraße 21: Haustyp wie 5+7 jedoch als Einzelhaus konzipiert. Traufenständig, Ausführung sonst wie Bauerstraße 5+7. Häuser Bauerstraße 1+3 und 17+19: Bergarbeiter-Siedlungshäuser, Haustyp wie Bauerstraße 5+7 in abgewandelter Form, Doppelhäuser, giebelständig, Firstlinie parallel auf der Haustrennwand, eingeschossig mit voll ausgebautem Mansarddach. Straßenseitig an den vorderen Hausecken Toilettenanbauten in zwei Etagen. Toilettenanbauten mit kleinen Satteldächern in das Hauptdach des Wohnhauses eingekehlt. Das aufgehende Mauerwerk des Dachgeschosses ist verputzt und hell gestrichen. Ausführung sonst wie Häuser Bauerstraße 5+7. | 1926–1928                 | 16. Dezember 1987                                         | 158             |
| Wohnhaus (Bergarbeitersiedlung)                 | Wohnhaus (Bergarbeitersiedlung)                 | Hückelhoven Bauerstraße 19 Karte                     | Die Bergarbeitersiedlungshäuser Brauerstraße wurden in den Jahren 1926 bis 1928 durch die Aachener Bergmannssiedlunggesellschaft mbH (ABS) errichtet. Architekt war Dipl.-Arch. E. E. Strasser. Häuser Bauerstraße 5+7,9+11,13+15, 23+25, 27+29, 31+33, 14+16, 18+20, 22+24, 26+28, 30+32, 34+36: Bergarbeiter-Siedlungshäuser, Haustyp: Arbeiter-Normalwohnungstyp Grundriss 5,50 m × 8,40 m, vier Zimmer, Doppelhäuser, traufenständig, First rechtwinkelig zur Haustrennwand, eingeschossig mit voll ausgebautem Mansarddach. In der Dachachse jedes Hausdaches ist eine Zweifenstergaube vorhanden. Das Gaubendach ist in das Oberdach des Mansarddaches integriert. Massives Gebäude, Kellergeschoss bzw. Gebäudesockel in Naturstein-Zyklopenmauerwerk. Tür und Fensteröffnungen mit profilierten Betonstürzen überdeckt. Holzbalkendecke, Holzdachstuhl mit Dachpfannen. Holztüren und Holzfenster. Fenster im Erdgeschoss mit Holzklappläden. Stallanbauten parallel zur Straße, in denen auch die Toilettenanlagen untergebracht sind, eingeschossige Gebäude mit Satteldach, traufständig, Ausführung wie Wohnhäuser. Haus Bauerstraße 21: Haustyp wie 5+7 jedoch als Einzelhaus konzipiert. Traufenständig, Ausführung sonst wie Bauerstraße 5+7. Häuser Bauerstraße 1+3 und 17+19: Bergarbeiter-Siedlungshäuser, Haustyp wie Bauerstraße 5+7 in abgewandelter Form, Doppelhäuser, giebelständig, Firstlinie parallel auf der Haustrennwand, eingeschossig mit voll ausgebautem Mansarddach. Straßenseitig an den vorderen Hausecken Toilettenanbauten in zwei Etagen. Toilettenanbauten mit kleinen Satteldächern in das Hauptdach des Wohnhauses eingekehlt. Das aufgehende Mauerwerk des Dachgeschosses ist verputzt und hell gestrichen. Ausführung sonst wie Häuser Bauerstraße 5+7. | 1926–1928                 | 16. Dezember 1987                                         | 148             |
| Wohnhaus (Bergarbeitersiedlung)                 | Wohnhaus (Bergarbeitersiedlung)                 | Hückelhoven Bauerstraße 20 Karte                     | Die Bergarbeitersiedlungshäuser Brauerstraße wurden in den Jahren 1926 bis 1928 durch die Aachener Bergmannssiedlunggesellschaft mbH (ABS) errichtet. Architekt war Dipl.-Arch. E. E. Strasser. Häuser Bauerstraße 5+7,9+11,13+15, 23+25, 27+29, 31+33, 14+16, 18+20, 22+24, 26+28, 30+32, 34+36: Bergarbeiter-Siedlungshäuser, Haustyp: Arbeiter-Normalwohnungstyp Grundriss 5,50 m × 8,40 m, vier Zimmer, Doppelhäuser, traufenständig, First rechtwinkelig zur Haustrennwand, eingeschossig mit voll ausgebautem Mansarddach. In der Dachachse jedes Hausdaches ist eine Zweifenstergaube vorhanden. Das Gaubendach ist in das Oberdach des Mansarddaches integriert. Massives Gebäude, Kellergeschoss bzw. Gebäudesockel in Naturstein-Zyklopenmauerwerk. Tür und Fensteröffnungen mit profilierten Betonstürzen überdeckt. Holzbalkendecke, Holzdachstuhl mit Dachpfannen. Holztüren und Holzfenster. Fenster im Erdgeschoss mit Holzklappläden. Stallanbauten parallel zur Straße, in denen auch die Toilettenanlagen untergebracht sind, eingeschossige Gebäude mit Satteldach, traufständig, Ausführung wie Wohnhäuser. Haus Bauerstraße 21: Haustyp wie 5+7 jedoch als Einzelhaus konzipiert. Traufenständig, Ausführung sonst wie Bauerstraße 5+7. Häuser Bauerstraße 1+3 und 17+19: Bergarbeiter-Siedlungshäuser, Haustyp wie Bauerstraße 5+7 in abgewandelter Form, Doppelhäuser, giebelständig, Firstlinie parallel auf der Haustrennwand, eingeschossig mit voll ausgebautem Mansarddach. Straßenseitig an den vorderen Hausecken Toilettenanbauten in zwei Etagen. Toilettenanbauten mit kleinen Satteldächern in das Hauptdach des Wohnhauses eingekehlt. Das aufgehende Mauerwerk des Dachgeschosses ist verputzt und hell gestrichen. Ausführung sonst wie Häuser Bauerstraße 5+7. | 1926–1928                 | 16. Dezember 1987                                         | 159             |
| Wohnhaus (Bergarbeitersiedlung)                 | Wohnhaus (Bergarbeitersiedlung)                 | Hückelhoven Bauerstraße 21 Karte                     | Die Bergarbeitersiedlungshäuser Brauerstraße wurden in den Jahren 1926 bis 1928 durch die Aachener Bergmannssiedlunggesellschaft mbH (ABS) errichtet. Architekt war Dipl.-Arch. E. E. Strasser. Häuser Bauerstraße 5+7,9+11,13+15, 23+25, 27+29, 31+33, 14+16, 18+20, 22+24, 26+28, 30+32, 34+36: Bergarbeiter-Siedlungshäuser, Haustyp: Arbeiter-Normalwohnungstyp Grundriss 5,50 m × 8,40 m, vier Zimmer, Doppelhäuser, traufenständig, First rechtwinkelig zur Haustrennwand, eingeschossig mit voll ausgebautem Mansarddach. In der Dachachse jedes Hausdaches ist eine Zweifenstergaube vorhanden. Das Gaubendach ist in das Oberdach des Mansarddaches integriert. Massives Gebäude, Kellergeschoss bzw. Gebäudesockel in Naturstein-Zyklopenmauerwerk. Tür und Fensteröffnungen mit profilierten Betonstürzen überdeckt. Holzbalkendecke, Holzdachstuhl mit Dachpfannen. Holztüren und Holzfenster. Fenster im Erdgeschoss mit Holzklappläden. Stallanbauten parallel zur Straße, in denen auch die Toilettenanlagen untergebracht sind, eingeschossige Gebäude mit Satteldach, traufständig, Ausführung wie Wohnhäuser. Haus Bauerstraße 21: Haustyp wie 5+7 jedoch als Einzelhaus konzipiert. Traufenständig, Ausführung sonst wie Bauerstraße 5+7. Häuser Bauerstraße 1+3 und 17+19: Bergarbeiter-Siedlungshäuser, Haustyp wie Bauerstraße 5+7 in abgewandelter Form, Doppelhäuser, giebelständig, Firstlinie parallel auf der Haustrennwand, eingeschossig mit voll ausgebautem Mansarddach. Straßenseitig an den vorderen Hausecken Toilettenanbauten in zwei Etagen. Toilettenanbauten mit kleinen Satteldächern in das Hauptdach des Wohnhauses eingekehlt. Das aufgehende Mauerwerk des Dachgeschosses ist verputzt und hell gestrichen. Ausführung sonst wie Häuser Bauerstraße 5+7. | 1926–1928                 | 16. Dezember 1987                                         | 149             |
| Wohnhaus (Bergarbeitersiedlung)                 | Wohnhaus (Bergarbeitersiedlung)                 | Hückelhoven Bauerstraße 22 Karte                     | Die Bergarbeitersiedlungshäuser Brauerstraße wurden in den Jahren 1926 bis 1928 durch die Aachener Bergmannssiedlunggesellschaft mbH (ABS) errichtet. Architekt war Dipl.-Arch. E. E. Strasser. Häuser Bauerstraße 5+7,9+11,13+15, 23+25, 27+29, 31+33, 14+16, 18+20, 22+24, 26+28, 30+32, 34+36: Bergarbeiter-Siedlungshäuser, Haustyp: Arbeiter-Normalwohnungstyp Grundriss 5,50 m × 8,40 m, vier Zimmer, Doppelhäuser, traufenständig, First rechtwinkelig zur Haustrennwand, eingeschossig mit voll ausgebautem Mansarddach. In der Dachachse jedes Hausdaches ist eine Zweifenstergaube vorhanden. Das Gaubendach ist in das Oberdach des Mansarddaches integriert. Massives Gebäude, Kellergeschoss bzw. Gebäudesockel in Naturstein-Zyklopenmauerwerk. Tür und Fensteröffnungen mit profilierten Betonstürzen überdeckt. Holzbalkendecke, Holzdachstuhl mit Dachpfannen. Holztüren und Holzfenster. Fenster im Erdgeschoss mit Holzklappläden. Stallanbauten parallel zur Straße, in denen auch die Toilettenanlagen untergebracht sind, eingeschossige Gebäude mit Satteldach, traufständig, Ausführung wie Wohnhäuser. Haus Bauerstraße 21: Haustyp wie 5+7 jedoch als Einzelhaus konzipiert. Traufenständig, Ausführung sonst wie Bauerstraße 5+7. Häuser Bauerstraße 1+3 und 17+19: Bergarbeiter-Siedlungshäuser, Haustyp wie Bauerstraße 5+7 in abgewandelter Form, Doppelhäuser, giebelständig, Firstlinie parallel auf der Haustrennwand, eingeschossig mit voll ausgebautem Mansarddach. Straßenseitig an den vorderen Hausecken Toilettenanbauten in zwei Etagen. Toilettenanbauten mit kleinen Satteldächern in das Hauptdach des Wohnhauses eingekehlt. Das aufgehende Mauerwerk des Dachgeschosses ist verputzt und hell gestrichen. Ausführung sonst wie Häuser Bauerstraße 5+7. | 1926–1928                 | 16. Dezember 1987                                         | 160             |
| Wohnhaus (Bergarbeitersiedlung)                 | Wohnhaus (Bergarbeitersiedlung)                 | Hückelhoven Bauerstraße 23 Karte                     | Die Bergarbeitersiedlungshäuser Brauerstraße wurden in den Jahren 1926 bis 1928 durch die Aachener Bergmannssiedlunggesellschaft mbH (ABS) errichtet. Architekt war Dipl.-Arch. E. E. Strasser. Häuser Bauerstraße 5+7,9+11,13+15, 23+25, 27+29, 31+33, 14+16, 18+20, 22+24, 26+28, 30+32, 34+36: Bergarbeiter-Siedlungshäuser, Haustyp: Arbeiter-Normalwohnungstyp Grundriss 5,50 m × 8,40 m, vier Zimmer, Doppelhäuser, traufenständig, First rechtwinkelig zur Haustrennwand, eingeschossig mit voll ausgebautem Mansarddach. In der Dachachse jedes Hausdaches ist eine Zweifenstergaube vorhanden. Das Gaubendach ist in das Oberdach des Mansarddaches integriert. Massives Gebäude, Kellergeschoss bzw. Gebäudesockel in Naturstein-Zyklopenmauerwerk. Tür und Fensteröffnungen mit profilierten Betonstürzen überdeckt. Holzbalkendecke, Holzdachstuhl mit Dachpfannen. Holztüren und Holzfenster. Fenster im Erdgeschoss mit Holzklappläden. Stallanbauten parallel zur Straße, in denen auch die Toilettenanlagen untergebracht sind, eingeschossige Gebäude mit Satteldach, traufständig, Ausführung wie Wohnhäuser. Haus Bauerstraße 21: Haustyp wie 5+7 jedoch als Einzelhaus konzipiert. Traufenständig, Ausführung sonst wie Bauerstraße 5+7. Häuser Bauerstraße 1+3 und 17+19: Bergarbeiter-Siedlungshäuser, Haustyp wie Bauerstraße 5+7 in abgewandelter Form, Doppelhäuser, giebelständig, Firstlinie parallel auf der Haustrennwand, eingeschossig mit voll ausgebautem Mansarddach. Straßenseitig an den vorderen Hausecken Toilettenanbauten in zwei Etagen. Toilettenanbauten mit kleinen Satteldächern in das Hauptdach des Wohnhauses eingekehlt. Das aufgehende Mauerwerk des Dachgeschosses ist verputzt und hell gestrichen. Ausführung sonst wie Häuser Bauerstraße 5+7. | 1926–1928                 | 16. Dezember 1987                                         | 150             |
| Wohnhaus (Bergarbeitersiedlung)                 | Wohnhaus (Bergarbeitersiedlung)                 | Hückelhoven Bauerstraße 24 Karte                     | Die Bergarbeitersiedlungshäuser Brauerstraße wurden in den Jahren 1926 bis 1928 durch die Aachener Bergmannssiedlunggesellschaft mbH (ABS) errichtet. Architekt war Dipl.-Arch. E. E. Strasser. Häuser Bauerstraße 5+7,9+11,13+15, 23+25, 27+29, 31+33, 14+16, 18+20, 22+24, 26+28, 30+32, 34+36: Bergarbeiter-Siedlungshäuser, Haustyp: Arbeiter-Normalwohnungstyp Grundriss 5,50 m × 8,40 m, vier Zimmer, Doppelhäuser, traufenständig, First rechtwinkelig zur Haustrennwand, eingeschossig mit voll ausgebautem Mansarddach. In der Dachachse jedes Hausdaches ist eine Zweifenstergaube vorhanden. Das Gaubendach ist in das Oberdach des Mansarddaches integriert. Massives Gebäude, Kellergeschoss bzw. Gebäudesockel in Naturstein-Zyklopenmauerwerk. Tür und Fensteröffnungen mit profilierten Betonstürzen überdeckt. Holzbalkendecke, Holzdachstuhl mit Dachpfannen. Holztüren und Holzfenster. Fenster im Erdgeschoss mit Holzklappläden. Stallanbauten parallel zur Straße, in denen auch die Toilettenanlagen untergebracht sind, eingeschossige Gebäude mit Satteldach, traufständig, Ausführung wie Wohnhäuser. Haus Bauerstraße 21: Haustyp wie 5+7 jedoch als Einzelhaus konzipiert. Traufenständig, Ausführung sonst wie Bauerstraße 5+7. Häuser Bauerstraße 1+3 und 17+19: Bergarbeiter-Siedlungshäuser, Haustyp wie Bauerstraße 5+7 in abgewandelter Form, Doppelhäuser, giebelständig, Firstlinie parallel auf der Haustrennwand, eingeschossig mit voll ausgebautem Mansarddach. Straßenseitig an den vorderen Hausecken Toilettenanbauten in zwei Etagen. Toilettenanbauten mit kleinen Satteldächern in das Hauptdach des Wohnhauses eingekehlt. Das aufgehende Mauerwerk des Dachgeschosses ist verputzt und hell gestrichen. Ausführung sonst wie Häuser Bauerstraße 5+7. | 1926–1928                 | 16. Dezember 1987                                         | 161             |
| Wohnhaus (Bergarbeitersiedlung)                 | Wohnhaus (Bergarbeitersiedlung)                 | Hückelhoven Bauerstraße 25 Karte                     | Die Bergarbeitersiedlungshäuser Brauerstraße wurden in den Jahren 1926 bis 1928 durch die Aachener Bergmannssiedlunggesellschaft mbH (ABS) errichtet. Architekt war Dipl.-Arch. E. E. Strasser. Häuser Bauerstraße 5+7,9+11,13+15, 23+25, 27+29, 31+33, 14+16, 18+20, 22+24, 26+28, 30+32, 34+36: Bergarbeiter-Siedlungshäuser, Haustyp: Arbeiter-Normalwohnungstyp Grundriss 5,50 m × 8,40 m, vier Zimmer, Doppelhäuser, traufenständig, First rechtwinkelig zur Haustrennwand, eingeschossig mit voll ausgebautem Mansarddach. In der Dachachse jedes Hausdaches ist eine Zweifenstergaube vorhanden. Das Gaubendach ist in das Oberdach des Mansarddaches integriert. Massives Gebäude, Kellergeschoss bzw. Gebäudesockel in Naturstein-Zyklopenmauerwerk. Tür und Fensteröffnungen mit profilierten Betonstürzen überdeckt. Holzbalkendecke, Holzdachstuhl mit Dachpfannen. Holztüren und Holzfenster. Fenster im Erdgeschoss mit Holzklappläden. Stallanbauten parallel zur Straße, in denen auch die Toilettenanlagen untergebracht sind, eingeschossige Gebäude mit Satteldach, traufständig, Ausführung wie Wohnhäuser. Haus Bauerstraße 21: Haustyp wie 5+7 jedoch als Einzelhaus konzipiert. Traufenständig, Ausführung sonst wie Bauerstraße 5+7. Häuser Bauerstraße 1+3 und 17+19: Bergarbeiter-Siedlungshäuser, Haustyp wie Bauerstraße 5+7 in abgewandelter Form, Doppelhäuser, giebelständig, Firstlinie parallel auf der Haustrennwand, eingeschossig mit voll ausgebautem Mansarddach. Straßenseitig an den vorderen Hausecken Toilettenanbauten in zwei Etagen. Toilettenanbauten mit kleinen Satteldächern in das Hauptdach des Wohnhauses eingekehlt. Das aufgehende Mauerwerk des Dachgeschosses ist verputzt und hell gestrichen. Ausführung sonst wie Häuser Bauerstraße 5+7. | 1926–1928                 | 16. Dezember 1987                                         | 151             |
| Wohnhaus (Bergarbeitersiedlung)                 | Wohnhaus (Bergarbeitersiedlung)                 | Hückelhoven Bauerstraße 26 Karte                     | Die Bergarbeitersiedlungshäuser Brauerstraße wurden in den Jahren 1926 bis 1928 durch die Aachener Bergmannssiedlunggesellschaft mbH (ABS) errichtet. Architekt war Dipl.-Arch. E. E. Strasser. Häuser Bauerstraße 5+7,9+11,13+15, 23+25, 27+29, 31+33, 14+16, 18+20, 22+24, 26+28, 30+32, 34+36: Bergarbeiter-Siedlungshäuser, Haustyp: Arbeiter-Normalwohnungstyp Grundriss 5,50 m × 8,40 m, vier Zimmer, Doppelhäuser, traufenständig, First rechtwinkelig zur Haustrennwand, eingeschossig mit voll ausgebautem Mansarddach. In der Dachachse jedes Hausdaches ist eine Zweifenstergaube vorhanden. Das Gaubendach ist in das Oberdach des Mansarddaches integriert. Massives Gebäude, Kellergeschoss bzw. Gebäudesockel in Naturstein-Zyklopenmauerwerk. Tür und Fensteröffnungen mit profilierten Betonstürzen überdeckt. Holzbalkendecke, Holzdachstuhl mit Dachpfannen. Holztüren und Holzfenster. Fenster im Erdgeschoss mit Holzklappläden. Stallanbauten parallel zur Straße, in denen auch die Toilettenanlagen untergebracht sind, eingeschossige Gebäude mit Satteldach, traufständig, Ausführung wie Wohnhäuser. Haus Bauerstraße 21: Haustyp wie 5+7 jedoch als Einzelhaus konzipiert. Traufenständig, Ausführung sonst wie Bauerstraße 5+7. Häuser Bauerstraße 1+3 und 17+19: Bergarbeiter-Siedlungshäuser, Haustyp wie Bauerstraße 5+7 in abgewandelter Form, Doppelhäuser, giebelständig, Firstlinie parallel auf der Haustrennwand, eingeschossig mit voll ausgebautem Mansarddach. Straßenseitig an den vorderen Hausecken Toilettenanbauten in zwei Etagen. Toilettenanbauten mit kleinen Satteldächern in das Hauptdach des Wohnhauses eingekehlt. Das aufgehende Mauerwerk des Dachgeschosses ist verputzt und hell gestrichen. Ausführung sonst wie Häuser Bauerstraße 5+7. | 1926–1928                 | 16. Dezember 1987                                         | 162             |
| Wohnhaus (Bergarbeitersiedlung)                 | Wohnhaus (Bergarbeitersiedlung)                 | Hückelhoven Bauerstraße 27 Karte                     | Die Bergarbeitersiedlungshäuser Brauerstraße wurden in den Jahren 1926 bis 1928 durch die Aachener Bergmannssiedlunggesellschaft mbH (ABS) errichtet. Architekt war Dipl.-Arch. E. E. Strasser. Häuser Bauerstraße 5+7,9+11,13+15, 23+25, 27+29, 31+33, 14+16, 18+20, 22+24, 26+28, 30+32, 34+36: Bergarbeiter-Siedlungshäuser, Haustyp: Arbeiter-Normalwohnungstyp Grundriss 5,50 m × 8,40 m, vier Zimmer, Doppelhäuser, traufenständig, First rechtwinkelig zur Haustrennwand, eingeschossig mit voll ausgebautem Mansarddach. In der Dachachse jedes Hausdaches ist eine Zweifenstergaube vorhanden. Das Gaubendach ist in das Oberdach des Mansarddaches integriert. Massives Gebäude, Kellergeschoss bzw. Gebäudesockel in Naturstein-Zyklopenmauerwerk. Tür und Fensteröffnungen mit profilierten Betonstürzen überdeckt. Holzbalkendecke, Holzdachstuhl mit Dachpfannen. Holztüren und Holzfenster. Fenster im Erdgeschoss mit Holzklappläden. Stallanbauten parallel zur Straße, in denen auch die Toilettenanlagen untergebracht sind, eingeschossige Gebäude mit Satteldach, traufständig, Ausführung wie Wohnhäuser. Haus Bauerstraße 21: Haustyp wie 5+7 jedoch als Einzelhaus konzipiert. Traufenständig, Ausführung sonst wie Bauerstraße 5+7. Häuser Bauerstraße 1+3 und 17+19: Bergarbeiter-Siedlungshäuser, Haustyp wie Bauerstraße 5+7 in abgewandelter Form, Doppelhäuser, giebelständig, Firstlinie parallel auf der Haustrennwand, eingeschossig mit voll ausgebautem Mansarddach. Straßenseitig an den vorderen Hausecken Toilettenanbauten in zwei Etagen. Toilettenanbauten mit kleinen Satteldächern in das Hauptdach des Wohnhauses eingekehlt. Das aufgehende Mauerwerk des Dachgeschosses ist verputzt und hell gestrichen. Ausführung sonst wie Häuser Bauerstraße 5+7. | 1926–1928                 | 16. Dezember 1987                                         | 152             |
| Wohnhaus (Bergarbeitersiedlung)                 | Wohnhaus (Bergarbeitersiedlung)                 | Hückelhoven Bauerstraße 28 Karte                     | Die Bergarbeitersiedlungshäuser Brauerstraße wurden in den Jahren 1926 bis 1928 durch die Aachener Bergmannssiedlunggesellschaft mbH (ABS) errichtet. Architekt war Dipl.-Arch. E. E. Strasser. Häuser Bauerstraße 5+7,9+11,13+15, 23+25, 27+29, 31+33, 14+16, 18+20, 22+24, 26+28, 30+32, 34+36: Bergarbeiter-Siedlungshäuser, Haustyp: Arbeiter-Normalwohnungstyp Grundriss 5,50 m × 8,40 m, vier Zimmer, Doppelhäuser, traufenständig, First rechtwinkelig zur Haustrennwand, eingeschossig mit voll ausgebautem Mansarddach. In der Dachachse jedes Hausdaches ist eine Zweifenstergaube vorhanden. Das Gaubendach ist in das Oberdach des Mansarddaches integriert. Massives Gebäude, Kellergeschoss bzw. Gebäudesockel in Naturstein-Zyklopenmauerwerk. Tür und Fensteröffnungen mit profilierten Betonstürzen überdeckt. Holzbalkendecke, Holzdachstuhl mit Dachpfannen. Holztüren und Holzfenster. Fenster im Erdgeschoss mit Holzklappläden. Stallanbauten parallel zur Straße, in denen auch die Toilettenanlagen untergebracht sind, eingeschossige Gebäude mit Satteldach, traufständig, Ausführung wie Wohnhäuser. Haus Bauerstraße 21: Haustyp wie 5+7 jedoch als Einzelhaus konzipiert. Traufenständig, Ausführung sonst wie Bauerstraße 5+7. Häuser Bauerstraße 1+3 und 17+19: Bergarbeiter-Siedlungshäuser, Haustyp wie Bauerstraße 5+7 in abgewandelter Form, Doppelhäuser, giebelständig, Firstlinie parallel auf der Haustrennwand, eingeschossig mit voll ausgebautem Mansarddach. Straßenseitig an den vorderen Hausecken Toilettenanbauten in zwei Etagen. Toilettenanbauten mit kleinen Satteldächern in das Hauptdach des Wohnhauses eingekehlt. Das aufgehende Mauerwerk des Dachgeschosses ist verputzt und hell gestrichen. Ausführung sonst wie Häuser Bauerstraße 5+7. | 1926–1928                 | 16. Dezember 1987                                         | 163             |
| Wohnhaus (Bergarbeitersiedlung)                 | Wohnhaus (Bergarbeitersiedlung)                 | Hückelhoven Bauerstraße 29 Karte                     | Die Bergarbeitersiedlungshäuser Brauerstraße wurden in den Jahren 1926 bis 1928 durch die Aachener Bergmannssiedlunggesellschaft mbH (ABS) errichtet. Architekt war Dipl.-Arch. E. E. Strasser. Häuser Bauerstraße 5+7,9+11,13+15, 23+25, 27+29, 31+33, 14+16, 18+20, 22+24, 26+28, 30+32, 34+36: Bergarbeiter-Siedlungshäuser, Haustyp: Arbeiter-Normalwohnungstyp Grundriss 5,50 m × 8,40 m, vier Zimmer, Doppelhäuser, traufenständig, First rechtwinkelig zur Haustrennwand, eingeschossig mit voll ausgebautem Mansarddach. In der Dachachse jedes Hausdaches ist eine Zweifenstergaube vorhanden. Das Gaubendach ist in das Oberdach des Mansarddaches integriert. Massives Gebäude, Kellergeschoss bzw. Gebäudesockel in Naturstein-Zyklopenmauerwerk. Tür und Fensteröffnungen mit profilierten Betonstürzen überdeckt. Holzbalkendecke, Holzdachstuhl mit Dachpfannen. Holztüren und Holzfenster. Fenster im Erdgeschoss mit Holzklappläden. Stallanbauten parallel zur Straße, in denen auch die Toilettenanlagen untergebracht sind, eingeschossige Gebäude mit Satteldach, traufständig, Ausführung wie Wohnhäuser. Haus Bauerstraße 21: Haustyp wie 5+7 jedoch als Einzelhaus konzipiert. Traufenständig, Ausführung sonst wie Bauerstraße 5+7. Häuser Bauerstraße 1+3 und 17+19: Bergarbeiter-Siedlungshäuser, Haustyp wie Bauerstraße 5+7 in abgewandelter Form, Doppelhäuser, giebelständig, Firstlinie parallel auf der Haustrennwand, eingeschossig mit voll ausgebautem Mansarddach. Straßenseitig an den vorderen Hausecken Toilettenanbauten in zwei Etagen. Toilettenanbauten mit kleinen Satteldächern in das Hauptdach des Wohnhauses eingekehlt. Das aufgehende Mauerwerk des Dachgeschosses ist verputzt und hell gestrichen. Ausführung sonst wie Häuser Bauerstraße 5+7. | 1926–1928                 | 16. Dezember 1987                                         | 153             |
| Wohnhaus (Bergarbeitersiedlung)                 | Wohnhaus (Bergarbeitersiedlung)                 | Hückelhoven Bauerstraße 30 Karte                     | Die Bergarbeitersiedlungshäuser Brauerstraße wurden in den Jahren 1926 bis 1928 durch die Aachener Bergmannssiedlunggesellschaft mbH (ABS) errichtet. Architekt war Dipl.-Arch. E. E. Strasser. Häuser Bauerstraße 5+7,9+11,13+15, 23+25, 27+29, 31+33, 14+16, 18+20, 22+24, 26+28, 30+32, 34+36: Bergarbeiter-Siedlungshäuser, Haustyp: Arbeiter-Normalwohnungstyp Grundriss 5,50 m × 8,40 m, vier Zimmer, Doppelhäuser, traufenständig, First rechtwinkelig zur Haustrennwand, eingeschossig mit voll ausgebautem Mansarddach. In der Dachachse jedes Hausdaches ist eine Zweifenstergaube vorhanden. Das Gaubendach ist in das Oberdach des Mansarddaches integriert. Massives Gebäude, Kellergeschoss bzw. Gebäudesockel in Naturstein-Zyklopenmauerwerk. Tür und Fensteröffnungen mit profilierten Betonstürzen überdeckt. Holzbalkendecke, Holzdachstuhl mit Dachpfannen. Holztüren und Holzfenster. Fenster im Erdgeschoss mit Holzklappläden. Stallanbauten parallel zur Straße, in denen auch die Toilettenanlagen untergebracht sind, eingeschossige Gebäude mit Satteldach, traufständig, Ausführung wie Wohnhäuser. Haus Bauerstraße 21: Haustyp wie 5+7 jedoch als Einzelhaus konzipiert. Traufenständig, Ausführung sonst wie Bauerstraße 5+7. Häuser Bauerstraße 1+3 und 17+19: Bergarbeiter-Siedlungshäuser, Haustyp wie Bauerstraße 5+7 in abgewandelter Form, Doppelhäuser, giebelständig, Firstlinie parallel auf der Haustrennwand, eingeschossig mit voll ausgebautem Mansarddach. Straßenseitig an den vorderen Hausecken Toilettenanbauten in zwei Etagen. Toilettenanbauten mit kleinen Satteldächern in das Hauptdach des Wohnhauses eingekehlt. Das aufgehende Mauerwerk des Dachgeschosses ist verputzt und hell gestrichen. Ausführung sonst wie Häuser Bauerstraße 5+7. | 1926–1928                 | 16. Dezember 1987                                         | 164             |
| Wohnhaus (Bergarbeitersiedlung)                 | Wohnhaus (Bergarbeitersiedlung)                 | Hückelhoven Bauerstraße 31 Karte                     | Die Bergarbeitersiedlungshäuser Brauerstraße wurden in den Jahren 1926 bis 1928 durch die Aachener Bergmannssiedlunggesellschaft mbH (ABS) errichtet. Architekt war Dipl.-Arch. E. E. Strasser. Häuser Bauerstraße 5+7,9+11,13+15, 23+25, 27+29, 31+33, 14+16, 18+20, 22+24, 26+28, 30+32, 34+36: Bergarbeiter-Siedlungshäuser, Haustyp: Arbeiter-Normalwohnungstyp Grundriss 5,50 m × 8,40 m, vier Zimmer, Doppelhäuser, traufenständig, First rechtwinkelig zur Haustrennwand, eingeschossig mit voll ausgebautem Mansarddach. In der Dachachse jedes Hausdaches ist eine Zweifenstergaube vorhanden. Das Gaubendach ist in das Oberdach des Mansarddaches integriert. Massives Gebäude, Kellergeschoss bzw. Gebäudesockel in Naturstein-Zyklopenmauerwerk. Tür und Fensteröffnungen mit profilierten Betonstürzen überdeckt. Holzbalkendecke, Holzdachstuhl mit Dachpfannen. Holztüren und Holzfenster. Fenster im Erdgeschoss mit Holzklappläden. Stallanbauten parallel zur Straße, in denen auch die Toilettenanlagen untergebracht sind, eingeschossige Gebäude mit Satteldach, traufständig, Ausführung wie Wohnhäuser. Haus Bauerstraße 21: Haustyp wie 5+7 jedoch als Einzelhaus konzipiert. Traufenständig, Ausführung sonst wie Bauerstraße 5+7. Häuser Bauerstraße 1+3 und 17+19: Bergarbeiter-Siedlungshäuser, Haustyp wie Bauerstraße 5+7 in abgewandelter Form, Doppelhäuser, giebelständig, Firstlinie parallel auf der Haustrennwand, eingeschossig mit voll ausgebautem Mansarddach. Straßenseitig an den vorderen Hausecken Toilettenanbauten in zwei Etagen. Toilettenanbauten mit kleinen Satteldächern in das Hauptdach des Wohnhauses eingekehlt. Das aufgehende Mauerwerk des Dachgeschosses ist verputzt und hell gestrichen. Ausführung sonst wie Häuser Bauerstraße 5+7. | 1926–1928                 | 16. Dezember 1987                                         | 154             |
| Wohnhaus (Bergarbeitersiedlung)                 | Wohnhaus (Bergarbeitersiedlung)                 | Hückelhoven Bauerstraße 32 Karte                     | Die Bergarbeitersiedlungshäuser Brauerstraße wurden in den Jahren 1926 bis 1928 durch die Aachener Bergmannssiedlunggesellschaft mbH (ABS) errichtet. Architekt war Dipl.-Arch. E. E. Strasser. Häuser Bauerstraße 5+7,9+11,13+15, 23+25, 27+29, 31+33, 14+16, 18+20, 22+24, 26+28, 30+32, 34+36: Bergarbeiter-Siedlungshäuser, Haustyp: Arbeiter-Normalwohnungstyp Grundriss 5,50 m × 8,40 m, vier Zimmer, Doppelhäuser, traufenständig, First rechtwinkelig zur Haustrennwand, eingeschossig mit voll ausgebautem Mansarddach. In der Dachachse jedes Hausdaches ist eine Zweifenstergaube vorhanden. Das Gaubendach ist in das Oberdach des Mansarddaches integriert. Massives Gebäude, Kellergeschoss bzw. Gebäudesockel in Naturstein-Zyklopenmauerwerk. Tür und Fensteröffnungen mit profilierten Betonstürzen überdeckt. Holzbalkendecke, Holzdachstuhl mit Dachpfannen. Holztüren und Holzfenster. Fenster im Erdgeschoss mit Holzklappläden. Stallanbauten parallel zur Straße, in denen auch die Toilettenanlagen untergebracht sind, eingeschossige Gebäude mit Satteldach, traufständig, Ausführung wie Wohnhäuser. Haus Bauerstraße 21: Haustyp wie 5+7 jedoch als Einzelhaus konzipiert. Traufenständig, Ausführung sonst wie Bauerstraße 5+7. Häuser Bauerstraße 1+3 und 17+19: Bergarbeiter-Siedlungshäuser, Haustyp wie Bauerstraße 5+7 in abgewandelter Form, Doppelhäuser, giebelständig, Firstlinie parallel auf der Haustrennwand, eingeschossig mit voll ausgebautem Mansarddach. Straßenseitig an den vorderen Hausecken Toilettenanbauten in zwei Etagen. Toilettenanbauten mit kleinen Satteldächern in das Hauptdach des Wohnhauses eingekehlt. Das aufgehende Mauerwerk des Dachgeschosses ist verputzt und hell gestrichen. Ausführung sonst wie Häuser Bauerstraße 5+7. | 1926–1928                 | 16. Dezember 1987                                         | 165             |
| Wohnhaus (Bergarbeitersiedlung)                 | Wohnhaus (Bergarbeitersiedlung)                 | Hückelhoven Bauerstraße 33 Karte                     | Die Bergarbeitersiedlungshäuser Brauerstraße wurden in den Jahren 1926 bis 1928 durch die Aachener Bergmannssiedlunggesellschaft mbH (ABS) errichtet. Architekt war Dipl.-Arch. E. E. Strasser. Häuser Bauerstraße 5+7,9+11,13+15, 23+25, 27+29, 31+33, 14+16, 18+20, 22+24, 26+28, 30+32, 34+36: Bergarbeiter-Siedlungshäuser, Haustyp: Arbeiter-Normalwohnungstyp Grundriss 5,50 m × 8,40 m, vier Zimmer, Doppelhäuser, traufenständig, First rechtwinkelig zur Haustrennwand, eingeschossig mit voll ausgebautem Mansarddach. In der Dachachse jedes Hausdaches ist eine Zweifenstergaube vorhanden. Das Gaubendach ist in das Oberdach des Mansarddaches integriert. Massives Gebäude, Kellergeschoss bzw. Gebäudesockel in Naturstein-Zyklopenmauerwerk. Tür und Fensteröffnungen mit profilierten Betonstürzen überdeckt. Holzbalkendecke, Holzdachstuhl mit Dachpfannen. Holztüren und Holzfenster. Fenster im Erdgeschoss mit Holzklappläden. Stallanbauten parallel zur Straße, in denen auch die Toilettenanlagen untergebracht sind, eingeschossige Gebäude mit Satteldach, traufständig, Ausführung wie Wohnhäuser. Haus Bauerstraße 21: Haustyp wie 5+7 jedoch als Einzelhaus konzipiert. Traufenständig, Ausführung sonst wie Bauerstraße 5+7. Häuser Bauerstraße 1+3 und 17+19: Bergarbeiter-Siedlungshäuser, Haustyp wie Bauerstraße 5+7 in abgewandelter Form, Doppelhäuser, giebelständig, Firstlinie parallel auf der Haustrennwand, eingeschossig mit voll ausgebautem Mansarddach. Straßenseitig an den vorderen Hausecken Toilettenanbauten in zwei Etagen. Toilettenanbauten mit kleinen Satteldächern in das Hauptdach des Wohnhauses eingekehlt. Das aufgehende Mauerwerk des Dachgeschosses ist verputzt und hell gestrichen. Ausführung sonst wie Häuser Bauerstraße 5+7. | 1926–1928                 | 16. Dezember 1987                                         | 155             |
| Wohnhaus (Bergarbeitersiedlung)                 | Wohnhaus (Bergarbeitersiedlung)                 | Hückelhoven Bauerstraße 34 Karte                     | Die Bergarbeitersiedlungshäuser Brauerstraße wurden in den Jahren 1926 bis 1928 durch die Aachener Bergmannssiedlunggesellschaft mbH (ABS) errichtet. Architekt war Dipl.-Arch. E. E. Strasser. Häuser Bauerstraße 5+7,9+11,13+15, 23+25, 27+29, 31+33, 14+16, 18+20, 22+24, 26+28, 30+32, 34+36: Bergarbeiter-Siedlungshäuser, Haustyp: Arbeiter-Normalwohnungstyp Grundriss 5,50 m × 8,40 m, vier Zimmer, Doppelhäuser, traufenständig, First rechtwinkelig zur Haustrennwand, eingeschossig mit voll ausgebautem Mansarddach. In der Dachachse jedes Hausdaches ist eine Zweifenstergaube vorhanden. Das Gaubendach ist in das Oberdach des Mansarddaches integriert. Massives Gebäude, Kellergeschoss bzw. Gebäudesockel in Naturstein-Zyklopenmauerwerk. Tür und Fensteröffnungen mit profilierten Betonstürzen überdeckt. Holzbalkendecke, Holzdachstuhl mit Dachpfannen. Holztüren und Holzfenster. Fenster im Erdgeschoss mit Holzklappläden. Stallanbauten parallel zur Straße, in denen auch die Toilettenanlagen untergebracht sind, eingeschossige Gebäude mit Satteldach, traufständig, Ausführung wie Wohnhäuser. Haus Bauerstraße 21: Haustyp wie 5+7 jedoch als Einzelhaus konzipiert. Traufenständig, Ausführung sonst wie Bauerstraße 5+7. Häuser Bauerstraße 1+3 und 17+19: Bergarbeiter-Siedlungshäuser, Haustyp wie Bauerstraße 5+7 in abgewandelter Form, Doppelhäuser, giebelständig, Firstlinie parallel auf der Haustrennwand, eingeschossig mit voll ausgebautem Mansarddach. Straßenseitig an den vorderen Hausecken Toilettenanbauten in zwei Etagen. Toilettenanbauten mit kleinen Satteldächern in das Hauptdach des Wohnhauses eingekehlt. Das aufgehende Mauerwerk des Dachgeschosses ist verputzt und hell gestrichen. Ausführung sonst wie Häuser Bauerstraße 5+7. | 1926–1928                 | 16. Dezember 1987                                         | 166             |
| Wohnhaus (Bergarbeitersiedlung)                 | Wohnhaus (Bergarbeitersiedlung)                 | Hückelhoven Bauerstraße 36 Karte                     | Die Bergarbeitersiedlungshäuser Brauerstraße wurden in den Jahren 1926 bis 1928 durch die Aachener Bergmannssiedlunggesellschaft mbH (ABS) errichtet. Architekt war Dipl.-Arch. E. E. Strasser. Häuser Bauerstraße 5+7,9+11,13+15, 23+25, 27+29, 31+33, 14+16, 18+20, 22+24, 26+28, 30+32, 34+36: Bergarbeiter-Siedlungshäuser, Haustyp: Arbeiter-Normalwohnungstyp Grundriss 5,50 m × 8,40 m, vier Zimmer, Doppelhäuser, traufenständig, First rechtwinkelig zur Haustrennwand, eingeschossig mit voll ausgebautem Mansarddach. In der Dachachse jedes Hausdaches ist eine Zweifenstergaube vorhanden. Das Gaubendach ist in das Oberdach des Mansarddaches integriert. Massives Gebäude, Kellergeschoss bzw. Gebäudesockel in Naturstein-Zyklopenmauerwerk. Tür und Fensteröffnungen mit profilierten Betonstürzen überdeckt. Holzbalkendecke, Holzdachstuhl mit Dachpfannen. Holztüren und Holzfenster. Fenster im Erdgeschoss mit Holzklappläden. Stallanbauten parallel zur Straße, in denen auch die Toilettenanlagen untergebracht sind, eingeschossige Gebäude mit Satteldach, traufständig, Ausführung wie Wohnhäuser. Haus Bauerstraße 21: Haustyp wie 5+7 jedoch als Einzelhaus konzipiert. Traufenständig, Ausführung sonst wie Bauerstraße 5+7. Häuser Bauerstraße 1+3 und 17+19: Bergarbeiter-Siedlungshäuser, Haustyp wie Bauerstraße 5+7 in abgewandelter Form, Doppelhäuser, giebelständig, Firstlinie parallel auf der Haustrennwand, eingeschossig mit voll ausgebautem Mansarddach. Straßenseitig an den vorderen Hausecken Toilettenanbauten in zwei Etagen. Toilettenanbauten mit kleinen Satteldächern in das Hauptdach des Wohnhauses eingekehlt. Das aufgehende Mauerwerk des Dachgeschosses ist verputzt und hell gestrichen. Ausführung sonst wie Häuser Bauerstraße 5+7. | 1926–1928                 | 16. Dezember 1987                                         | 167             |
| Kath. Pfarrkirche St. Barbara                   | Kath. Pfarrkirche St. Barbara                   | Hückelhoven Brassertstraße 6 Karte                   | Stahlskelettbau, verputzt und hell (weiß) gestrichen, mit seitlich stehendem Glockenturm; erbaut 1932/33. (Architekt: Hermann Schagen aus Düsseldorf) | 1932–1933                 | 12. Januar 1983                                           | 11              |
| Wohnhaus (Bergarbeitersiedlung)                 | Wohnhaus (Bergarbeitersiedlung)                 | Hückelhoven Brassertstraße 20 Karte                  | Die Bergarbeiter-Siedlungshäuser Brassertstraße wurden in den Jahren 1926 bis 1928 durch die Aachener Bergmannssiedlunggesellschaft (ABS) errichtet. Architekt war Dipl.-Arch. E. E. Strasser. Häuser Brassertstraße 24-44: Bergarbeiter-Siedlungshäuser, Haustyp: Arbeiter-Normalwohnungstyp Grundriss 5,50 m × 8,40 m, Hauszeile bestehend aus 11 Häuser, traufenständig, First rechtwinkelig zur Haustrennwand, eingeschossig mit voll ausgebautem Mansarddach. In der Dachachse jedes Hausdaches ist eine Zweifenster-Dachgaube vorhanden. Das Gaubendach ist in das Oberdach des Mansarddaches integriert. Massives Gebäude, Kellergeschoss bzw. Gebäudesockel in Naturstein-Zyklopenmauerwerk. Aufgehendes Mauerwerk in Ziegel-Sichtmauerwerk. Tür und Fensteröffnungen mit profilierten Betonstürzen überdeckt. Holzbalkendecke, Holzdachkonstruktion mit Dachpfannen. Holztüren und Holzfenster. Hinter den Wohnhäusern sind Hofgebäude vorhanden, in denen auch die Toiletten untergebracht sind, eingeschossig, Satteldächer, Ausführung sonst wie Wohnhäuser. Häuser Brassertstraße 22+24 und 46+48: Bergarbeiter-Siedlungshäuser, Haustyp wie Brassertstraße 24-44 in abgewandelter Form, gegenüber der Hauszeile 24-44 etwa 2,5 m vorspringend als Endhäuser der Hauszeile Doppelhäuser, giebelständig, Firstlinie parallel auf der Haustrennwand. Ausführung und Gestaltung sonst wie Häuser Brassertstraße 22-44. | 1926–1928                 | 16. Dezember 1987                                         | 168             |
| Wohnhaus (Bergarbeitersiedlung)                 | Wohnhaus (Bergarbeitersiedlung)                 | Hückelhoven Brassertstraße 22 Karte                  | Die Bergarbeiter-Siedlungshäuser Brassertstraße wurden in den Jahren 1926 bis 1928 durch die Aachener Bergmannssiedlunggesellschaft (ABS) errichtet. Architekt war Dipl.-Arch. E. E. Strasser. Häuser Brassertstraße 24-44: Bergarbeiter-Siedlungshäuser, Haustyp: Arbeiter-Normalwohnungstyp Grundriss 5,50 m × 8,40 m, Hauszeile bestehend aus 11 Häuser, traufenständig, First rechtwinkelig zur Haustrennwand, eingeschossig mit voll ausgebautem Mansarddach. In der Dachachse jedes Hausdaches ist eine Zweifenster-Dachgaube vorhanden. Das Gaubendach ist in das Oberdach des Mansarddaches integriert. Massives Gebäude, Kellergeschoss bzw. Gebäudesockel in Naturstein-Zyklopenmauerwerk. Aufgehendes Mauerwerk in Ziegel-Sichtmauerwerk. Tür und Fensteröffnungen mit profilierten Betonstürzen überdeckt. Holzbalkendecke, Holzdachkonstruktion mit Dachpfannen. Holztüren und Holzfenster. Hinter den Wohnhäusern sind Hofgebäude vorhanden, in denen auch die Toiletten untergebracht sind, eingeschossig, Satteldächer, Ausführung sonst wie Wohnhäuser. Häuser Brassertstraße 22+24 und 46+48: Bergarbeiter-Siedlungshäuser, Haustyp wie Brassertstraße 24-44 in abgewandelter Form, gegenüber der Hauszeile 24-44 etwa 2,5 m vorspringend als Endhäuser der Hauszeile Doppelhäuser, giebelständig, Firstlinie parallel auf der Haustrennwand. Ausführung und Gestaltung sonst wie Häuser Brassertstraße 22-44. | 1926–1928                 | 16. Dezember 1987                                         | 169             |
| Wohnhaus (Bergarbeitersiedlung)                 | Wohnhaus (Bergarbeitersiedlung)                 | Hückelhoven Brassertstraße 24 Karte                  | Die Bergarbeiter-Siedlungshäuser Brassertstraße wurden in den Jahren 1926 bis 1928 durch die Aachener Bergmannssiedlunggesellschaft (ABS) errichtet. Architekt war Dipl.-Arch. E. E. Strasser. Häuser Brassertstraße 24-44: Bergarbeiter-Siedlungshäuser, Haustyp: Arbeiter-Normalwohnungstyp Grundriss 5,50 m × 8,40 m, Hauszeile bestehend aus 11 Häuser, traufenständig, First rechtwinkelig zur Haustrennwand, eingeschossig mit voll ausgebautem Mansarddach. In der Dachachse jedes Hausdaches ist eine Zweifenster-Dachgaube vorhanden. Das Gaubendach ist in das Oberdach des Mansarddaches integriert. Massives Gebäude, Kellergeschoss bzw. Gebäudesockel in Naturstein-Zyklopenmauerwerk. Aufgehendes Mauerwerk in Ziegel-Sichtmauerwerk. Tür und Fensteröffnungen mit profilierten Betonstürzen überdeckt. Holzbalkendecke, Holzdachkonstruktion mit Dachpfannen. Holztüren und Holzfenster. Hinter den Wohnhäusern sind Hofgebäude vorhanden, in denen auch die Toiletten untergebracht sind, eingeschossig, Satteldächer, Ausführung sonst wie Wohnhäuser. Häuser Brassertstraße 22+24 und 46+48: Bergarbeiter-Siedlungshäuser, Haustyp wie Brassertstraße 24-44 in abgewandelter Form, gegenüber der Hauszeile 24-44 etwa 2,5 m vorspringend als Endhäuser der Hauszeile Doppelhäuser, giebelständig, Firstlinie parallel auf der Haustrennwand. Ausführung und Gestaltung sonst wie Häuser Brassertstraße 22-44. | 1926–1928                 | 16. Dezember 1987                                         | 170             |
| Wohnhaus (Bergarbeitersiedlung)                 | Wohnhaus (Bergarbeitersiedlung)                 | Hückelhoven Brassertstraße 26 Karte                  | Die Bergarbeiter-Siedlungshäuser Brassertstraße wurden in den Jahren 1926 bis 1928 durch die Aachener Bergmannssiedlunggesellschaft (ABS) errichtet. Architekt war Dipl.-Arch. E. E. Strasser. Häuser Brassertstraße 24-44: Bergarbeiter-Siedlungshäuser, Haustyp: Arbeiter-Normalwohnungstyp Grundriss 5,50 m × 8,40 m, Hauszeile bestehend aus 11 Häuser, traufenständig, First rechtwinkelig zur Haustrennwand, eingeschossig mit voll ausgebautem Mansarddach. In der Dachachse jedes Hausdaches ist eine Zweifenster-Dachgaube vorhanden. Das Gaubendach ist in das Oberdach des Mansarddaches integriert. Massives Gebäude, Kellergeschoss bzw. Gebäudesockel in Naturstein-Zyklopenmauerwerk. Aufgehendes Mauerwerk in Ziegel-Sichtmauerwerk. Tür und Fensteröffnungen mit profilierten Betonstürzen überdeckt. Holzbalkendecke, Holzdachkonstruktion mit Dachpfannen. Holztüren und Holzfenster. Hinter den Wohnhäusern sind Hofgebäude vorhanden, in denen auch die Toiletten untergebracht sind, eingeschossig, Satteldächer, Ausführung sonst wie Wohnhäuser. Häuser Brassertstraße 22+24 und 46+48: Bergarbeiter-Siedlungshäuser, Haustyp wie Brassertstraße 24-44 in abgewandelter Form, gegenüber der Hauszeile 24-44 etwa 2,5 m vorspringend als Endhäuser der Hauszeile Doppelhäuser, giebelständig, Firstlinie parallel auf der Haustrennwand. Ausführung und Gestaltung sonst wie Häuser Brassertstraße 22-44. | 1926–1928                 | 16. Dezember 1987                                         | 171             |
| Wohnhaus (Bergarbeitersiedlung)                 | Wohnhaus (Bergarbeitersiedlung)                 | Hückelhoven Brassertstraße 28 Karte                  | Die Bergarbeiter-Siedlungshäuser Brassertstraße wurden in den Jahren 1926 bis 1928 durch die Aachener Bergmannssiedlunggesellschaft (ABS) errichtet. Architekt war Dipl.-Arch. E. E. Strasser. Häuser Brassertstraße 24-44: Bergarbeiter-Siedlungshäuser, Haustyp: Arbeiter-Normalwohnungstyp Grundriss 5,50 m × 8,40 m, Hauszeile bestehend aus 11 Häuser, traufenständig, First rechtwinkelig zur Haustrennwand, eingeschossig mit voll ausgebautem Mansarddach. In der Dachachse jedes Hausdaches ist eine Zweifenster-Dachgaube vorhanden. Das Gaubendach ist in das Oberdach des Mansarddaches integriert. Massives Gebäude, Kellergeschoss bzw. Gebäudesockel in Naturstein-Zyklopenmauerwerk. Aufgehendes Mauerwerk in Ziegel-Sichtmauerwerk. Tür und Fensteröffnungen mit profilierten Betonstürzen überdeckt. Holzbalkendecke, Holzdachkonstruktion mit Dachpfannen. Holztüren und Holzfenster. Hinter den Wohnhäusern sind Hofgebäude vorhanden, in denen auch die Toiletten untergebracht sind, eingeschossig, Satteldächer, Ausführung sonst wie Wohnhäuser. Häuser Brassertstraße 22+24 und 46+48: Bergarbeiter-Siedlungshäuser, Haustyp wie Brassertstraße 24-44 in abgewandelter Form, gegenüber der Hauszeile 24-44 etwa 2,5 m vorspringend als Endhäuser der Hauszeile Doppelhäuser, giebelständig, Firstlinie parallel auf der Haustrennwand. Ausführung und Gestaltung sonst wie Häuser Brassertstraße 22-44. | 1926–1928                 | 16. Dezember 1987                                         | 172             |
| Wohnhaus (Bergarbeitersiedlung)                 | Wohnhaus (Bergarbeitersiedlung)                 | Hückelhoven Brassertstraße 30 Karte                  | Die Bergarbeiter-Siedlungshäuser Brassertstraße wurden in den Jahren 1926 bis 1928 durch die Aachener Bergmannssiedlunggesellschaft (ABS) errichtet. Architekt war Dipl.-Arch. E. E. Strasser. Häuser Brassertstraße 24-44: Bergarbeiter-Siedlungshäuser, Haustyp: Arbeiter-Normalwohnungstyp Grundriss 5,50 m × 8,40 m, Hauszeile bestehend aus 11 Häuser, traufenständig, First rechtwinkelig zur Haustrennwand, eingeschossig mit voll ausgebautem Mansarddach. In der Dachachse jedes Hausdaches ist eine Zweifenster-Dachgaube vorhanden. Das Gaubendach ist in das Oberdach des Mansarddaches integriert. Massives Gebäude, Kellergeschoss bzw. Gebäudesockel in Naturstein-Zyklopenmauerwerk. Aufgehendes Mauerwerk in Ziegel-Sichtmauerwerk. Tür und Fensteröffnungen mit profilierten Betonstürzen überdeckt. Holzbalkendecke, Holzdachkonstruktion mit Dachpfannen. Holztüren und Holzfenster. Hinter den Wohnhäusern sind Hofgebäude vorhanden, in denen auch die Toiletten untergebracht sind, eingeschossig, Satteldächer, Ausführung sonst wie Wohnhäuser. Häuser Brassertstraße 22+24 und 46+48: Bergarbeiter-Siedlungshäuser, Haustyp wie Brassertstraße 24-44 in abgewandelter Form, gegenüber der Hauszeile 24-44 etwa 2,5 m vorspringend als Endhäuser der Hauszeile Doppelhäuser, giebelständig, Firstlinie parallel auf der Haustrennwand. Ausführung und Gestaltung sonst wie Häuser Brassertstraße 22-44. | 1926–1928                 | 16. Dezember 1987                                         | 173             |
| Wohnhaus (Bergarbeitersiedlung)                 | Wohnhaus (Bergarbeitersiedlung)                 | Hückelhoven Brassertstraße 32 Karte                  | Die Bergarbeiter-Siedlungshäuser Brassertstraße wurden in den Jahren 1926 bis 1928 durch die Aachener Bergmannssiedlunggesellschaft (ABS) errichtet. Architekt war Dipl.-Arch. E. E. Strasser. Häuser Brassertstraße 24-44: Bergarbeiter-Siedlungshäuser, Haustyp: Arbeiter-Normalwohnungstyp Grundriss 5,50 m × 8,40 m, Hauszeile bestehend aus 11 Häuser, traufenständig, First rechtwinkelig zur Haustrennwand, eingeschossig mit voll ausgebautem Mansarddach. In der Dachachse jedes Hausdaches ist eine Zweifenster-Dachgaube vorhanden. Das Gaubendach ist in das Oberdach des Mansarddaches integriert. Massives Gebäude, Kellergeschoss bzw. Gebäudesockel in Naturstein-Zyklopenmauerwerk. Aufgehendes Mauerwerk in Ziegel-Sichtmauerwerk. Tür und Fensteröffnungen mit profilierten Betonstürzen überdeckt. Holzbalkendecke, Holzdachkonstruktion mit Dachpfannen. Holztüren und Holzfenster. Hinter den Wohnhäusern sind Hofgebäude vorhanden, in denen auch die Toiletten untergebracht sind, eingeschossig, Satteldächer, Ausführung sonst wie Wohnhäuser. Häuser Brassertstraße 22+24 und 46+48: Bergarbeiter-Siedlungshäuser, Haustyp wie Brassertstraße 24-44 in abgewandelter Form, gegenüber der Hauszeile 24-44 etwa 2,5 m vorspringend als Endhäuser der Hauszeile Doppelhäuser, giebelständig, Firstlinie parallel auf der Haustrennwand. Ausführung und Gestaltung sonst wie Häuser Brassertstraße 22-44. | 1926–1928                 | 16. Dezember 1987                                         | 174             |
| Wohnhaus (Bergarbeitersiedlung)                 | Wohnhaus (Bergarbeitersiedlung)                 | Hückelhoven Brassertstraße 34 Karte                  | Die Bergarbeiter-Siedlungshäuser Brassertstraße wurden in den Jahren 1926 bis 1928 durch die Aachener Bergmannssiedlunggesellschaft (ABS) errichtet. Architekt war Dipl.-Arch. E. E. Strasser. Häuser Brassertstraße 24-44: Bergarbeiter-Siedlungshäuser, Haustyp: Arbeiter-Normalwohnungstyp Grundriss 5,50 m × 8,40 m, Hauszeile bestehend aus 11 Häuser, traufenständig, First rechtwinkelig zur Haustrennwand, eingeschossig mit voll ausgebautem Mansarddach. In der Dachachse jedes Hausdaches ist eine Zweifenster-Dachgaube vorhanden. Das Gaubendach ist in das Oberdach des Mansarddaches integriert. Massives Gebäude, Kellergeschoss bzw. Gebäudesockel in Naturstein-Zyklopenmauerwerk. Aufgehendes Mauerwerk in Ziegel-Sichtmauerwerk. Tür und Fensteröffnungen mit profilierten Betonstürzen überdeckt. Holzbalkendecke, Holzdachkonstruktion mit Dachpfannen. Holztüren und Holzfenster. Hinter den Wohnhäusern sind Hofgebäude vorhanden, in denen auch die Toiletten untergebracht sind, eingeschossig, Satteldächer, Ausführung sonst wie Wohnhäuser. Häuser Brassertstraße 22+24 und 46+48: Bergarbeiter-Siedlungshäuser, Haustyp wie Brassertstraße 24-44 in abgewandelter Form, gegenüber der Hauszeile 24-44 etwa 2,5 m vorspringend als Endhäuser der Hauszeile Doppelhäuser, giebelständig, Firstlinie parallel auf der Haustrennwand. Ausführung und Gestaltung sonst wie Häuser Brassertstraße 22-44. | 1926–1928                 | 16. Dezember 1987                                         | 175             |
| Wohnhaus (Bergarbeitersiedlung)                 | Wohnhaus (Bergarbeitersiedlung)                 | Hückelhoven Brassertstraße 36 Karte                  | Die Bergarbeiter-Siedlungshäuser Brassertstraße wurden in den Jahren 1926 bis 1928 durch die Aachener Bergmannssiedlunggesellschaft (ABS) errichtet. Architekt war Dipl.-Arch. E. E. Strasser. Häuser Brassertstraße 24-44: Bergarbeiter-Siedlungshäuser, Haustyp: Arbeiter-Normalwohnungstyp Grundriss 5,50 m × 8,40 m, Hauszeile bestehend aus 11 Häuser, traufenständig, First rechtwinkelig zur Haustrennwand, eingeschossig mit voll ausgebautem Mansarddach. In der Dachachse jedes Hausdaches ist eine Zweifenster-Dachgaube vorhanden. Das Gaubendach ist in das Oberdach des Mansarddaches integriert. Massives Gebäude, Kellergeschoss bzw. Gebäudesockel in Naturstein-Zyklopenmauerwerk. Aufgehendes Mauerwerk in Ziegel-Sichtmauerwerk. Tür und Fensteröffnungen mit profilierten Betonstürzen überdeckt. Holzbalkendecke, Holzdachkonstruktion mit Dachpfannen. Holztüren und Holzfenster. Hinter den Wohnhäusern sind Hofgebäude vorhanden, in denen auch die Toiletten untergebracht sind, eingeschossig, Satteldächer, Ausführung sonst wie Wohnhäuser. Häuser Brassertstraße 22+24 und 46+48: Bergarbeiter-Siedlungshäuser, Haustyp wie Brassertstraße 24-44 in abgewandelter Form, gegenüber der Hauszeile 24-44 etwa 2,5 m vorspringend als Endhäuser der Hauszeile Doppelhäuser, giebelständig, Firstlinie parallel auf der Haustrennwand. Ausführung und Gestaltung sonst wie Häuser Brassertstraße 22-44. | 1926–1928                 | 16. Dezember 1987                                         | 176             |
| Wohnhaus (Bergarbeitersiedlung)                 | Wohnhaus (Bergarbeitersiedlung)                 | Hückelhoven Brassertstraße 38 Karte                  | Die Bergarbeiter-Siedlungshäuser Brassertstraße wurden in den Jahren 1926 bis 1928 durch die Aachener Bergmannssiedlunggesellschaft (ABS) errichtet. Architekt war Dipl.-Arch. E. E. Strasser. Häuser Brassertstraße 24-44: Bergarbeiter-Siedlungshäuser, Haustyp: Arbeiter-Normalwohnungstyp Grundriss 5,50 m × 8,40 m, Hauszeile bestehend aus 11 Häuser, traufenständig, First rechtwinkelig zur Haustrennwand, eingeschossig mit voll ausgebautem Mansarddach. In der Dachachse jedes Hausdaches ist eine Zweifenster-Dachgaube vorhanden. Das Gaubendach ist in das Oberdach des Mansarddaches integriert. Massives Gebäude, Kellergeschoss bzw. Gebäudesockel in Naturstein-Zyklopenmauerwerk. Aufgehendes Mauerwerk in Ziegel-Sichtmauerwerk. Tür und Fensteröffnungen mit profilierten Betonstürzen überdeckt. Holzbalkendecke, Holzdachkonstruktion mit Dachpfannen. Holztüren und Holzfenster. Hinter den Wohnhäusern sind Hofgebäude vorhanden, in denen auch die Toiletten untergebracht sind, eingeschossig, Satteldächer, Ausführung sonst wie Wohnhäuser. Häuser Brassertstraße 22+24 und 46+48: Bergarbeiter-Siedlungshäuser, Haustyp wie Brassertstraße 24-44 in abgewandelter Form, gegenüber der Hauszeile 24-44 etwa 2,5 m vorspringend als Endhäuser der Hauszeile Doppelhäuser, giebelständig, Firstlinie parallel auf der Haustrennwand. Ausführung und Gestaltung sonst wie Häuser Brassertstraße 22-44. | 1926–1928                 | 16. Dezember 1987                                         | 177             |
| Wohnhaus (Bergarbeitersiedlung)                 | Wohnhaus (Bergarbeitersiedlung)                 | Hückelhoven Brassertstraße 40 Karte                  | Die Bergarbeiter-Siedlungshäuser Brassertstraße wurden in den Jahren 1926 bis 1928 durch die Aachener Bergmannssiedlunggesellschaft (ABS) errichtet. Architekt war Dipl.-Arch. E. E. Strasser. Häuser Brassertstraße 24-44: Bergarbeiter-Siedlungshäuser, Haustyp: Arbeiter-Normalwohnungstyp Grundriss 5,50 m × 8,40 m, Hauszeile bestehend aus 11 Häuser, traufenständig, First rechtwinkelig zur Haustrennwand, eingeschossig mit voll ausgebautem Mansarddach. In der Dachachse jedes Hausdaches ist eine Zweifenster-Dachgaube vorhanden. Das Gaubendach ist in das Oberdach des Mansarddaches integriert. Massives Gebäude, Kellergeschoss bzw. Gebäudesockel in Naturstein-Zyklopenmauerwerk. Aufgehendes Mauerwerk in Ziegel-Sichtmauerwerk. Tür und Fensteröffnungen mit profilierten Betonstürzen überdeckt. Holzbalkendecke, Holzdachkonstruktion mit Dachpfannen. Holztüren und Holzfenster. Hinter den Wohnhäusern sind Hofgebäude vorhanden, in denen auch die Toiletten untergebracht sind, eingeschossig, Satteldächer, Ausführung sonst wie Wohnhäuser. Häuser Brassertstraße 22+24 und 46+48: Bergarbeiter-Siedlungshäuser, Haustyp wie Brassertstraße 24-44 in abgewandelter Form, gegenüber der Hauszeile 24-44 etwa 2,5 m vorspringend als Endhäuser der Hauszeile Doppelhäuser, giebelständig, Firstlinie parallel auf der Haustrennwand. Ausführung und Gestaltung sonst wie Häuser Brassertstraße 22-44. | 1926–1928                 | 16. Dezember 1987                                         | 178             |
| Wohnhaus (Bergarbeitersiedlung)                 | Wohnhaus (Bergarbeitersiedlung)                 | Hückelhoven Brassertstraße 42 Karte                  | Die Bergarbeiter-Siedlungshäuser Brassertstraße wurden in den Jahren 1926 bis 1928 durch die Aachener Bergmannssiedlunggesellschaft (ABS) errichtet. Architekt war Dipl.-Arch. E. E. Strasser. Häuser Brassertstraße 24-44: Bergarbeiter-Siedlungshäuser, Haustyp: Arbeiter-Normalwohnungstyp Grundriss 5,50 m × 8,40 m, Hauszeile bestehend aus 11 Häuser, traufenständig, First rechtwinkelig zur Haustrennwand, eingeschossig mit voll ausgebautem Mansarddach. In der Dachachse jedes Hausdaches ist eine Zweifenster-Dachgaube vorhanden. Das Gaubendach ist in das Oberdach des Mansarddaches integriert. Massives Gebäude, Kellergeschoss bzw. Gebäudesockel in Naturstein-Zyklopenmauerwerk. Aufgehendes Mauerwerk in Ziegel-Sichtmauerwerk. Tür und Fensteröffnungen mit profilierten Betonstürzen überdeckt. Holzbalkendecke, Holzdachkonstruktion mit Dachpfannen. Holztüren und Holzfenster. Hinter den Wohnhäusern sind Hofgebäude vorhanden, in denen auch die Toiletten untergebracht sind, eingeschossig, Satteldächer, Ausführung sonst wie Wohnhäuser. Häuser Brassertstraße 22+24 und 46+48: Bergarbeiter-Siedlungshäuser, Haustyp wie Brassertstraße 24-44 in abgewandelter Form, gegenüber der Hauszeile 24-44 etwa 2,5 m vorspringend als Endhäuser der Hauszeile Doppelhäuser, giebelständig, Firstlinie parallel auf der Haustrennwand. Ausführung und Gestaltung sonst wie Häuser Brassertstraße 22-44. | 1926–1928                 | 16. Dezember 1987                                         | 179             |
| Wohnhaus (Bergarbeitersiedlung)                 | Wohnhaus (Bergarbeitersiedlung)                 | Hückelhoven Brassertstraße 44 Karte                  | Die Bergarbeiter-Siedlungshäuser Brassertstraße wurden in den Jahren 1926 bis 1928 durch die Aachener Bergmannssiedlunggesellschaft (ABS) errichtet. Architekt war Dipl.-Arch. E. E. Strasser. Häuser Brassertstraße 24-44: Bergarbeiter-Siedlungshäuser, Haustyp: Arbeiter-Normalwohnungstyp Grundriss 5,50 m × 8,40 m, Hauszeile bestehend aus 11 Häuser, traufenständig, First rechtwinkelig zur Haustrennwand, eingeschossig mit voll ausgebautem Mansarddach. In der Dachachse jedes Hausdaches ist eine Zweifenster-Dachgaube vorhanden. Das Gaubendach ist in das Oberdach des Mansarddaches integriert. Massives Gebäude, Kellergeschoss bzw. Gebäudesockel in Naturstein-Zyklopenmauerwerk. Aufgehendes Mauerwerk in Ziegel-Sichtmauerwerk. Tür und Fensteröffnungen mit profilierten Betonstürzen überdeckt. Holzbalkendecke, Holzdachkonstruktion mit Dachpfannen. Holztüren und Holzfenster. Hinter den Wohnhäusern sind Hofgebäude vorhanden, in denen auch die Toiletten untergebracht sind, eingeschossig, Satteldächer, Ausführung sonst wie Wohnhäuser. Häuser Brassertstraße 22+24 und 46+48: Bergarbeiter-Siedlungshäuser, Haustyp wie Brassertstraße 24-44 in abgewandelter Form, gegenüber der Hauszeile 24-44 etwa 2,5 m vorspringend als Endhäuser der Hauszeile Doppelhäuser, giebelständig, Firstlinie parallel auf der Haustrennwand. Ausführung und Gestaltung sonst wie Häuser Brassertstraße 22-44. | 1926–1928                 | 16. Dezember 1987                                         | 180             |
| Wohnhaus (Bergarbeitersiedlung)                 | Wohnhaus (Bergarbeitersiedlung)                 | Hückelhoven Brassertstraße 46 Karte                  | Die Bergarbeiter-Siedlungshäuser Brassertstraße wurden in den Jahren 1926 bis 1928 durch die Aachener Bergmannssiedlunggesellschaft (ABS) errichtet. Architekt war Dipl.-Arch. E. E. Strasser. Häuser Brassertstraße 24-44: Bergarbeiter-Siedlungshäuser, Haustyp: Arbeiter-Normalwohnungstyp Grundriss 5,50 m × 8,40 m, Hauszeile bestehend aus 11 Häuser, traufenständig, First rechtwinkelig zur Haustrennwand, eingeschossig mit voll ausgebautem Mansarddach. In der Dachachse jedes Hausdaches ist eine Zweifenster-Dachgaube vorhanden. Das Gaubendach ist in das Oberdach des Mansarddaches integriert. Massives Gebäude, Kellergeschoss bzw. Gebäudesockel in Naturstein-Zyklopenmauerwerk. Aufgehendes Mauerwerk in Ziegel-Sichtmauerwerk. Tür und Fensteröffnungen mit profilierten Betonstürzen überdeckt. Holzbalkendecke, Holzdachkonstruktion mit Dachpfannen. Holztüren und Holzfenster. Hinter den Wohnhäusern sind Hofgebäude vorhanden, in denen auch die Toiletten untergebracht sind, eingeschossig, Satteldächer, Ausführung sonst wie Wohnhäuser. Häuser Brassertstraße 22+24 und 46+48: Bergarbeiter-Siedlungshäuser, Haustyp wie Brassertstraße 24-44 in abgewandelter Form, gegenüber der Hauszeile 24-44 etwa 2,5 m vorspringend als Endhäuser der Hauszeile Doppelhäuser, giebelständig, Firstlinie parallel auf der Haustrennwand. Ausführung und Gestaltung sonst wie Häuser Brassertstraße 22-44. | 1926–1928                 | 16. Dezember 1987                                         | 181             |
| Wohnhaus (Bergarbeitersiedlung)                 | Wohnhaus (Bergarbeitersiedlung)                 | Hückelhoven Brassertstraße 48 Karte                  | Die Bergarbeiter-Siedlungshäuser Brassertstraße wurden in den Jahren 1926 bis 1928 durch die Aachener Bergmannssiedlunggesellschaft (ABS) errichtet. Architekt war Dipl.-Arch. E. E. Strasser. Häuser Brassertstraße 24-44: Bergarbeiter-Siedlungshäuser, Haustyp: Arbeiter-Normalwohnungstyp Grundriss 5,50 m × 8,40 m, Hauszeile bestehend aus 11 Häuser, traufenständig, First rechtwinkelig zur Haustrennwand, eingeschossig mit voll ausgebautem Mansarddach. In der Dachachse jedes Hausdaches ist eine Zweifenster-Dachgaube vorhanden. Das Gaubendach ist in das Oberdach des Mansarddaches integriert. Massives Gebäude, Kellergeschoss bzw. Gebäudesockel in Naturstein-Zyklopenmauerwerk. Aufgehendes Mauerwerk in Ziegel-Sichtmauerwerk. Tür und Fensteröffnungen mit profilierten Betonstürzen überdeckt. Holzbalkendecke, Holzdachkonstruktion mit Dachpfannen. Holztüren und Holzfenster. Hinter den Wohnhäusern sind Hofgebäude vorhanden, in denen auch die Toiletten untergebracht sind, eingeschossig, Satteldächer, Ausführung sonst wie Wohnhäuser. Häuser Brassertstraße 22+24 und 46+48: Bergarbeiter-Siedlungshäuser, Haustyp wie Brassertstraße 24-44 in abgewandelter Form, gegenüber der Hauszeile 24-44 etwa 2,5 m vorspringend als Endhäuser der Hauszeile Doppelhäuser, giebelständig, Firstlinie parallel auf der Haustrennwand. Ausführung und Gestaltung sonst wie Häuser Brassertstraße 22-44. | 1926–1928                 | 16. Dezember 1987                                         | 182             |
| Hochkreuz                                       | Hochkreuz                                       | Hilfarth Breite Straße / Marienstraße Karte          | Neugotisches Hochkreuz aus Sandstein, gestrichen, Blausteinbasis, Bronze-Korpus, Ende 19. Jahrhundert. | 19. Jh.                   | 21. Januar 1983                                           | 31              |
| Kath. Pfarrkirche St. Leonhard                  | Kath. Pfarrkirche St. Leonhard                  | Hilfarth Brückstraße Karte                           | Dreischiffige, neugotische Backstein-Hallenkirche mit wenig ausladendem Querhaus, polygonalem Chor und Westturm; 1904–1906 (Grundstein) | 1904–1906                 | 12. Januar 1983                                           | 14              |
| Volksschule                                     | Volksschule                                     | Hilfarth Brückstraße 2 Karte                         | Schulhaus, 2 Geschosse, 4:2 Achsen, Backstein, Türgewände und Fensterbänke in Blaustein, Krüppelwalmdach, Nebengebäude, 1849 (Ankersplinte) | 1849                      | 29. Oktober 1985                                          | 48              |
| Fachwerkfassade Wohnhaus                        | Fachwerkfassade Wohnhaus                        | Hilfarth Brückstraße 36 Karte                        | Traufenständige Fassade des zweigeschossigen Fachwerk-Wohnhauses mit Satteldach aus dem ausgehenden 17. Jahrhundert mit datiertem Sturz, von der Straße etwas abgerückt Das Gebäude Hilfarth, Brückstraße 36, ist das zweigeschossige Wohnhaus einer ehem. mehrflügeligen Fachwerk-Hofanlage. In der typischen Art der Bauernhäuser des Kreises Heinsberg kragt das Satteldach auf der hofseitigen Traufe über Konsolen weit aus. Das 1681 errichtete Fachwerkhaus wurde in der Nachkriegszeit verändert, dabei wurden die Wirtschaftsgebäude abgebrochen. Durch einen ehemaligen Besitzer, der um die Jahrhundertwende ein Fotografengeschäft in Paris betrieb, ist die Ansicht der Hofanlage aus dieser Zeit erhalten geblieben. | 17. Jh.                   | 7. Dezember 2000                                          | 338             |
| Dorfkreuz                                       | Dorfkreuz                                       | Schaufenberg Bürgerplatz Karte                       | Hochkreuz, Sandstein, gestrichen, gusseiserner Korpus; 1879 (Inschrift). Das Kreuz wurde 1980 restauriert. | 1879                      | 29. Oktober 1985                                          | 51              |
| Wohnhaus (Bergarbeitersiedlung)                 | Wohnhaus (Bergarbeitersiedlung)                 | Schaufenberg Bürgerplatz 1 Karte                     | Die Bergarbeiter-Siedlung, Schaufenberg, Bürgerplatz 1–12, Honigmannplatz 1–8, Jacobastraße 99–113, Hochstraße 1–5 und 7–31 sowie Jägerstraße 2–12 wurden 1921 durch die Aachener Bergmannssiedlungsgesellschaft errichtet. Architekt war Dipl.-Arch. E. E. Strasser. Bei den Häusern Bürgerplatz 1–12 handelt es sich um eine lange geradlinige Häuserzeile mit 12 Wohnhäusern. Die Häuser 1–4 und 9–12 bilden die Seitenflügel der Hauptgruppe und sind traufenständig. Die Häuser 5-8 sind das Mittelstück der Hauptgruppe, das giebelständige Dach erfasst jeweils zwei Wohnhäuser. Die Firstlinie liegt auf der Haustrennwand. Die giebelständigen Dächer sind parallel zur Hauptgebäudeachse nochmals mit einem Zwischendach ausgestattet. Bergarbeiter-Siedlungshäuser, Haustyp: Arbeiter-Normalwohnungstyp Grundriss 5,50 × 8,42 m. Eingeschossig mit voll ausgebautem Mansarddach. In der Dachachse jedes Einzelhauses ist eine Fenstergaube vorhanden. Das Gaubendach ist in das Oberdach des Mansarddaches integriert. Die giebelständigen Mittelhäuser haben keine Dachgauben. Massive Gebäude, Kellergeschoss bzw. Gebäudesockel in Naturstein-Zyklopenmauerwerk. Aufgehendes Mauerwerk in Ziegelmauerwerk-Sichtmauerwerk. Tür- und Fensteröffnungen mit profilierten Betonstürzen überdeckt, Holzbalkendecken, Holzdachkonstruktion mit Dachpfannen, Holzfenster und Holztüren. Im Erdgeschoss waren ursprünglich Holzklappläden vorhanden. In den Giebeln der Mittelhäuser sind Ankersplinten vorhanden, sie ergeben den Schriftzug „anno 1921“. Hinter den Wohnhäusern sind Hofgebäude vorhanden, in denen auch die Toiletten untergebracht sind. Die Anbauten sind eingeschossig, haben Satteldächer. Die Ausführung entspricht der der Wohnhäuser. Die Hausgruppe Honigmannplatz 1–8 erfasst acht Wohnhäuser in einer geradlinigen Hauszeile. Die beiden letzten Häuser an beiden Seiten sind als giebelständige Häuser ausgebildet, wobei das giebelständige Dach jeweils zwei Wohnungen erfasst. Die vier mittleren Wohnhäuser sind traufständig. Ausführung sonst wie die Häuser Bürgerplatz 1–12. Die Hausgruppe Jacobastraße 99–113 besteht aus acht Einfamilienhäusern in einer geradlinigen Hauszeile. Alle Häuser sind traufständig. Ausführung sonst wie die Häuser Bürgerplatz 1-12. | 1921                      | 16. Dezember 1987                                         | 216             |
| Wohnhaus (Bergarbeitersiedlung)                 | Wohnhaus (Bergarbeitersiedlung)                 | Schaufenberg Bürgerplatz 2 Karte                     | Die Bergarbeiter-Siedlung, Schaufenberg, Bürgerplatz 1–12, Honigmannplatz 1–8, Jacobastraße 99–113, Hochstraße 1–5 und 7–31 sowie Jägerstraße 2–12 wurden 1921 durch die Aachener Bergmannssiedlungsgesellschaft errichtet. Architekt war Dipl.-Arch. E. E. Strasser. Bei den Häusern Bürgerplatz 1–12 handelt es sich um eine lange geradlinige Häuserzeile mit 12 Wohnhäusern. Die Häuser 1–4 und 9–12 bilden die Seitenflügel der Hauptgruppe und sind traufenständig. Die Häuser 5-8 sind das Mittelstück der Hauptgruppe, das giebelständige Dach erfasst jeweils zwei Wohnhäuser. Die Firstlinie liegt auf der Haustrennwand. Die giebelständigen Dächer sind parallel zur Hauptgebäudeachse nochmals mit einem Zwischendach ausgestattet. Bergarbeiter-Siedlungshäuser, Haustyp: Arbeiter-Normalwohnungstyp Grundriss 5,50 × 8,42 m. Eingeschossig mit voll ausgebautem Mansarddach. In der Dachachse jedes Einzelhauses ist eine Fenstergaube vorhanden. Das Gaubendach ist in das Oberdach des Mansarddaches integriert. Die giebelständigen Mittelhäuser haben keine Dachgauben. Massive Gebäude, Kellergeschoss bzw. Gebäudesockel in Naturstein-Zyklopenmauerwerk. Aufgehendes Mauerwerk in Ziegeltmauerwerk-Sichtmauerwerk. Tür- und Fensteröffnungen mit profilierten Betonstürzen überdeckt, Holzbalkendecken, Holzdachkonstruktion mit Dachpfannen, Holzfenster und Holztüren. Im Erdgeschoss waren ursprünglich Holzklappläden vorhanden. In den Giebeln der Mittelhäuser sind Ankersplinten vorhanden, sie ergeben den Schriftzug „anno 1921“. Hinter den Wohnhäusern sind Hofgebäude vorhanden, in denen auch die Toiletten untergebracht sind. Die Anbauten sind eingeschossig, haben Satteldächer. Die Ausführung entspricht der der Wohnhäuser. Die Hausgruppe Honigmannplatz 1–8 erfasst acht Wohnhäuser in einer geradlinigen Hauszeile. Die beiden letzten Häuser an beiden Seiten sind als giebelständige Häuser ausgebildet, wobei das giebelständige Dach jeweils zwei Wohnungen erfasst. Die vier mittleren Wohnhäuser sind traufständig. Ausführung sonst wie die Häuser Bürgerplatz 1–12. Die Hausgruppe Jacobastraße 99–113 besteht aus acht Einfamilienhäusern in einer geradlinigen Hauszeile. Alle Häuser sind traufständig. Ausführung sonst wie die Häuser Bürgerplatz 1-12. | 1921                      | 16. Dezember 1987                                         | 217             |
| Wohnhaus (Bergarbeitersiedlung)                 | Wohnhaus (Bergarbeitersiedlung)                 | Schaufenberg Bürgerplatz 3 Karte                     | Die Bergarbeiter-Siedlung, Schaufenberg, Bürgerplatz 1–12, Honigmannplatz 1–8, Jacobastraße 99–113, Hochstraße 1–5 und 7–31 sowie Jägerstraße 2–12 wurden 1921 durch die Aachener Bergmannssiedlungsgesellschaft errichtet. Architekt war Dipl.-Arch. E. E. Strasser. Bei den Häusern Bürgerplatz 1–12 handelt es sich um eine lange geradlinige Häuserzeile mit 12 Wohnhäusern. Die Häuser 1–4 und 9–12 bilden die Seitenflügel der Hauptgruppe und sind traufenständig. Die Häuser 5-8 sind das Mittelstück der Hauptgruppe, das giebelständige Dach erfasst jeweils zwei Wohnhäuser. Die Firstlinie liegt auf der Haustrennwand. Die giebelständigen Dächer sind parallel zur Hauptgebäudeachse nochmals mit einem Zwischendach ausgestattet. Bergarbeiter-Siedlungshäuser, Haustyp: Arbeiter-Normalwohnungstyp Grundriss 5,50 × 8,42 m. Eingeschossig mit voll ausgebautem Mansarddach. In der Dachachse jedes Einzelhauses ist eine Fenstergaube vorhanden. Das Gaubendach ist in das Oberdach des Mansarddaches integriert. Die giebelständigen Mittelhäuser haben keine Dachgauben. Massive Gebäude, Kellergeschoss bzw. Gebäudesockel in Naturstein-Zyklopenmauerwerk. Aufgehendes Mauerwerk in Ziegeltmauerwerk-Sichtmauerwerk. Tür- und Fensteröffnungen mit profilierten Betonstürzen überdeckt, Holzbalkendecken, Holzdachkonstruktion mit Dachpfannen, Holzfenster und Holztüren. Im Erdgeschoss waren ursprünglich Holzklappläden vorhanden. In den Giebeln der Mittelhäuser sind Ankersplinten vorhanden, sie ergeben den Schriftzug „anno 1921“. Hinter den Wohnhäusern sind Hofgebäude vorhanden, in denen auch die Toiletten untergebracht sind. Die Anbauten sind eingeschossig, haben Satteldächer. Die Ausführung entspricht der der Wohnhäuser. Die Hausgruppe Honigmannplatz 1–8 erfasst acht Wohnhäuser in einer geradlinigen Hauszeile. Die beiden letzten Häuser an beiden Seiten sind als giebelständige Häuser ausgebildet, wobei das giebelständige Dach jeweils zwei Wohnungen erfasst. Die vier mittleren Wohnhäuser sind traufständig. Ausführung sonst wie die Häuser Bürgerplatz 1–12. Die Hausgruppe Jacobastraße 99–113 besteht aus acht Einfamilienhäusern in einer geradlinigen Hauszeile. Alle Häuser sind traufständig. Ausführung sonst wie die Häuser Bürgerplatz 1-12. | 1921                      | 16. Dezember 1987                                         | 218             |
| Wohnhaus (Bergarbeitersiedlung)                 | Wohnhaus (Bergarbeitersiedlung)                 | Schaufenberg Bürgerplatz 4 Karte                     | Die Bergarbeiter-Siedlung, Schaufenberg, Bürgerplatz 1–12, Honigmannplatz 1–8, Jacobastraße 99–113, Hochstraße 1–5 und 7–31 sowie Jägerstraße 2–12 wurden 1921 durch die Aachener Bergmannssiedlungsgesellschaft errichtet. Architekt war Dipl.-Arch. E. E. Strasser. Bei den Häusern Bürgerplatz 1–12 handelt es sich um eine lange geradlinige Häuserzeile mit 12 Wohnhäusern. Die Häuser 1–4 und 9–12 bilden die Seitenflügel der Hauptgruppe und sind traufenständig. Die Häuser 5-8 sind das Mittelstück der Hauptgruppe, das giebelständige Dach erfasst jeweils zwei Wohnhäuser. Die Firstlinie liegt auf der Haustrennwand. Die giebelständigen Dächer sind parallel zur Hauptgebäudeachse nochmals mit einem Zwischendach ausgestattet. Bergarbeiter-Siedlungshäuser, Haustyp: Arbeiter-Normalwohnungstyp Grundriss 5,50 × 8,42 m. Eingeschossig mit voll ausgebautem Mansarddach. In der Dachachse jedes Einzelhauses ist eine Fenstergaube vorhanden. Das Gaubendach ist in das Oberdach des Mansarddaches integriert. Die giebelständigen Mittelhäuser haben keine Dachgauben. Massive Gebäude, Kellergeschoss bzw. Gebäudesockel in Naturstein-Zyklopenmauerwerk. Aufgehendes Mauerwerk in Ziegeltmauerwerk-Sichtmauerwerk. Tür- und Fensteröffnungen mit profilierten Betonstürzen überdeckt, Holzbalkendecken, Holzdachkonstruktion mit Dachpfannen, Holzfenster und Holztüren. Im Erdgeschoss waren ursprünglich Holzklappläden vorhanden. In den Giebeln der Mittelhäuser sind Ankersplinten vorhanden, sie ergeben den Schriftzug „anno 1921“. Hinter den Wohnhäusern sind Hofgebäude vorhanden, in denen auch die Toiletten untergebracht sind. Die Anbauten sind eingeschossig, haben Satteldächer. Die Ausführung entspricht der der Wohnhäuser. Die Hausgruppe Honigmannplatz 1–8 erfasst acht Wohnhäuser in einer geradlinigen Hauszeile. Die beiden letzten Häuser an beiden Seiten sind als giebelständige Häuser ausgebildet, wobei das giebelständige Dach jeweils zwei Wohnungen erfasst. Die vier mittleren Wohnhäuser sind traufständig. Ausführung sonst wie die Häuser Bürgerplatz 1–12. Die Hausgruppe Jacobastraße 99–113 besteht aus acht Einfamilienhäusern in einer geradlinigen Hauszeile. Alle Häuser sind traufständig. Ausführung sonst wie die Häuser Bürgerplatz 1-12. | 1921                      | 16. Dezember 1987                                         | 219             |
| Wohnhaus (Bergarbeitersiedlung)                 | Wohnhaus (Bergarbeitersiedlung)                 | Schaufenberg Bürgerplatz 5 Karte                     | Die Bergarbeiter-Siedlung, Schaufenberg, Bürgerplatz 1–12, Honigmannplatz 1–8, Jacobastraße 99–113, Hochstraße 1–5 und 7–31 sowie Jägerstraße 2–12 wurden 1921 durch die Aachener Bergmannssiedlungsgesellschaft errichtet. Architekt war Dipl.-Arch. E. E. Strasser. Bei den Häusern Bürgerplatz 1–12 handelt es sich um eine lange geradlinige Häuserzeile mit 12 Wohnhäusern. Die Häuser 1–4 und 9–12 bilden die Seitenflügel der Hauptgruppe und sind traufenständig. Die Häuser 5-8 sind das Mittelstück der Hauptgruppe, das giebelständige Dach erfasst jeweils zwei Wohnhäuser. Die Firstlinie liegt auf der Haustrennwand. Die giebelständigen Dächer sind parallel zur Hauptgebäudeachse nochmals mit einem Zwischendach ausgestattet. Bergarbeiter-Siedlungshäuser, Haustyp: Arbeiter-Normalwohnungstyp Grundriss 5,50 × 8,42 m. Eingeschossig mit voll ausgebautem Mansarddach. In der Dachachse jedes Einzelhauses ist eine Fenstergaube vorhanden. Das Gaubendach ist in das Oberdach des Mansarddaches integriert. Die giebelständigen Mittelhäuser haben keine Dachgauben. Massive Gebäude, Kellergeschoss bzw. Gebäudesockel in Naturstein-Zyklopenmauerwerk. Aufgehendes Mauerwerk in Ziegeltmauerwerk-Sichtmauerwerk. Tür- und Fensteröffnungen mit profilierten Betonstürzen überdeckt, Holzbalkendecken, Holzdachkonstruktion mit Dachpfannen, Holzfenster und Holztüren. Im Erdgeschoss waren ursprünglich Holzklappläden vorhanden. In den Giebeln der Mittelhäuser sind Ankersplinten vorhanden, sie ergeben den Schriftzug „anno 1921“. Hinter den Wohnhäusern sind Hofgebäude vorhanden, in denen auch die Toiletten untergebracht sind. Die Anbauten sind eingeschossig, haben Satteldächer. Die Ausführung entspricht der der Wohnhäuser. Die Hausgruppe Honigmannplatz 1–8 erfasst acht Wohnhäuser in einer geradlinigen Hauszeile. Die beiden letzten Häuser an beiden Seiten sind als giebelständige Häuser ausgebildet, wobei das giebelständige Dach jeweils zwei Wohnungen erfasst. Die vier mittleren Wohnhäuser sind traufständig. Ausführung sonst wie die Häuser Bürgerplatz 1–12. Die Hausgruppe Jacobastraße 99–113 besteht aus acht Einfamilienhäusern in einer geradlinigen Hauszeile. Alle Häuser sind traufständig. Ausführung sonst wie die Häuser Bürgerplatz 1-12. | 1921                      | 16. Dezember 1987                                         | 220             |
| Wohnhaus (Bergarbeitersiedlung)                 | Wohnhaus (Bergarbeitersiedlung)                 | Schaufenberg Bürgerplatz 6 Karte                     | Die Bergarbeiter-Siedlung, Schaufenberg, Bürgerplatz 1–12, Honigmannplatz 1–8, Jacobastraße 99–113, Hochstraße 1–5 und 7–31 sowie Jägerstraße 2–12 wurden 1921 durch die Aachener Bergmannssiedlungsgesellschaft errichtet. Architekt war Dipl.-Arch. E. E. Strasser. Bei den Häusern Bürgerplatz 1–12 handelt es sich um eine lange geradlinige Häuserzeile mit 12 Wohnhäusern. Die Häuser 1–4 und 9–12 bilden die Seitenflügel der Hauptgruppe und sind traufenständig. Die Häuser 5-8 sind das Mittelstück der Hauptgruppe, das giebelständige Dach erfasst jeweils zwei Wohnhäuser. Die Firstlinie liegt auf der Haustrennwand. Die giebelständigen Dächer sind parallel zur Hauptgebäudeachse nochmals mit einem Zwischendach ausgestattet. Bergarbeiter-Siedlungshäuser, Haustyp: Arbeiter-Normalwohnungstyp Grundriss 5,50 × 8,42 m. Eingeschossig mit voll ausgebautem Mansarddach. In der Dachachse jedes Einzelhauses ist eine Fenstergaube vorhanden. Das Gaubendach ist in das Oberdach des Mansarddaches integriert. Die giebelständigen Mittelhäuser haben keine Dachgauben. Massive Gebäude, Kellergeschoss bzw. Gebäudesockel in Naturstein-Zyklopenmauerwerk. Aufgehendes Mauerwerk in Ziegel-Sichtmauerwerk. Tür- und Fensteröffnungen mit profilierten Betonstürzen überdeckt, Holzbalkendecken, Holzdachkonstruktion mit Dachpfannen, Holzfenster und Holztüren. Im Erdgeschoss waren ursprünglich Holzklappläden vorhanden. In den Giebeln der Mittelhäuser sind Ankersplinten vorhanden, sie ergeben den Schriftzug „anno 1921“. Hinter den Wohnhäusern sind Hofgebäude vorhanden, in denen auch die Toiletten untergebracht sind. Die Anbauten sind eingeschossig, haben Satteldächer. Die Ausführung entspricht der der Wohnhäuser. Die Hausgruppe Honigmannplatz 1–8 erfasst acht Wohnhäuser in einer geradlinigen Hauszeile. Die beiden letzten Häuser an beiden Seiten sind als giebelständige Häuser ausgebildet, wobei das giebelständige Dach jeweils zwei Wohnungen erfasst. Die vier mittleren Wohnhäuser sind traufständig. Ausführung sonst wie die Häuser Bürgerplatz 1–12. Die Hausgruppe Jacobastraße 99–113 besteht aus acht Einfamilienhäusern in einer geradlinigen Hauszeile. Alle Häuser sind traufständig. Ausführung sonst wie die Häuser Bürgerplatz 1-12. | 1921                      | 16. Dezember 1987                                         | 221             |
| Wohnhaus (Bergarbeitersiedlung)                 | Wohnhaus (Bergarbeitersiedlung)                 | Schaufenberg Bürgerplatz 7 Karte                     | Die Bergarbeiter-Siedlung, Schaufenberg, Bürgerplatz 1–12, Honigmannplatz 1–8, Jacobastraße 99–113, Hochstraße 1–5 und 7–31 sowie Jägerstraße 2–12 wurden 1921 durch die Aachener Bergmannssiedlungsgesellschaft errichtet. Architekt war Dipl.-Arch. E. E. Strasser. Bei den Häusern Bürgerplatz 1–12 handelt es sich um eine lange geradlinige Häuserzeile mit 12 Wohnhäusern. Die Häuser 1–4 und 9–12 bilden die Seitenflügel der Hauptgruppe und sind traufenständig. Die Häuser 5-8 sind das Mittelstück der Hauptgruppe, das giebelständige Dach erfasst jeweils zwei Wohnhäuser. Die Firstlinie liegt auf der Haustrennwand. Die giebelständigen Dächer sind parallel zur Hauptgebäudeachse nochmals mit einem Zwischendach ausgestattet. Bergarbeiter-Siedlungshäuser, Haustyp: Arbeiter-Normalwohnungstyp Grundriss 5,50 × 8,42 m. Eingeschossig mit voll ausgebautem Mansarddach. In der Dachachse jedes Einzelhauses ist eine Fenstergaube vorhanden. Das Gaubendach ist in das Oberdach des Mansarddaches integriert. Die giebelständigen Mittelhäuser haben keine Dachgauben. Massive Gebäude, Kellergeschoss bzw. Gebäudesockel in Naturstein-Zyklopenmauerwerk. Aufgehendes Mauerwerk in Ziegel-Sichtmauerwerk. Tür- und Fensteröffnungen mit profilierten Betonstürzen überdeckt, Holzbalkendecken, Holzdachkonstruktion mit Dachpfannen, Holzfenster und Holztüren. Im Erdgeschoss waren ursprünglich Holzklappläden vorhanden. In den Giebeln der Mittelhäuser sind Ankersplinten vorhanden, sie ergeben den Schriftzug „anno 1921“. Hinter den Wohnhäusern sind Hofgebäude vorhanden, in denen auch die Toiletten untergebracht sind. Die Anbauten sind eingeschossig, haben Satteldächer. Die Ausführung entspricht der der Wohnhäuser. Die Hausgruppe Honigmannplatz 1–8 erfasst acht Wohnhäuser in einer geradlinigen Hauszeile. Die beiden letzten Häuser an beiden Seiten sind als giebelständige Häuser ausgebildet, wobei das giebelständige Dach jeweils zwei Wohnungen erfasst. Die vier mittleren Wohnhäuser sind traufständig. Ausführung sonst wie die Häuser Bürgerplatz 1–12. Die Hausgruppe Jacobastraße 99–113 besteht aus acht Einfamilienhäusern in einer geradlinigen Hauszeile. Alle Häuser sind traufständig. Ausführung sonst wie die Häuser Bürgerplatz 1-12. | 1921                      | 16. Dezember 1987                                         | 222             |
| Wohnhaus (Bergarbeitersiedlung)                 | Wohnhaus (Bergarbeitersiedlung)                 | Schaufenberg Bürgerplatz 8 Karte                     | Die Bergarbeiter-Siedlung, Schaufenberg, Bürgerplatz 1–12, Honigmannplatz 1–8, Jacobastraße 99–113, Hochstraße 1–5 und 7–31 sowie Jägerstraße 2–12 wurden 1921 durch die Aachener Bergmannssiedlungsgesellschaft errichtet. Architekt war Dipl.-Arch. E. E. Strasser. Bei den Häusern Bürgerplatz 1–12 handelt es sich um eine lange geradlinige Häuserzeile mit 12 Wohnhäusern. Die Häuser 1–4 und 9–12 bilden die Seitenflügel der Hauptgruppe und sind traufenständig. Die Häuser 5-8 sind das Mittelstück der Hauptgruppe, das giebelständige Dach erfasst jeweils zwei Wohnhäuser. Die Firstlinie liegt auf der Haustrennwand. Die giebelständigen Dächer sind parallel zur Hauptgebäudeachse nochmals mit einem Zwischendach ausgestattet. Bergarbeiter-Siedlungshäuser, Haustyp: Arbeiter-Normalwohnungstyp Grundriss 5,50 × 8,42 m. Eingeschossig mit voll ausgebautem Mansarddach. In der Dachachse jedes Einzelhauses ist eine Fenstergaube vorhanden. Das Gaubendach ist in das Oberdach des Mansarddaches integriert. Die giebelständigen Mittelhäuser haben keine Dachgauben. Massive Gebäude, Kellergeschoss bzw. Gebäudesockel in Naturstein-Zyklopenmauerwerk. Aufgehendes Mauerwerk in Ziegeltmauerwerk-Sichtmauerwerk. Tür- und Fensteröffnungen mit profilierten Betonstürzen überdeckt, Holzbalkendecken, Holzdachkonstruktion mit Dachpfannen, Holzfenster und Holztüren. Im Erdgeschoss waren ursprünglich Holzklappläden vorhanden. In den Giebeln der Mittelhäuser sind Ankersplinten vorhanden, sie ergeben den Schriftzug „anno 1921“. Hinter den Wohnhäusern sind Hofgebäude vorhanden, in denen auch die Toiletten untergebracht sind. Die Anbauten sind eingeschossig, haben Satteldächer. Die Ausführung entspricht der der Wohnhäuser. Die Hausgruppe Honigmannplatz 1–8 erfasst acht Wohnhäuser in einer geradlinigen Hauszeile. Die beiden letzten Häuser an beiden Seiten sind als giebelständige Häuser ausgebildet, wobei das giebelständige Dach jeweils zwei Wohnungen erfasst. Die vier mittleren Wohnhäuser sind traufständig. Ausführung sonst wie die Häuser Bürgerplatz 1–12. Die Hausgruppe Jacobastraße 99–113 besteht aus acht Einfamilienhäusern in einer geradlinigen Hauszeile. Alle Häuser sind traufständig. Ausführung sonst wie die Häuser Bürgerplatz 1-12. | 1921                      | 16. Dezember 1987                                         | 223             |
| Wohnhaus (Bergarbeitersiedlung)                 | Wohnhaus (Bergarbeitersiedlung)                 | Schaufenberg Bürgerplatz 9 Karte                     | Die Bergarbeiter-Siedlung, Schaufenberg, Bürgerplatz 1–12, Honigmannplatz 1–8, Jacobastraße 99–113, Hochstraße 1–5 und 7–31 sowie Jägerstraße 2–12 wurden 1921 durch die Aachener Bergmannssiedlungsgesellschaft errichtet. Architekt war Dipl.-Arch. E. E. Strasser. Bei den Häusern Bürgerplatz 1–12 handelt es sich um eine lange geradlinige Häuserzeile mit 12 Wohnhäusern. Die Häuser 1–4 und 9–12 bilden die Seitenflügel der Hauptgruppe und sind traufenständig. Die Häuser 5-8 sind das Mittelstück der Hauptgruppe, das giebelständige Dach erfasst jeweils zwei Wohnhäuser. Die Firstlinie liegt auf der Haustrennwand. Die giebelständigen Dächer sind parallel zur Hauptgebäudeachse nochmals mit einem Zwischendach ausgestattet. Bergarbeiter-Siedlungshäuser, Haustyp: Arbeiter-Normalwohnungstyp Grundriss 5,50 × 8,42 m. Eingeschossig mit voll ausgebautem Mansarddach. In der Dachachse jedes Einzelhauses ist eine Fenstergaube vorhanden. Das Gaubendach ist in das Oberdach des Mansarddaches integriert. Die giebelständigen Mittelhäuser haben keine Dachgauben. Massive Gebäude, Kellergeschoss bzw. Gebäudesockel in Naturstein-Zyklopenmauerwerk. Aufgehendes Mauerwerk in Ziegeltmauerwerk-Sichtmauerwerk. Tür- und Fensteröffnungen mit profilierten Betonstürzen überdeckt, Holzbalkendecken, Holzdachkonstruktion mit Dachpfannen, Holzfenster und Holztüren. Im Erdgeschoss waren ursprünglich Holzklappläden vorhanden. In den Giebeln der Mittelhäuser sind Ankersplinten vorhanden, sie ergeben den Schriftzug „anno 1921“. Hinter den Wohnhäusern sind Hofgebäude vorhanden, in denen auch die Toiletten untergebracht sind. Die Anbauten sind eingeschossig, haben Satteldächer. Die Ausführung entspricht der der Wohnhäuser. Die Hausgruppe Honigmannplatz 1–8 erfasst acht Wohnhäuser in einer geradlinigen Hauszeile. Die beiden letzten Häuser an beiden Seiten sind als giebelständige Häuser ausgebildet, wobei das giebelständige Dach jeweils zwei Wohnungen erfasst. Die vier mittleren Wohnhäuser sind traufständig. Ausführung sonst wie die Häuser Bürgerplatz 1–12. Die Hausgruppe Jacobastraße 99–113 besteht aus acht Einfamilienhäusern in einer geradlinigen Hauszeile. Alle Häuser sind traufständig. Ausführung sonst wie die Häuser Bürgerplatz 1-12. | 1921                      | 16. Dezember 1987                                         | 224             |
| Wohnhaus (Bergarbeitersiedlung)                 | Wohnhaus (Bergarbeitersiedlung)                 | Schaufenberg Bürgerplatz 10 Karte                    | Die Bergarbeiter-Siedlung, Schaufenberg, Bürgerplatz 1–12, Honigmannplatz 1–8, Jacobastraße 99–113, Hochstraße 1–5 und 7–31 sowie Jägerstraße 2–12 wurden 1921 durch die Aachener Bergmannssiedlungsgesellschaft errichtet. Architekt war Dipl.-Arch. E. E. Strasser. Bei den Häusern Bürgerplatz 1–12 handelt es sich um eine lange geradlinige Häuserzeile mit 12 Wohnhäusern. Die Häuser 1–4 und 9–12 bilden die Seitenflügel der Hauptgruppe und sind traufenständig. Die Häuser 5-8 sind das Mittelstück der Hauptgruppe, das giebelständige Dach erfasst jeweils zwei Wohnhäuser. Die Firstlinie liegt auf der Haustrennwand. Die giebelständigen Dächer sind parallel zur Hauptgebäudeachse nochmals mit einem Zwischendach ausgestattet. Bergarbeiter-Siedlungshäuser, Haustyp: Arbeiter-Normalwohnungstyp Grundriss 5,50 × 8,42 m. Eingeschossig mit voll ausgebautem Mansarddach. In der Dachachse jedes Einzelhauses ist eine Fenstergaube vorhanden. Das Gaubendach ist in das Oberdach des Mansarddaches integriert. Die giebelständigen Mittelhäuser haben keine Dachgauben. Massive Gebäude, Kellergeschoss bzw. Gebäudesockel in Naturstein-Zyklopenmauerwerk. Aufgehendes Mauerwerk in Ziegeltmauerwerk-Sichtmauerwerk. Tür- und Fensteröffnungen mit profilierten Betonstürzen überdeckt, Holzbalkendecken, Holzdachkonstruktion mit Dachpfannen, Holzfenster und Holztüren. Im Erdgeschoss waren ursprünglich Holzklappläden vorhanden. In den Giebeln der Mittelhäuser sind Ankersplinten vorhanden, sie ergeben den Schriftzug „anno 1921“. Hinter den Wohnhäusern sind Hofgebäude vorhanden, in denen auch die Toiletten untergebracht sind. Die Anbauten sind eingeschossig, haben Satteldächer. Die Ausführung entspricht der der Wohnhäuser. Die Hausgruppe Honigmannplatz 1–8 erfasst acht Wohnhäuser in einer geradlinigen Hauszeile. Die beiden letzten Häuser an beiden Seiten sind als giebelständige Häuser ausgebildet, wobei das giebelständige Dach jeweils zwei Wohnungen erfasst. Die vier mittleren Wohnhäuser sind traufständig. Ausführung sonst wie die Häuser Bürgerplatz 1–12. Die Hausgruppe Jacobastraße 99–113 besteht aus acht Einfamilienhäusern in einer geradlinigen Hauszeile. Alle Häuser sind traufständig. Ausführung sonst wie die Häuser Bürgerplatz 1-12. | 1921                      | 16. Dezember 1987                                         | 225             |
| Wohnhaus (Bergarbeitersiedlung)                 | Wohnhaus (Bergarbeitersiedlung)                 | Schaufenberg Bürgerplatz 11 Karte                    | Die Bergarbeiter-Siedlung, Schaufenberg, Bürgerplatz 1–12, Honigmannplatz 1–8, Jacobastraße 99–113, Hochstraße 1–5 und 7–31 sowie Jägerstraße 2–12 wurden 1921 durch die Aachener Bergmannssiedlungsgesellschaft errichtet. Architekt war Dipl.-Arch. E. E. Strasser. Bei den Häusern Bürgerplatz 1–12 handelt es sich um eine lange geradlinige Häuserzeile mit 12 Wohnhäusern. Die Häuser 1–4 und 9–12 bilden die Seitenflügel der Hauptgruppe und sind traufenständig. Die Häuser 5-8 sind das Mittelstück der Hauptgruppe, das giebelständige Dach erfasst jeweils zwei Wohnhäuser. Die Firstlinie liegt auf der Haustrennwand. Die giebelständigen Dächer sind parallel zur Hauptgebäudeachse nochmals mit einem Zwischendach ausgestattet. Bergarbeiter-Siedlungshäuser, Haustyp: Arbeiter-Normalwohnungstyp Grundriss 5,50 × 8,42 m. Eingeschossig mit voll ausgebautem Mansarddach. In der Dachachse jedes Einzelhauses ist eine Fenstergaube vorhanden. Das Gaubendach ist in das Oberdach des Mansarddaches integriert. Die giebelständigen Mittelhäuser haben keine Dachgauben. Massive Gebäude, Kellergeschoss bzw. Gebäudesockel in Naturstein-Zyklopenmauerwerk. Aufgehendes Mauerwerk in Ziegeltmauerwerk-Sichtmauerwerk. Tür- und Fensteröffnungen mit profilierten Betonstürzen überdeckt, Holzbalkendecken, Holzdachkonstruktion mit Dachpfannen, Holzfenster und Holztüren. Im Erdgeschoss waren ursprünglich Holzklappläden vorhanden. In den Giebeln der Mittelhäuser sind Ankersplinten vorhanden, sie ergeben den Schriftzug „anno 1921“. Hinter den Wohnhäusern sind Hofgebäude vorhanden, in denen auch die Toiletten untergebracht sind. Die Anbauten sind eingeschossig, haben Satteldächer. Die Ausführung entspricht der der Wohnhäuser. Die Hausgruppe Honigmannplatz 1–8 erfasst acht Wohnhäuser in einer geradlinigen Hauszeile. Die beiden letzten Häuser an beiden Seiten sind als giebelständige Häuser ausgebildet, wobei das giebelständige Dach jeweils zwei Wohnungen erfasst. Die vier mittleren Wohnhäuser sind traufständig. Ausführung sonst wie die Häuser Bürgerplatz 1–12. Die Hausgruppe Jacobastraße 99–113 besteht aus acht Einfamilienhäusern in einer geradlinigen Hauszeile. Alle Häuser sind traufständig. Ausführung sonst wie die Häuser Bürgerplatz 1-12. | 1921                      | 16. Dezember 1987                                         | 226             |
| Wohnhaus (Bergarbeitersiedlung)                 | Wohnhaus (Bergarbeitersiedlung)                 | Schaufenberg Bürgerplatz 12 Karte                    | Die Bergarbeiter-Siedlung, Schaufenberg, Bürgerplatz 1–12, Honigmannplatz 1–8, Jacobastraße 99–113, Hochstraße 1–5 und 7–31 sowie Jägerstraße 2–12 wurden 1921 durch die Aachener Bergmannssiedlungsgesellschaft errichtet. Architekt war Dipl.-Arch. E. E. Strasser. Bei den Häusern Bürgerplatz 1–12 handelt es sich um eine lange geradlinige Häuserzeile mit 12 Wohnhäusern. Die Häuser 1–4 und 9–12 bilden die Seitenflügel der Hauptgruppe und sind traufenständig. Die Häuser 5-8 sind das Mittelstück der Hauptgruppe, das giebelständige Dach erfasst jeweils zwei Wohnhäuser. Die Firstlinie liegt auf der Haustrennwand. Die giebelständigen Dächer sind parallel zur Hauptgebäudeachse nochmals mit einem Zwischendach ausgestattet. Bergarbeiter-Siedlungshäuser, Haustyp: Arbeiter-Normalwohnungstyp Grundriss 5,50 × 8,42 m. Eingeschossig mit voll ausgebautem Mansarddach. In der Dachachse jedes Einzelhauses ist eine Fenstergaube vorhanden. Das Gaubendach ist in das Oberdach des Mansarddaches integriert. Die giebelständigen Mittelhäuser haben keine Dachgauben. Massive Gebäude, Kellergeschoss bzw. Gebäudesockel in Naturstein-Zyklopenmauerwerk. Aufgehendes Mauerwerk in Ziegeltmauerwerk-Sichtmauerwerk. Tür- und Fensteröffnungen mit profilierten Betonstürzen überdeckt, Holzbalkendecken, Holzdachkonstruktion mit Dachpfannen, Holzfenster und Holztüren. Im Erdgeschoss waren ursprünglich Holzklappläden vorhanden. In den Giebeln der Mittelhäuser sind Ankersplinten vorhanden, sie ergeben den Schriftzug „anno 1921“. Hinter den Wohnhäusern sind Hofgebäude vorhanden, in denen auch die Toiletten untergebracht sind. Die Anbauten sind eingeschossig, haben Satteldächer. Die Ausführung entspricht der der Wohnhäuser. Die Hausgruppe Honigmannplatz 1–8 erfasst acht Wohnhäuser in einer geradlinigen Hauszeile. Die beiden letzten Häuser an beiden Seiten sind als giebelständige Häuser ausgebildet, wobei das giebelständige Dach jeweils zwei Wohnungen erfasst. Die vier mittleren Wohnhäuser sind traufständig. Ausführung sonst wie die Häuser Bürgerplatz 1–12. Die Hausgruppe Jacobastraße 99–113 besteht aus acht Einfamilienhäusern in einer geradlinigen Hauszeile. Alle Häuser sind traufständig. Ausführung sonst wie die Häuser Bürgerplatz 1-12. | 1921                      | 16. Dezember 1987                                         | 227             |
| Wegekreuz                                       | Wegekreuz                                       | Ratheim Buscher Straße Karte                         | Betonkreuz mit Metallkorpus, Blausteinsockel; 1830 (Inschrift) | 1830                      | 21. Januar 1983                                           | 32              |
| Grundschule                                     | Grundschule                                     | Hückelhoven Dinstühlerstraße Karte                   | Zweiflügeliges Schulgebäude, 2 Geschosse, ausgebautes Dachgeschoss, Backstein, 3:4:4 Achsen, rechtwinkelig zueinander stehende Satteldächer, Südflügel mit Krüppelwalm, Giebelfassade Dinstühlerstraße mit 6 unterschiedlichen Öffnungselementen, Anbauten von 1961, Jahreszahl auf Putzspiegel (1914). | 1914                      |                                                           | 321             |
| weitere Bilder                                  | Kath. Kirche St. Lambertus mit Taufstein        | Hückelhoven Dinstühlerstraße 49 Karte                | | 1887                      | 8. Mai 1990                                               | 12              |
| Haus Hückelhoven                                | Haus Hückelhoven                                | Hückelhoven Dinstühlerstraße 51 Karte                | Ehemalige Wasserburg, 2-geschossiger unregelmäßiger Backsteinbau mit Renaissance-Doppel-Giebel, Satteldächern und quadratischem, 4-geschossigem Renaissance-Turm mit 8-seitigem geschwungenem Helm, offener Laterne und Zwiebelhaube. Von der Vorburg ist nur noch ein Giebel erhalten. Kern 14./15. Jahrhundert, Umbauten 16./17. Jahrhundert, Wetterfahne 1543 | 14., 15. Jahrhundert      | 15. Dezember 1982                                         | 7               |
| Fassade des Wohnhauses                          | Fassade des Wohnhauses                          | Hückelhoven Dinstühlerstraße 89 Karte                | Zweigeschossiges Bürgerhaus mit Fachwerkkern und straßenseitiger Ziegelfassade, 19. Jahrhundert, niedrige Geschosshöhe, traufständig, drei Achsen, Fassade verklinkert, Türgewände und Sockel in Zementputz, Blausteinfensterbänke, Klötzchenfries unter der Traufe. | 19. Jh.                   | 25. Mai 1992                                              | 329             |
| Wohnhaus                                        | Wohnhaus                                        | Hückelhoven Dinstühlerstraße 91 Karte                | Zweigeschossiges Geschäfts- und Wohnhaus (ehem. Kaiserl. Postamt), Massivbau mit Ziegelfassaden, 19. Jahrhundert, Blausteinfensterbänke, Klötzchenfries unter der Traufe. 5-achsige Fassade, seitlich durch Mauervorlagen begrenzt. Schaufensterbereich 3 Achsen und Eingang später verändert | 19. Jh.                   | 25. Mai 1992                                              | 330             |
| Wohnhaus                                        | Wohnhaus                                        | Hückelhoven Dinstühlerstraße 93 Karte                | Wohnhaus, Straßenfront mit pseudo-klassizistischer Fassade, sonst Fachwerk, 2 Geschosse, Satteldach, unten 4, oben 3 Achsen, wahrscheinlich 18. Jahrhundert. | 13. Jh.                   | 9. Oktober 1985                                           | 39              |
| Kath. Pfarrkirche St. Dionysius                 | Kath. Pfarrkirche St. Dionysius                 | Doveren Dionysiusstraße Karte                        | Backstein-Saalkirche mit polygonalem Chor; 1771. Im Zweiten Weltkrieg stark beschädigt, 1949 wieder aufgebaut, Sakristei auf Bogenbrücke 1950/51 erneuert. Bruchstein-Westturm; 15. Jahrhundert, im Kern romanisch (1178). | 15. Jh.                   | 12. Januar 1983                                           | 15              |
| Kapelle St.Josef                                | Kapelle St.Josef                                | Altmyhl Dorfstraße Karte                             | Backstein-Kapelle, Satteldach mit Dachreiter, 1932. | 1932                      | 26. November 1985                                         | 45              |
| Dorfkreuz                                       | Dorfkreuz                                       | Altmyhl Dorfstraße, vor 33 Karte                     | Neugotisches Kreuz aus Sandstein, Steinkorpus; Steinfigur in Nische, Basis Blaustein; 1881 (Inschrift), 1980 restauriert. | 1881                      | 21. Januar 1983                                           | 35              |
| Volksschule                                     | Volksschule                                     | Altmyhl Dorfstraße 33 Karte                          | Schulhaus, Backstein, 1-geschossig, Satteldach, 5 Achsen; 1877 | 1877                      | 6. Januar 1986                                            | 89              |
| Wegekreuz Doverack                              | Wegekreuz Doverack                              | Hückelhoven Doverack Karte                           | Neugotisches Hochkreuz mit Altar, Werkstein, gestrichen, Metallkorpus; 1894 (Inschrift). | 1899                      | 21. Januar 1983                                           | 29              |
| Straßenfassade des Wohnhauses                   | Straßenfassade des Wohnhauses                   | Doveren Doverener Markt 3 Karte                      | Von der ehemaligen, vierflügeligen Backstein–Hofanlage sind nur noch die Straßenfassaden erhalten. Sie sind zweigeschossig und haben fünf Achsen. Türgewände und Fensterbänke aus Blaustein, 19. Jahrhundert. | 19. Jh.                   | 13. Mai 1987                                              | 98              |
| Wohnhaus                                        | Wohnhaus                                        | Doveren Doverener Markt 19 Karte                     | Wohnhaus, Eckhaus zweigeschossig, Erdgeschoss Ziegelmauerwerk, verputzt, Obergeschoss Fachwerk, Krüppelwalmdach, 18./19. Jahrhundert. Eine bauliche Einheit mit Haus Nr. 21. | 18.–19. Jh.               | 6. Oktober 1987                                           | 115             |
| Wohnhaus                                        | Wohnhaus                                        | Doveren Doverener Markt 21 Karte                     | Wohnhaus, Eckhaus zweigeschossig, Erdgeschoss Ziegelmauerwerk, verputzt, Obergeschoss Fachwerk, Krüppelwalmdach, 18./19. Jahrhundert. Eine bauliche Einheit mit Haus Nr. 19. | 18.–19. Jh.               | 6. Oktober 1987                                           | 116             |
| Wohnhaus                                        | Wohnhaus                                        | Doveren Doverhahn 86 Karte                           | Dreiflügelige Fachwerk-Hofanlage, 18. Jahrhundert, zweigeschossig, Erdgeschossfront zum Teil massiv rückwärtiger Backsteingiebel. | 19. Jh.                   | 21. September 1986                                        | 92              |
| Wohnhaus                                        | Wohnhaus                                        | Doveren Doverhahn 88 Karte                           | Dreiflügelige Fachwerk–Hofanlage, Erdgeschossfront zum Teil massiv, Wohnhaus zweigeschossig, 1746 (Inschrift Haustürbalken) | 1746                      | 11. September 1985                                        | 40              |
| Denkmal Familie Jansen                          | Denkmal Familie Jansen                          | Doveren Ehrenfriedhof an der Kirche Karte            | Neugotisches Hochkreuz, Sandstein, Basis Blaustein, Kreuz fehlt, Maria auf Konsole mit Spitzbogen, Maßwerk und Krabben; 1860 (Inschrift) | 1860                      | 31. Oktober 1985                                          | 54              |
| Priestergrab Strerath                           | Priestergrab Strerath                           | Doveren Ehrenfriedhof an der Kirche Karte            | Wohnhaus eines ehem. Bauergehöfts, 2. Hälfte 19. Jh., an der Straße zweigeschossig, Fachwerk, traufständig, Straßenfront symmetrisch gegliedert mit 4 paarweise zusammengefassten Fenstern, der an sich bescheidene Bau wichtig als Abschluss des Straßenbildes. | 1867                      | 31. Oktober 1985                                          | 55              |
| Familiengruft Daniels/Bennewitz                 | Familiengruft Daniels/Bennewitz                 | Doveren Ehrenfriedhof an der Kirche Karte            | Großes Sandsteinkreuz in der für den Ort charakteristischen Form, Sockel mit Monstranzkonsole, Kreuz ohne Korpus aber mit Inschrift, Ornamente stark verwittert. |                           |                                                           | 56              |
| Familiengruft Klausen                           | Familiengruft Klausen                           | Doveren Ehrenfriedhof an der Kirche Karte            | Sandstein, Sockel Basaltlava, mit seitlichen Zinnenkränzen; 1878 (Inschrift). | 1878                      | 31. Oktober 1985                                          | 57              |
| Denkmal Fam.Hüpgens Grabkreuz                   | Denkmal Fam.Hüpgens Grabkreuz                   | Doveren Ehrenfriedhof an der Kirche Karte            | Hochrechter Sockel mit schlankem Kreuz, Blaustein, Metallkorpus; 1867 (Inschrift) | 1867                      | 31. Oktober 1985                                          | 58              |
| Wegekreuz am Wohnhaus                           | Wegekreuz am Wohnhaus                           | Kleingladbach Erkelenzer Straße 83 Karte             | Holzkreuz mit Dach, Korpus, Eisenkranz um Korpus, Altar: Betonplatte auf Mauerwerk, 18. Jahrhundert. | 18. Jh.                   | 6. Juli 1987                                              | 108             |
| Kapelle Kleingladbach                           | Kapelle Kleingladbach                           | Kleingladbach Eschenbroich Karte                     | Backstein-Kapelle mit Dachreiter; 1854 (Türkeilstein) | 1854                      | 12. Januar 1983                                           | 20              |
| Hochkreuz                                       | Hochkreuz                                       | Ratheim Friedhof Karte                               | Blaustein, Korpus Bronze, Inschrift auf Basis: 1910 (Inschrift) | 1910                      | 6. November 1985                                          | 67              |
| Wohnhaus (Bergarbeitersiedlung)                 | Wohnhaus (Bergarbeitersiedlung)                 | Hückelhoven Friedrichplatz 1 Karte                   | Die ursprünglichen Siedlungshäuser Friedrichplatz 1 und 3 sind in der Kriegs- bzw. Nachkriegszeit zu einer Werksküche umgebaut worden. Die Werksküche wurde 1956 aufgegeben. Die Siedlungshäuser sind anschließend abgebrochen und an gleicher Stelle ist ein neues zweigeschossiges Bürogebäude für die Bauabteilung der Zeche errichtet worden. Hierbei sind zur Erhaltung des Platzbildes die alten Gebäudefluchten weitgehendst eingehalten und die Gestaltung der Fassade der ehemaligen Siedlungshausgruppe 1-9 angeglichen worden. Anstelle der ehemaligen Mansarddächer ist zur Wahrung der Proportionen ein flachgeneigtes Walmdach aufgesetzt worden. Das Gebäude Friedrichplatz 1/3 ist das westliche Eckgebäude des Friedrichplatzes. Für das gesamte Ensemble, für die Hausgruppe 1-11 und schließlich für die architektonische/städtebauliche Platzgestaltung bzw. Platzfassung ist ein Eckgebäude unter Beibehaltung der Gebäudefluchten und der Gestaltungsmerkmale der Fassade von ausschlaggebender Bedeutung. Es ist Bestandteil des Siedlungsmerkmales Friedrichplatz. Die schlichte und gut gegliederte Backstein-Gebäudearchitektur entspricht dem Stilempfinden und dem Stand der Bautechnik der 50er Jahre. Für sich alleine betrachtet ist das Gebäude Friedrichplatz 1/3 wahrscheinlich kein Baudenkmal im Sinne des Denkmalschutzgesetzes. In der Hausgruppe Friedrichplatz 1-11 auf der Parzelle 402 muss es jedoch als Bestandteil des Siedlungsdenkmales angesehen werden. Die westliche Bauhauszeile des Friedrichplatzes wäre ohne Eckhaus ein Torso. Darüber hinaus wäre der gesamte Platzgrundriss des Friedrichplatzes, der die Nahtstelle zwischen dem Betriebsgelände der Zeche und der großen Siedlung und gleichzeitig das Herzstück der Siedlung „Auf dem Hansberg“ ist, stark gestört, würde das markante Eckhaus aus dem Ensemble ausgeklammert. Das in den 50er Jahren umgestaltete aber gut in die Siedlung integrierte Haus Friedrichplatz 1/3 ist unverkennbar Bestandteil der Hauszeile Friedrichplatz 1-11, prägendes Eckhaus des Friedrichplatzes und somit Bestandteil der denkmalwerten Bergarbeitersiedlung „Auf dem Hansberg“. Als Bestandteil der ältesten Bergarbeitersiedlung in Hückelhoven bedarf es deshalb des Schutzes und der Pflege nach dem Denkmalschutzgesetz NRW. | 1920                      | 5. August 1991                                            | 307             |
| Wohnhaus (Bergarbeitersiedlung)                 | Wohnhaus (Bergarbeitersiedlung)                 | Hückelhoven Friedrichplatz 2 Karte                   | Bergarbeiterwohnhaus als Teil der Platzumbauung. Massives Gebäude, teilunterkellert, eingeschossig mit vollausgebautem Mansarddach, traufenständig. Abweichend vom Regelhaustyp ist der Wohnzimmerbereich erkerförmig mit polygonalem Grundriss unter dem normalen Dach vorgebaut. Mauerwerk in Ziegelstein, Tür- und Fensteröffnungen mit stark profilierten Betonstürzen überdeckt. Holzbalkendecken, Holzdachkonstruktion mit Tonpfanneneindeckung. In der Mittelachse des Daches ist eine langgestreckte Dachgaube vorhanden. Das Gaubendach ist in das Oberdach des Mansarddaches integriert. Holztüren und Holzfenster. | 1920                      | 5. August 1991                                            | 313             |
| Wohnhaus (Bergarbeitersiedlung)                 | Wohnhaus (Bergarbeitersiedlung)                 | Hückelhoven Friedrichplatz 3 Karte                   | Die ursprünglichen Siedlungshäuser Friedrichplatz 1 und 3 sind in der Kriegs- bzw. Nachkriegszeit zu einer Werksküche umgebaut worden. Die Werksküche wurde 1956 aufgegeben. Die Siedlungshäuser sind anschließend abgebrochen und an gleicher Stelle ist ein neues zweigeschossiges Bürogebäude für die Bauabteilung der Zeche errichtet worden. Hierbei sind zur Erhaltung des Platzbildes die alten Gebäudefluchten weitgehendst eingehalten und die Gestaltung der Fassade der ehemaligen Siedlungshausgruppe 1-9 angeglichen worden. Anstelle der ehemaligen Mansarddächer ist zur Wahrung der Proportionen ein flachgeneigtes Walmdach aufgesetzt worden. Das Gebäude Friedrichplatz 1/3 ist das westliche Eckgebäude des Friedrichplatzes. Für das gesamte Ensemble, für die Hausgruppe 1-11 und schließlich für die architektonische/städtebauliche Platzgestaltung bzw. Platzfassung ist ein Eckgebäude unter Beibehaltung der Gebäudefluchten und der Gestaltungsmerkmale der Fassade von ausschlaggebender Bedeutung. Es ist Bestandteil des Siedlungsmerkmales Friedrichplatz. Die schlichte und gut gegliederte Backstein-Gebäudearchitektur entspricht dem Stilempfinden und dem Stand der Bautechnik der 50er Jahre. Für sich alleine betrachtet ist das Gebäude Friedrichplatz 1/3 wahrscheinlich kein Baudenkmal im Sinne des Denkmalschutzgesetzes. In der Hausgruppe Friedrichplatz 1-11 auf der Parzelle 402 muss es jedoch als Bestandteil des Siedlungsdenkmales angesehen werden. Die westliche Bauhauszeile des Friedrichplatzes wäre ohne Eckhaus ein Torso. Darüber hinaus wäre der gesamte Platzgrundriss des Friedrichplatzes, der die Nahtstelle zwischen dem Betriebsgelände der Zeche und der großen Siedlung und gleichzeitig das Herzstück der Siedlung „Auf dem Hansberg“ ist, stark gestört, würde das markante Eckhaus aus dem Ensemble ausgeklammert. Das in den 50er Jahren umgestaltete aber gut in die Siedlung integrierte Haus Friedrichplatz 1/3 ist unverkennbar Bestandteil der Hauszeile Friedrichplatz 1-11, prägendes Eckhaus des Friedrichplatzes und somit Bestandteil der denkmalwerten Bergarbeitersiedlung „Auf dem Hansberg“. Als Bestandteil der ältesten Bergarbeitersiedlung in Hückelhoven bedarf es deshalb des Schutzes und der Pflege nach dem Denkmalschutzgesetz NRW. | 1920                      | 5. August 1991                                            | 308             |
| Wohnhaus (Bergarbeitersiedlung)                 | Wohnhaus (Bergarbeitersiedlung)                 | Hückelhoven Friedrichplatz 4 Karte                   | Zweigeschossiges Geschäfts- und Wohnhaus (ehem. Kaiserl. Postamt), Massivbau mit Ziegelfassaden, 19. Jahrhundert, Blausteinfensterbänke, Klötzchenfries unter der Traufe. 5-achsige Fassade, seitlich durch Mauervorlagen begrenzt. Schaufensterbereich 3 Achsen und Eingang später verändert | 19. Jh.                   | 25. Mai 1992                                              | 314             |
| Wohnhaus (Bergarbeitersiedlung)                 | Wohnhaus (Bergarbeitersiedlung)                 | Hückelhoven Friedrichplatz 5 Karte                   | Bergarbeiterwohnhaus als Mittelhaus der Hauszeile. Massives Gebäude, teilunterkellert, eingeschossig mit vollausgebautem Mansarddach, traufenständig. Abweichend vom Regelhaustyp ist der Wohnzimmerbereich erkerförmig mit rechtwinkeligem Grundriss und traufenständigem Schleppdach. Mauerwerk in Ziegelstein, Tür- und Fensteröffnungen mit stark profilierten Betonstürzen überdeckt. Holzbalkendecken, Holzdachkonstruktion mit Tonpfanneneindeckung. In der Mittelachse des Daches ist eine langgestreckte Dachgaube vorhanden. Das Gaubendach ist in das Oberdach des Mansarddaches integriert. Holztüren und Holzfenster. | 1920                      | 5. August 1991                                            | 309             |
| Wohnhaus (Bergarbeitersiedlung)                 | Wohnhaus (Bergarbeitersiedlung)                 | Hückelhoven Friedrichplatz 6 Karte                   | Bergarbeiterwohnhaus als Teil der Platzumbauung. Massives Gebäude, teilunterkellert, eingeschossig mit vollausgebautem Mansarddach, traufenständig. Abweichend vom Regelhaustyp ist der Wohnzimmerbereich erkerförmig mit polygonalem Grundriss unter dem normalen Dach vorgebaut. Mauerwerk in Ziegelstein, Tür- und Fensteröffnungen mit stark profilierten Betonstürzen überdeckt. Holzbalkendecken, Holzdachkonstruktion mit Tonpfanneneindeckung. In der Mittelachse des Daches ist eine langgestreckte Dachgaube vorhanden. Das Gaubendach ist in das Oberdach des Mansarddaches integriert. Holztüren und Holzfenster. | 1920                      | 5. August 1991                                            | 315             |
| Wohnhaus (Bergarbeitersiedlung)                 | Wohnhaus (Bergarbeitersiedlung)                 | Hückelhoven Friedrichplatz 7 Karte                   | Bergarbeiterwohnhaus als Teil der Platzumbauung. Massives Gebäude, teilunterkellert, eingeschossig mit vollausgebautem Mansarddach, traufenständig. Abweichend vom Regelhaustyp ist der Wohnzimmerbereich erkerförmig mit polygonalem Grundriss unter dem normalen Dach vorgebaut. Mauerwerk in Ziegelstein, Tür- und Fensteröffnungen mit stark profilierten Betonstürzen überdeckt. Holzbalkendecken, Holzdachkonstruktion mit Tonpfanneneindeckung. In der Mittelachse des Daches ist eine langgestreckte Dachgaube vorhanden. Das Gaubendach ist in das Oberdach des Mansarddaches integriert. Holztüren und Holzfenster. | 1920                      | 5. August 1991                                            | 310             |
| Wohnhaus (Bergarbeitersiedlung)                 | Wohnhaus (Bergarbeitersiedlung)                 | Hückelhoven Friedrichplatz 8 Karte                   | Bergarbeiterwohnhaus als Teil der Platzumbauung. Massives Gebäude, teilunterkellert, eingeschossig mit vollausgebautem Mansarddach, traufenständig. Abweichend vom Regelhaustyp ist der Wohnzimmerbereich erkerförmig mit polygonalem Grundriss unter dem normalen Dach vorgebaut. Mauerwerk in Ziegelstein, Tür- und Fensteröffnungen mit stark profilierten Betonstürzen überdeckt. Holzbalkendecken, Holzdachkonstruktion mit Tonpfanneneindeckung. In der Mittelachse des Daches ist eine langgestreckte Dachgaube vorhanden. Das Gaubendach ist in das Oberdach des Mansarddaches integriert. Holztüren und Holzfenster. | 1920                      | 5. August 1991                                            | 316             |
| Wohnhaus (Bergarbeitersiedlung)                 | Wohnhaus (Bergarbeitersiedlung)                 | Hückelhoven Friedrichplatz 9 Karte                   | Bergarbeiterwohnhaus als Teil der Platzumbauung. Massives Gebäude, teilunterkellert, eingeschossig mit vollausgebautem Mansarddach, traufenständig. Abweichend vom Regelhaustyp ist der Wohnzimmerbereich erkerförmig mit polygonalem Grundriss unter dem normalen Dach vorgebaut. Mauerwerk in Ziegelstein, Tür- und Fensteröffnungen mit stark profilierten Betonstürzen überdeckt. Holzbalkendecken, Holzdachkonstruktion mit Tonpfanneneindeckung. In der Mittelachse des Daches ist eine langgestreckte Dachgaube vorhanden. Das Gaubendach ist in das Oberdach des Mansarddaches integriert. Holztüren und Holzfenster. | 1920                      | 5. August 1991                                            | 311             |
| Wohnhaus (Bergarbeitersiedlung)                 | Wohnhaus (Bergarbeitersiedlung)                 | Hückelhoven Friedrichplatz 10 Karte                  | Bergarbeiterwohnhaus als Teil der Platzumbauung. Massives Gebäude, teilunterkellert, eingeschossig mit vollausgebautem Mansarddach, traufenständig. Abweichend vom Regelhaustyp ist der Wohnzimmerbereich erkerförmig mit polygonalem Grundriss unter dem normalen Dach vorgebaut. Mauerwerk in Ziegelstein, Tür- und Fensteröffnungen mit stark profilierten Betonstürzen überdeckt. Holzbalkendecken, Holzdachkonstruktion mit Tonpfanneneindeckung. In der Mittelachse des Daches ist eine langgestreckte Dachgaube vorhanden. Das Gaubendach ist in das Oberdach des Mansarddaches integriert. Holztüren und Holzfenster. | 1920                      | 5. August 1991                                            | 317             |
| Wohnhaus (Bergarbeitersiedlung)                 | Wohnhaus (Bergarbeitersiedlung)                 | Hückelhoven Friedrichplatz 11 Karte                  | Bergarbeiterwohnhaus als Teil der Platzumbauung. Massives Gebäude, teilunterkellert, eingeschossig mit vollausgebautem Mansarddach, traufenständig. Abweichend vom Regelhaustyp ist der Wohnzimmerbereich erkerförmig mit polygonalem Grundriss unter dem normalen Dach vorgebaut. Mauerwerk in Ziegelstein, Tür- und Fensteröffnungen mit stark profilierten Betonstürzen überdeckt. Holzbalkendecken, Holzdachkonstruktion mit Tonpfanneneindeckung. In der Mittelachse des Daches ist eine langgestreckte Dachgaube vorhanden. Das Gaubendach ist in das Oberdach des Mansarddaches integriert. Holztüren und Holzfenster. | 1920                      | 5. August 1991                                            | 312             |
| Wohnhaus (Bergarbeitersiedlung)                 | Wohnhaus (Bergarbeitersiedlung)                 | Hückelhoven Friedrichplatz 12 Karte                  | Bergarbeiterwohnhaus als Teil der Platzumbauung. Massives Gebäude, teilunterkellert, eingeschossig mit vollausgebautem Mansarddach, traufenständig. Abweichend vom Regelhaustyp ist der Wohnzimmerbereich erkerförmig mit polygonalem Grundriss unter dem normalen Dach vorgebaut. Mauerwerk in Ziegelstein, Tür- und Fensteröffnungen mit stark profilierten Betonstürzen überdeckt. Holzbalkendecken, Holzdachkonstruktion mit Tonpfanneneindeckung. In der Mittelachse des Daches ist eine langgestreckte Dachgaube vorhanden. Das Gaubendach ist in das Oberdach des Mansarddaches integriert. Holztüren und Holzfenster. | 1920                      | 5. August 1991                                            | 318             |
| Wohnhaus (Bergarbeitersiedlung)                 | Wohnhaus (Bergarbeitersiedlung)                 | Hückelhoven Friedrichplatz 13 Karte                  | Bergarbeiterwohnhaus als Teil der Platzumbauung. Massives Gebäude, teilunterkellert, eingeschossig mit vollausgebautem Mansarddach, traufenständig. Abweichend vom Regelhaustyp ist der Wohnzimmerbereich erkerförmig mit polygonalem Grundriss unter dem normalen Dach vorgebaut. Mauerwerk in Ziegelstein, Tür- und Fensteröffnungen mit stark profilierten Betonstürzen überdeckt. Holzbalkendecken, Holzdachkonstruktion mit Tonpfanneneindeckung. In der Mittelachse des Daches ist eine langgestreckte Dachgaube vorhanden. Das Gaubendach ist in das Oberdach des Mansarddaches integriert. Holztüren und Holzfenster. | 1920                      | 5. August 1991                                            | 319             |
| Wohnhaus (Bergarbeitersiedlung)                 | Wohnhaus (Bergarbeitersiedlung)                 | Hückelhoven Friedrichplatz 14 Karte                  | Bergarbeiterwohnhaus als Teil der Platzumbauung. Massives Gebäude, teilunterkellert, eingeschossig mit vollausgebautem Mansarddach, traufenständig. Abweichend vom Regelhaustyp ist der Wohnzimmerbereich erkerförmig mit polygonalem Grundriss unter dem normalen Dach vorgebaut. Mauerwerk in Ziegelstein, Tür- und Fensteröffnungen mit stark profilierten Betonstürzen überdeckt. Holzbalkendecken, Holzdachkonstruktion mit Tonpfanneneindeckung. In der Mittelachse des Daches ist eine langgestreckte Dachgaube vorhanden. Das Gaubendach ist in das Oberdach des Mansarddaches integriert. Holztüren und Holzfenster. | 1920                      | 5. August 1991                                            | 320             |
| Wohnhaus (Bergarbeitersiedlung)                 | Wohnhaus (Bergarbeitersiedlung)                 | Hückelhoven Friedrichplatz 15 Karte                  | Bergarbeiterwohnhaus als Teil der Platzumbauung. Massives Gebäude, teilunterkellert, eingeschossig mit vollausgebautem Mansarddach, traufenständig. Abweichend vom Regelhaustyp ist der Wohnzimmerbereich erkerförmig mit polygonalem Grundriss unter dem normalen Dach vorgebaut. Mauerwerk in Ziegelstein, Tür- und Fensteröffnungen mit stark profilierten Betonstürzen überdeckt. Holzbalkendecken, Holzdachkonstruktion mit Tonpfanneneindeckung. In der Mittelachse des Daches ist eine langgestreckte Dachgaube vorhanden. Das Gaubendach ist in das Oberdach des Mansarddaches integriert. Holztüren und Holzfenster. Hinter den Wohnhäusern sind Hofgebäude vorhanden, in denen auch die Toiletten untergebracht sind. Eingeschossige Gebäude, Satteldächer, Ausführung sonst wie die Wohnhäuser. | 1920                      | 5. August 1991                                            | 299             |
| Wohnhaus (Bergarbeitersiedlung)                 | Wohnhaus (Bergarbeitersiedlung)                 | Hückelhoven Friedrichplatz 16 Karte                  | Bergarbeiterwohnhaus als Teil der Platzumbauung. Massives Gebäude, teilunterkellert, eingeschossig mit vollausgebautem Mansarddach, traufenständig. Abweichend vom Regelhaustyp ist der Wohnzimmerbereich erkerförmig mit polygonalem Grundriss unter dem normalen Dach vorgebaut. Mauerwerk in Ziegelstein, Tür- und Fensteröffnungen mit stark profilierten Betonstürzen überdeckt. Holzbalkendecken, Holzdachkonstruktion mit Tonpfanneneindeckung. In der Mittelachse des Daches ist eine langgestreckte Dachgaube vorhanden. Das Gaubendach ist in das Oberdach des Mansarddaches integriert. Holztüren und Holzfenster. Hinter den Wohnhäusern sind Hofgebäude vorhanden, in denen auch die Toiletten untergebracht sind. Eingeschossige Gebäude, Satteldächer, Ausführung sonst wie die Wohnhäuser. | 1920                      | 5. August 1991                                            | 289             |
| Wohnhaus (Bergarbeitersiedlung)                 | Wohnhaus (Bergarbeitersiedlung)                 | Hückelhoven Friedrichplatz 17 Karte                  | Bergarbeiterwohnhaus als Teil der Platzumbauung. Massives Gebäude, teilunterkellert, eingeschossig mit vollausgebautem Mansarddach, traufenständig. Abweichend vom Regelhaustyp ist der Wohnzimmerbereich erkerförmig mit polygonalem Grundriss unter dem normalen Dach vorgebaut. Mauerwerk in Ziegelstein, Tür- und Fensteröffnungen mit stark profilierten Betonstürzen überdeckt. Holzbalkendecken, Holzdachkonstruktion mit Tonpfanneneindeckung. In der Mittelachse des Daches ist eine langgestreckte Dachgaube vorhanden. Das Gaubendach ist in das Oberdach des Mansarddaches integriert. Holztüren und Holzfenster. Hinter den Wohnhäusern sind Hofgebäude vorhanden, in denen auch die Toiletten untergebracht sind. Eingeschossige Gebäude, Satteldächer, Ausführung sonst wie die Wohnhäuser. | 1920                      | 5. August 1991                                            | 279             |
| Wohnhaus (Bergarbeitersiedlung)                 | Wohnhaus (Bergarbeitersiedlung)                 | Hückelhoven Friedrichplatz 18 Karte                  | Bergarbeiterwohnhaus als Teil der Platzumbauung. Massives Gebäude, teilunterkellert, eingeschossig mit vollausgebautem Mansarddach, traufenständig. Abweichend vom Regelhaustyp ist der Wohnzimmerbereich erkerförmig mit polygonalem Grundriss unter dem normalen Dach vorgebaut. Mauerwerk in Ziegelstein, Tür- und Fensteröffnungen mit stark profilierten Betonstürzen überdeckt. Holzbalkendecken, Holzdachkonstruktion mit Tonpfanneneindeckung. In der Mittelachse des Daches ist eine langgestreckte Dachgaube vorhanden. Das Gaubendach ist in das Oberdach des Mansarddaches integriert. Holztüren und Holzfenster. Hinter den Wohnhäusern sind Hofgebäude vorhanden, in denen auch die Toiletten untergebracht sind. Eingeschossige Gebäude, Satteldächer, Ausführung sonst wie die Wohnhäuser. | 1920                      | 5. August 1991                                            | 290             |
| Wohnhaus (Bergarbeitersiedlung)                 | Wohnhaus (Bergarbeitersiedlung)                 | Hückelhoven Friedrichplatz 19 Karte                  | Bergarbeiterwohnhaus als Teil der Platzumbauung. Massives Gebäude, teilunterkellert, eingeschossig mit vollausgebautem Mansarddach, traufenständig. Abweichend vom Regelhaustyp ist der Wohnzimmerbereich erkerförmig mit polygonalem Grundriss unter dem normalen Dach vorgebaut. Mauerwerk in Ziegelstein, Tür- und Fensteröffnungen mit stark profilierten Betonstürzen überdeckt. Holzbalkendecken, Holzdachkonstruktion mit Tonpfanneneindeckung. In der Mittelachse des Daches ist eine langgestreckte Dachgaube vorhanden. Das Gaubendach ist in das Oberdach des Mansarddaches integriert. Holztüren und Holzfenster. Hinter den Wohnhäusern sind Hofgebäude vorhanden, in denen auch die Toiletten untergebracht sind. Eingeschossige Gebäude, Satteldächer, Ausführung sonst wie die Wohnhäuser. | 1920                      | 5. August 1991                                            | 280             |
| Wohnhaus (Bergarbeitersiedlung)                 | Wohnhaus (Bergarbeitersiedlung)                 | Hückelhoven Friedrichplatz 20 Karte                  | Bergarbeiterwohnhaus als Teil der Platzumbauung. Massives Gebäude, teilunterkellert, eingeschossig mit vollausgebautem Mansarddach, traufenständig. Abweichend vom Regelhaustyp ist der Wohnzimmerbereich erkerförmig mit polygonalem Grundriss unter dem normalen Dach vorgebaut. Mauerwerk in Ziegelstein, Tür- und Fensteröffnungen mit stark profilierten Betonstürzen überdeckt. Holzbalkendecken, Holzdachkonstruktion mit Tonpfanneneindeckung. In der Mittelachse des Daches ist eine langgestreckte Dachgaube vorhanden. Das Gaubendach ist in das Oberdach des Mansarddaches integriert. Holztüren und Holzfenster. Hinter den Wohnhäusern sind Hofgebäude vorhanden, in denen auch die Toiletten untergebracht sind. Eingeschossige Gebäude, Satteldächer, Ausführung sonst wie die Wohnhäuser. | 1920                      | 5. August 1991                                            | 291             |
| Wohnhaus (Bergarbeitersiedlung)                 | Wohnhaus (Bergarbeitersiedlung)                 | Hückelhoven Friedrichplatz 21 Karte                  | Bergarbeiterwohnhaus als Teil der Platzumbauung. Massives Gebäude, teilunterkellert, eingeschossig mit vollausgebautem Mansarddach, traufenständig. Abweichend vom Regelhaustyp ist der Wohnzimmerbereich erkerförmig mit polygonalem Grundriss unter dem normalen Dach vorgebaut. Mauerwerk in Ziegelstein, Tür- und Fensteröffnungen mit stark profilierten Betonstürzen überdeckt. Holzbalkendecken, Holzdachkonstruktion mit Tonpfanneneindeckung. In der Mittelachse des Daches ist eine langgestreckte Dachgaube vorhanden. Das Gaubendach ist in das Oberdach des Mansarddaches integriert. Holztüren und Holzfenster. Hinter den Wohnhäusern sind Hofgebäude vorhanden, in denen auch die Toiletten untergebracht sind. Eingeschossige Gebäude, Satteldächer, Ausführung sonst wie die Wohnhäuser. | 1920                      | 5. August 1991                                            | 281             |
| Wohnhaus (Bergarbeitersiedlung)                 | Wohnhaus (Bergarbeitersiedlung)                 | Hückelhoven Friedrichplatz 22 Karte                  | Bergarbeiterwohnhaus als Teil der Platzumbauung. Massives Gebäude, teilunterkellert, eingeschossig mit vollausgebautem Mansarddach, traufenständig. Abweichend vom Regelhaustyp ist der Wohnzimmerbereich erkerförmig mit polygonalem Grundriss unter dem normalen Dach vorgebaut. Mauerwerk in Ziegelstein, Tür- und Fensteröffnungen mit stark profilierten Betonstürzen überdeckt. Holzbalkendecken, Holzdachkonstruktion mit Tonpfanneneindeckung. In der Mittelachse des Daches ist eine langgestreckte Dachgaube vorhanden. Das Gaubendach ist in das Oberdach des Mansarddaches integriert. Holztüren und Holzfenster. Hinter den Wohnhäusern sind Hofgebäude vorhanden, in denen auch die Toiletten untergebracht sind. Eingeschossige Gebäude, Satteldächer, Ausführung sonst wie die Wohnhäuser. | 1920                      | 5. August 1991                                            | 302             |
| Wohnhaus (Bergarbeitersiedlung)                 | Wohnhaus (Bergarbeitersiedlung)                 | Hückelhoven Friedrichplatz 23 Karte                  | Bergarbeiterwohnhaus als Teil der Platzumbauung. Massives Gebäude, teilunterkellert, eingeschossig mit vollausgebautem Mansarddach, traufenständig. Abweichend vom Regelhaustyp ist der Wohnzimmerbereich erkerförmig mit polygonalem Grundriss unter dem normalen Dach vorgebaut. Mauerwerk in Ziegelstein, Tür- und Fensteröffnungen mit stark profilierten Betonstürzen überdeckt. Holzbalkendecken, Holzdachkonstruktion mit Tonpfanneneindeckung. In der Mittelachse des Daches ist eine langgestreckte Dachgaube vorhanden. Das Gaubendach ist in das Oberdach des Mansarddaches integriert. Holztüren und Holzfenster. Hinter den Wohnhäusern sind Hofgebäude vorhanden, in denen auch die Toiletten untergebracht sind. Eingeschossige Gebäude, Satteldächer, Ausführung sonst wie die Wohnhäuser. | 1920                      | 5. August 1991                                            | 300             |
| Wohnhaus (Bergarbeitersiedlung)                 | Wohnhaus (Bergarbeitersiedlung)                 | Hückelhoven Friedrichplatz 24 Karte                  | Bergarbeiterwohnhaus als Teil der Platzumbauung. Massives Gebäude, teilunterkellert, eingeschossig mit vollausgebautem Mansarddach, traufenständig. Abweichend vom Regelhaustyp ist der Wohnzimmerbereich erkerförmig mit polygonalem Grundriss unter dem normalen Dach vorgebaut. Mauerwerk in Ziegelstein, Tür- und Fensteröffnungen mit stark profilierten Betonstürzen überdeckt. Holzbalkendecken, Holzdachkonstruktion mit Tonpfanneneindeckung. In der Mittelachse des Daches ist eine langgestreckte Dachgaube vorhanden. Das Gaubendach ist in das Oberdach des Mansarddaches integriert. Holztüren und Holzfenster. Hinter den Wohnhäusern sind Hofgebäude vorhanden, in denen auch die Toiletten untergebracht sind. Eingeschossige Gebäude, Satteldächer, Ausführung sonst wie die Wohnhäuser. | 1920                      | 5. August 1991                                            | 292             |
| Wohnhaus (Bergarbeitersiedlung)                 | Wohnhaus (Bergarbeitersiedlung)                 | Hückelhoven Friedrichplatz 25 Karte                  | Bergarbeiterwohnhaus als Teil der Platzumbauung. Massives Gebäude, teilunterkellert, eingeschossig mit vollausgebautem Mansarddach, traufenständig. Abweichend vom Regelhaustyp ist der Wohnzimmerbereich erkerförmig mit polygonalem Grundriss unter dem normalen Dach vorgebaut. Mauerwerk in Ziegelstein, Tür- und Fensteröffnungen mit stark profilierten Betonstürzen überdeckt. Holzbalkendecken, Holzdachkonstruktion mit Tonpfanneneindeckung. In der Mittelachse des Daches ist eine langgestreckte Dachgaube vorhanden. Das Gaubendach ist in das Oberdach des Mansarddaches integriert. Holztüren und Holzfenster. Hinter den Wohnhäusern sind Hofgebäude vorhanden, in denen auch die Toiletten untergebracht sind. Eingeschossige Gebäude, Satteldächer, Ausführung sonst wie die Wohnhäuser. | 1920                      | 5. August 1991                                            | 282             |
| Wohnhaus (Bergarbeitersiedlung)                 | Wohnhaus (Bergarbeitersiedlung)                 | Hückelhoven Friedrichplatz 26 Karte                  | Bergarbeiterwohnhaus als Teil der Platzumbauung. Massives Gebäude, teilunterkellert, eingeschossig mit vollausgebautem Mansarddach, traufenständig. Abweichend vom Regelhaustyp ist der Wohnzimmerbereich erkerförmig mit polygonalem Grundriss unter dem normalen Dach vorgebaut. Mauerwerk in Ziegelstein, Tür- und Fensteröffnungen mit stark profilierten Betonstürzen überdeckt. Holzbalkendecken, Holzdachkonstruktion mit Tonpfanneneindeckung. In der Mittelachse des Daches ist eine langgestreckte Dachgaube vorhanden. Das Gaubendach ist in das Oberdach des Mansarddaches integriert. Holztüren und Holzfenster. Hinter den Wohnhäusern sind Hofgebäude vorhanden, in denen auch die Toiletten untergebracht sind. Eingeschossige Gebäude, Satteldächer, Ausführung sonst wie die Wohnhäuser. | 1920                      | 5. August 1991                                            | 293             |
| Wohnhaus (Bergarbeitersiedlung)                 | Wohnhaus (Bergarbeitersiedlung)                 | Hückelhoven Friedrichplatz 27 Karte                  | Bergarbeiterwohnhaus als Teil der Platzumbauung. Massives Gebäude, teilunterkellert, eingeschossig mit vollausgebautem Mansarddach, traufenständig. Abweichend vom Regelhaustyp ist der Wohnzimmerbereich erkerförmig mit polygonalem Grundriss unter dem normalen Dach vorgebaut. Mauerwerk in Ziegelstein, Tür- und Fensteröffnungen mit stark profilierten Betonstürzen überdeckt. Holzbalkendecken, Holzdachkonstruktion mit Tonpfanneneindeckung. In der Mittelachse des Daches ist eine langgestreckte Dachgaube vorhanden. Das Gaubendach ist in das Oberdach des Mansarddaches integriert. Holztüren und Holzfenster. Hinter den Wohnhäusern sind Hofgebäude vorhanden, in denen auch die Toiletten untergebracht sind. Eingeschossige Gebäude, Satteldächer, Ausführung sonst wie die Wohnhäuser. | 1920                      | 5. August 1991                                            | 283             |
| Wohnhaus (Bergarbeitersiedlung)                 | Wohnhaus (Bergarbeitersiedlung)                 | Hückelhoven Friedrichplatz 28 Karte                  | Bergarbeiterwohnhaus als Teil der Platzumbauung. Massives Gebäude, teilunterkellert, eingeschossig mit vollausgebautem Mansarddach, traufenständig. Abweichend vom Regelhaustyp ist der Wohnzimmerbereich erkerförmig mit polygonalem Grundriss unter dem normalen Dach vorgebaut. Mauerwerk in Ziegelstein, Tür- und Fensteröffnungen mit stark profilierten Betonstürzen überdeckt. Holzbalkendecken, Holzdachkonstruktion mit Tonpfanneneindeckung. In der Mittelachse des Daches ist eine langgestreckte Dachgaube vorhanden. Das Gaubendach ist in das Oberdach des Mansarddaches integriert. Holztüren und Holzfenster. Hinter den Wohnhäusern sind Hofgebäude vorhanden, in denen auch die Toiletten untergebracht sind. Eingeschossige Gebäude, Satteldächer, Ausführung sonst wie die Wohnhäuser. | 1920                      | 5. August 1991                                            | 294             |
| Wohnhaus (Bergarbeitersiedlung)                 | Wohnhaus (Bergarbeitersiedlung)                 | Hückelhoven Friedrichplatz 29 Karte                  | Bergarbeiterwohnhaus als Teil der Platzumbauung. Massives Gebäude, teilunterkellert, eingeschossig mit vollausgebautem Mansarddach, traufenständig. Abweichend vom Regelhaustyp ist der Wohnzimmerbereich erkerförmig mit polygonalem Grundriss unter dem normalen Dach vorgebaut. Mauerwerk in Ziegelstein, Tür- und Fensteröffnungen mit stark profilierten Betonstürzen überdeckt. Holzbalkendecken, Holzdachkonstruktion mit Tonpfanneneindeckung. In der Mittelachse des Daches ist eine langgestreckte Dachgaube vorhanden. Das Gaubendach ist in das Oberdach des Mansarddaches integriert. Holztüren und Holzfenster. Hinter den Wohnhäusern sind Hofgebäude vorhanden, in denen auch die Toiletten untergebracht sind. Eingeschossige Gebäude, Satteldächer, Ausführung sonst wie die Wohnhäuser. | 1920                      | 5. August 1991                                            | 284             |
| Wohnhaus (Bergarbeitersiedlung)                 | Wohnhaus (Bergarbeitersiedlung)                 | Hückelhoven Friedrichplatz 30 Karte                  | Bergarbeiterwohnhaus als Teil der Platzumbauung. Massives Gebäude, teilunterkellert, eingeschossig mit vollausgebautem Mansarddach, traufenständig. Abweichend vom Regelhaustyp ist der Wohnzimmerbereich erkerförmig mit polygonalem Grundriss unter dem normalen Dach vorgebaut. Mauerwerk in Ziegelstein, Tür- und Fensteröffnungen mit stark profilierten Betonstürzen überdeckt. Holzbalkendecken, Holzdachkonstruktion mit Tonpfanneneindeckung. In der Mittelachse des Daches ist eine langgestreckte Dachgaube vorhanden. Das Gaubendach ist in das Oberdach des Mansarddaches integriert. Holztüren und Holzfenster. Hinter den Wohnhäusern sind Hofgebäude vorhanden, in denen auch die Toiletten untergebracht sind. Eingeschossige Gebäude, Satteldächer, Ausführung sonst wie die Wohnhäuser. | 1920                      | 5. August 1991                                            | 296             |
| Wohnhaus (Bergarbeitersiedlung)                 | Wohnhaus (Bergarbeitersiedlung)                 | Hückelhoven Friedrichplatz 31 Karte                  | Bergarbeiterwohnhaus als Teil der Platzumbauung. Massives Gebäude, teilunterkellert, eingeschossig mit vollausgebautem Mansarddach, traufenständig. Abweichend vom Regelhaustyp ist der Wohnzimmerbereich erkerförmig mit polygonalem Grundriss unter dem normalen Dach vorgebaut. Mauerwerk in Ziegelstein, Tür- und Fensteröffnungen mit stark profilierten Betonstürzen überdeckt. Holzbalkendecken, Holzdachkonstruktion mit Tonpfanneneindeckung. In der Mittelachse des Daches ist eine langgestreckte Dachgaube vorhanden. Das Gaubendach ist in das Oberdach des Mansarddaches integriert. Holztüren und Holzfenster. Hinter den Wohnhäusern sind Hofgebäude vorhanden, in denen auch die Toiletten untergebracht sind. Eingeschossige Gebäude, Satteldächer, Ausführung sonst wie die Wohnhäuser. | 1920                      | 5. August 1991                                            | 301             |
| Wohnhaus (Bergarbeitersiedlung)                 | Wohnhaus (Bergarbeitersiedlung)                 | Hückelhoven Friedrichplatz 32 Karte                  | Bergarbeiterwohnhaus als Teil der Platzumbauung. Massives Gebäude, teilunterkellert, eingeschossig mit vollausgebautem Mansarddach, traufenständig. Abweichend vom Regelhaustyp ist der Wohnzimmerbereich erkerförmig mit polygonalem Grundriss unter dem normalen Dach vorgebaut. Mauerwerk in Ziegelstein, Tür- und Fensteröffnungen mit stark profilierten Betonstürzen überdeckt. Holzbalkendecken, Holzdachkonstruktion mit Tonpfanneneindeckung. In der Mittelachse des Daches ist eine langgestreckte Dachgaube vorhanden. Das Gaubendach ist in das Oberdach des Mansarddaches integriert. Holztüren und Holzfenster. Hinter den Wohnhäusern sind Hofgebäude vorhanden, in denen auch die Toiletten untergebracht sind. Eingeschossige Gebäude, Satteldächer, Ausführung sonst wie die Wohnhäuser. | 1920                      | 5. August 1991                                            | 297             |
| Wohnhaus (Bergarbeitersiedlung)                 | Wohnhaus (Bergarbeitersiedlung)                 | Hückelhoven Friedrichplatz 33 Karte                  | Bergarbeiterwohnhaus als Teil der Platzumbauung. Massives Gebäude, teilunterkellert, eingeschossig mit vollausgebautem Mansarddach, traufenständig. Abweichend vom Regelhaustyp ist der Wohnzimmerbereich erkerförmig mit polygonalem Grundriss unter dem normalen Dach vorgebaut. Mauerwerk in Ziegelstein, Tür- und Fensteröffnungen mit stark profilierten Betonstürzen überdeckt. Holzbalkendecken, Holzdachkonstruktion mit Tonpfanneneindeckung. In der Mittelachse des Daches ist eine langgestreckte Dachgaube vorhanden. Das Gaubendach ist in das Oberdach des Mansarddaches integriert. Holztüren und Holzfenster. Hinter den Wohnhäusern sind Hofgebäude vorhanden, in denen auch die Toiletten untergebracht sind. Eingeschossige Gebäude, Satteldächer, Ausführung sonst wie die Wohnhäuser. | 1920                      | 5. August 1991                                            | 285             |
| Wohnhaus (Bergarbeitersiedlung)                 | Wohnhaus (Bergarbeitersiedlung)                 | Hückelhoven Friedrichplatz 34 Karte                  | Bergarbeiterwohnhaus als Teil der Platzumbauung. Massives Gebäude, teilunterkellert, eingeschossig mit vollausgebautem Mansarddach, traufenständig. Abweichend vom Regelhaustyp ist der Wohnzimmerbereich erkerförmig mit polygonalem Grundriss unter dem normalen Dach vorgebaut. Mauerwerk in Ziegelstein, Tür- und Fensteröffnungen mit stark profilierten Betonstürzen überdeckt. Holzbalkendecken, Holzdachkonstruktion mit Tonpfanneneindeckung. In der Mittelachse des Daches ist eine langgestreckte Dachgaube vorhanden. Das Gaubendach ist in das Oberdach des Mansarddaches integriert. Holztüren und Holzfenster. Hinter den Wohnhäusern sind Hofgebäude vorhanden, in denen auch die Toiletten untergebracht sind. Eingeschossige Gebäude, Satteldächer, Ausführung sonst wie die Wohnhäuser. | 1920                      | 5. August 1991                                            | 304             |
| Wohnhaus (Bergarbeitersiedlung)                 | Wohnhaus (Bergarbeitersiedlung)                 | Hückelhoven Friedrichplatz 35 Karte                  | Bergarbeiterwohnhaus als Teil der Platzumbauung. Massives Gebäude, teilunterkellert, eingeschossig mit vollausgebautem Mansarddach, traufenständig. Abweichend vom Regelhaustyp ist der Wohnzimmerbereich erkerförmig mit polygonalem Grundriss unter dem normalen Dach vorgebaut. Mauerwerk in Ziegelstein, Tür- und Fensteröffnungen mit stark profilierten Betonstürzen überdeckt. Holzbalkendecken, Holzdachkonstruktion mit Tonpfanneneindeckung. In der Mittelachse des Daches ist eine langgestreckte Dachgaube vorhanden. Das Gaubendach ist in das Oberdach des Mansarddaches integriert. Holztüren und Holzfenster. Hinter den Wohnhäusern sind Hofgebäude vorhanden, in denen auch die Toiletten untergebracht sind. Eingeschossige Gebäude, Satteldächer, Ausführung sonst wie die Wohnhäuser. | 1920                      | 5. August 1991                                            | 303             |
| Wohnhaus (Bergarbeitersiedlung)                 | Wohnhaus (Bergarbeitersiedlung)                 | Hückelhoven Friedrichplatz 36 Karte                  | Bergarbeiterwohnhaus als Teil der Platzumbauung. Massives Gebäude, teilunterkellert, eingeschossig mit vollausgebautem Mansarddach, traufenständig. Abweichend vom Regelhaustyp ist der Wohnzimmerbereich erkerförmig mit polygonalem Grundriss unter dem normalen Dach vorgebaut. Mauerwerk in Ziegelstein, Tür- und Fensteröffnungen mit stark profilierten Betonstürzen überdeckt. Holzbalkendecken, Holzdachkonstruktion mit Tonpfanneneindeckung. In der Mittelachse des Daches ist eine langgestreckte Dachgaube vorhanden. Das Gaubendach ist in das Oberdach des Mansarddaches integriert. Holztüren und Holzfenster. Hinter den Wohnhäusern sind Hofgebäude vorhanden, in denen auch die Toiletten untergebracht sind. Eingeschossige Gebäude, Satteldächer, Ausführung sonst wie die Wohnhäuser. | 1920                      | 5. August 1991                                            | 305             |
| Wohnhaus (Bergarbeitersiedlung)                 | Wohnhaus (Bergarbeitersiedlung)                 | Hückelhoven Friedrichplatz 37 Karte                  | Bergarbeiterwohnhaus als Teil der Platzumbauung. Massives Gebäude, teilunterkellert, eingeschossig mit vollausgebautem Mansarddach, traufenständig. Abweichend vom Regelhaustyp ist der Wohnzimmerbereich erkerförmig mit polygonalem Grundriss unter dem normalen Dach vorgebaut. Mauerwerk in Ziegelstein, Tür- und Fensteröffnungen mit stark profilierten Betonstürzen überdeckt. Holzbalkendecken, Holzdachkonstruktion mit Tonpfanneneindeckung. In der Mittelachse des Daches ist eine langgestreckte Dachgaube vorhanden. Das Gaubendach ist in das Oberdach des Mansarddaches integriert. Holztüren und Holzfenster. Hinter den Wohnhäusern sind Hofgebäude vorhanden, in denen auch die Toiletten untergebracht sind. Eingeschossige Gebäude, Satteldächer, Ausführung sonst wie die Wohnhäuser. | 1920                      | 5. August 1991                                            | 286             |
| Wohnhaus (Bergarbeitersiedlung)                 | Wohnhaus (Bergarbeitersiedlung)                 | Hückelhoven Friedrichplatz 38 Karte                  | Bergarbeiterwohnhaus als Teil der Platzumbauung. Massives Gebäude, teilunterkellert, eingeschossig mit vollausgebautem Mansarddach, traufenständig. Abweichend vom Regelhaustyp ist der Wohnzimmerbereich erkerförmig mit polygonalem Grundriss unter dem normalen Dach vorgebaut. Mauerwerk in Ziegelstein, Tür- und Fensteröffnungen mit stark profilierten Betonstürzen überdeckt. Holzbalkendecken, Holzdachkonstruktion mit Tonpfanneneindeckung. In der Mittelachse des Daches ist eine langgestreckte Dachgaube vorhanden. Das Gaubendach ist in das Oberdach des Mansarddaches integriert. Holztüren und Holzfenster. Hinter den Wohnhäusern sind Hofgebäude vorhanden, in denen auch die Toiletten untergebracht sind. Eingeschossige Gebäude, Satteldächer, Ausführung sonst wie die Wohnhäuser. | 1920                      | 5. August 1991                                            | 306             |
| Wohnhaus (Bergarbeitersiedlung)                 | Wohnhaus (Bergarbeitersiedlung)                 | Hückelhoven Friedrichplatz 39 Karte                  | Bergarbeiterwohnhaus als Teil der Platzumbauung. Massives Gebäude, teilunterkellert, eingeschossig mit vollausgebautem Mansarddach, traufenständig. Abweichend vom Regelhaustyp ist der Wohnzimmerbereich erkerförmig mit polygonalem Grundriss unter dem normalen Dach vorgebaut. Mauerwerk in Ziegelstein, Tür- und Fensteröffnungen mit stark profilierten Betonstürzen überdeckt. Holzbalkendecken, Holzdachkonstruktion mit Tonpfanneneindeckung. In der Mittelachse des Daches ist eine langgestreckte Dachgaube vorhanden. Das Gaubendach ist in das Oberdach des Mansarddaches integriert. Holztüren und Holzfenster. | 1920                      | 5. August 1991                                            | 287             |
| Wohnhaus (Bergarbeitersiedlung)                 | Wohnhaus (Bergarbeitersiedlung)                 | Hückelhoven Friedrichplatz 40 Karte                  | Bergarbeiterwohnhaus als Teil der Platzumbauung. Massives Gebäude, teilunterkellert, eingeschossig mit vollausgebautem Mansarddach, traufenständig. Abweichend vom Regelhaustyp ist der Wohnzimmerbereich erkerförmig mit polygonalem Grundriss unter dem normalen Dach vorgebaut. Mauerwerk in Ziegelstein, Tür- und Fensteröffnungen mit stark profilierten Betonstürzen überdeckt. Holzbalkendecken, Holzdachkonstruktion mit Tonpfanneneindeckung. In der Mittelachse des Daches ist eine langgestreckte Dachgaube vorhanden. Das Gaubendach ist in das Oberdach des Mansarddaches integriert. Holztüren und Holzfenster. | 1920                      | 5. August 1991                                            | 295             |
| Wegekreuz                                       | Wegekreuz                                       | Doveren Gansbroich Karte                             | Hochkreuz aus Blaustein, Relief-Korpus, Figurenkonsole, Wappen im Sockel; 1749 (Inschrift) | 1706                      | 19. Januar 1983                                           | 25              |
| Wegekreuz                                       | Wegekreuz                                       | Ratheim Garsbeck Karte                               | Werkstein mit Korpus, früher altes Holzkreuz, 1935 | 1935                      | 6. November 1985                                          | 69              |
| Wohnhaus                                        | Wohnhaus                                        | Hückelhoven Gladbacher Straße 58 Karte               | Zweigeschossiges giebelständiges Wohnhaus in 3 Achsen wurde als Altersruhesitz errichtet. Der Sockel des Kellergeschosses springt vor die übrige Fassade vor. Die sich darüber erhebende Fassade ist mit einem grobkörnigen Spritzputz verputzt und die Giebelfläche unter dem Krüppelwalmdach mit Kunstschiefer verplattet. Das untere rechte Fenster der Straßenfassade ist größer als die übrigen Fenster und besitzt eine eigene Fensteraufteilung mit Architrav mit besonderem Fensterzierat in den Formen der Jahrhundertwende. Im Erdgeschoss sind die Fenster durchgehend mit Rollläden aus Holz verschließbar. Der Giebel verfügt über eine mittlere kleinere Fensteröffnung. An den Hauptbaukörper schließt sich mit einem Quergiebel die Eingangshalle an. Der zweiflügelige Eingang ist mit einer Überdachung aus der Zeit um 1900 überdeckt, die verschiefert ist. Die Hölzer sind zeittypisch geschnitzt und mit Holznägeln zimmermannsmäßig verbunden. Zum Haus hinaus führt eine zweistufige Treppe zu einem Zwischenpodest mit einer Kleinmosaikpflasterung, die durch eine Art gepflastertes „eisernes Kreuz“ verziert ist. Von hier aus führt eine sechsstufige Treppe aus Basaltlava zur zweiflügeligen Haustür, die mit schmiedeeisernen Nägel als Verzierung benagelt ist. Das Obergeschoss springt etwas vor das Erdgeschoss vor. Hier befindet sich über der Eingangshalle ein Wohnraum mit breitgelagertem Fenster, das innerhalb der Öffnung dreifach gekuppelt ist. In seinem oberen Teil besitzt es eine kleinteilige Sprossierung und unten Schiebefenster. Dieses Fenster ist ebenfalls mit einem hölzernen Rollladen verschließbar. Der Zierrat der Straßenfront wiederholt sich auf dieser Seite. Die Giebel- und Traufflächen kragen weit aus. Rechts neben dem Wohnhaus befindet sich eine Torzufahrt zu dem ummauerten Wirtschaftshof. Auf der Rückseite des Hauses befindet sich im Obergeschoss vor einer rundbogigen Fenstertür eine alte Balkonanlage aus Trägerbeton. Die Brüstung ist zurzeit größtenteils zerstört. Der inneren Aufteilung der Architektur ist noch deutlich die Aufgabe des Hauses als Ruhesitz einer vermögenden Familie abzulesen. Die Decken stellen sich entsprechend der Bauzeit schlicht mit ausgerundeten Ecken und Kanten dar. Fußböden, Türen und die Wandverfliesung in der Küche sind weitgehend erhalten. Den Abschluss zum Treppenhaus bildet eine zweiflügelige Glastür. Von dem Raum hinter der Eingangstreppe führt ein rundbogiger Durchgang in den Hausflur. Dieser ist mit sechseckigen roten Fliesen, wie sie in der Bauzeit häufiger verwendet wurden, belegt. In den straßenseitigen Räumen sind ebenfalls doppelflügelige Türen eingebaut worden. Die Erdgeschossfenster besitzen noch die alten Rollladenkästen. Die zweiläufige Treppe zum Obergeschoss verfügt über ein hölzernes Geländer im Zierrat der Zeit zwischen Jahrhundertwende und Weltkrieg. Das gesamte Haus ist zeitgemäß unterkellert worden. Die Decken über dem Kellergeschoss sind Betondecken mit eingelegten Trägern. Rückwärtig schließt an das Hauptgebäude ein Wirtschaftstrakt aus Backstein an. Verschiedene Türen und eine zweiflügelige Toreinfahrt machen die alte Nutzung deutlich. Dieser Anbau ist mit einem Satteldach gedeckt. In diesem Wirtschaftsflügel befindet sich die gleichen mit Beton ausgegossenen Trägerdecken wie über dem Kellergeschoss. An die Wirtschaftsflügel schließen sich spätere Anbauten und an diese wiederum die Hofmauer an. | 1900                      | 22. August 1996                                           | 335             |
| Dorfkreuz                                       | Dorfkreuz                                       | Millich Gronewaldstraße Karte                        | Werkstein mit Metallkorpus; 1891 (Inschrift). | 1891                      | 29. Oktober 1985                                          | 50              |
| Haus Millich, Wohnhaus u Torgebäude             | Haus Millich, Wohnhaus u Torgebäude             | Millich Gronewaldstraße 44 Karte                     | 4-flügelige Hofanlage, Hauptgebäude Putz, geschwungener zweifach-gestufter Barockgiebel, 2 Geschosse, Satteldach, 2:3 Achsen; 1728 (Ankersplinte). | 1728                      | 15. Dezember 1982                                         | 4               |
| Wohnhaus                                        | Wohnhaus                                        | Millich Gronewaldstraße 46 Karte                     | Backstein-Winkelhof, Front Putz, zweigeschossiges Wohnhaus, Satteldach, Tür Blausteingewände, 1809 (Türkeilstein) | 1809                      | 31. Oktober 1985                                          | 60              |
| Gut Gansbroich                                  | Gut Gansbroich                                  | Doveren Gut Gansbroich Karte                         | Vierflügelige Hofanlage, früher mit Wasserumwehrung, Wohnhaus zweigeschossig, Fachwerk, Erdgeschoss zum Teil Backstein, zum Teil weiß geschlämmt, 1661 (Wohnhaus-Türsturz) Schwebegiebel, Nebengebäude Backstein, 1777 (Ankersplinte Toreinfahrt), 19. Jahrhundert Nebengebäude. | 1661                      | 27. September 1985                                        | 44              |
| weitere Bilder                                  | Gut Grittern, Herrenhaus und Wirtschaftsgebäude | Doveren Gut Grittern Karte                           | Hauptgebäude ehemalige Wasserburg, Backstein Renaissance-Treppengiebel, dreigeschossig, 16. Jahrhundert, um 1900 verändert, 1970/75 wieder aufgebaut. Dieser Bescheid ist Bestandteil des Eintragungsbescheides vom 30. März 1994: Dreiflügelige Vorburg, 19. Jahrhundert Westflügel: Scheune, drei korbbogige Toreinfahrten durch Brandschutzwand getrennt, darauf Windrose mit Wetterhahn, feldseitig stichbogige Einfahrten vermauert. Dachstuhl 20. Jahrhundert (zwischen den Weltkriegen nach Brand erneuert). In Ankersplinten IAH oder IVH (Hompesch). Nördlich im rechten Winkel zu dieser Scheune, eingeschossige Stallungen mit hohem Dachraum, zum Teil 1945 umgebaut, mit quadratischen bzw. stichbogigen Stallfenstern und außenliegender Speichertreppe aus Eisen, die aus der Umbauphase stammt, rechts Hofdurchfahrt mit Korbbogen. Ostflügel mit Remisen und Wohntrakt, zweigeschossig, achtachsig im Obergeschoss. Verschiedene Remiseeinfahrten. Im Krieg zu Gefangenenunterkünften umgebaut. Im Obergeschoss ehemalige Wohnräume. Vor Kopf des Ostflügels wurde Ende des 19. Jahrhunderts ein Verwaltungshaus vorgebaut. Backsteinsichtig. 2 : 3 Achsen in Höhe des Obergeschossfußbodens auf der Traufseite ein Klötzchenfries. | 16. Jh.                   | 6. Juli 1987 u. 30. März 1994                             | 99              |
| Gut Marienhof                                   | Gut Marienhof                                   | Doveren Gut Marienhof Karte                          | Vierflügelige Hofanlage, Backstein, Wohnhaus zwei Geschosse, Mansarddach, teilweise verputzt, 3:2 Achsen, Remise: zwei Geschosse, Krüppelwalmdach. | 1815                      | 25. Mai 1992                                              | 328             |
| Alte Apotheke                                   | Alte Apotheke                                   | Hückelhoven Haagstraße 2 u 2a Karte                  | Zweigeschossiges Backsteinhaus, 7 Achsen, Blausteingewände, Mansarddach, Hofgebäude, zweigeschossig, Satteldach, errichtet 1756, abgebrannt 1790, neu aufgebaut 1791. | 1756                      | 6. Juli 1987                                              | 103             |
| Gaststätte Spichartz u Toreinfahrt              | Gaststätte Spichartz u Toreinfahrt              | Hückelhoven Haagstraße 4 + 4a Karte                  | Zweigeschossiges Gebäude mit Satteldach, 10 Achsen Backstein mit Putz, Türen mit Blausteingewänden, Toreinfahrt mit Korbbogen, Baujahr 1790 (Angaben des Eigentümers). Das Gebäude Haagstraße 4a bildet eine bauliche Einheit mit dem Haus Haagstraße 4. | 1719                      | Haus Nr. 4 6. August 1987; Haus Nr. 4a 25. September 1987 | 114             |
| Wohnhaus u Wohn/Bürohaus                        | Wohnhaus u Wohn/Bürohaus                        | Hückelhoven Haagstraße 5 Karte                       | Wohn-/Bürohaus, 2 Geschosse mit Toreinfahrt, Satteldach, altes Türblatt, Tür Blausteingewände (überarbeitet), 18. Jahrhundert. | 18. Jh.                   | 15. Oktober 1985                                          | 42              |
| Wohnhaus                                        | Wohnhaus                                        | Hückelhoven Haagstraße 7 Karte                       | Backsteingebäude, zweigeschossig, zweiflügelig, Flügel nur wenig ausladend, Walmdach, 3:2 Achsen, Erker, Balkon und Giebel in Mittelachse straßenseitig, Baujahr 1923. | 1923                      | 6. Juli 1987                                              | 104             |
| Ev.Pfarrkirche                                  | Ev.Pfarrkirche                                  | Hückelhoven Haagstraße 8 Karte                       | Neugotische Backstein-Hallenkirche mit polygonalem Chor, Querschiff und Westturm; 1890/91, Turmspitze 1945 abgestürzt, 1966/67 wieder aufgebaut. | 1890–1891                 | 12. Januar 1983                                           | 13              |
| Ev.Pfarrhaus                                    | Ev.Pfarrhaus                                    | Hückelhoven Haagstraße 9 Karte                       | Wohnhaus mit Toreinfahrt, 2 Geschosse, Satteldach 7 Achsen, Backstein, Türgewände in Blaustein, 1791 (Ankersplinte). | 1791                      | 27. September 1985                                        | 43              |
| Gedenkstein Kreuder Doverack                    | Gedenkstein Kreuder Doverack                    | Hückelhoven Haagstraße, Ev. Friedhof Karte           | Trapezförmiger Gedenkstein aus zweistufigem Sockel mit sattelförmigem Abschlussstein mit Inschrift; Blaustein, 1871 (Inschrift). | 1871                      | 22. Juli 1986                                             | 74              |
| Denkmal Fam.Kreuder                             | Denkmal Fam.Kreuder                             | Hückelhoven Haagstraße, Ev. Friedhof Karte           | Hochrechteckiges Denkmal mit erhabenem Wappen auf zweistufigem Sockel, Sandstein; 1908 (Inschrift) | 1908                      | 22. Juli 1986                                             | 75              |
| Denkmal Fam.Jansen                              | Denkmal Fam.Jansen                              | Hückelhoven Haagstraße, Ev. Friedhof Karte           | Trapezförmiges Denkmal auf dreistufigem Sockel aus rotem Sandstein mit klassizistischem Giebelaufsatz, darauf Relief: 2 Hände 1848 (Inschrift). | 1848                      | 23. Juli 1986                                             | 76              |
| Denkmal Fam.Gillessen                           | Denkmal Fam.Gillessen                           | Hückelhoven Haagstraße, Ev. Friedhof Karte           | Schlankes hochrechteckiges Denkmal auf einfachem Sockel mit geschwungener Haube, Relief; Kreuz und begleitende Zweige; Sandstein; 1862 (Inschrift). | 1862                      | 23. Juli 1986                                             | 77              |
| Grabplatte                                      | Grabplatte                                      | Hückelhoven Haagstraße, Ev. Friedhof Karte           | Liegende rechteckige Grabplatte, Sandstein mit zwei Schriftfelder und Wappen in der Mitte: vermutlich Stierkopf, 1734. | 1734                      | 23. Juli 1986                                             | 78              |
| Denkmal Grabplatte Feldges Kreuder              | Denkmal Grabplatte Feldges Kreuder              | Hückelhoven Haagstraße, Ev. Friedhof Karte           | Liegender rechteckiger Gedenkstein mit erhabenem Allianzwappen: Kreuder/? (Apfel- oder Hermelindarstellung), Helmzier in barocker Schmuckvielfalt umgibt Wappen; Blaustein. |                           | 23. Juli 1986                                             | 79              |
| Denkmal Fam.Pelzer                              | Denkmal Fam.Pelzer                              | Hückelhoven Haagstraße, Ev. Friedhof Karte           | Trapezförmiger Gedenkstein auf zweistufigem Sockel Fries, geschwungene Haube mit klassizistischem Zierrad und aufgesetzter Urne, 1847 (Inschrift) | 1847                      | 23. Juli 1986                                             | 80              |
| Denkmal Fam.Blancke                             | Denkmal Fam.Blancke                             | Hückelhoven Haagstraße, Ev. Friedhof Karte           | Vierstufige Stele mit Mittelpalette, roter Sandstein mit eingelegter weißer Sandsteinreliefplatte; Mitte 19. Jahrhundert, Steinmetz: H. Nolden, Coesfeld. | 19. Jh.                   | 22. Juli 1986                                             | 81              |
| Hochkreuz Fam.Bünten                            | Hochkreuz Fam.Bünten                            | Hückelhoven Haagstraße, Ev. Friedhof Karte           | Blaustein-Grabkreuz in neugotischer Form, auf der Rückseite eingelegte Marmorplatte mit Inschrift; auf der Vorderseite eiserne Inschriftplatte, 19. Jahrhundert. | 19. Jh.                   | 22. Juli 1986                                             | 82              |
| Denkmal Fam.Blancke Faber                       | Denkmal Fam.Blancke Faber                       | Hückelhoven Haagstraße, Ev. Friedhof Karte           | Obelisk auf Sockel, Oberteil beschädigt, Blaustein; 1832 (Inschrift). | 1832                      | 22. Juli 1986                                             | 83              |
| Wegekreuz                                       | Wegekreuz                                       | Ratheim Hagbrucher Straße Karte                      | Freistehendes Holzkreuz mit Dach und Holzkorpus; 1771 (Inschrift). Restauriert 1973. | 1771                      | 21. Januar 1983                                           | 33              |
| Wohnhaus                                        | Wohnhaus                                        | Ratheim Hagbrucher Straße 3 Karte                    | Fachwerkhaus, 2 Geschosse, Fachwerkaußenwände dreiseitig noch vorhanden. Die rückwärtige Giebelwand besteht im oberen Teil noch aus Fachwerk, welches verputzt ist. Die straßenseitige Giebelfassade ist erdgeschossig aus massivem Mauerwerk und im ersten Obergeschoss und in der Giebelspitze aus Lehmfachwerk erstellt. Das Fachwerk des ersten OG ist außen verputzt. Die Haustür ist im Original erhalten; alle Fenster wurde im Laufe der Zeit mehrfach erneuert. Die Holzbalkendecken sind teilweise noch vorhanden, jedoch sind die Unterseiten glatt verkleidet und geputzt. Vom ursprünglichen Dachstuhl steht lediglich noch der Dachbinder, alle anderen Dachteile sind – bedingt durch Kriegseinwirkungen – erneuert worden. | 1704                      | 5. September 1990                                         | 324             |
| Rathaus                                         | Rathaus                                         | Brachelen Hauptstraße 81 Karte                       | 2-geschossiges Backsteinhaus in 6 Achsen, 3 Achsen übergiebelt und vorgezogen. Plattenfries über dem Erdgeschoss; um 1900. | 1900                      | 28. November 1985                                         | 84              |
| Maria-Hilf-Kapelle                              | Maria-Hilf-Kapelle                              | Brachelen Hauptstraße 161 Karte                      | Neugotische Backstein-Kapelle mit Dachreiter; 1879. | 1879                      | 20. Dezember 1985                                         | 87              |
| Wohnhaus Vorderhaus                             | Wohnhaus Vorderhaus                             | Brachelen Hauptstraße 188 Karte                      | 3-flügelige Backstein-Hofanlage, Wohnhaus zweigeschossig, in 3 Achsen und Torachse, Fenstergewände in Blaustein, um 1800. Unterschutzstellung nur für das Vorderhaus. | 1800                      | 19. September 1985                                        | 41              |
| Straßenfassadeu Gewölbekeller                   | Straßenfassadeu Gewölbekeller                   | Brachelen Hauptstraße 198 Karte                      | Zweigeschossige Backsteinfassade einer ehemals dreiflügeligen Hofanlage, rechtsseitig mit korbbogiger Einfahrt. Durch Ankersplinte datiert auf 1837. Traufgesims mit Sägezahn- und Klötzchenfries. Drei Achsen stichbogiger Fensteröffnungen, Fenster zweiflügelig mit Oberlicht. Im Erdgeschoss mit Schlagläden aus Eisen. Fensterbänke aus Blaustein, geputzter Sockel. Gewölbekeller gemauert, Lehmboden. | 1837                      | 25. Juli 1994                                             | 332             |
| weitere Bilder                                  | Haus Hall, Herrenhaus und Vorburg als Ensemble  | Ratheim Haus Hall Karte                              | Wasserschloss. Herrenhaus: Hauptflügel, 2 Geschosse, 5 Achsen, verputzt, Blausteingewände; Hofseite in der Mittelachse. – Eingang, darüber in Stein gehauenes Wappen, mit Freitreppe; Mansardzeltdach. Seitenflügel: 2 Geschosse, 2 Achsen, Mansardzeltdächer, verputzt, Blausteingewände. 3-flügelige Vorburg: bestehend aus 2 Torbauten in den Seitenflügeln und landwirtschaftlichen Gebäuden im Mitteltrakt, Torbauten überhöht mit Walmdächern. Wirtschaftsgebäude mit Satteldächern. Kern Herrenhaus 1785 (wahrscheinlich älter), Seitenflügel/Herrenhaus 1904 | 1785                      | 11. November 1982                                         | 1               |
| Haus Horrig, Wohnhaus und Torgebäude            | Haus Horrig, Wohnhaus und Torgebäude            | Brachelen Haus Horrig Karte                          | 4-flügelige Backstein-Hofanlage, Wohnhaus verputzt, zweigeschossig über hohem Sockel, 5 Achsen, Walmdach, Nebengebäude zum Teil in Fachwerk; Kern 15./17. und 18. Jahrhundert, Umbau 1907. | 15., 17., 18. Jahrhundert | 15. Dezember 1982                                         | 5               |
| Wohnhaus (Bergarbeitersiedlung)                 | Wohnhaus (Bergarbeitersiedlung)                 | Schaufenberg Hochstraße 1 Karte                      | Die Hausgruppe Hochstraße 1–5 besteht aus drei Wohneinheiten in einer gradlinigen Zeile. Die Häuser sind traufständig mit durchgehender Trauf- und Firstlinie, ohne Wangenmauern an den Hauseingängen. Die freistehende rechte Giebelseite ist unverputzt, am verputzten linken Giebel (Nr. 1) befindet sich ein (wahrscheinlich erneuerter) seitlicher traufständiger Anbau; hinter Nr. 3/5 ein angebautes, mittig geteiltes Toiletten- und Stallhäuschen. Die Hausgruppe Hochstraße 7 – 31 besteht aus dreizehn Wohneinheiten in einer den Hang hinauf gestaffelten Zeile. Die Eckhäuser Nrn. 7/9 und 29/31 sind giebelständig vorgezogen, mit etwas höher gezonten Giebeln als die zwischengespannten Doppelwohneinheiten, welche traufständig zurückliegend angeordnet sind. Die Häuser Nrn. 15-23 besitzen durchgehende Trauf- und Firstlinien. Die giebelständigen Eckbauten mit je zwei Wohneinheiten besitzen seitliche Eingänge, bis auf Nrn. 7 und 31 besitzen alle Eingänge keine seitlichen Wangenmauern. Die Traufseite von Nr. 7 ist verputzt, ansonsten backsteinsichtige Wandflächen. Die mittlere Wohneinheit wegen der ungeraden Zahl der Wohnungen ohne angebautes Toiletten-/Stallhäuschen, sondern mit einem entsprechenden freistehenden quergelagerten Bau im Garten. Ansonsten rückwärtig die geteilten Toiletten-/stallanbauten mit Satteldächern. Bergarbeiter-Siedlungshäuser, Haustyp: Arbeiter-Normalwohnungstyp Grundriss 5,50 × 8,42 m. Eingeschossig mit voll ausgebautem Mansarddach. In der Dachachse jedes Einzelhauses ist eine Fenstergaube vorhanden. Das Gaubendach ist in das Oberdach des Mansarddaches integriert. Die giebelständigen Mittelhäuser haben keine Dachgauben. Massive Gebäude, Kellergeschoss bzw. Gebäudesockel in Naturstein-Zyklopenmauerwerk. Aufgehendes Mauerwerk in Ziegeltmauerwerk-Sichtmauerwerk. Tür- und Fensteröffnungen mit profilierten Betonstürzen überdeckt, Holzbalkendecken, Holzdachkonstruktion mit Dachpfannen, Holzfenster und Holztüren. Im Erdgeschoss waren ursprünglich Holzklappläden vorhanden. In den Giebeln der Mittelhäuser sind Ankersplinten vorhanden, sie ergeben den Schriftzug „anno 1921“. Hinter den Wohnhäusern sind Hofgebäude vorhanden, in denen auch die Toiletten untergebracht sind. Die Anbauten sind eingeschossig, haben Satteldächer. Die Ausführung entspricht der der Wohnhäuser. | 1921                      | 8. April 2002                                             | 346             |
| Wohnhaus (Bergarbeitersiedlung)                 | Wohnhaus (Bergarbeitersiedlung)                 | Schaufenberg Hochstraße 3 Karte                      | Die Hausgruppe Hochstraße 1–5 besteht aus drei Wohneinheiten in einer gradlinigen Zeile. Die Häuser sind traufständig mit durchgehender Trauf- und Firstlinie, ohne Wangenmauern an den Hauseingängen. Die freistehende rechte Giebelseite ist unverputzt, am verputzten linken Giebel (Nr. 1) befindet sich ein (wahrscheinlich erneuerter) seitlicher traufständiger Anbau; hinter Nr. 3/5 ein angebautes, mittig geteiltes Toiletten- und Stallhäuschen. Die Hausgruppe Hochstraße 7 – 31 besteht aus dreizehn Wohneinheiten in einer den Hang hinauf gestaffelten Zeile. Die Eckhäuser Nrn. 7/9 und 29/31 sind giebelständig vorgezogen, mit etwas höher gezonten Giebeln als die zwischengespannten Doppelwohneinheiten, welche traufständig zurückliegend angeordnet sind. Die Häuser Nrn. 15-23 besitzen durchgehende Trauf- und Firstlinien. Die giebelständigen Eckbauten mit je zwei Wohneinheiten besitzen seitliche Eingänge, bis auf Nrn. 7 und 31 besitzen alle Eingänge keine seitlichen Wangenmauern. Die Traufseite von Nr. 7 ist verputzt, ansonsten backsteinsichtige Wandflächen. Die mittlere Wohneinheit wegen der ungeraden Zahl der Wohnungen ohne angebautes Toiletten-/Stallhäuschen, sondern mit einem entsprechenden freistehenden quergelagerten Bau im Garten. Ansonsten rückwärtig die geteilten Toiletten-/stallanbauten mit Satteldächern. Bergarbeiter-Siedlungshäuser, Haustyp: Arbeiter-Normalwohnungstyp Grundriss 5,50 × 8,42 m. Eingeschossig mit voll ausgebautem Mansarddach. In der Dachachse jedes Einzelhauses ist eine Fenstergaube vorhanden. Das Gaubendach ist in das Oberdach des Mansarddaches integriert. Die giebelständigen Mittelhäuser haben keine Dachgauben. Massive Gebäude, Kellergeschoss bzw. Gebäudesockel in Naturstein-Zyklopenmauerwerk. Aufgehendes Mauerwerk in Ziegeltmauerwerk-Sichtmauerwerk. Tür- und Fensteröffnungen mit profilierten Betonstürzen überdeckt, Holzbalkendecken, Holzdachkonstruktion mit Dachpfannen, Holzfenster und Holztüren. Im Erdgeschoss waren ursprünglich Holzklappläden vorhanden. In den Giebeln der Mittelhäuser sind Ankersplinten vorhanden, sie ergeben den Schriftzug „anno 1921“. Hinter den Wohnhäusern sind Hofgebäude vorhanden, in denen auch die Toiletten untergebracht sind. Die Anbauten sind eingeschossig, haben Satteldächer. Die Ausführung entspricht der der Wohnhäuser. | 1921                      | 8. April 2002                                             | 347             |
| Wohnhaus (Bergarbeitersiedlung)                 | Wohnhaus (Bergarbeitersiedlung)                 | Schaufenberg Hochstraße 5 Karte                      | Die Hausgruppe Hochstraße 1–5 besteht aus drei Wohneinheiten in einer gradlinigen Zeile. Die Häuser sind traufständig mit durchgehender Trauf- und Firstlinie, ohne Wangenmauern an den Hauseingängen. Die freistehende rechte Giebelseite ist unverputzt, am verputzten linken Giebel (Nr. 1) befindet sich ein (wahrscheinlich erneuerter) seitlicher traufständiger Anbau; hinter Nr. 3/5 ein angebautes, mittig geteiltes Toiletten- und Stallhäuschen. Die Hausgruppe Hochstraße 7 – 31 besteht aus dreizehn Wohneinheiten in einer den Hang hinauf gestaffelten Zeile. Die Eckhäuser Nrn. 7/9 und 29/31 sind giebelständig vorgezogen, mit etwas höher gezonten Giebeln als die zwischengespannten Doppelwohneinheiten, welche traufständig zurückliegend angeordnet sind. Die Häuser Nrn. 15-23 besitzen durchgehende Trauf- und Firstlinien. Die giebelständigen Eckbauten mit je zwei Wohneinheiten besitzen seitliche Eingänge, bis auf Nrn. 7 und 31 besitzen alle Eingänge keine seitlichen Wangenmauern. Die Traufseite von Nr. 7 ist verputzt, ansonsten backsteinsichtige Wandflächen. Die mittlere Wohneinheit wegen der ungeraden Zahl der Wohnungen ohne angebautes Toiletten-/Stallhäuschen, sondern mit einem entsprechenden freistehenden quergelagerten Bau im Garten. Ansonsten rückwärtig die geteilten Toiletten-/stallanbauten mit Satteldächern. Bergarbeiter-Siedlungshäuser, Haustyp: Arbeiter-Normalwohnungstyp Grundriss 5,50 × 8,42 m. Eingeschossig mit voll ausgebautem Mansarddach. In der Dachachse jedes Einzelhauses ist eine Fenstergaube vorhanden. Das Gaubendach ist in das Oberdach des Mansarddaches integriert. Die giebelständigen Mittelhäuser haben keine Dachgauben. Massive Gebäude, Kellergeschoss bzw. Gebäudesockel in Naturstein-Zyklopenmauerwerk. Aufgehendes Mauerwerk in Ziegeltmauerwerk-Sichtmauerwerk. Tür- und Fensteröffnungen mit profilierten Betonstürzen überdeckt, Holzbalkendecken, Holzdachkonstruktion mit Dachpfannen, Holzfenster und Holztüren. Im Erdgeschoss waren ursprünglich Holzklappläden vorhanden. In den Giebeln der Mittelhäuser sind Ankersplinten vorhanden, sie ergeben den Schriftzug „anno 1921“. Hinter den Wohnhäusern sind Hofgebäude vorhanden, in denen auch die Toiletten untergebracht sind. Die Anbauten sind eingeschossig, haben Satteldächer. Die Ausführung entspricht der der Wohnhäuser. | 1921                      | 8. April 2002                                             | 348             |
| Wohnhaus (Bergarbeitersiedlung)                 | Wohnhaus (Bergarbeitersiedlung)                 | Schaufenberg Hochstraße 7 Karte                      | Die Hausgruppe Hochstraße 1–5 besteht aus drei Wohneinheiten in einer gradlinigen Zeile. Die Häuser sind traufständig mit durchgehender Trauf- und Firstlinie, ohne Wangenmauern an den Hauseingängen. Die freistehende rechte Giebelseite ist unverputzt, am verputzten linken Giebel (Nr. 1) befindet sich ein (wahrscheinlich erneuerter) seitlicher traufständiger Anbau; hinter Nr. 3/5 ein angebautes, mittig geteiltes Toiletten- und Stallhäuschen. Die Hausgruppe Hochstraße 7 – 31 besteht aus dreizehn Wohneinheiten in einer den Hang hinauf gestaffelten Zeile. Die Eckhäuser Nrn. 7/9 und 29/31 sind giebelständig vorgezogen, mit etwas höher gezonten Giebeln als die zwischengespannten Doppelwohneinheiten, welche traufständig zurückliegend angeordnet sind. Die Häuser Nrn. 15-23 besitzen durchgehende Trauf- und Firstlinien. Die giebelständigen Eckbauten mit je zwei Wohneinheiten besitzen seitliche Eingänge, bis auf Nrn. 7 und 31 besitzen alle Eingänge keine seitlichen Wangenmauern. Die Traufseite von Nr. 7 ist verputzt, ansonsten backsteinsichtige Wandflächen. Die mittlere Wohneinheit wegen der ungeraden Zahl der Wohnungen ohne angebautes Toiletten-/Stallhäuschen, sondern mit einem entsprechenden freistehenden quergelagerten Bau im Garten. Ansonsten rückwärtig die geteilten Toiletten-/stallanbauten mit Satteldächern. Bergarbeiter-Siedlungshäuser, Haustyp: Arbeiter-Normalwohnungstyp Grundriss 5,50 × 8,42 m. Eingeschossig mit voll ausgebautem Mansarddach. In der Dachachse jedes Einzelhauses ist eine Fenstergaube vorhanden. Das Gaubendach ist in das Oberdach des Mansarddaches integriert. Die giebelständigen Mittelhäuser haben keine Dachgauben. Massive Gebäude, Kellergeschoss bzw. Gebäudesockel in Naturstein-Zyklopenmauerwerk. Aufgehendes Mauerwerk in Ziegeltmauerwerk-Sichtmauerwerk. Tür- und Fensteröffnungen mit profilierten Betonstürzen überdeckt, Holzbalkendecken, Holzdachkonstruktion mit Dachpfannen, Holzfenster und Holztüren. Im Erdgeschoss waren ursprünglich Holzklappläden vorhanden. In den Giebeln der Mittelhäuser sind Ankersplinten vorhanden, sie ergeben den Schriftzug „anno 1921“. Hinter den Wohnhäusern sind Hofgebäude vorhanden, in denen auch die Toiletten untergebracht sind. Die Anbauten sind eingeschossig, haben Satteldächer. Die Ausführung entspricht der der Wohnhäuser. |                           | 8. April 2002                                             | 349             |
| Wohnhaus (Bergarbeitersiedlung)                 | Wohnhaus (Bergarbeitersiedlung)                 | Schaufenberg Hochstraße 9 Karte                      | Die Hausgruppe Hochstraße 1–5 besteht aus drei Wohneinheiten in einer gradlinigen Zeile. Die Häuser sind traufständig mit durchgehender Trauf- und Firstlinie, ohne Wangenmauern an den Hauseingängen. Die freistehende rechte Giebelseite ist unverputzt, am verputzten linken Giebel (Nr. 1) befindet sich ein (wahrscheinlich erneuerter) seitlicher traufständiger Anbau; hinter Nr. 3/5 ein angebautes, mittig geteiltes Toiletten- und Stallhäuschen. Die Hausgruppe Hochstraße 7 – 31 besteht aus dreizehn Wohneinheiten in einer den Hang hinauf gestaffelten Zeile. Die Eckhäuser Nrn. 7/9 und 29/31 sind giebelständig vorgezogen, mit etwas höher gezonten Giebeln als die zwischengespannten Doppelwohneinheiten, welche traufständig zurückliegend angeordnet sind. Die Häuser Nrn. 15-23 besitzen durchgehende Trauf- und Firstlinien. Die giebelständigen Eckbauten mit je zwei Wohneinheiten besitzen seitliche Eingänge, bis auf Nrn. 7 und 31 besitzen alle Eingänge keine seitlichen Wangenmauern. Die Traufseite von Nr. 7 ist verputzt, ansonsten backsteinsichtige Wandflächen. Die mittlere Wohneinheit wegen der ungeraden Zahl der Wohnungen ohne angebautes Toiletten-/Stallhäuschen, sondern mit einem entsprechenden freistehenden quergelagerten Bau im Garten. Ansonsten rückwärtig die geteilten Toiletten-/stallanbauten mit Satteldächern. Bergarbeiter-Siedlungshäuser, Haustyp: Arbeiter-Normalwohnungstyp Grundriss 5,50 × 8,42 m. Eingeschossig mit voll ausgebautem Mansarddach. In der Dachachse jedes Einzelhauses ist eine Fenstergaube vorhanden. Das Gaubendach ist in das Oberdach des Mansarddaches integriert. Die giebelständigen Mittelhäuser haben keine Dachgauben. Massive Gebäude, Kellergeschoss bzw. Gebäudesockel in Naturstein-Zyklopenmauerwerk. Aufgehendes Mauerwerk in Ziegeltmauerwerk-Sichtmauerwerk. Tür- und Fensteröffnungen mit profilierten Betonstürzen überdeckt, Holzbalkendecken, Holzdachkonstruktion mit Dachpfannen, Holzfenster und Holztüren. Im Erdgeschoss waren ursprünglich Holzklappläden vorhanden. In den Giebeln der Mittelhäuser sind Ankersplinten vorhanden, sie ergeben den Schriftzug „anno 1921“. Hinter den Wohnhäusern sind Hofgebäude vorhanden, in denen auch die Toiletten untergebracht sind. Die Anbauten sind eingeschossig, haben Satteldächer. Die Ausführung entspricht der der Wohnhäuser. | 1921                      | 8. April 2002                                             | 350             |
| Wohnhaus (Bergarbeitersiedlung)                 | Wohnhaus (Bergarbeitersiedlung)                 | Schaufenberg Hochstraße 11 Karte                     | Die Hausgruppe Hochstraße 1–5 besteht aus drei Wohneinheiten in einer gradlinigen Zeile. Die Häuser sind traufständig mit durchgehender Trauf- und Firstlinie, ohne Wangenmauern an den Hauseingängen. Die freistehende rechte Giebelseite ist unverputzt, am verputzten linken Giebel (Nr. 1) befindet sich ein (wahrscheinlich erneuerter) seitlicher traufständiger Anbau; hinter Nr. 3/5 ein angebautes, mittig geteiltes Toiletten- und Stallhäuschen. Die Hausgruppe Hochstraße 7 – 31 besteht aus dreizehn Wohneinheiten in einer den Hang hinauf gestaffelten Zeile. Die Eckhäuser Nrn. 7/9 und 29/31 sind giebelständig vorgezogen, mit etwas höher gezonten Giebeln als die zwischengespannten Doppelwohneinheiten, welche traufständig zurückliegend angeordnet sind. Die Häuser Nrn. 15-23 besitzen durchgehende Trauf- und Firstlinien. Die giebelständigen Eckbauten mit je zwei Wohneinheiten besitzen seitliche Eingänge, bis auf Nrn. 7 und 31 besitzen alle Eingänge keine seitlichen Wangenmauern. Die Traufseite von Nr. 7 ist verputzt, ansonsten backsteinsichtige Wandflächen. Die mittlere Wohneinheit wegen der ungeraden Zahl der Wohnungen ohne angebautes Toiletten-/Stallhäuschen, sondern mit einem entsprechenden freistehenden quergelagerten Bau im Garten. Ansonsten rückwärtig die geteilten Toiletten-/stallanbauten mit Satteldächern. Bergarbeiter-Siedlungshäuser, Haustyp: Arbeiter-Normalwohnungstyp Grundriss 5,50 × 8,42 m. Eingeschossig mit voll ausgebautem Mansarddach. In der Dachachse jedes Einzelhauses ist eine Fenstergaube vorhanden. Das Gaubendach ist in das Oberdach des Mansarddaches integriert. Die giebelständigen Mittelhäuser haben keine Dachgauben. Massive Gebäude, Kellergeschoss bzw. Gebäudesockel in Naturstein-Zyklopenmauerwerk. Aufgehendes Mauerwerk in Ziegeltmauerwerk-Sichtmauerwerk. Tür- und Fensteröffnungen mit profilierten Betonstürzen überdeckt, Holzbalkendecken, Holzdachkonstruktion mit Dachpfannen, Holzfenster und Holztüren. Im Erdgeschoss waren ursprünglich Holzklappläden vorhanden. In den Giebeln der Mittelhäuser sind Ankersplinten vorhanden, sie ergeben den Schriftzug „anno 1921“. Hinter den Wohnhäusern sind Hofgebäude vorhanden, in denen auch die Toiletten untergebracht sind. Die Anbauten sind eingeschossig, haben Satteldächer. Die Ausführung entspricht der der Wohnhäuser. | 1921                      | 8. April 2002                                             | 351             |
| Wohnhaus (Bergarbeitersiedlung)                 | Wohnhaus (Bergarbeitersiedlung)                 | Schaufenberg Hochstraße 13 Karte                     | Die Hausgruppe Hochstraße 1–5 besteht aus drei Wohneinheiten in einer gradlinigen Zeile. Die Häuser sind traufständig mit durchgehender Trauf- und Firstlinie, ohne Wangenmauern an den Hauseingängen. Die freistehende rechte Giebelseite ist unverputzt, am verputzten linken Giebel (Nr. 1) befindet sich ein (wahrscheinlich erneuerter) seitlicher traufständiger Anbau; hinter Nr. 3/5 ein angebautes, mittig geteiltes Toiletten- und Stallhäuschen. Die Hausgruppe Hochstraße 7 – 31 besteht aus dreizehn Wohneinheiten in einer den Hang hinauf gestaffelten Zeile. Die Eckhäuser Nrn. 7/9 und 29/31 sind giebelständig vorgezogen, mit etwas höher gezonten Giebeln als die zwischengespannten Doppelwohneinheiten, welche traufständig zurückliegend angeordnet sind. Die Häuser Nrn. 15-23 besitzen durchgehende Trauf- und Firstlinien. Die giebelständigen Eckbauten mit je zwei Wohneinheiten besitzen seitliche Eingänge, bis auf Nrn. 7 und 31 besitzen alle Eingänge keine seitlichen Wangenmauern. Die Traufseite von Nr. 7 ist verputzt, ansonsten backsteinsichtige Wandflächen. Die mittlere Wohneinheit wegen der ungeraden Zahl der Wohnungen ohne angebautes Toiletten-/Stallhäuschen, sondern mit einem entsprechenden freistehenden quergelagerten Bau im Garten. Ansonsten rückwärtig die geteilten Toiletten-/stallanbauten mit Satteldächern. Bergarbeiter-Siedlungshäuser, Haustyp: Arbeiter-Normalwohnungstyp Grundriss 5,50 × 8,42 m. Eingeschossig mit voll ausgebautem Mansarddach. In der Dachachse jedes Einzelhauses ist eine Fenstergaube vorhanden. Das Gaubendach ist in das Oberdach des Mansarddaches integriert. Die giebelständigen Mittelhäuser haben keine Dachgauben. Massive Gebäude, Kellergeschoss bzw. Gebäudesockel in Naturstein-Zyklopenmauerwerk. Aufgehendes Mauerwerk in Ziegeltmauerwerk-Sichtmauerwerk. Tür- und Fensteröffnungen mit profilierten Betonstürzen überdeckt, Holzbalkendecken, Holzdachkonstruktion mit Dachpfannen, Holzfenster und Holztüren. Im Erdgeschoss waren ursprünglich Holzklappläden vorhanden. In den Giebeln der Mittelhäuser sind Ankersplinten vorhanden, sie ergeben den Schriftzug „anno 1921“. Hinter den Wohnhäusern sind Hofgebäude vorhanden, in denen auch die Toiletten untergebracht sind. Die Anbauten sind eingeschossig, haben Satteldächer. Die Ausführung entspricht der der Wohnhäuser. | 1921                      | 8. April 2002                                             | 352             |
| Wohnhaus (Bergarbeitersiedlung)                 | Wohnhaus (Bergarbeitersiedlung)                 | Schaufenberg Hochstraße 15 Karte                     | Die Hausgruppe Hochstraße 1–5 besteht aus drei Wohneinheiten in einer gradlinigen Zeile. Die Häuser sind traufständig mit durchgehender Trauf- und Firstlinie, ohne Wangenmauern an den Hauseingängen. Die freistehende rechte Giebelseite ist unverputzt, am verputzten linken Giebel (Nr. 1) befindet sich ein (wahrscheinlich erneuerter) seitlicher traufständiger Anbau; hinter Nr. 3/5 ein angebautes, mittig geteiltes Toiletten- und Stallhäuschen. Die Hausgruppe Hochstraße 7 – 31 besteht aus dreizehn Wohneinheiten in einer den Hang hinauf gestaffelten Zeile. Die Eckhäuser Nrn. 7/9 und 29/31 sind giebelständig vorgezogen, mit etwas höher gezonten Giebeln als die zwischengespannten Doppelwohneinheiten, welche traufständig zurückliegend angeordnet sind. Die Häuser Nrn. 15-23 besitzen durchgehende Trauf- und Firstlinien. Die giebelständigen Eckbauten mit je zwei Wohneinheiten besitzen seitliche Eingänge, bis auf Nrn. 7 und 31 besitzen alle Eingänge keine seitlichen Wangenmauern. Die Traufseite von Nr. 7 ist verputzt, ansonsten backsteinsichtige Wandflächen. Die mittlere Wohneinheit wegen der ungeraden Zahl der Wohnungen ohne angebautes Toiletten-/Stallhäuschen, sondern mit einem entsprechenden freistehenden quergelagerten Bau im Garten. Ansonsten rückwärtig die geteilten Toiletten-/stallanbauten mit Satteldächern. Bergarbeiter-Siedlungshäuser, Haustyp: Arbeiter-Normalwohnungstyp Grundriss 5,50 × 8,42 m. Eingeschossig mit voll ausgebautem Mansarddach. In der Dachachse jedes Einzelhauses ist eine Fenstergaube vorhanden. Das Gaubendach ist in das Oberdach des Mansarddaches integriert. Die giebelständigen Mittelhäuser haben keine Dachgauben. Massive Gebäude, Kellergeschoss bzw. Gebäudesockel in Naturstein-Zyklopenmauerwerk. Aufgehendes Mauerwerk in Ziegeltmauerwerk-Sichtmauerwerk. Tür- und Fensteröffnungen mit profilierten Betonstürzen überdeckt, Holzbalkendecken, Holzdachkonstruktion mit Dachpfannen, Holzfenster und Holztüren. Im Erdgeschoss waren ursprünglich Holzklappläden vorhanden. In den Giebeln der Mittelhäuser sind Ankersplinten vorhanden, sie ergeben den Schriftzug „anno 1921“. Hinter den Wohnhäusern sind Hofgebäude vorhanden, in denen auch die Toiletten untergebracht sind. Die Anbauten sind eingeschossig, haben Satteldächer. Die Ausführung entspricht der der Wohnhäuser. | 1921                      | 8. April 2002                                             | 353             |
| Wohnhaus (Bergarbeitersiedlung)                 | Wohnhaus (Bergarbeitersiedlung)                 | Schaufenberg Hochstraße 17 Karte                     | Die Hausgruppe Hochstraße 1–5 besteht aus drei Wohneinheiten in einer gradlinigen Zeile. Die Häuser sind traufständig mit durchgehender Trauf- und Firstlinie, ohne Wangenmauern an den Hauseingängen. Die freistehende rechte Giebelseite ist unverputzt, am verputzten linken Giebel (Nr. 1) befindet sich ein (wahrscheinlich erneuerter) seitlicher traufständiger Anbau; hinter Nr. 3/5 ein angebautes, mittig geteiltes Toiletten- und Stallhäuschen. Die Hausgruppe Hochstraße 7 – 31 besteht aus dreizehn Wohneinheiten in einer den Hang hinauf gestaffelten Zeile. Die Eckhäuser Nrn. 7/9 und 29/31 sind giebelständig vorgezogen, mit etwas höher gezonten Giebeln als die zwischengespannten Doppelwohneinheiten, welche traufständig zurückliegend angeordnet sind. Die Häuser Nrn. 15-23 besitzen durchgehende Trauf- und Firstlinien. Die giebelständigen Eckbauten mit je zwei Wohneinheiten besitzen seitliche Eingänge, bis auf Nrn. 7 und 31 besitzen alle Eingänge keine seitlichen Wangenmauern. Die Traufseite von Nr. 7 ist verputzt, ansonsten backsteinsichtige Wandflächen. Die mittlere Wohneinheit wegen der ungeraden Zahl der Wohnungen ohne angebautes Toiletten-/Stallhäuschen, sondern mit einem entsprechenden freistehenden quergelagerten Bau im Garten. Ansonsten rückwärtig die geteilten Toiletten-/stallanbauten mit Satteldächern. Bergarbeiter-Siedlungshäuser, Haustyp: Arbeiter-Normalwohnungstyp Grundriss 5,50 × 8,42 m. Eingeschossig mit voll ausgebautem Mansarddach. In der Dachachse jedes Einzelhauses ist eine Fenstergaube vorhanden. Das Gaubendach ist in das Oberdach des Mansarddaches integriert. Die giebelständigen Mittelhäuser haben keine Dachgauben. Massive Gebäude, Kellergeschoss bzw. Gebäudesockel in Naturstein-Zyklopenmauerwerk. Aufgehendes Mauerwerk in Ziegeltmauerwerk-Sichtmauerwerk. Tür- und Fensteröffnungen mit profilierten Betonstürzen überdeckt, Holzbalkendecken, Holzdachkonstruktion mit Dachpfannen, Holzfenster und Holztüren. Im Erdgeschoss waren ursprünglich Holzklappläden vorhanden. In den Giebeln der Mittelhäuser sind Ankersplinten vorhanden, sie ergeben den Schriftzug „anno 1921“. Hinter den Wohnhäusern sind Hofgebäude vorhanden, in denen auch die Toiletten untergebracht sind. Die Anbauten sind eingeschossig, haben Satteldächer. Die Ausführung entspricht der der Wohnhäuser. | 1921                      | 8. April 2002                                             | 354             |
| Wohnhaus (Bergarbeitersiedlung)                 | Wohnhaus (Bergarbeitersiedlung)                 | Schaufenberg Hochstraße 19 Karte                     | Die Hausgruppe Hochstraße 1–5 besteht aus drei Wohneinheiten in einer gradlinigen Zeile. Die Häuser sind traufständig mit durchgehender Trauf- und Firstlinie, ohne Wangenmauern an den Hauseingängen. Die freistehende rechte Giebelseite ist unverputzt, am verputzten linken Giebel (Nr. 1) befindet sich ein (wahrscheinlich erneuerter) seitlicher traufständiger Anbau; hinter Nr. 3/5 ein angebautes, mittig geteiltes Toiletten- und Stallhäuschen. Die Hausgruppe Hochstraße 7 – 31 besteht aus dreizehn Wohneinheiten in einer den Hang hinauf gestaffelten Zeile. Die Eckhäuser Nrn. 7/9 und 29/31 sind giebelständig vorgezogen, mit etwas höher gezonten Giebeln als die zwischengespannten Doppelwohneinheiten, welche traufständig zurückliegend angeordnet sind. Die Häuser Nrn. 15-23 besitzen durchgehende Trauf- und Firstlinien. Die giebelständigen Eckbauten mit je zwei Wohneinheiten besitzen seitliche Eingänge, bis auf Nrn. 7 und 31 besitzen alle Eingänge keine seitlichen Wangenmauern. Die Traufseite von Nr. 7 ist verputzt, ansonsten backsteinsichtige Wandflächen. Die mittlere Wohneinheit wegen der ungeraden Zahl der Wohnungen ohne angebautes Toiletten-/Stallhäuschen, sondern mit einem entsprechenden freistehenden quergelagerten Bau im Garten. Ansonsten rückwärtig die geteilten Toiletten-/stallanbauten mit Satteldächern. Bergarbeiter-Siedlungshäuser, Haustyp: Arbeiter-Normalwohnungstyp Grundriss 5,50 × 8,42 m. Eingeschossig mit voll ausgebautem Mansarddach. In der Dachachse jedes Einzelhauses ist eine Fenstergaube vorhanden. Das Gaubendach ist in das Oberdach des Mansarddaches integriert. Die giebelständigen Mittelhäuser haben keine Dachgauben. Massive Gebäude, Kellergeschoss bzw. Gebäudesockel in Naturstein-Zyklopenmauerwerk. Aufgehendes Mauerwerk in Ziegeltmauerwerk-Sichtmauerwerk. Tür- und Fensteröffnungen mit profilierten Betonstürzen überdeckt, Holzbalkendecken, Holzdachkonstruktion mit Dachpfannen, Holzfenster und Holztüren. Im Erdgeschoss waren ursprünglich Holzklappläden vorhanden. In den Giebeln der Mittelhäuser sind Ankersplinten vorhanden, sie ergeben den Schriftzug „anno 1921“. Hinter den Wohnhäusern sind Hofgebäude vorhanden, in denen auch die Toiletten untergebracht sind. Die Anbauten sind eingeschossig, haben Satteldächer. Die Ausführung entspricht der der Wohnhäuser. | 1921                      | 8. April 2002                                             | 355             |
| Wohnhaus (Bergarbeitersiedlung)                 | Wohnhaus (Bergarbeitersiedlung)                 | Schaufenberg Hochstraße 21 Karte                     | Die Hausgruppe Hochstraße 1–5 besteht aus drei Wohneinheiten in einer gradlinigen Zeile. Die Häuser sind traufständig mit durchgehender Trauf- und Firstlinie, ohne Wangenmauern an den Hauseingängen. Die freistehende rechte Giebelseite ist unverputzt, am verputzten linken Giebel (Nr. 1) befindet sich ein (wahrscheinlich erneuerter) seitlicher traufständiger Anbau; hinter Nr. 3/5 ein angebautes, mittig geteiltes Toiletten- und Stallhäuschen. Die Hausgruppe Hochstraße 7 – 31 besteht aus dreizehn Wohneinheiten in einer den Hang hinauf gestaffelten Zeile. Die Eckhäuser Nrn. 7/9 und 29/31 sind giebelständig vorgezogen, mit etwas höher gezonten Giebeln als die zwischengespannten Doppelwohneinheiten, welche traufständig zurückliegend angeordnet sind. Die Häuser Nrn. 15-23 besitzen durchgehende Trauf- und Firstlinien. Die giebelständigen Eckbauten mit je zwei Wohneinheiten besitzen seitliche Eingänge, bis auf Nrn. 7 und 31 besitzen alle Eingänge keine seitlichen Wangenmauern. Die Traufseite von Nr. 7 ist verputzt, ansonsten backsteinsichtige Wandflächen. Die mittlere Wohneinheit wegen der ungeraden Zahl der Wohnungen ohne angebautes Toiletten-/Stallhäuschen, sondern mit einem entsprechenden freistehenden quergelagerten Bau im Garten. Ansonsten rückwärtig die geteilten Toiletten-/stallanbauten mit Satteldächern. Bergarbeiter-Siedlungshäuser, Haustyp: Arbeiter-Normalwohnungstyp Grundriss 5,50 × 8,42 m. Eingeschossig mit voll ausgebautem Mansarddach. In der Dachachse jedes Einzelhauses ist eine Fenstergaube vorhanden. Das Gaubendach ist in das Oberdach des Mansarddaches integriert. Die giebelständigen Mittelhäuser haben keine Dachgauben. Massive Gebäude, Kellergeschoss bzw. Gebäudesockel in Naturstein-Zyklopenmauerwerk. Aufgehendes Mauerwerk in Ziegeltmauerwerk-Sichtmauerwerk. Tür- und Fensteröffnungen mit profilierten Betonstürzen überdeckt, Holzbalkendecken, Holzdachkonstruktion mit Dachpfannen, Holzfenster und Holztüren. Im Erdgeschoss waren ursprünglich Holzklappläden vorhanden. In den Giebeln der Mittelhäuser sind Ankersplinten vorhanden, sie ergeben den Schriftzug „anno 1921“. Hinter den Wohnhäusern sind Hofgebäude vorhanden, in denen auch die Toiletten untergebracht sind. Die Anbauten sind eingeschossig, haben Satteldächer. Die Ausführung entspricht der der Wohnhäuser. | 1921                      | 8. April 2002                                             | 356             |
| Wohnhaus (Bergarbeitersiedlung)                 | Wohnhaus (Bergarbeitersiedlung)                 | Schaufenberg Hochstraße 23 Karte                     | Die Hausgruppe Hochstraße 1–5 besteht aus drei Wohneinheiten in einer gradlinigen Zeile. Die Häuser sind traufständig mit durchgehender Trauf- und Firstlinie, ohne Wangenmauern an den Hauseingängen. Die freistehende rechte Giebelseite ist unverputzt, am verputzten linken Giebel (Nr. 1) befindet sich ein (wahrscheinlich erneuerter) seitlicher traufständiger Anbau; hinter Nr. 3/5 ein angebautes, mittig geteiltes Toiletten- und Stallhäuschen. Die Hausgruppe Hochstraße 7 – 31 besteht aus dreizehn Wohneinheiten in einer den Hang hinauf gestaffelten Zeile. Die Eckhäuser Nrn. 7/9 und 29/31 sind giebelständig vorgezogen, mit etwas höher gezonten Giebeln als die zwischengespannten Doppelwohneinheiten, welche traufständig zurückliegend angeordnet sind. Die Häuser Nrn. 15-23 besitzen durchgehende Trauf- und Firstlinien. Die giebelständigen Eckbauten mit je zwei Wohneinheiten besitzen seitliche Eingänge, bis auf Nrn. 7 und 31 besitzen alle Eingänge keine seitlichen Wangenmauern. Die Traufseite von Nr. 7 ist verputzt, ansonsten backsteinsichtige Wandflächen. Die mittlere Wohneinheit wegen der ungeraden Zahl der Wohnungen ohne angebautes Toiletten-/Stallhäuschen, sondern mit einem entsprechenden freistehenden quergelagerten Bau im Garten. Ansonsten rückwärtig die geteilten Toiletten-/stallanbauten mit Satteldächern. Bergarbeiter-Siedlungshäuser, Haustyp: Arbeiter-Normalwohnungstyp Grundriss 5,50 × 8,42 m. Eingeschossig mit voll ausgebautem Mansarddach. In der Dachachse jedes Einzelhauses ist eine Fenstergaube vorhanden. Das Gaubendach ist in das Oberdach des Mansarddaches integriert. Die giebelständigen Mittelhäuser haben keine Dachgauben. Massive Gebäude, Kellergeschoss bzw. Gebäudesockel in Naturstein-Zyklopenmauerwerk. Aufgehendes Mauerwerk in Ziegeltmauerwerk-Sichtmauerwerk. Tür- und Fensteröffnungen mit profilierten Betonstürzen überdeckt, Holzbalkendecken, Holzdachkonstruktion mit Dachpfannen, Holzfenster und Holztüren. Im Erdgeschoss waren ursprünglich Holzklappläden vorhanden. In den Giebeln der Mittelhäuser sind Ankersplinten vorhanden, sie ergeben den Schriftzug „anno 1921“. Hinter den Wohnhäusern sind Hofgebäude vorhanden, in denen auch die Toiletten untergebracht sind. Die Anbauten sind eingeschossig, haben Satteldächer. Die Ausführung entspricht der der Wohnhäuser. | 1921                      | 8. April 2002                                             | 357             |
| Wohnhaus (Bergarbeitersiedlung)                 | Wohnhaus (Bergarbeitersiedlung)                 | Schaufenberg Hochstraße 25 Karte                     | Die Hausgruppe Hochstraße 1–5 besteht aus drei Wohneinheiten in einer gradlinigen Zeile. Die Häuser sind traufständig mit durchgehender Trauf- und Firstlinie, ohne Wangenmauern an den Hauseingängen. Die freistehende rechte Giebelseite ist unverputzt, am verputzten linken Giebel (Nr. 1) befindet sich ein (wahrscheinlich erneuerter) seitlicher traufständiger Anbau; hinter Nr. 3/5 ein angebautes, mittig geteiltes Toiletten- und Stallhäuschen. Die Hausgruppe Hochstraße 7 – 31 besteht aus dreizehn Wohneinheiten in einer den Hang hinauf gestaffelten Zeile. Die Eckhäuser Nrn. 7/9 und 29/31 sind giebelständig vorgezogen, mit etwas höher gezonten Giebeln als die zwischengespannten Doppelwohneinheiten, welche traufständig zurückliegend angeordnet sind. Die Häuser Nrn. 15-23 besitzen durchgehende Trauf- und Firstlinien. Die giebelständigen Eckbauten mit je zwei Wohneinheiten besitzen seitliche Eingänge, bis auf Nrn. 7 und 31 besitzen alle Eingänge keine seitlichen Wangenmauern. Die Traufseite von Nr. 7 ist verputzt, ansonsten backsteinsichtige Wandflächen. Die mittlere Wohneinheit wegen der ungeraden Zahl der Wohnungen ohne angebautes Toiletten-/Stallhäuschen, sondern mit einem entsprechenden freistehenden quergelagerten Bau im Garten. Ansonsten rückwärtig die geteilten Toiletten-/stallanbauten mit Satteldächern. Bergarbeiter-Siedlungshäuser, Haustyp: Arbeiter-Normalwohnungstyp Grundriss 5,50 × 8,42 m. Eingeschossig mit voll ausgebautem Mansarddach. In der Dachachse jedes Einzelhauses ist eine Fenstergaube vorhanden. Das Gaubendach ist in das Oberdach des Mansarddaches integriert. Die giebelständigen Mittelhäuser haben keine Dachgauben. Massive Gebäude, Kellergeschoss bzw. Gebäudesockel in Naturstein-Zyklopenmauerwerk. Aufgehendes Mauerwerk in Ziegeltmauerwerk-Sichtmauerwerk. Tür- und Fensteröffnungen mit profilierten Betonstürzen überdeckt, Holzbalkendecken, Holzdachkonstruktion mit Dachpfannen, Holzfenster und Holztüren. Im Erdgeschoss waren ursprünglich Holzklappläden vorhanden. In den Giebeln der Mittelhäuser sind Ankersplinten vorhanden, sie ergeben den Schriftzug „anno 1921“. Hinter den Wohnhäusern sind Hofgebäude vorhanden, in denen auch die Toiletten untergebracht sind. Die Anbauten sind eingeschossig, haben Satteldächer. Die Ausführung entspricht der der Wohnhäuser. | 1921                      | 8. April 2002                                             | 358             |
| Wohnhaus (Bergarbeitersiedlung)                 | Wohnhaus (Bergarbeitersiedlung)                 | Schaufenberg Hochstraße 27 Karte                     | Die Hausgruppe Hochstraße 1–5 besteht aus drei Wohneinheiten in einer gradlinigen Zeile. Die Häuser sind traufständig mit durchgehender Trauf- und Firstlinie, ohne Wangenmauern an den Hauseingängen. Die freistehende rechte Giebelseite ist unverputzt, am verputzten linken Giebel (Nr. 1) befindet sich ein (wahrscheinlich erneuerter) seitlicher traufständiger Anbau; hinter Nr. 3/5 ein angebautes, mittig geteiltes Toiletten- und Stallhäuschen. Die Hausgruppe Hochstraße 7 – 31 besteht aus dreizehn Wohneinheiten in einer den Hang hinauf gestaffelten Zeile. Die Eckhäuser Nrn. 7/9 und 29/31 sind giebelständig vorgezogen, mit etwas höher gezonten Giebeln als die zwischengespannten Doppelwohneinheiten, welche traufständig zurückliegend angeordnet sind. Die Häuser Nrn. 15-23 besitzen durchgehende Trauf- und Firstlinien. Die giebelständigen Eckbauten mit je zwei Wohneinheiten besitzen seitliche Eingänge, bis auf Nrn. 7 und 31 besitzen alle Eingänge keine seitlichen Wangenmauern. Die Traufseite von Nr. 7 ist verputzt, ansonsten backsteinsichtige Wandflächen. Die mittlere Wohneinheit wegen der ungeraden Zahl der Wohnungen ohne angebautes Toiletten-/Stallhäuschen, sondern mit einem entsprechenden freistehenden quergelagerten Bau im Garten. Ansonsten rückwärtig die geteilten Toiletten-/stallanbauten mit Satteldächern. Bergarbeiter-Siedlungshäuser, Haustyp: Arbeiter-Normalwohnungstyp Grundriss 5,50 × 8,42 m. Eingeschossig mit voll ausgebautem Mansarddach. In der Dachachse jedes Einzelhauses ist eine Fenstergaube vorhanden. Das Gaubendach ist in das Oberdach des Mansarddaches integriert. Die giebelständigen Mittelhäuser haben keine Dachgauben. Massive Gebäude, Kellergeschoss bzw. Gebäudesockel in Naturstein-Zyklopenmauerwerk. Aufgehendes Mauerwerk in Ziegeltmauerwerk-Sichtmauerwerk. Tür- und Fensteröffnungen mit profilierten Betonstürzen überdeckt, Holzbalkendecken, Holzdachkonstruktion mit Dachpfannen, Holzfenster und Holztüren. Im Erdgeschoss waren ursprünglich Holzklappläden vorhanden. In den Giebeln der Mittelhäuser sind Ankersplinten vorhanden, sie ergeben den Schriftzug „anno 1921“. Hinter den Wohnhäusern sind Hofgebäude vorhanden, in denen auch die Toiletten untergebracht sind. Die Anbauten sind eingeschossig, haben Satteldächer. Die Ausführung entspricht der der Wohnhäuser. | 1921                      | 8. April 2002                                             | 359             |
| Wohnhaus (Bergarbeitersiedlung)                 | Wohnhaus (Bergarbeitersiedlung)                 | Schaufenberg Hochstraße 29 Karte                     | Die Hausgruppe Hochstraße 1–5 besteht aus drei Wohneinheiten in einer gradlinigen Zeile. Die Häuser sind traufständig mit durchgehender Trauf- und Firstlinie, ohne Wangenmauern an den Hauseingängen. Die freistehende rechte Giebelseite ist unverputzt, am verputzten linken Giebel (Nr. 1) befindet sich ein (wahrscheinlich erneuerter) seitlicher traufständiger Anbau; hinter Nr. 3/5 ein angebautes, mittig geteiltes Toiletten- und Stallhäuschen. Die Hausgruppe Hochstraße 7 – 31 besteht aus dreizehn Wohneinheiten in einer den Hang hinauf gestaffelten Zeile. Die Eckhäuser Nrn. 7/9 und 29/31 sind giebelständig vorgezogen, mit etwas höher gezonten Giebeln als die zwischengespannten Doppelwohneinheiten, welche traufständig zurückliegend angeordnet sind. Die Häuser Nrn. 15-23 besitzen durchgehende Trauf- und Firstlinien. Die giebelständigen Eckbauten mit je zwei Wohneinheiten besitzen seitliche Eingänge, bis auf Nrn. 7 und 31 besitzen alle Eingänge keine seitlichen Wangenmauern. Die Traufseite von Nr. 7 ist verputzt, ansonsten backsteinsichtige Wandflächen. Die mittlere Wohneinheit wegen der ungeraden Zahl der Wohnungen ohne angebautes Toiletten-/Stallhäuschen, sondern mit einem entsprechenden freistehenden quergelagerten Bau im Garten. Ansonsten rückwärtig die geteilten Toiletten-/stallanbauten mit Satteldächern. Bergarbeiter-Siedlungshäuser, Haustyp: Arbeiter-Normalwohnungstyp Grundriss 5,50 × 8,42 m. Eingeschossig mit voll ausgebautem Mansarddach. In der Dachachse jedes Einzelhauses ist eine Fenstergaube vorhanden. Das Gaubendach ist in das Oberdach des Mansarddaches integriert. Die giebelständigen Mittelhäuser haben keine Dachgauben. Massive Gebäude, Kellergeschoss bzw. Gebäudesockel in Naturstein-Zyklopenmauerwerk. Aufgehendes Mauerwerk in Ziegeltmauerwerk-Sichtmauerwerk. Tür- und Fensteröffnungen mit profilierten Betonstürzen überdeckt, Holzbalkendecken, Holzdachkonstruktion mit Dachpfannen, Holzfenster und Holztüren. Im Erdgeschoss waren ursprünglich Holzklappläden vorhanden. In den Giebeln der Mittelhäuser sind Ankersplinten vorhanden, sie ergeben den Schriftzug „anno 1921“. Hinter den Wohnhäusern sind Hofgebäude vorhanden, in denen auch die Toiletten untergebracht sind. Die Anbauten sind eingeschossig, haben Satteldächer. Die Ausführung entspricht der der Wohnhäuser. | 1921                      | 8. April 2002                                             | 360             |
| Gaststätte Bürger                               | Gaststätte Bürger                               | Schaufenberg Hochstraße 30 Karte                     | Die Hausgruppe Hochstraße 1–5 besteht aus drei Wohneinheiten in einer gradlinigen Zeile. Die Häuser sind traufständig mit durchgehender Trauf- und Firstlinie, ohne Wangenmauern an den Hauseingängen. Die freistehende rechte Giebelseite ist unverputzt, am verputzten linken Giebel (Nr. 1) befindet sich ein (wahrscheinlich erneuerter) seitlicher traufständiger Anbau; hinter Nr. 3/5 ein angebautes, mittig geteiltes Toiletten- und Stallhäuschen. Die Hausgruppe Hochstraße 7 – 31 besteht aus dreizehn Wohneinheiten in einer den Hang hinauf gestaffelten Zeile. Die Eckhäuser Nrn. 7/9 und 29/31 sind giebelständig vorgezogen, mit etwas höher gezonten Giebeln als die zwischengespannten Doppelwohneinheiten, welche traufständig zurückliegend angeordnet sind. Die Häuser Nrn. 15-23 besitzen durchgehende Trauf- und Firstlinien. Die giebelständigen Eckbauten mit je zwei Wohneinheiten besitzen seitliche Eingänge, bis auf Nrn. 7 und 31 besitzen alle Eingänge keine seitlichen Wangenmauern. Die Traufseite von Nr. 7 ist verputzt, ansonsten backsteinsichtige Wandflächen. Die mittlere Wohneinheit wegen der ungeraden Zahl der Wohnungen ohne angebautes Toiletten-/Stallhäuschen, sondern mit einem entsprechenden freistehenden quergelagerten Bau im Garten. Ansonsten rückwärtig die geteilten Toiletten-/stallanbauten mit Satteldächern. Bergarbeiter-Siedlungshäuser, Haustyp: Arbeiter-Normalwohnungstyp Grundriss 5,50 × 8,42 m. Eingeschossig mit voll ausgebautem Mansarddach. In der Dachachse jedes Einzelhauses ist eine Fenstergaube vorhanden. Das Gaubendach ist in das Oberdach des Mansarddaches integriert. Die giebelständigen Mittelhäuser haben keine Dachgauben. Massive Gebäude, Kellergeschoss bzw. Gebäudesockel in Naturstein-Zyklopenmauerwerk. Aufgehendes Mauerwerk in Ziegeltmauerwerk-Sichtmauerwerk. Tür- und Fensteröffnungen mit profilierten Betonstürzen überdeckt, Holzbalkendecken, Holzdachkonstruktion mit Dachpfannen, Holzfenster und Holztüren. Im Erdgeschoss waren ursprünglich Holzklappläden vorhanden. In den Giebeln der Mittelhäuser sind Ankersplinten vorhanden, sie ergeben den Schriftzug „anno 1921“. Hinter den Wohnhäusern sind Hofgebäude vorhanden, in denen auch die Toiletten untergebracht sind. Die Anbauten sind eingeschossig, haben Satteldächer. Die Ausführung entspricht der der Wohnhäuser. | 1921                      | 8. April 2002                                             | 323             |
| Wohnhaus (Bergarbeitersiedlung)                 | Wohnhaus (Bergarbeitersiedlung)                 | Schaufenberg Hochstraße 31 Karte                     | Die Hausgruppe Hochstraße 1–5 besteht aus drei Wohneinheiten in einer gradlinigen Zeile. Die Häuser sind traufständig mit durchgehender Trauf- und Firstlinie, ohne Wangenmauern an den Hauseingängen. Die freistehende rechte Giebelseite ist unverputzt, am verputzten linken Giebel (Nr. 1) befindet sich ein (wahrscheinlich erneuerter) seitlicher traufständiger Anbau; hinter Nr. 3/5 ein angebautes, mittig geteiltes Toiletten- und Stallhäuschen. Die Hausgruppe Hochstraße 7 – 31 besteht aus dreizehn Wohneinheiten in einer den Hang hinauf gestaffelten Zeile. Die Eckhäuser Nrn. 7/9 und 29/31 sind giebelständig vorgezogen, mit etwas höher gezonten Giebeln als die zwischengespannten Doppelwohneinheiten, welche traufständig zurückliegend angeordnet sind. Die Häuser Nrn. 15-23 besitzen durchgehende Trauf- und Firstlinien. Die giebelständigen Eckbauten mit je zwei Wohneinheiten besitzen seitliche Eingänge, bis auf Nrn. 7 und 31 besitzen alle Eingänge keine seitlichen Wangenmauern. Die Traufseite von Nr. 7 ist verputzt, ansonsten backsteinsichtige Wandflächen. Die mittlere Wohneinheit wegen der ungeraden Zahl der Wohnungen ohne angebautes Toiletten-/Stallhäuschen, sondern mit einem entsprechenden freistehenden quergelagerten Bau im Garten. Ansonsten rückwärtig die geteilten Toiletten-/stallanbauten mit Satteldächern. Bergarbeiter-Siedlungshäuser, Haustyp: Arbeiter-Normalwohnungstyp Grundriss 5,50 × 8,42 m. Eingeschossig mit voll ausgebautem Mansarddach. In der Dachachse jedes Einzelhauses ist eine Fenstergaube vorhanden. Das Gaubendach ist in das Oberdach des Mansarddaches integriert. Die giebelständigen Mittelhäuser haben keine Dachgauben. Massive Gebäude, Kellergeschoss bzw. Gebäudesockel in Naturstein-Zyklopenmauerwerk. Aufgehendes Mauerwerk in Ziegeltmauerwerk-Sichtmauerwerk. Tür- und Fensteröffnungen mit profilierten Betonstürzen überdeckt, Holzbalkendecken, Holzdachkonstruktion mit Dachpfannen, Holzfenster und Holztüren. Im Erdgeschoss waren ursprünglich Holzklappläden vorhanden. In den Giebeln der Mittelhäuser sind Ankersplinten vorhanden, sie ergeben den Schriftzug „anno 1921“. Hinter den Wohnhäusern sind Hofgebäude vorhanden, in denen auch die Toiletten untergebracht sind. Die Anbauten sind eingeschossig, haben Satteldächer. Die Ausführung entspricht der der Wohnhäuser. | 1921                      | 8. April 2002                                             | 361             |
| Hauskreuz am Bürgersaal                         | Hauskreuz am Bürgersaal                         | Rurich Hompeschstraße / Am Bürgersaal Karte          | Holzkreuz mit Dach, zum Teil erneuert, auf Blausteinsockel, Korpus Gusseisen; 18./19. Jahrhundert. | 18., 19. Jahrhundert      | 29. Oktober 1985                                          | 49              |
| weitere Bilder                                  | Kath. Pfarrkirche Herz Jesu                     | Rurich Hompeschstraße / Kippinger Straße Karte       | Dreischiffige Backstein-Hallenkirche mit polygonalem Chor (Netzgewölbe) und Dachreiter; Kern 1869/70. | 1869–1870                 | 12. Januar 1983                                           | 18              |
| Wohnhaus (Bergarbeitersiedlung)                 | Wohnhaus (Bergarbeitersiedlung)                 | Hückelhoven Honigmannplatz 1 Karte                   | Die Bergarbeiter-Siedlung, Schaufenberg, Bürgerplatz 1–12, Honigmannplatz 1–8, Jacobastraße 99–113, Hochstraße 1–5 und 7–31 sowie Jägerstraße 2–12 wurden 1921 durch die Aachener Bergmannssiedlungsgesellschaft errichtet. Architekt war Dipl.-Arch. E. E. Strasser. Bei den Häusern Bürgerplatz 1–12 handelt es sich um eine lange geradlinige Häuserzeile mit 12 Wohnhäusern. Die Häuser 1–4 und 9–12 bilden die Seitenflügel der Hauptgruppe und sind traufenständig. Die Häuser 5-8 sind das Mittelstück der Hauptgruppe, das giebelständige Dach erfasst jeweils zwei Wohnhäuser. Die Firstlinie liegt auf der Haustrennwand. Die giebelständigen Dächer sind parallel zur Hauptgebäudeachse nochmals mit einem Zwischendach ausgestattet. Bergarbeiter-Siedlungshäuser, Haustyp: Arbeiter-Normalwohnungstyp Grundriss 5,50 × 8,42 m. Eingeschossig mit voll ausgebautem Mansarddach. In der Dachachse jedes Einzelhauses ist eine Fenstergaube vorhanden. Das Gaubendach ist in das Oberdach des Mansarddaches integriert. Die giebelständigen Mittelhäuser haben keine Dachgauben. Massive Gebäude, Kellergeschoss bzw. Gebäudesockel in Naturstein-Zyklopenmauerwerk. Aufgehendes Mauerwerk in Ziegeltmauerwerk-Sichtmauerwerk. Tür- und Fensteröffnungen mit profilierten Betonstürzen überdeckt, Holzbalkendecken, Holzdachkonstruktion mit Dachpfannen, Holzfenster und Holztüren. Im Erdgeschoss waren ursprünglich Holzklappläden vorhanden. In den Giebeln der Mittelhäuser sind Ankersplinten vorhanden, sie ergeben den Schriftzug „anno 1921“. Hinter den Wohnhäusern sind Hofgebäude vorhanden, in denen auch die Toiletten untergebracht sind. Die Anbauten sind eingeschossig, haben Satteldächer. Die Ausführung entspricht der der Wohnhäuser. Die Hausgruppe Honigmannplatz 1–8 erfasst acht Wohnhäuser in einer geradlinigen Hauszeile. Die beiden letzten Häuser an beiden Seiten sind als giebelständige Häuser ausgebildet, wobei das giebelständige Dach jeweils zwei Wohnungen erfasst. Die vier mittleren Wohnhäuser sind traufständig. Ausführung sonst wie die Häuser Bürgerplatz 1–12. Die Hausgruppe Jacobastraße 99–113 besteht aus acht Einfamilienhäusern in einer geradlinigen Hauszeile. Alle Häuser sind traufständig. Ausführung sonst wie die Häuser Bürgerplatz 1-12. | 1921                      | 16. Dezember 1987                                         | 200             |
| Wohnhaus (Bergarbeitersiedlung)                 | Wohnhaus (Bergarbeitersiedlung)                 | Schaufenberg Honigmannplatz 2 Karte                  | Die Bergarbeiter-Siedlung, Schaufenberg, Bürgerplatz 1–12, Honigmannplatz 1–8, Jacobastraße 99–113, Hochstraße 1–5 und 7–31 sowie Jägerstraße 2–12 wurden 1921 durch die Aachener Bergmannssiedlungsgesellschaft errichtet. Architekt war Dipl.-Arch. E. E. Strasser. Bei den Häusern Bürgerplatz 1–12 handelt es sich um eine lange geradlinige Häuserzeile mit 12 Wohnhäusern. Die Häuser 1–4 und 9–12 bilden die Seitenflügel der Hauptgruppe und sind traufenständig. Die Häuser 5-8 sind das Mittelstück der Hauptgruppe, das giebelständige Dach erfasst jeweils zwei Wohnhäuser. Die Firstlinie liegt auf der Haustrennwand. Die giebelständigen Dächer sind parallel zur Hauptgebäudeachse nochmals mit einem Zwischendach ausgestattet. Bergarbeiter-Siedlungshäuser, Haustyp: Arbeiter-Normalwohnungstyp Grundriss 5,50 × 8,42 m. Eingeschossig mit voll ausgebautem Mansarddach. In der Dachachse jedes Einzelhauses ist eine Fenstergaube vorhanden. Das Gaubendach ist in das Oberdach des Mansarddaches integriert. Die giebelständigen Mittelhäuser haben keine Dachgauben. Massive Gebäude, Kellergeschoss bzw. Gebäudesockel in Naturstein-Zyklopenmauerwerk. Aufgehendes Mauerwerk in Ziegeltmauerwerk-Sichtmauerwerk. Tür- und Fensteröffnungen mit profilierten Betonstürzen überdeckt, Holzbalkendecken, Holzdachkonstruktion mit Dachpfannen, Holzfenster und Holztüren. Im Erdgeschoss waren ursprünglich Holzklappläden vorhanden. In den Giebeln der Mittelhäuser sind Ankersplinten vorhanden, sie ergeben den Schriftzug „anno 1921“. Hinter den Wohnhäusern sind Hofgebäude vorhanden, in denen auch die Toiletten untergebracht sind. Die Anbauten sind eingeschossig, haben Satteldächer. Die Ausführung entspricht der der Wohnhäuser. Die Hausgruppe Honigmannplatz 1–8 erfasst acht Wohnhäuser in einer geradlinigen Hauszeile. Die beiden letzten Häuser an beiden Seiten sind als giebelständige Häuser ausgebildet, wobei das giebelständige Dach jeweils zwei Wohnungen erfasst. Die vier mittleren Wohnhäuser sind traufständig. Ausführung sonst wie die Häuser Bürgerplatz 1–12. Die Hausgruppe Jacobastraße 99–113 besteht aus acht Einfamilienhäusern in einer geradlinigen Hauszeile. Alle Häuser sind traufständig. Ausführung sonst wie die Häuser Bürgerplatz 1-12. | 1921                      | 16. Dezember 1987                                         | 201             |
| Wohnhaus (Bergarbeitersiedlung)                 | Wohnhaus (Bergarbeitersiedlung)                 | Schaufenberg Honigmannplatz 3 Karte                  | Die Bergarbeiter-Siedlung, Schaufenberg, Bürgerplatz 1–12, Honigmannplatz 1–8, Jacobastraße 99–113, Hochstraße 1–5 und 7–31 sowie Jägerstraße 2–12 wurden 1921 durch die Aachener Bergmannssiedlungsgesellschaft errichtet. Architekt war Dipl.-Arch. E. E. Strasser. Bei den Häusern Bürgerplatz 1–12 handelt es sich um eine lange geradlinige Häuserzeile mit 12 Wohnhäusern. Die Häuser 1–4 und 9–12 bilden die Seitenflügel der Hauptgruppe und sind traufenständig. Die Häuser 5-8 sind das Mittelstück der Hauptgruppe, das giebelständige Dach erfasst jeweils zwei Wohnhäuser. Die Firstlinie liegt auf der Haustrennwand. Die giebelständigen Dächer sind parallel zur Hauptgebäudeachse nochmals mit einem Zwischendach ausgestattet. Bergarbeiter-Siedlungshäuser, Haustyp: Arbeiter-Normalwohnungstyp Grundriss 5,50 × 8,42 m. Eingeschossig mit voll ausgebautem Mansarddach. In der Dachachse jedes Einzelhauses ist eine Fenstergaube vorhanden. Das Gaubendach ist in das Oberdach des Mansarddaches integriert. Die giebelständigen Mittelhäuser haben keine Dachgauben. Massive Gebäude, Kellergeschoss bzw. Gebäudesockel in Naturstein-Zyklopenmauerwerk. Aufgehendes Mauerwerk in Ziegeltmauerwerk-Sichtmauerwerk. Tür- und Fensteröffnungen mit profilierten Betonstürzen überdeckt, Holzbalkendecken, Holzdachkonstruktion mit Dachpfannen, Holzfenster und Holztüren. Im Erdgeschoss waren ursprünglich Holzklappläden vorhanden. In den Giebeln der Mittelhäuser sind Ankersplinten vorhanden, sie ergeben den Schriftzug „anno 1921“. Hinter den Wohnhäusern sind Hofgebäude vorhanden, in denen auch die Toiletten untergebracht sind. Die Anbauten sind eingeschossig, haben Satteldächer. Die Ausführung entspricht der der Wohnhäuser. Die Hausgruppe Honigmannplatz 1–8 erfasst acht Wohnhäuser in einer geradlinigen Hauszeile. Die beiden letzten Häuser an beiden Seiten sind als giebelständige Häuser ausgebildet, wobei das giebelständige Dach jeweils zwei Wohnungen erfasst. Die vier mittleren Wohnhäuser sind traufständig. Ausführung sonst wie die Häuser Bürgerplatz 1–12. Die Hausgruppe Jacobastraße 99–113 besteht aus acht Einfamilienhäusern in einer geradlinigen Hauszeile. Alle Häuser sind traufständig. Ausführung sonst wie die Häuser Bürgerplatz 1-12. | 1921                      | 16. Dezember 1987                                         | 202             |
| Wohnhaus (Bergarbeitersiedlung)                 | Wohnhaus (Bergarbeitersiedlung)                 | Schaufenberg Honigmannplatz 4 Karte                  | Die Bergarbeiter-Siedlung, Schaufenberg, Bürgerplatz 1–12, Honigmannplatz 1–8, Jacobastraße 99–113, Hochstraße 1–5 und 7–31 sowie Jägerstraße 2–12 wurden 1921 durch die Aachener Bergmannssiedlungsgesellschaft errichtet. Architekt war Dipl.-Arch. E. E. Strasser. Bei den Häusern Bürgerplatz 1–12 handelt es sich um eine lange geradlinige Häuserzeile mit 12 Wohnhäusern. Die Häuser 1–4 und 9–12 bilden die Seitenflügel der Hauptgruppe und sind traufenständig. Die Häuser 5-8 sind das Mittelstück der Hauptgruppe, das giebelständige Dach erfasst jeweils zwei Wohnhäuser. Die Firstlinie liegt auf der Haustrennwand. Die giebelständigen Dächer sind parallel zur Hauptgebäudeachse nochmals mit einem Zwischendach ausgestattet. Bergarbeiter-Siedlungshäuser, Haustyp: Arbeiter-Normalwohnungstyp Grundriss 5,50 × 8,42 m. Eingeschossig mit voll ausgebautem Mansarddach. In der Dachachse jedes Einzelhauses ist eine Fenstergaube vorhanden. Das Gaubendach ist in das Oberdach des Mansarddaches integriert. Die giebelständigen Mittelhäuser haben keine Dachgauben. Massive Gebäude, Kellergeschoss bzw. Gebäudesockel in Naturstein-Zyklopenmauerwerk. Aufgehendes Mauerwerk in Ziegeltmauerwerk-Sichtmauerwerk. Tür- und Fensteröffnungen mit profilierten Betonstürzen überdeckt, Holzbalkendecken, Holzdachkonstruktion mit Dachpfannen, Holzfenster und Holztüren. Im Erdgeschoss waren ursprünglich Holzklappläden vorhanden. In den Giebeln der Mittelhäuser sind Ankersplinten vorhanden, sie ergeben den Schriftzug „anno 1921“. Hinter den Wohnhäusern sind Hofgebäude vorhanden, in denen auch die Toiletten untergebracht sind. Die Anbauten sind eingeschossig, haben Satteldächer. Die Ausführung entspricht der der Wohnhäuser. Die Hausgruppe Honigmannplatz 1–8 erfasst acht Wohnhäuser in einer geradlinigen Hauszeile. Die beiden letzten Häuser an beiden Seiten sind als giebelständige Häuser ausgebildet, wobei das giebelständige Dach jeweils zwei Wohnungen erfasst. Die vier mittleren Wohnhäuser sind traufständig. Ausführung sonst wie die Häuser Bürgerplatz 1–12. Die Hausgruppe Jacobastraße 99–113 besteht aus acht Einfamilienhäusern in einer geradlinigen Hauszeile. Alle Häuser sind traufständig. Ausführung sonst wie die Häuser Bürgerplatz 1-12. | 1921                      | 16. Dezember 1987                                         | 203             |
| Wohnhaus (Bergarbeitersiedlung)                 | Wohnhaus (Bergarbeitersiedlung)                 | Schaufenberg Honigmannplatz 5 Karte                  | Die Bergarbeiter-Siedlung, Schaufenberg, Bürgerplatz 1–12, Honigmannplatz 1–8, Jacobastraße 99–113, Hochstraße 1–5 und 7–31 sowie Jägerstraße 2–12 wurden 1921 durch die Aachener Bergmannssiedlungsgesellschaft errichtet. Architekt war Dipl.-Arch. E. E. Strasser. Bei den Häusern Bürgerplatz 1–12 handelt es sich um eine lange geradlinige Häuserzeile mit 12 Wohnhäusern. Die Häuser 1–4 und 9–12 bilden die Seitenflügel der Hauptgruppe und sind traufenständig. Die Häuser 5-8 sind das Mittelstück der Hauptgruppe, das giebelständige Dach erfasst jeweils zwei Wohnhäuser. Die Firstlinie liegt auf der Haustrennwand. Die giebelständigen Dächer sind parallel zur Hauptgebäudeachse nochmals mit einem Zwischendach ausgestattet. Bergarbeiter-Siedlungshäuser, Haustyp: Arbeiter-Normalwohnungstyp Grundriss 5,50 × 8,42 m. Eingeschossig mit voll ausgebautem Mansarddach. In der Dachachse jedes Einzelhauses ist eine Fenstergaube vorhanden. Das Gaubendach ist in das Oberdach des Mansarddaches integriert. Die giebelständigen Mittelhäuser haben keine Dachgauben. Massive Gebäude, Kellergeschoss bzw. Gebäudesockel in Naturstein-Zyklopenmauerwerk. Aufgehendes Mauerwerk in Ziegeltmauerwerk-Sichtmauerwerk. Tür- und Fensteröffnungen mit profilierten Betonstürzen überdeckt, Holzbalkendecken, Holzdachkonstruktion mit Dachpfannen, Holzfenster und Holztüren. Im Erdgeschoss waren ursprünglich Holzklappläden vorhanden. In den Giebeln der Mittelhäuser sind Ankersplinten vorhanden, sie ergeben den Schriftzug „anno 1921“. Hinter den Wohnhäusern sind Hofgebäude vorhanden, in denen auch die Toiletten untergebracht sind. Die Anbauten sind eingeschossig, haben Satteldächer. Die Ausführung entspricht der der Wohnhäuser. Die Hausgruppe Honigmannplatz 1–8 erfasst acht Wohnhäuser in einer geradlinigen Hauszeile. Die beiden letzten Häuser an beiden Seiten sind als giebelständige Häuser ausgebildet, wobei das giebelständige Dach jeweils zwei Wohnungen erfasst. Die vier mittleren Wohnhäuser sind traufständig. Ausführung sonst wie die Häuser Bürgerplatz 1–12. Die Hausgruppe Jacobastraße 99–113 besteht aus acht Einfamilienhäusern in einer geradlinigen Hauszeile. Alle Häuser sind traufständig. Ausführung sonst wie die Häuser Bürgerplatz 1-12. | 1921                      | 16. Dezember 1987                                         | 204             |
| Wohnhaus (Bergarbeitersiedlung)                 | Wohnhaus (Bergarbeitersiedlung)                 | Schaufenberg Honigmannplatz 6 Karte                  | Die Bergarbeiter-Siedlung, Schaufenberg, Bürgerplatz 1–12, Honigmannplatz 1–8, Jacobastraße 99–113, Hochstraße 1–5 und 7–31 sowie Jägerstraße 2–12 wurden 1921 durch die Aachener Bergmannssiedlungsgesellschaft errichtet. Architekt war Dipl.-Arch. E. E. Strasser. Bei den Häusern Bürgerplatz 1–12 handelt es sich um eine lange geradlinige Häuserzeile mit 12 Wohnhäusern. Die Häuser 1–4 und 9–12 bilden die Seitenflügel der Hauptgruppe und sind traufenständig. Die Häuser 5-8 sind das Mittelstück der Hauptgruppe, das giebelständige Dach erfasst jeweils zwei Wohnhäuser. Die Firstlinie liegt auf der Haustrennwand. Die giebelständigen Dächer sind parallel zur Hauptgebäudeachse nochmals mit einem Zwischendach ausgestattet. Bergarbeiter-Siedlungshäuser, Haustyp: Arbeiter-Normalwohnungstyp Grundriss 5,50 × 8,42 m. Eingeschossig mit voll ausgebautem Mansarddach. In der Dachachse jedes Einzelhauses ist eine Fenstergaube vorhanden. Das Gaubendach ist in das Oberdach des Mansarddaches integriert. Die giebelständigen Mittelhäuser haben keine Dachgauben. Massive Gebäude, Kellergeschoss bzw. Gebäudesockel in Naturstein-Zyklopenmauerwerk. Aufgehendes Mauerwerk in Ziegeltmauerwerk-Sichtmauerwerk. Tür- und Fensteröffnungen mit profilierten Betonstürzen überdeckt, Holzbalkendecken, Holzdachkonstruktion mit Dachpfannen, Holzfenster und Holztüren. Im Erdgeschoss waren ursprünglich Holzklappläden vorhanden. In den Giebeln der Mittelhäuser sind Ankersplinten vorhanden, sie ergeben den Schriftzug „anno 1921“. Hinter den Wohnhäusern sind Hofgebäude vorhanden, in denen auch die Toiletten untergebracht sind. Die Anbauten sind eingeschossig, haben Satteldächer. Die Ausführung entspricht der der Wohnhäuser. Die Hausgruppe Honigmannplatz 1–8 erfasst acht Wohnhäuser in einer geradlinigen Hauszeile. Die beiden letzten Häuser an beiden Seiten sind als giebelständige Häuser ausgebildet, wobei das giebelständige Dach jeweils zwei Wohnungen erfasst. Die vier mittleren Wohnhäuser sind traufständig. Ausführung sonst wie die Häuser Bürgerplatz 1–12. Die Hausgruppe Jacobastraße 99–113 besteht aus acht Einfamilienhäusern in einer geradlinigen Hauszeile. Alle Häuser sind traufständig. Ausführung sonst wie die Häuser Bürgerplatz 1-12. | 1921                      | 16. Dezember 1987                                         | 205             |
| Wohnhaus (Bergarbeitersiedlung)                 | Wohnhaus (Bergarbeitersiedlung)                 | Schaufenberg Honigmannplatz 7 Karte                  | Die Bergarbeiter-Siedlung, Schaufenberg, Bürgerplatz 1–12, Honigmannplatz 1–8, Jacobastraße 99–113, Hochstraße 1–5 und 7–31 sowie Jägerstraße 2–12 wurden 1921 durch die Aachener Bergmannssiedlungsgesellschaft errichtet. Architekt war Dipl.-Arch. E. E. Strasser. Bei den Häusern Bürgerplatz 1–12 handelt es sich um eine lange geradlinige Häuserzeile mit 12 Wohnhäusern. Die Häuser 1–4 und 9–12 bilden die Seitenflügel der Hauptgruppe und sind traufenständig. Die Häuser 5-8 sind das Mittelstück der Hauptgruppe, das giebelständige Dach erfasst jeweils zwei Wohnhäuser. Die Firstlinie liegt auf der Haustrennwand. Die giebelständigen Dächer sind parallel zur Hauptgebäudeachse nochmals mit einem Zwischendach ausgestattet. Bergarbeiter-Siedlungshäuser, Haustyp: Arbeiter-Normalwohnungstyp Grundriss 5,50 × 8,42 m. Eingeschossig mit voll ausgebautem Mansarddach. In der Dachachse jedes Einzelhauses ist eine Fenstergaube vorhanden. Das Gaubendach ist in das Oberdach des Mansarddaches integriert. Die giebelständigen Mittelhäuser haben keine Dachgauben. Massive Gebäude, Kellergeschoss bzw. Gebäudesockel in Naturstein-Zyklopenmauerwerk. Aufgehendes Mauerwerk in Ziegeltmauerwerk-Sichtmauerwerk. Tür- und Fensteröffnungen mit profilierten Betonstürzen überdeckt, Holzbalkendecken, Holzdachkonstruktion mit Dachpfannen, Holzfenster und Holztüren. Im Erdgeschoss waren ursprünglich Holzklappläden vorhanden. In den Giebeln der Mittelhäuser sind Ankersplinten vorhanden, sie ergeben den Schriftzug „anno 1921“. Hinter den Wohnhäusern sind Hofgebäude vorhanden, in denen auch die Toiletten untergebracht sind. Die Anbauten sind eingeschossig, haben Satteldächer. Die Ausführung entspricht der der Wohnhäuser. Die Hausgruppe Honigmannplatz 1–8 erfasst acht Wohnhäuser in einer geradlinigen Hauszeile. Die beiden letzten Häuser an beiden Seiten sind als giebelständige Häuser ausgebildet, wobei das giebelständige Dach jeweils zwei Wohnungen erfasst. Die vier mittleren Wohnhäuser sind traufständig. Ausführung sonst wie die Häuser Bürgerplatz 1–12. Die Hausgruppe Jacobastraße 99–113 besteht aus acht Einfamilienhäusern in einer geradlinigen Hauszeile. Alle Häuser sind traufständig. Ausführung sonst wie die Häuser Bürgerplatz 1-12. | 1921                      | 16. Dezember 1987                                         | 206             |
| Wohnhaus (Bergarbeitersiedlung)                 | Wohnhaus (Bergarbeitersiedlung)                 | Schaufenberg Honigmannplatz 8 Karte                  | Die Bergarbeiter-Siedlung, Schaufenberg, Bürgerplatz 1–12, Honigmannplatz 1–8, Jacobastraße 99–113, Hochstraße 1–5 und 7–31 sowie Jägerstraße 2–12 wurden 1921 durch die Aachener Bergmannssiedlungsgesellschaft errichtet. Architekt war Dipl.-Arch. E. E. Strasser. Bei den Häusern Bürgerplatz 1–12 handelt es sich um eine lange geradlinige Häuserzeile mit 12 Wohnhäusern. Die Häuser 1–4 und 9–12 bilden die Seitenflügel der Hauptgruppe und sind traufenständig. Die Häuser 5-8 sind das Mittelstück der Hauptgruppe, das giebelständige Dach erfasst jeweils zwei Wohnhäuser. Die Firstlinie liegt auf der Haustrennwand. Die giebelständigen Dächer sind parallel zur Hauptgebäudeachse nochmals mit einem Zwischendach ausgestattet. Bergarbeiter-Siedlungshäuser, Haustyp: Arbeiter-Normalwohnungstyp Grundriss 5,50 × 8,42 m. Eingeschossig mit voll ausgebautem Mansarddach. In der Dachachse jedes Einzelhauses ist eine Fenstergaube vorhanden. Das Gaubendach ist in das Oberdach des Mansarddaches integriert. Die giebelständigen Mittelhäuser haben keine Dachgauben. Massive Gebäude, Kellergeschoss bzw. Gebäudesockel in Naturstein-Zyklopenmauerwerk. Aufgehendes Mauerwerk in Ziegeltmauerwerk-Sichtmauerwerk. Tür- und Fensteröffnungen mit profilierten Betonstürzen überdeckt, Holzbalkendecken, Holzdachkonstruktion mit Dachpfannen, Holzfenster und Holztüren. Im Erdgeschoss waren ursprünglich Holzklappläden vorhanden. In den Giebeln der Mittelhäuser sind Ankersplinten vorhanden, sie ergeben den Schriftzug „anno 1921“. Hinter den Wohnhäusern sind Hofgebäude vorhanden, in denen auch die Toiletten untergebracht sind. Die Anbauten sind eingeschossig, haben Satteldächer. Die Ausführung entspricht der der Wohnhäuser. Die Hausgruppe Honigmannplatz 1–8 erfasst acht Wohnhäuser in einer geradlinigen Hauszeile. Die beiden letzten Häuser an beiden Seiten sind als giebelständige Häuser ausgebildet, wobei das giebelständige Dach jeweils zwei Wohnungen erfasst. Die vier mittleren Wohnhäuser sind traufständig. Ausführung sonst wie die Häuser Bürgerplatz 1–12. Die Hausgruppe Jacobastraße 99–113 besteht aus acht Einfamilienhäusern in einer geradlinigen Hauszeile. Alle Häuser sind traufständig. Ausführung sonst wie die Häuser Bürgerplatz 1-12. | 1921                      | 16. Dezember 1987                                         | 207             |
| Wegekreuz Horst                                 | Wegekreuz Horst                                 | Kleingladbach Horst / Romersmühle Karte              | Schlankes Hochkreuz auf zweifachem Stufensockel, Kreuzbasis zweistufig, darauf Schriftblock mit umlaufenden Fries, hierauf Mittelteil als Figurennische ausgearbeitet und schließlich Kreuzoberteil mit gusseisernem Korpus, leicht zurückliegende Inschriftplatte, Baujahr 1907, Blaustein. Die Kreuzanlage ist in den letzten Jahren durch verschiedenes Ursachen stark beschädigt worden. Eine grundlegende Restaurierung wurde 1987 durchgeführt. | 1907                      | 23. Juni 1988                                             | 232             |
| Wegekreuz                                       | Wegekreuz                                       | Millich Hubertus-/Kobbenthaler Straße Karte          | Hochschlankes, vierteiliges Werksteinkreuz, Rekonstruktion 1990. Basis und Sockel schlicht quaderförmig, Blaustein gespitzt. Der Sockel trägt die Inschrift „unica spes 1792–1929“. Mittelschaft aus Blaustein gespitzt, die schlichte Form wurde den übrigen Teilen angepasst. Das Kreuzoberteil aus Blaustein mit geschwungenen und polierten Konturen, mit erhaben angearbeitetem Korpus und Kreuzinschriftfahne. Kopf des Korpus nach rechts geneigt. Das Alter des Oberteiles ist nicht bestimmbar. Der Form nach zu urteilen ist der Kreuzkopf dem späten Barock zuzuordnen. Das Oberteil weist leichte Beschädigungen auf, die jedoch mehrfach konserviert worden sind. | 1729                      | 2. November 1990                                          | 325             |
| Dorfpumpe                                       | Dorfpumpe                                       | Hückelhoven Im Rhin 12 / 14 Karte                    | Guss eiserne Pumpe; um 1900. | 1900                      | 20. Dezember 1985                                         | 88              |
| Dorfkreuz Sporthalle                            | Dorfkreuz Sporthalle                            | Hückelhoven In der Schlee Karte                      | Holzkreuz mit Holzkorpus; 1879. 1976 grundlegend restauriert. (Ursprünglicher Standort: Ehemaliges Wohnhaus in Hückelhoven, An Romersmühle 108; neuer Standort ab 1976: Nische an der Sporthalle Hückelhoven, In der Schlee.) | 1879                      | 21. Januar 1983                                           | 28              |
| Wohnhaus (Bergarbeitersiedlung)                 | Wohnhaus (Bergarbeitersiedlung)                 | Hückelhoven In der Schlee 34 Karte                   | Die Bergarbeiter-Siedlungshäuser In der Schlee 34-52 und 35-53 wurden in den Jahren 1926/27 durch die Gewerkschaft Sophia-Jacoba errichtet. Architekt war Dipl.-Arch. E. E. Strasser. Häuser In der Schlee 40 + 42, 44 + 46, 41 + 43 und 45 + 47: Die vorgenannten Häuser sind der mittlere Teil der langen Hauszeilen. Bergarbeiter-Siedlungshäuser, Haustyp: Zweispänner-Mietwohnhaus mit 4 Wohnungen für kleine Familien. Grundrissmaß 8,00 m × 13,80 m. Die Wohnungen bestehen aus 3 Räumen, einem eigenen Abort und einem Stallraum. Die 2 Wohnungen des Erdgeschosses haben im Dachgeschoss noch je eine Kammer. Gemeinsam von den 4 Familien werden genutzt die Eingangshalle, das Treppenhaus, die Flure und der Garten. Reihenhäuser, zweigeschossig, traufständig, massives Gebäude. Keller in Beton, Sockelflächen geputzt, aufgehendes Mauerwerk bis zur Fensterbrüstung des Obergeschosses in Ziegelstein-Sichtmauerwerk, darüber verputztes Schwemmsteinmauerwerk. Die Putzflächen sind profiliert und nicht gestrichen. Tür- und Fensteröffnungen im Erdgeschoss sind mit profilierten Betonstürzen überdeckt. Holzbalkendecken, Holzdachstuhl mit Dachpfannen, Holzfenster, Holztüren. Hinter den Wohnhäusern stehen im Hofbereich rechtwinkelig zur Gebäudehauptachse zweigeschossige Toilettenanbauten dahinter schließen sich eingeschossige Stallgebäude. Die Toilettenanbauten sind in der Gestaltung den Hauptgebäuden angepasst, sie haben kleine Satteldächer, die in die Hauptdächer eingekehlt sind. Die Stallgebäude sind eingeschossig und besitzen ebenfalls Satteldächer. Ausführung sonst wie oben. Häuser In der Schlee 34 + 36, 50 + 52, 35+37 und 51 + 53: Zur gestalterischen Auflockerung der Hauszeilen sind die genannten Häuser etwa 3 m gegenüber der Bauflucht der mittleren Häuser vorgesetzt. Die Häuser sind mit einem giebelständigen und überhöhten Satteldach ausgestattet. Die Firstlinie liegt auf der Haustrennwand. Die angrenzenden traufständigen Dächer sind in dieses Giebeldach eingekehlt. Bei den Häusern 36, 48, 37, und 51 geht der Gebäudevorsprung mittig durch das Treppenhaus/Eingangshalle. Ausführung sonst wie die Häuser In der Schlee 34 - 50 Häuser In der Schlee 35 + 53 und 34 + 52: Es handelt sich hier um Einspänner-Mietwohnhäuser, die am Ende der Hauszeile stehen. Sie haben in Verbindung mit den Nachbarhäusern giebelständige Dächer. Im Erd- und im Obergeschoss ist je eine Wohneinheit vorhanden. Die Gebäudeeingänge liegen außenseitig zur Straße hin orientiert. Ausführung sonst wie die Häuser In der Schlee 34 - 50. Häuser In der Schlee 36 + 48 und 39 + 49 Es handelt sich hier um Zweispänner-Mietwohnhäuser, bei denen lediglich eine Hälfte mit einem traufenständigen und die andere Haushälfte mit einem giebelständigen Dach ausgebildet ist. Das giebelständige Teilstück dieses Hauses hat einen Vorsprung von etwa 3 m. Ausführung sonst wie die Häuser In der Schlee 35 bis 53. | 1926–1927                 | 16. Dezember 1987                                         | 127             |
| Wohnhaus (Bergarbeitersiedlung)                 | Wohnhaus (Bergarbeitersiedlung)                 | Hückelhoven In der Schlee 35 Karte                   | Die Bergarbeiter-Siedlungshäuser In der Schlee 34-52 und 35-53 wurden in den Jahren 1926/27 durch die Gewerkschaft Sophia-Jacoba errichtet. Architekt war Dipl.-Arch. E. E. Strasser. Häuser In der Schlee 40 + 42, 44 + 46, 41 + 43 und 45 + 47: Die vorgenannten Häuser sind der mittlere Teil der langen Hauszeilen. Bergarbeiter-Siedlungshäuser, Haustyp: Zweispänner-Mietwohnhaus mit 4 Wohnungen für kleine Familien. Grundrissmaß 8,00 m × 13,80 m. Die Wohnungen bestehen aus 3 Räumen, einem eigenen Abort und einem Stallraum. Die 2 Wohnungen des Erdgeschosses haben im Dachgeschoss noch je eine Kammer. Gemeinsam von den 4 Familien werden genutzt die Eingangshalle, das Treppenhaus, die Flure und der Garten. Reihenhäuser, zweigeschossig, traufständig, massives Gebäude. Keller in Beton, Sockelflächen geputzt, aufgehendes Mauerwerk bis zur Fensterbrüstung des Obergeschosses in Ziegelstein-Sichtmauerwerk, darüber verputztes Schwemmsteinmauerwerk. Die Putzflächen sind profiliert und nicht gestrichen. Tür- und Fensteröffnungen im Erdgeschoss sind mit profilierten Betonstürzen überdeckt. Holzbalkendecken, Holzdachstuhl mit Dachpfannen, Holzfenster, Holztüren. Hinter den Wohnhäusern stehen im Hofbereich rechtwinkelig zur Gebäudehauptachse zweigeschossige Toilettenanbauten dahinter schließen sich eingeschossige Stallgebäude. Die Toilettenanbauten sind in der Gestaltung den Hauptgebäuden angepasst, sie haben kleine Satteldächer, die in die Hauptdächer eingekehlt sind. Die Stallgebäude sind eingeschossig und besitzen ebenfalls Satteldächer. Ausführung sonst wie oben. Häuser In der Schlee 34 + 36, 50 + 52, 35+37 und 51 + 53: Zur gestalterischen Auflockerung der Hauszeilen sind die genannten Häuser etwa 3 m gegenüber der Bauflucht der mittleren Häuser vorgesetzt. Die Häuser sind mit einem giebelständigen und überhöhten Satteldach ausgestattet. Die Firstlinie liegt auf der Haustrennwand. Die angrenzenden traufständigen Dächer sind in dieses Giebeldach eingekehlt. Bei den Häusern 36, 48, 37, und 51 geht der Gebäudevorsprung mittig durch das Treppenhaus/Eingangshalle. Ausführung sonst wie die Häuser In der Schlee 34 - 50 Häuser In der Schlee 35 + 53 und 34 + 52: Es handelt sich hier um Einspänner-Mietwohnhäuser, die am Ende der Hauszeile stehen. Sie haben in Verbindung mit den Nachbarhäusern giebelständige Dächer. Im Erd- und im Obergeschoss ist je eine Wohneinheit vorhanden. Die Gebäudeeingänge liegen außenseitig zur Straße hin orientiert. Ausführung sonst wie die Häuser In der Schlee 34 - 50. Häuser In der Schlee 36 + 48 und 39 + 49 Es handelt sich hier um Zweispänner-Mietwohnhäuser, bei denen lediglich eine Hälfte mit einem traufenständigen und die andere Haushälfte mit einem giebelständigen Dach ausgebildet ist. Das giebelständige Teilstück dieses Hauses hat einen Vorsprung von etwa 3 m. Ausführung sonst wie die Häuser In der Schlee 35 bis 53. | 1926–1927                 | 16. Dezember 1987                                         | 133             |
| Wohnhaus (Bergarbeitersiedlung)                 | Wohnhaus (Bergarbeitersiedlung)                 | Hückelhoven In der Schlee 36 Karte                   | Die Bergarbeiter-Siedlungshäuser In der Schlee 34-52 und 35-53 wurden in den Jahren 1926/27 durch die Gewerkschaft Sophia-Jacoba errichtet. Architekt war Dipl.-Arch. E. E. Strasser. Häuser In der Schlee 40 + 42, 44 + 46, 41 + 43 und 45 + 47: Die vorgenannten Häuser sind der mittlere Teil der langen Hauszeilen. Bergarbeiter-Siedlungshäuser, Haustyp: Zweispänner-Mietwohnhaus mit 4 Wohnungen für kleine Familien. Grundrissmaß 8,00 m × 13,80 m. Die Wohnungen bestehen aus 3 Räumen, einem eigenen Abort und einem Stallraum. Die 2 Wohnungen des Erdgeschosses haben im Dachgeschoss noch je eine Kammer. Gemeinsam von den 4 Familien werden genutzt die Eingangshalle, das Treppenhaus, die Flure und der Garten. Reihenhäuser, zweigeschossig, traufständig, massives Gebäude. Keller in Beton, Sockelflächen geputzt, aufgehendes Mauerwerk bis zur Fensterbrüstung des Obergeschosses in Ziegelstein-Sichtmauerwerk, darüber verputztes Schwemmsteinmauerwerk. Die Putzflächen sind profiliert und nicht gestrichen. Tür- und Fensteröffnungen im Erdgeschoss sind mit profilierten Betonstürzen überdeckt. Holzbalkendecken, Holzdachstuhl mit Dachpfannen, Holzfenster, Holztüren. Hinter den Wohnhäusern stehen im Hofbereich rechtwinkelig zur Gebäudehauptachse zweigeschossige Toilettenanbauten dahinter schließen sich eingeschossige Stallgebäude. Die Toilettenanbauten sind in der Gestaltung den Hauptgebäuden angepasst, sie haben kleine Satteldächer, die in die Hauptdächer eingekehlt sind. Die Stallgebäude sind eingeschossig und besitzen ebenfalls Satteldächer. Ausführung sonst wie oben. Häuser In der Schlee 34 + 36, 50 + 52, 35+37 und 51 + 53: Zur gestalterischen Auflockerung der Hauszeilen sind die genannten Häuser etwa 3 m gegenüber der Bauflucht der mittleren Häuser vorgesetzt. Die Häuser sind mit einem giebelständigen und überhöhten Satteldach ausgestattet. Die Firstlinie liegt auf der Haustrennwand. Die angrenzenden traufständigen Dächer sind in dieses Giebeldach eingekehlt. Bei den Häusern 36, 48, 37, und 51 geht der Gebäudevorsprung mittig durch das Treppenhaus/Eingangshalle. Ausführung sonst wie die Häuser In der Schlee 34 - 50 Häuser In der Schlee 35 + 53 und 34 + 52: Es handelt sich hier um Einspänner-Mietwohnhäuser, die am Ende der Hauszeile stehen. Sie haben in Verbindung mit den Nachbarhäusern giebelständige Dächer. Im Erd- und im Obergeschoss ist je eine Wohneinheit vorhanden. Die Gebäudeeingänge liegen außenseitig zur Straße hin orientiert. Ausführung sonst wie die Häuser In der Schlee 34 - 50. Häuser In der Schlee 36 + 48 und 39 + 49 Es handelt sich hier um Zweispänner-Mietwohnhäuser, bei denen lediglich eine Hälfte mit einem traufenständigen und die andere Haushälfte mit einem giebelständigen Dach ausgebildet ist. Das giebelständige Teilstück dieses Hauses hat einen Vorsprung von etwa 3 m. Ausführung sonst wie die Häuser In der Schlee 35 bis 53. | 1926–1927                 | 16. Dezember 1987                                         | 128             |
| Wohnhaus (Bergarbeitersiedlung)                 | Wohnhaus (Bergarbeitersiedlung)                 | Hückelhoven In der Schlee 37 Karte                   | Die Bergarbeiter-Siedlungshäuser In der Schlee 34-52 und 35-53 wurden in den Jahren 1926/27 durch die Gewerkschaft Sophia-Jacoba errichtet. Architekt war Dipl.-Arch. E. E. Strasser. Häuser In der Schlee 40 + 42, 44 + 46, 41 + 43 und 45 + 47: Die vorgenannten Häuser sind der mittlere Teil der langen Hauszeilen. Bergarbeiter-Siedlungshäuser, Haustyp: Zweispänner-Mietwohnhaus mit 4 Wohnungen für kleine Familien. Grundrissmaß 8,00 m × 13,80 m. Die Wohnungen bestehen aus 3 Räumen, einem eigenen Abort und einem Stallraum. Die 2 Wohnungen des Erdgeschosses haben im Dachgeschoss noch je eine Kammer. Gemeinsam von den 4 Familien werden genutzt die Eingangshalle, das Treppenhaus, die Flure und der Garten. Reihenhäuser, zweigeschossig, traufständig, massives Gebäude. Keller in Beton, Sockelflächen geputzt, aufgehendes Mauerwerk bis zur Fensterbrüstung des Obergeschosses in Ziegelstein-Sichtmauerwerk, darüber verputztes Schwemmsteinmauerwerk. Die Putzflächen sind profiliert und nicht gestrichen. Tür- und Fensteröffnungen im Erdgeschoss sind mit profilierten Betonstürzen überdeckt. Holzbalkendecken, Holzdachstuhl mit Dachpfannen, Holzfenster, Holztüren. Hinter den Wohnhäusern stehen im Hofbereich rechtwinkelig zur Gebäudehauptachse zweigeschossige Toilettenanbauten dahinter schließen sich eingeschossige Stallgebäude. Die Toilettenanbauten sind in der Gestaltung den Hauptgebäuden angepasst, sie haben kleine Satteldächer, die in die Hauptdächer eingekehlt sind. Die Stallgebäude sind eingeschossig und besitzen ebenfalls Satteldächer. Ausführung sonst wie oben. Häuser In der Schlee 34 + 36, 50 + 52, 35+37 und 51 + 53: Zur gestalterischen Auflockerung der Hauszeilen sind die genannten Häuser etwa 3 m gegenüber der Bauflucht der mittleren Häuser vorgesetzt. Die Häuser sind mit einem giebelständigen und überhöhten Satteldach ausgestattet. Die Firstlinie liegt auf der Haustrennwand. Die angrenzenden traufständigen Dächer sind in dieses Giebeldach eingekehlt. Bei den Häusern 36, 48, 37, und 51 geht der Gebäudevorsprung mittig durch das Treppenhaus/Eingangshalle. Ausführung sonst wie die Häuser In der Schlee 34 - 50 Häuser In der Schlee 35 + 53 und 34 + 52: Es handelt sich hier um Einspänner-Mietwohnhäuser, die am Ende der Hauszeile stehen. Sie haben in Verbindung mit den Nachbarhäusern giebelständige Dächer. Im Erd- und im Obergeschoss ist je eine Wohneinheit vorhanden. Die Gebäudeeingänge liegen außenseitig zur Straße hin orientiert. Ausführung sonst wie die Häuser In der Schlee 34 - 50. Häuser In der Schlee 36 + 48 und 39 + 49 Es handelt sich hier um Zweispänner-Mietwohnhäuser, bei denen lediglich eine Hälfte mit einem traufenständigen und die andere Haushälfte mit einem giebelständigen Dach ausgebildet ist. Das giebelständige Teilstück dieses Hauses hat einen Vorsprung von etwa 3 m. Ausführung sonst wie die Häuser In der Schlee 35 bis 53. | 1926–1927                 | 16. Dezember 1987                                         | 134             |
| Wohnhaus (Bergarbeitersiedlung)                 | Wohnhaus (Bergarbeitersiedlung)                 | Hückelhoven In der Schlee 38 Karte                   | Die Bergarbeiter-Siedlungshäuser In der Schlee 34-52 und 35-53 wurden in den Jahren 1926/27 durch die Gewerkschaft Sophia-Jacoba errichtet. Architekt war Dipl.-Arch. E. E. Strasser. Häuser In der Schlee 40 + 42, 44 + 46, 41 + 43 und 45 + 47: Die vorgenannten Häuser sind der mittlere Teil der langen Hauszeilen. Bergarbeiter-Siedlungshäuser, Haustyp: Zweispänner-Mietwohnhaus mit 4 Wohnungen für kleine Familien. Grundrissmaß 8,00 m × 13,80 m. Die Wohnungen bestehen aus 3 Räumen, einem eigenen Abort und einem Stallraum. Die 2 Wohnungen des Erdgeschosses haben im Dachgeschoss noch je eine Kammer. Gemeinsam von den 4 Familien werden genutzt die Eingangshalle, das Treppenhaus, die Flure und der Garten. Reihenhäuser, zweigeschossig, traufständig, massives Gebäude. Keller in Beton, Sockelflächen geputzt, aufgehendes Mauerwerk bis zur Fensterbrüstung des Obergeschosses in Ziegelstein-Sichtmauerwerk, darüber verputztes Schwemmsteinmauerwerk. Die Putzflächen sind profiliert und nicht gestrichen. Tür- und Fensteröffnungen im Erdgeschoss sind mit profilierten Betonstürzen überdeckt. Holzbalkendecken, Holzdachstuhl mit Dachpfannen, Holzfenster, Holztüren. Hinter den Wohnhäusern stehen im Hofbereich rechtwinkelig zur Gebäudehauptachse zweigeschossige Toilettenanbauten dahinter schließen sich eingeschossige Stallgebäude. Die Toilettenanbauten sind in der Gestaltung den Hauptgebäuden angepasst, sie haben kleine Satteldächer, die in die Hauptdächer eingekehlt sind. Die Stallgebäude sind eingeschossig und besitzen ebenfalls Satteldächer. Ausführung sonst wie oben. Häuser In der Schlee 34 + 36, 50 + 52, 35+37 und 51 + 53: Zur gestalterischen Auflockerung der Hauszeilen sind die genannten Häuser etwa 3 m gegenüber der Bauflucht der mittleren Häuser vorgesetzt. Die Häuser sind mit einem giebelständigen und überhöhten Satteldach ausgestattet. Die Firstlinie liegt auf der Haustrennwand. Die angrenzenden traufständigen Dächer sind in dieses Giebeldach eingekehlt. Bei den Häusern 36, 48, 37, und 51 geht der Gebäudevorsprung mittig durch das Treppenhaus/Eingangshalle. Ausführung sonst wie die Häuser In der Schlee 34 - 50 Häuser In der Schlee 35 + 53 und 34 + 52: Es handelt sich hier um Einspänner-Mietwohnhäuser, die am Ende der Hauszeile stehen. Sie haben in Verbindung mit den Nachbarhäusern giebelständige Dächer. Im Erd- und im Obergeschoss ist je eine Wohneinheit vorhanden. Die Gebäudeeingänge liegen außenseitig zur Straße hin orientiert. Ausführung sonst wie die Häuser In der Schlee 34 - 50. Häuser In der Schlee 36 + 48 und 39 + 49 Es handelt sich hier um Zweispänner-Mietwohnhäuser, bei denen lediglich eine Hälfte mit einem traufenständigen und die andere Haushälfte mit einem giebelständigen Dach ausgebildet ist. Das giebelständige Teilstück dieses Hauses hat einen Vorsprung von etwa 3 m. Ausführung sonst wie die Häuser In der Schlee 35 bis 53. | 1926–1927                 | 16. Dezember 1987                                         | 129             |
| Wohnhaus (Bergarbeitersiedlung)                 | Wohnhaus (Bergarbeitersiedlung)                 | Hückelhoven In der Schlee 39 Karte                   | Die Bergarbeiter-Siedlungshäuser In der Schlee 34-52 und 35-53 wurden in den Jahren 1926/27 durch die Gewerkschaft Sophia-Jacoba errichtet. Architekt war Dipl.-Arch. E. E. Strasser. Häuser In der Schlee 40 + 42, 44 + 46, 41 + 43 und 45 + 47: Die vorgenannten Häuser sind der mittlere Teil der langen Hauszeilen. Bergarbeiter-Siedlungshäuser, Haustyp: Zweispänner-Mietwohnhaus mit 4 Wohnungen für kleine Familien. Grundrissmaß 8,00 m × 13,80 m. Die Wohnungen bestehen aus 3 Räumen, einem eigenen Abort und einem Stallraum. Die 2 Wohnungen des Erdgeschosses haben im Dachgeschoss noch je eine Kammer. Gemeinsam von den 4 Familien werden genutzt die Eingangshalle, das Treppenhaus, die Flure und der Garten. Reihenhäuser, zweigeschossig, traufständig, massives Gebäude. Keller in Beton, Sockelflächen geputzt, aufgehendes Mauerwerk bis zur Fensterbrüstung des Obergeschosses in Ziegelstein-Sichtmauerwerk, darüber verputztes Schwemmsteinmauerwerk. Die Putzflächen sind profiliert und nicht gestrichen. Tür- und Fensteröffnungen im Erdgeschoss sind mit profilierten Betonstürzen überdeckt. Holzbalkendecken, Holzdachstuhl mit Dachpfannen, Holzfenster, Holztüren. Hinter den Wohnhäusern stehen im Hofbereich rechtwinkelig zur Gebäudehauptachse zweigeschossige Toilettenanbauten dahinter schließen sich eingeschossige Stallgebäude. Die Toilettenanbauten sind in der Gestaltung den Hauptgebäuden angepasst, sie haben kleine Satteldächer, die in die Hauptdächer eingekehlt sind. Die Stallgebäude sind eingeschossig und besitzen ebenfalls Satteldächer. Ausführung sonst wie oben. Häuser In der Schlee 34 + 36, 50 + 52, 35+37 und 51 + 53: Zur gestalterischen Auflockerung der Hauszeilen sind die genannten Häuser etwa 3 m gegenüber der Bauflucht der mittleren Häuser vorgesetzt. Die Häuser sind mit einem giebelständigen und überhöhten Satteldach ausgestattet. Die Firstlinie liegt auf der Haustrennwand. Die angrenzenden traufständigen Dächer sind in dieses Giebeldach eingekehlt. Bei den Häusern 36, 48, 37, und 51 geht der Gebäudevorsprung mittig durch das Treppenhaus/Eingangshalle. Ausführung sonst wie die Häuser In der Schlee 34 - 50 Häuser In der Schlee 35 + 53 und 34 + 52: Es handelt sich hier um Einspänner-Mietwohnhäuser, die am Ende der Hauszeile stehen. Sie haben in Verbindung mit den Nachbarhäusern giebelständige Dächer. Im Erd- und im Obergeschoss ist je eine Wohneinheit vorhanden. Die Gebäudeeingänge liegen außenseitig zur Straße hin orientiert. Ausführung sonst wie die Häuser In der Schlee 34 - 50. Häuser In der Schlee 36 + 48 und 39 + 49 Es handelt sich hier um Zweispänner-Mietwohnhäuser, bei denen lediglich eine Hälfte mit einem traufenständigen und die andere Haushälfte mit einem giebelständigen Dach ausgebildet ist. Das giebelständige Teilstück dieses Hauses hat einen Vorsprung von etwa 3 m. Ausführung sonst wie die Häuser In der Schlee 35 bis 53. | 1926–1927                 | 16. Dezember 1987                                         | 135             |
| Wohnhaus (Bergarbeitersiedlung)                 | Wohnhaus (Bergarbeitersiedlung)                 | Hückelhoven In der Schlee 40 Karte                   | Die Bergarbeiter-Siedlungshäuser In der Schlee 34-52 und 35-53 wurden in den Jahren 1926/27 durch die Gewerkschaft Sophia-Jacoba errichtet. Architekt war Dipl.-Arch. E. E. Strasser. Häuser In der Schlee 40 + 42, 44 + 46, 41 + 43 und 45 + 47: Die vorgenannten Häuser sind der mittlere Teil der langen Hauszeilen. Bergarbeiter-Siedlungshäuser, Haustyp: Zweispänner-Mietwohnhaus mit 4 Wohnungen für kleine Familien. Grundrissmaß 8,00 m × 13,80 m. Die Wohnungen bestehen aus 3 Räumen, einem eigenen Abort und einem Stallraum. Die 2 Wohnungen des Erdgeschosses haben im Dachgeschoss noch je eine Kammer. Gemeinsam von den 4 Familien werden genutzt die Eingangshalle, das Treppenhaus, die Flure und der Garten. Reihenhäuser, zweigeschossig, traufständig, massives Gebäude. Keller in Beton, Sockelflächen geputzt, aufgehendes Mauerwerk bis zur Fensterbrüstung des Obergeschosses in Ziegelstein-Sichtmauerwerk, darüber verputztes Schwemmsteinmauerwerk. Die Putzflächen sind profiliert und nicht gestrichen. Tür- und Fensteröffnungen im Erdgeschoss sind mit profilierten Betonstürzen überdeckt. Holzbalkendecken, Holzdachstuhl mit Dachpfannen, Holzfenster, Holztüren. Hinter den Wohnhäusern stehen im Hofbereich rechtwinkelig zur Gebäudehauptachse zweigeschossige Toilettenanbauten dahinter schließen sich eingeschossige Stallgebäude. Die Toilettenanbauten sind in der Gestaltung den Hauptgebäuden angepasst, sie haben kleine Satteldächer, die in die Hauptdächer eingekehlt sind. Die Stallgebäude sind eingeschossig und besitzen ebenfalls Satteldächer. Ausführung sonst wie oben. Häuser In der Schlee 34 + 36, 50 + 52, 35+37 und 51 + 53: Zur gestalterischen Auflockerung der Hauszeilen sind die genannten Häuser etwa 3 m gegenüber der Bauflucht der mittleren Häuser vorgesetzt. Die Häuser sind mit einem giebelständigen und überhöhten Satteldach ausgestattet. Die Firstlinie liegt auf der Haustrennwand. Die angrenzenden traufständigen Dächer sind in dieses Giebeldach eingekehlt. Bei den Häusern 36, 48, 37, und 51 geht der Gebäudevorsprung mittig durch das Treppenhaus/Eingangshalle. Ausführung sonst wie die Häuser In der Schlee 34 - 50 Häuser In der Schlee 35 + 53 und 34 + 52: Es handelt sich hier um Einspänner-Mietwohnhäuser, die am Ende der Hauszeile stehen. Sie haben in Verbindung mit den Nachbarhäusern giebelständige Dächer. Im Erd- und im Obergeschoss ist je eine Wohneinheit vorhanden. Die Gebäudeeingänge liegen außenseitig zur Straße hin orientiert. Ausführung sonst wie die Häuser In der Schlee 34 - 50. Häuser In der Schlee 36 + 48 und 39 + 49 Es handelt sich hier um Zweispänner-Mietwohnhäuser, bei denen lediglich eine Hälfte mit einem traufenständigen und die andere Haushälfte mit einem giebelständigen Dach ausgebildet ist. Das giebelständige Teilstück dieses Hauses hat einen Vorsprung von etwa 3 m. Ausführung sonst wie die Häuser In der Schlee 35 bis 53. | 1926–1927                 | 16. Dezember 1987                                         | 130             |
| Wohnhaus (Bergarbeitersiedlung)                 | Wohnhaus (Bergarbeitersiedlung)                 | Hückelhoven In der Schlee 41 Karte                   | Die Bergarbeiter-Siedlungshäuser In der Schlee 34-52 und 35-53 wurden in den Jahren 1926/27 durch die Gewerkschaft Sophia-Jacoba errichtet. Architekt war Dipl.-Arch. E. E. Strasser. Häuser In der Schlee 40 + 42, 44 + 46, 41 + 43 und 45 + 47: Die vorgenannten Häuser sind der mittlere Teil der langen Hauszeilen. Bergarbeiter-Siedlungshäuser, Haustyp: Zweispänner-Mietwohnhaus mit 4 Wohnungen für kleine Familien. Grundrissmaß 8,00 m × 13,80 m. Die Wohnungen bestehen aus 3 Räumen, einem eigenen Abort und einem Stallraum. Die 2 Wohnungen des Erdgeschosses haben im Dachgeschoss noch je eine Kammer. Gemeinsam von den 4 Familien werden genutzt die Eingangshalle, das Treppenhaus, die Flure und der Garten. Reihenhäuser, zweigeschossig, traufständig, massives Gebäude. Keller in Beton, Sockelflächen geputzt, aufgehendes Mauerwerk bis zur Fensterbrüstung des Obergeschosses in Ziegelstein-Sichtmauerwerk, darüber verputztes Schwemmsteinmauerwerk. Die Putzflächen sind profiliert und nicht gestrichen. Tür- und Fensteröffnungen im Erdgeschoss sind mit profilierten Betonstürzen überdeckt. Holzbalkendecken, Holzdachstuhl mit Dachpfannen, Holzfenster, Holztüren. Hinter den Wohnhäusern stehen im Hofbereich rechtwinkelig zur Gebäudehauptachse zweigeschossige Toilettenanbauten dahinter schließen sich eingeschossige Stallgebäude. Die Toilettenanbauten sind in der Gestaltung den Hauptgebäuden angepasst, sie haben kleine Satteldächer, die in die Hauptdächer eingekehlt sind. Die Stallgebäude sind eingeschossig und besitzen ebenfalls Satteldächer. Ausführung sonst wie oben. Häuser In der Schlee 34 + 36, 50 + 52, 35+37 und 51 + 53: Zur gestalterischen Auflockerung der Hauszeilen sind die genannten Häuser etwa 3 m gegenüber der Bauflucht der mittleren Häuser vorgesetzt. Die Häuser sind mit einem giebelständigen und überhöhten Satteldach ausgestattet. Die Firstlinie liegt auf der Haustrennwand. Die angrenzenden traufständigen Dächer sind in dieses Giebeldach eingekehlt. Bei den Häusern 36, 48, 37, und 51 geht der Gebäudevorsprung mittig durch das Treppenhaus/Eingangshalle. Ausführung sonst wie die Häuser In der Schlee 34 - 50 Häuser In der Schlee 35 + 53 und 34 + 52: Es handelt sich hier um Einspänner-Mietwohnhäuser, die am Ende der Hauszeile stehen. Sie haben in Verbindung mit den Nachbarhäusern giebelständige Dächer. Im Erd- und im Obergeschoss ist je eine Wohneinheit vorhanden. Die Gebäudeeingänge liegen außenseitig zur Straße hin orientiert. Ausführung sonst wie die Häuser In der Schlee 34 - 50. Häuser In der Schlee 36 + 48 und 39 + 49 Es handelt sich hier um Zweispänner-Mietwohnhäuser, bei denen lediglich eine Hälfte mit einem traufenständigen und die andere Haushälfte mit einem giebelständigen Dach ausgebildet ist. Das giebelständige Teilstück dieses Hauses hat einen Vorsprung von etwa 3 m. Ausführung sonst wie die Häuser In der Schlee 35 bis 53. | 1926–1927                 | 16. Dezember 1987                                         | 136             |
| Wohnhaus (Bergarbeitersiedlung)                 | Wohnhaus (Bergarbeitersiedlung)                 | Hückelhoven In der Schlee 43 Karte                   | Die Bergarbeiter-Siedlungshäuser In der Schlee 34-52 und 35-53 wurden in den Jahren 1926/27 durch die Gewerkschaft Sophia-Jacoba errichtet. Architekt war Dipl.-Arch. E. E. Strasser. Häuser In der Schlee 40 + 42, 44 + 46, 41 + 43 und 45 + 47: Die vorgenannten Häuser sind der mittlere Teil der langen Hauszeilen. Bergarbeiter-Siedlungshäuser, Haustyp: Zweispänner-Mietwohnhaus mit 4 Wohnungen für kleine Familien. Grundrissmaß 8,00 m × 13,80 m. Die Wohnungen bestehen aus 3 Räumen, einem eigenen Abort und einem Stallraum. Die 2 Wohnungen des Erdgeschosses haben im Dachgeschoss noch je eine Kammer. Gemeinsam von den 4 Familien werden genutzt die Eingangshalle, das Treppenhaus, die Flure und der Garten. Reihenhäuser, zweigeschossig, traufständig, massives Gebäude. Keller in Beton, Sockelflächen geputzt, aufgehendes Mauerwerk bis zur Fensterbrüstung des Obergeschosses in Ziegelstein-Sichtmauerwerk, darüber verputztes Schwemmsteinmauerwerk. Die Putzflächen sind profiliert und nicht gestrichen. Tür- und Fensteröffnungen im Erdgeschoss sind mit profilierten Betonstürzen überdeckt. Holzbalkendecken, Holzdachstuhl mit Dachpfannen, Holzfenster, Holztüren. Hinter den Wohnhäusern stehen im Hofbereich rechtwinkelig zur Gebäudehauptachse zweigeschossige Toilettenanbauten dahinter schließen sich eingeschossige Stallgebäude. Die Toilettenanbauten sind in der Gestaltung den Hauptgebäuden angepasst, sie haben kleine Satteldächer, die in die Hauptdächer eingekehlt sind. Die Stallgebäude sind eingeschossig und besitzen ebenfalls Satteldächer. Ausführung sonst wie oben. Häuser In der Schlee 34 + 36, 50 + 52, 35+37 und 51 + 53: Zur gestalterischen Auflockerung der Hauszeilen sind die genannten Häuser etwa 3 m gegenüber der Bauflucht der mittleren Häuser vorgesetzt. Die Häuser sind mit einem giebelständigen und überhöhten Satteldach ausgestattet. Die Firstlinie liegt auf der Haustrennwand. Die angrenzenden traufständigen Dächer sind in dieses Giebeldach eingekehlt. Bei den Häusern 36, 48, 37, und 51 geht der Gebäudevorsprung mittig durch das Treppenhaus/Eingangshalle. Ausführung sonst wie die Häuser In der Schlee 34 - 50 Häuser In der Schlee 35 + 53 und 34 + 52: Es handelt sich hier um Einspänner-Mietwohnhäuser, die am Ende der Hauszeile stehen. Sie haben in Verbindung mit den Nachbarhäusern giebelständige Dächer. Im Erd- und im Obergeschoss ist je eine Wohneinheit vorhanden. Die Gebäudeeingänge liegen außenseitig zur Straße hin orientiert. Ausführung sonst wie die Häuser In der Schlee 34 - 50. Häuser In der Schlee 36 + 48 und 39 + 49 Es handelt sich hier um Zweispänner-Mietwohnhäuser, bei denen lediglich eine Hälfte mit einem traufenständigen und die andere Haushälfte mit einem giebelständigen Dach ausgebildet ist. Das giebelständige Teilstück dieses Hauses hat einen Vorsprung von etwa 3 m. Ausführung sonst wie die Häuser In der Schlee 35 bis 53. | 1926–1927                 | 16. Dezember 1987                                         | 137             |
| Wohnhaus (Bergarbeitersiedlung)                 | Wohnhaus (Bergarbeitersiedlung)                 | Hückelhoven In der Schlee 45 Karte                   | Die Bergarbeiter-Siedlungshäuser In der Schlee 34-52 und 35-53 wurden in den Jahren 1926/27 durch die Gewerkschaft Sophia-Jacoba errichtet. Architekt war Dipl.-Arch. E. E. Strasser. Häuser In der Schlee 40 + 42, 44 + 46, 41 + 43 und 45 + 47: Die vorgenannten Häuser sind der mittlere Teil der langen Hauszeilen. Bergarbeiter-Siedlungshäuser, Haustyp: Zweispänner-Mietwohnhaus mit 4 Wohnungen für kleine Familien. Grundrissmaß 8,00 m × 13,80 m. Die Wohnungen bestehen aus 3 Räumen, einem eigenen Abort und einem Stallraum. Die 2 Wohnungen des Erdgeschosses haben im Dachgeschoss noch je eine Kammer. Gemeinsam von den 4 Familien werden genutzt die Eingangshalle, das Treppenhaus, die Flure und der Garten. Reihenhäuser, zweigeschossig, traufständig, massives Gebäude. Keller in Beton, Sockelflächen geputzt, aufgehendes Mauerwerk bis zur Fensterbrüstung des Obergeschosses in Ziegelstein-Sichtmauerwerk, darüber verputztes Schwemmsteinmauerwerk. Die Putzflächen sind profiliert und nicht gestrichen. Tür- und Fensteröffnungen im Erdgeschoss sind mit profilierten Betonstürzen überdeckt. Holzbalkendecken, Holzdachstuhl mit Dachpfannen, Holzfenster, Holztüren. Hinter den Wohnhäusern stehen im Hofbereich rechtwinkelig zur Gebäudehauptachse zweigeschossige Toilettenanbauten dahinter schließen sich eingeschossige Stallgebäude. Die Toilettenanbauten sind in der Gestaltung den Hauptgebäuden angepasst, sie haben kleine Satteldächer, die in die Hauptdächer eingekehlt sind. Die Stallgebäude sind eingeschossig und besitzen ebenfalls Satteldächer. Ausführung sonst wie oben. Häuser In der Schlee 34 + 36, 50 + 52, 35+37 und 51 + 53: Zur gestalterischen Auflockerung der Hauszeilen sind die genannten Häuser etwa 3 m gegenüber der Bauflucht der mittleren Häuser vorgesetzt. Die Häuser sind mit einem giebelständigen und überhöhten Satteldach ausgestattet. Die Firstlinie liegt auf der Haustrennwand. Die angrenzenden traufständigen Dächer sind in dieses Giebeldach eingekehlt. Bei den Häusern 36, 48, 37, und 51 geht der Gebäudevorsprung mittig durch das Treppenhaus/Eingangshalle. Ausführung sonst wie die Häuser In der Schlee 34 - 50 Häuser In der Schlee 35 + 53 und 34 + 52: Es handelt sich hier um Einspänner-Mietwohnhäuser, die am Ende der Hauszeile stehen. Sie haben in Verbindung mit den Nachbarhäusern giebelständige Dächer. Im Erd- und im Obergeschoss ist je eine Wohneinheit vorhanden. Die Gebäudeeingänge liegen außenseitig zur Straße hin orientiert. Ausführung sonst wie die Häuser In der Schlee 34 - 50. Häuser In der Schlee 36 + 48 und 39 + 49 Es handelt sich hier um Zweispänner-Mietwohnhäuser, bei denen lediglich eine Hälfte mit einem traufenständigen und die andere Haushälfte mit einem giebelständigen Dach ausgebildet ist. Das giebelständige Teilstück dieses Hauses hat einen Vorsprung von etwa 3 m. Ausführung sonst wie die Häuser In der Schlee 35 bis 53. | 1926–1927                 | 16. Dezember 1987                                         | 138             |
| Wohnhaus (Bergarbeitersiedlung)                 | Wohnhaus (Bergarbeitersiedlung)                 | Hückelhoven In der Schlee 50 Karte                   | Die Bergarbeiter-Siedlungshäuser In der Schlee 34-52 und 35-53 wurden in den Jahren 1926/27 durch die Gewerkschaft Sophia-Jacoba errichtet. Architekt war Dipl.-Arch. E. E. Strasser. Häuser In der Schlee 40 + 42, 44 + 46, 41 + 43 und 45 + 47: Die vorgenannten Häuser sind der mittlere Teil der langen Hauszeilen. Bergarbeiter-Siedlungshäuser, Haustyp: Zweispänner-Mietwohnhaus mit 4 Wohnungen für kleine Familien. Grundrissmaß 8,00 m × 13,80 m. Die Wohnungen bestehen aus 3 Räumen, einem eigenen Abort und einem Stallraum. Die 2 Wohnungen des Erdgeschosses haben im Dachgeschoss noch je eine Kammer. Gemeinsam von den 4 Familien werden genutzt die Eingangshalle, das Treppenhaus, die Flure und der Garten. Reihenhäuser, zweigeschossig, traufständig, massives Gebäude. Keller in Beton, Sockelflächen geputzt, aufgehendes Mauerwerk bis zur Fensterbrüstung des Obergeschosses in Ziegelstein-Sichtmauerwerk, darüber verputztes Schwemmsteinmauerwerk. Die Putzflächen sind profiliert und nicht gestrichen. Tür- und Fensteröffnungen im Erdgeschoss sind mit profilierten Betonstürzen überdeckt. Holzbalkendecken, Holzdachstuhl mit Dachpfannen, Holzfenster, Holztüren. Hinter den Wohnhäusern stehen im Hofbereich rechtwinkelig zur Gebäudehauptachse zweigeschossige Toilettenanbauten dahinter schließen sich eingeschossige Stallgebäude. Die Toilettenanbauten sind in der Gestaltung den Hauptgebäuden angepasst, sie haben kleine Satteldächer, die in die Hauptdächer eingekehlt sind. Die Stallgebäude sind eingeschossig und besitzen ebenfalls Satteldächer. Ausführung sonst wie oben. Häuser In der Schlee 34 + 36, 50 + 52, 35+37 und 51 + 53: Zur gestalterischen Auflockerung der Hauszeilen sind die genannten Häuser etwa 3 m gegenüber der Bauflucht der mittleren Häuser vorgesetzt. Die Häuser sind mit einem giebelständigen und überhöhten Satteldach ausgestattet. Die Firstlinie liegt auf der Haustrennwand. Die angrenzenden traufständigen Dächer sind in dieses Giebeldach eingekehlt. Bei den Häusern 36, 48, 37, und 51 geht der Gebäudevorsprung mittig durch das Treppenhaus/Eingangshalle. Ausführung sonst wie die Häuser In der Schlee 34 - 50 Häuser In der Schlee 35 + 53 und 34 + 52: Es handelt sich hier um Einspänner-Mietwohnhäuser, die am Ende der Hauszeile stehen. Sie haben in Verbindung mit den Nachbarhäusern giebelständige Dächer. Im Erd- und im Obergeschoss ist je eine Wohneinheit vorhanden. Die Gebäudeeingänge liegen außenseitig zur Straße hin orientiert. Ausführung sonst wie die Häuser In der Schlee 34 - 50. Häuser In der Schlee 36 + 48 und 39 + 49 Es handelt sich hier um Zweispänner-Mietwohnhäuser, bei denen lediglich eine Hälfte mit einem traufenständigen und die andere Haushälfte mit einem giebelständigen Dach ausgebildet ist. Das giebelständige Teilstück dieses Hauses hat einen Vorsprung von etwa 3 m. Ausführung sonst wie die Häuser In der Schlee 35 bis 53. | 1926–1927                 | 16. Dezember 1987                                         | 131             |
| Wohnhaus (Bergarbeitersiedlung)                 | Wohnhaus (Bergarbeitersiedlung)                 | Hückelhoven In der Schlee 52 Karte                   | Die Bergarbeiter-Siedlungshäuser In der Schlee 34-52 und 35-53 wurden in den Jahren 1926/27 durch die Gewerkschaft Sophia-Jacoba errichtet. Architekt war Dipl.-Arch. E. E. Strasser. Häuser In der Schlee 40 + 42, 44 + 46, 41 + 43 und 45 + 47: Die vorgenannten Häuser sind der mittlere Teil der langen Hauszeilen. Bergarbeiter-Siedlungshäuser, Haustyp: Zweispänner-Mietwohnhaus mit 4 Wohnungen für kleine Familien. Grundrissmaß 8,00 m × 13,80 m. Die Wohnungen bestehen aus 3 Räumen, einem eigenen Abort und einem Stallraum. Die 2 Wohnungen des Erdgeschosses haben im Dachgeschoss noch je eine Kammer. Gemeinsam von den 4 Familien werden genutzt die Eingangshalle, das Treppenhaus, die Flure und der Garten. Reihenhäuser, zweigeschossig, traufständig, massives Gebäude. Keller in Beton, Sockelflächen geputzt, aufgehendes Mauerwerk bis zur Fensterbrüstung des Obergeschosses in Ziegelstein-Sichtmauerwerk, darüber verputztes Schwemmsteinmauerwerk. Die Putzflächen sind profiliert und nicht gestrichen. Tür- und Fensteröffnungen im Erdgeschoss sind mit profilierten Betonstürzen überdeckt. Holzbalkendecken, Holzdachstuhl mit Dachpfannen, Holzfenster, Holztüren. Hinter den Wohnhäusern stehen im Hofbereich rechtwinkelig zur Gebäudehauptachse zweigeschossige Toilettenanbauten dahinter schließen sich eingeschossige Stallgebäude. Die Toilettenanbauten sind in der Gestaltung den Hauptgebäuden angepasst, sie haben kleine Satteldächer, die in die Hauptdächer eingekehlt sind. Die Stallgebäude sind eingeschossig und besitzen ebenfalls Satteldächer. Ausführung sonst wie oben. Häuser In der Schlee 34 + 36, 50 + 52, 35+37 und 51 + 53: Zur gestalterischen Auflockerung der Hauszeilen sind die genannten Häuser etwa 3 m gegenüber der Bauflucht der mittleren Häuser vorgesetzt. Die Häuser sind mit einem giebelständigen und überhöhten Satteldach ausgestattet. Die Firstlinie liegt auf der Haustrennwand. Die angrenzenden traufständigen Dächer sind in dieses Giebeldach eingekehlt. Bei den Häusern 36, 48, 37, und 51 geht der Gebäudevorsprung mittig durch das Treppenhaus/Eingangshalle. Ausführung sonst wie die Häuser In der Schlee 34 - 50 Häuser In der Schlee 35 + 53 und 34 + 52: Es handelt sich hier um Einspänner-Mietwohnhäuser, die am Ende der Hauszeile stehen. Sie haben in Verbindung mit den Nachbarhäusern giebelständige Dächer. Im Erd- und im Obergeschoss ist je eine Wohneinheit vorhanden. Die Gebäudeeingänge liegen außenseitig zur Straße hin orientiert. Ausführung sonst wie die Häuser In der Schlee 34 - 50. Häuser In der Schlee 36 + 48 und 39 + 49 Es handelt sich hier um Zweispänner-Mietwohnhäuser, bei denen lediglich eine Hälfte mit einem traufenständigen und die andere Haushälfte mit einem giebelständigen Dach ausgebildet ist. Das giebelständige Teilstück dieses Hauses hat einen Vorsprung von etwa 3 m. Ausführung sonst wie die Häuser In der Schlee 35 bis 53. | 1926–1927                 | 16. Dezember 1987                                         | 132             |
| Wohnhaus (Bergarbeitersiedlung)                 | Wohnhaus (Bergarbeitersiedlung)                 | Schaufenberg Jacobastraße 99 Karte                   | Die Bergarbeiter-Siedlungshäuser In der Schlee 34-52 und 35-53 wurden in den Jahren 1926/27 durch die Gewerkschaft Sophia-Jacoba errichtet. Architekt war Dipl.-Arch. E. E. Strasser. Häuser In der Schlee 40 + 42, 44 + 46, 41 + 43 und 45 + 47: Die vorgenannten Häuser sind der mittlere Teil der langen Hauszeilen. Bergarbeiter-Siedlungshäuser, Haustyp: Zweispänner-Mietwohnhaus mit 4 Wohnungen für kleine Familien. Grundrissmaß 8,00 m × 13,80 m. Die Wohnungen bestehen aus 3 Räumen, einem eigenen Abort und einem Stallraum. Die 2 Wohnungen des Erdgeschosses haben im Dachgeschoss noch je eine Kammer. Gemeinsam von den 4 Familien werden genutzt die Eingangshalle, das Treppenhaus, die Flure und der Garten. Reihenhäuser, zweigeschossig, traufständig, massives Gebäude. Keller in Beton, Sockelflächen geputzt, aufgehendes Mauerwerk bis zur Fensterbrüstung des Obergeschosses in Ziegelstein-Sichtmauerwerk, darüber verputztes Schwemmsteinmauerwerk. Die Putzflächen sind profiliert und nicht gestrichen. Tür- und Fensteröffnungen im Erdgeschoss sind mit profilierten Betonstürzen überdeckt. Holzbalkendecken, Holzdachstuhl mit Dachpfannen, Holzfenster, Holztüren. Hinter den Wohnhäusern stehen im Hofbereich rechtwinkelig zur Gebäudehauptachse zweigeschossige Toilettenanbauten dahinter schließen sich eingeschossige Stallgebäude. Die Toilettenanbauten sind in der Gestaltung den Hauptgebäuden angepasst, sie haben kleine Satteldächer, die in die Hauptdächer eingekehlt sind. Die Stallgebäude sind eingeschossig und besitzen ebenfalls Satteldächer. Ausführung sonst wie oben. Häuser In der Schlee 34 + 36, 50 + 52, 35+37 und 51 + 53: Zur gestalterischen Auflockerung der Hauszeilen sind die genannten Häuser etwa 3 m gegenüber der Bauflucht der mittleren Häuser vorgesetzt. Die Häuser sind mit einem giebelständigen und überhöhten Satteldach ausgestattet. Die Firstlinie liegt auf der Haustrennwand. Die angrenzenden traufständigen Dächer sind in dieses Giebeldach eingekehlt. Bei den Häusern 36, 48, 37, und 51 geht der Gebäudevorsprung mittig durch das Treppenhaus/Eingangshalle. Ausführung sonst wie die Häuser In der Schlee 34 - 50 Häuser In der Schlee 35 + 53 und 34 + 52: Es handelt sich hier um Einspänner-Mietwohnhäuser, die am Ende der Hauszeile stehen. Sie haben in Verbindung mit den Nachbarhäusern giebelständige Dächer. Im Erd- und im Obergeschoss ist je eine Wohneinheit vorhanden. Die Gebäudeeingänge liegen außenseitig zur Straße hin orientiert. Ausführung sonst wie die Häuser In der Schlee 34 - 50. Häuser In der Schlee 36 + 48 und 39 + 49 Es handelt sich hier um Zweispänner-Mietwohnhäuser, bei denen lediglich eine Hälfte mit einem traufenständigen und die andere Haushälfte mit einem giebelständigen Dach ausgebildet ist. Das giebelständige Teilstück dieses Hauses hat einen Vorsprung von etwa 3 m. Ausführung sonst wie die Häuser In der Schlee 35 bis 53. | 1926–1927                 | 16. Dezember 1987                                         | 208             |
| Wohnhaus (Bergarbeitersiedlung)                 | Wohnhaus (Bergarbeitersiedlung)                 | Schaufenberg Jacobastraße 101 Karte                  | Die Bergarbeiter-Siedlungshäuser In der Schlee 34-52 und 35-53 wurden in den Jahren 1926/27 durch die Gewerkschaft Sophia-Jacoba errichtet. Architekt war Dipl.-Arch. E. E. Strasser. Häuser In der Schlee 40 + 42, 44 + 46, 41 + 43 und 45 + 47: Die vorgenannten Häuser sind der mittlere Teil der langen Hauszeilen. Bergarbeiter-Siedlungshäuser, Haustyp: Zweispänner-Mietwohnhaus mit 4 Wohnungen für kleine Familien. Grundrissmaß 8,00 m × 13,80 m. Die Wohnungen bestehen aus 3 Räumen, einem eigenen Abort und einem Stallraum. Die 2 Wohnungen des Erdgeschosses haben im Dachgeschoss noch je eine Kammer. Gemeinsam von den 4 Familien werden genutzt die Eingangshalle, das Treppenhaus, die Flure und der Garten. Reihenhäuser, zweigeschossig, traufständig, massives Gebäude. Keller in Beton, Sockelflächen geputzt, aufgehendes Mauerwerk bis zur Fensterbrüstung des Obergeschosses in Ziegelstein-Sichtmauerwerk, darüber verputztes Schwemmsteinmauerwerk. Die Putzflächen sind profiliert und nicht gestrichen. Tür- und Fensteröffnungen im Erdgeschoss sind mit profilierten Betonstürzen überdeckt. Holzbalkendecken, Holzdachstuhl mit Dachpfannen, Holzfenster, Holztüren. Hinter den Wohnhäusern stehen im Hofbereich rechtwinkelig zur Gebäudehauptachse zweigeschossige Toilettenanbauten dahinter schließen sich eingeschossige Stallgebäude. Die Toilettenanbauten sind in der Gestaltung den Hauptgebäuden angepasst, sie haben kleine Satteldächer, die in die Hauptdächer eingekehlt sind. Die Stallgebäude sind eingeschossig und besitzen ebenfalls Satteldächer. Ausführung sonst wie oben. Häuser In der Schlee 34 + 36, 50 + 52, 35+37 und 51 + 53: Zur gestalterischen Auflockerung der Hauszeilen sind die genannten Häuser etwa 3 m gegenüber der Bauflucht der mittleren Häuser vorgesetzt. Die Häuser sind mit einem giebelständigen und überhöhten Satteldach ausgestattet. Die Firstlinie liegt auf der Haustrennwand. Die angrenzenden traufständigen Dächer sind in dieses Giebeldach eingekehlt. Bei den Häusern 36, 48, 37, und 51 geht der Gebäudevorsprung mittig durch das Treppenhaus/Eingangshalle. Ausführung sonst wie die Häuser In der Schlee 34 - 50 Häuser In der Schlee 35 + 53 und 34 + 52: Es handelt sich hier um Einspänner-Mietwohnhäuser, die am Ende der Hauszeile stehen. Sie haben in Verbindung mit den Nachbarhäusern giebelständige Dächer. Im Erd- und im Obergeschoss ist je eine Wohneinheit vorhanden. Die Gebäudeeingänge liegen außenseitig zur Straße hin orientiert. Ausführung sonst wie die Häuser In der Schlee 34 - 50. Häuser In der Schlee 36 + 48 und 39 + 49 Es handelt sich hier um Zweispänner-Mietwohnhäuser, bei denen lediglich eine Hälfte mit einem traufenständigen und die andere Haushälfte mit einem giebelständigen Dach ausgebildet ist. Das giebelständige Teilstück dieses Hauses hat einen Vorsprung von etwa 3 m. Ausführung sonst wie die Häuser In der Schlee 35 bis 53. | 1926–1927                 | 16. Dezember 1987                                         | 209             |
| Wohnhaus (Bergarbeitersiedlung)                 | Wohnhaus (Bergarbeitersiedlung)                 | Schaufenberg Jacobastraße 103 Karte                  | Die Bergarbeiter-Siedlungshäuser In der Schlee 34-52 und 35-53 wurden in den Jahren 1926/27 durch die Gewerkschaft Sophia-Jacoba errichtet. Architekt war Dipl.-Arch. E. E. Strasser. Häuser In der Schlee 40 + 42, 44 + 46, 41 + 43 und 45 + 47: Die vorgenannten Häuser sind der mittlere Teil der langen Hauszeilen. Bergarbeiter-Siedlungshäuser, Haustyp: Zweispänner-Mietwohnhaus mit 4 Wohnungen für kleine Familien. Grundrissmaß 8,00 m × 13,80 m. Die Wohnungen bestehen aus 3 Räumen, einem eigenen Abort und einem Stallraum. Die 2 Wohnungen des Erdgeschosses haben im Dachgeschoss noch je eine Kammer. Gemeinsam von den 4 Familien werden genutzt die Eingangshalle, das Treppenhaus, die Flure und der Garten. Reihenhäuser, zweigeschossig, traufständig, massives Gebäude. Keller in Beton, Sockelflächen geputzt, aufgehendes Mauerwerk bis zur Fensterbrüstung des Obergeschosses in Ziegelstein-Sichtmauerwerk, darüber verputztes Schwemmsteinmauerwerk. Die Putzflächen sind profiliert und nicht gestrichen. Tür- und Fensteröffnungen im Erdgeschoss sind mit profilierten Betonstürzen überdeckt. Holzbalkendecken, Holzdachstuhl mit Dachpfannen, Holzfenster, Holztüren. Hinter den Wohnhäusern stehen im Hofbereich rechtwinkelig zur Gebäudehauptachse zweigeschossige Toilettenanbauten dahinter schließen sich eingeschossige Stallgebäude. Die Toilettenanbauten sind in der Gestaltung den Hauptgebäuden angepasst, sie haben kleine Satteldächer, die in die Hauptdächer eingekehlt sind. Die Stallgebäude sind eingeschossig und besitzen ebenfalls Satteldächer. Ausführung sonst wie oben. Häuser In der Schlee 34 + 36, 50 + 52, 35+37 und 51 + 53: Zur gestalterischen Auflockerung der Hauszeilen sind die genannten Häuser etwa 3 m gegenüber der Bauflucht der mittleren Häuser vorgesetzt. Die Häuser sind mit einem giebelständigen und überhöhten Satteldach ausgestattet. Die Firstlinie liegt auf der Haustrennwand. Die angrenzenden traufständigen Dächer sind in dieses Giebeldach eingekehlt. Bei den Häusern 36, 48, 37, und 51 geht der Gebäudevorsprung mittig durch das Treppenhaus/Eingangshalle. Ausführung sonst wie die Häuser In der Schlee 34 - 50 Häuser In der Schlee 35 + 53 und 34 + 52: Es handelt sich hier um Einspänner-Mietwohnhäuser, die am Ende der Hauszeile stehen. Sie haben in Verbindung mit den Nachbarhäusern giebelständige Dächer. Im Erd- und im Obergeschoss ist je eine Wohneinheit vorhanden. Die Gebäudeeingänge liegen außenseitig zur Straße hin orientiert. Ausführung sonst wie die Häuser In der Schlee 34 - 50. Häuser In der Schlee 36 + 48 und 39 + 49 Es handelt sich hier um Zweispänner-Mietwohnhäuser, bei denen lediglich eine Hälfte mit einem traufenständigen und die andere Haushälfte mit einem giebelständigen Dach ausgebildet ist. Das giebelständige Teilstück dieses Hauses hat einen Vorsprung von etwa 3 m. Ausführung sonst wie die Häuser In der Schlee 35 bis 53. | 1926–1927                 | 16. Dezember 1987                                         | 210             |
| Wohnhaus (Bergarbeitersiedlung)                 | Wohnhaus (Bergarbeitersiedlung)                 | Schaufenberg Jacobastraße 105 Karte                  | Die Bergarbeiter-Siedlungshäuser In der Schlee 34-52 und 35-53 wurden in den Jahren 1926/27 durch die Gewerkschaft Sophia-Jacoba errichtet. Architekt war Dipl.-Arch. E. E. Strasser. Häuser In der Schlee 40 + 42, 44 + 46, 41 + 43 und 45 + 47: Die vorgenannten Häuser sind der mittlere Teil der langen Hauszeilen. Bergarbeiter-Siedlungshäuser, Haustyp: Zweispänner-Mietwohnhaus mit 4 Wohnungen für kleine Familien. Grundrissmaß 8,00 m × 13,80 m. Die Wohnungen bestehen aus 3 Räumen, einem eigenen Abort und einem Stallraum. Die 2 Wohnungen des Erdgeschosses haben im Dachgeschoss noch je eine Kammer. Gemeinsam von den 4 Familien werden genutzt die Eingangshalle, das Treppenhaus, die Flure und der Garten. Reihenhäuser, zweigeschossig, traufständig, massives Gebäude. Keller in Beton, Sockelflächen geputzt, aufgehendes Mauerwerk bis zur Fensterbrüstung des Obergeschosses in Ziegelstein-Sichtmauerwerk, darüber verputztes Schwemmsteinmauerwerk. Die Putzflächen sind profiliert und nicht gestrichen. Tür- und Fensteröffnungen im Erdgeschoss sind mit profilierten Betonstürzen überdeckt. Holzbalkendecken, Holzdachstuhl mit Dachpfannen, Holzfenster, Holztüren. Hinter den Wohnhäusern stehen im Hofbereich rechtwinkelig zur Gebäudehauptachse zweigeschossige Toilettenanbauten dahinter schließen sich eingeschossige Stallgebäude. Die Toilettenanbauten sind in der Gestaltung den Hauptgebäuden angepasst, sie haben kleine Satteldächer, die in die Hauptdächer eingekehlt sind. Die Stallgebäude sind eingeschossig und besitzen ebenfalls Satteldächer. Ausführung sonst wie oben. Häuser In der Schlee 34 + 36, 50 + 52, 35+37 und 51 + 53: Zur gestalterischen Auflockerung der Hauszeilen sind die genannten Häuser etwa 3 m gegenüber der Bauflucht der mittleren Häuser vorgesetzt. Die Häuser sind mit einem giebelständigen und überhöhten Satteldach ausgestattet. Die Firstlinie liegt auf der Haustrennwand. Die angrenzenden traufständigen Dächer sind in dieses Giebeldach eingekehlt. Bei den Häusern 36, 48, 37, und 51 geht der Gebäudevorsprung mittig durch das Treppenhaus/Eingangshalle. Ausführung sonst wie die Häuser In der Schlee 34 - 50 Häuser In der Schlee 35 + 53 und 34 + 52: Es handelt sich hier um Einspänner-Mietwohnhäuser, die am Ende der Hauszeile stehen. Sie haben in Verbindung mit den Nachbarhäusern giebelständige Dächer. Im Erd- und im Obergeschoss ist je eine Wohneinheit vorhanden. Die Gebäudeeingänge liegen außenseitig zur Straße hin orientiert. Ausführung sonst wie die Häuser In der Schlee 34 - 50. Häuser In der Schlee 36 + 48 und 39 + 49 Es handelt sich hier um Zweispänner-Mietwohnhäuser, bei denen lediglich eine Hälfte mit einem traufenständigen und die andere Haushälfte mit einem giebelständigen Dach ausgebildet ist. Das giebelständige Teilstück dieses Hauses hat einen Vorsprung von etwa 3 m. Ausführung sonst wie die Häuser In der Schlee 35 bis 53. | 1926–1927                 | 16. Dezember 1987                                         | 211             |
| Wohnhaus (Bergarbeitersiedlung)                 | Wohnhaus (Bergarbeitersiedlung)                 | Schaufenberg Jacobastraße 107 Karte                  | Die Bergarbeiter-Siedlungshäuser In der Schlee 34-52 und 35-53 wurden in den Jahren 1926/27 durch die Gewerkschaft Sophia-Jacoba errichtet. Architekt war Dipl.-Arch. E. E. Strasser. Häuser In der Schlee 40 + 42, 44 + 46, 41 + 43 und 45 + 47: Die vorgenannten Häuser sind der mittlere Teil der langen Hauszeilen. Bergarbeiter-Siedlungshäuser, Haustyp: Zweispänner-Mietwohnhaus mit 4 Wohnungen für kleine Familien. Grundrissmaß 8,00 m × 13,80 m. Die Wohnungen bestehen aus 3 Räumen, einem eigenen Abort und einem Stallraum. Die 2 Wohnungen des Erdgeschosses haben im Dachgeschoss noch je eine Kammer. Gemeinsam von den 4 Familien werden genutzt die Eingangshalle, das Treppenhaus, die Flure und der Garten. Reihenhäuser, zweigeschossig, traufständig, massives Gebäude. Keller in Beton, Sockelflächen geputzt, aufgehendes Mauerwerk bis zur Fensterbrüstung des Obergeschosses in Ziegelstein-Sichtmauerwerk, darüber verputztes Schwemmsteinmauerwerk. Die Putzflächen sind profiliert und nicht gestrichen. Tür- und Fensteröffnungen im Erdgeschoss sind mit profilierten Betonstürzen überdeckt. Holzbalkendecken, Holzdachstuhl mit Dachpfannen, Holzfenster, Holztüren. Hinter den Wohnhäusern stehen im Hofbereich rechtwinkelig zur Gebäudehauptachse zweigeschossige Toilettenanbauten dahinter schließen sich eingeschossige Stallgebäude. Die Toilettenanbauten sind in der Gestaltung den Hauptgebäuden angepasst, sie haben kleine Satteldächer, die in die Hauptdächer eingekehlt sind. Die Stallgebäude sind eingeschossig und besitzen ebenfalls Satteldächer. Ausführung sonst wie oben. Häuser In der Schlee 34 + 36, 50 + 52, 35+37 und 51 + 53: Zur gestalterischen Auflockerung der Hauszeilen sind die genannten Häuser etwa 3 m gegenüber der Bauflucht der mittleren Häuser vorgesetzt. Die Häuser sind mit einem giebelständigen und überhöhten Satteldach ausgestattet. Die Firstlinie liegt auf der Haustrennwand. Die angrenzenden traufständigen Dächer sind in dieses Giebeldach eingekehlt. Bei den Häusern 36, 48, 37, und 51 geht der Gebäudevorsprung mittig durch das Treppenhaus/Eingangshalle. Ausführung sonst wie die Häuser In der Schlee 34 - 50 Häuser In der Schlee 35 + 53 und 34 + 52: Es handelt sich hier um Einspänner-Mietwohnhäuser, die am Ende der Hauszeile stehen. Sie haben in Verbindung mit den Nachbarhäusern giebelständige Dächer. Im Erd- und im Obergeschoss ist je eine Wohneinheit vorhanden. Die Gebäudeeingänge liegen außenseitig zur Straße hin orientiert. Ausführung sonst wie die Häuser In der Schlee 34 - 50. Häuser In der Schlee 36 + 48 und 39 + 49 Es handelt sich hier um Zweispänner-Mietwohnhäuser, bei denen lediglich eine Hälfte mit einem traufenständigen und die andere Haushälfte mit einem giebelständigen Dach ausgebildet ist. Das giebelständige Teilstück dieses Hauses hat einen Vorsprung von etwa 3 m. Ausführung sonst wie die Häuser In der Schlee 35 bis 53. | 1926–1927                 | 16. Dezember 1987                                         | 212             |
| Wohnhaus (Bergarbeitersiedlung)                 | Wohnhaus (Bergarbeitersiedlung)                 | Schaufenberg Jacobastraße 109 Karte                  | Die Bergarbeiter-Siedlungshäuser In der Schlee 34-52 und 35-53 wurden in den Jahren 1926/27 durch die Gewerkschaft Sophia-Jacoba errichtet. Architekt war Dipl.-Arch. E. E. Strasser. Häuser In der Schlee 40 + 42, 44 + 46, 41 + 43 und 45 + 47: Die vorgenannten Häuser sind der mittlere Teil der langen Hauszeilen. Bergarbeiter-Siedlungshäuser, Haustyp: Zweispänner-Mietwohnhaus mit 4 Wohnungen für kleine Familien. Grundrissmaß 8,00 m × 13,80 m. Die Wohnungen bestehen aus 3 Räumen, einem eigenen Abort und einem Stallraum. Die 2 Wohnungen des Erdgeschosses haben im Dachgeschoss noch je eine Kammer. Gemeinsam von den 4 Familien werden genutzt die Eingangshalle, das Treppenhaus, die Flure und der Garten. Reihenhäuser, zweigeschossig, traufständig, massives Gebäude. Keller in Beton, Sockelflächen geputzt, aufgehendes Mauerwerk bis zur Fensterbrüstung des Obergeschosses in Ziegelstein-Sichtmauerwerk, darüber verputztes Schwemmsteinmauerwerk. Die Putzflächen sind profiliert und nicht gestrichen. Tür- und Fensteröffnungen im Erdgeschoss sind mit profilierten Betonstürzen überdeckt. Holzbalkendecken, Holzdachstuhl mit Dachpfannen, Holzfenster, Holztüren. Hinter den Wohnhäusern stehen im Hofbereich rechtwinkelig zur Gebäudehauptachse zweigeschossige Toilettenanbauten dahinter schließen sich eingeschossige Stallgebäude. Die Toilettenanbauten sind in der Gestaltung den Hauptgebäuden angepasst, sie haben kleine Satteldächer, die in die Hauptdächer eingekehlt sind. Die Stallgebäude sind eingeschossig und besitzen ebenfalls Satteldächer. Ausführung sonst wie oben. Häuser In der Schlee 34 + 36, 50 + 52, 35+37 und 51 + 53: Zur gestalterischen Auflockerung der Hauszeilen sind die genannten Häuser etwa 3 m gegenüber der Bauflucht der mittleren Häuser vorgesetzt. Die Häuser sind mit einem giebelständigen und überhöhten Satteldach ausgestattet. Die Firstlinie liegt auf der Haustrennwand. Die angrenzenden traufständigen Dächer sind in dieses Giebeldach eingekehlt. Bei den Häusern 36, 48, 37, und 51 geht der Gebäudevorsprung mittig durch das Treppenhaus/Eingangshalle. Ausführung sonst wie die Häuser In der Schlee 34 - 50 Häuser In der Schlee 35 + 53 und 34 + 52: Es handelt sich hier um Einspänner-Mietwohnhäuser, die am Ende der Hauszeile stehen. Sie haben in Verbindung mit den Nachbarhäusern giebelständige Dächer. Im Erd- und im Obergeschoss ist je eine Wohneinheit vorhanden. Die Gebäudeeingänge liegen außenseitig zur Straße hin orientiert. Ausführung sonst wie die Häuser In der Schlee 34 - 50. Häuser In der Schlee 36 + 48 und 39 + 49 Es handelt sich hier um Zweispänner-Mietwohnhäuser, bei denen lediglich eine Hälfte mit einem traufenständigen und die andere Haushälfte mit einem giebelständigen Dach ausgebildet ist. Das giebelständige Teilstück dieses Hauses hat einen Vorsprung von etwa 3 m. Ausführung sonst wie die Häuser In der Schlee 35 bis 53. | 1926–1927                 | 16. Dezember 1987                                         | 213             |
| Wohnhaus (Bergarbeitersiedlung)                 | Wohnhaus (Bergarbeitersiedlung)                 | Schaufenberg Jacobastraße 111 Karte                  | Die Bergarbeiter-Siedlungshäuser In der Schlee 34-52 und 35-53 wurden in den Jahren 1926/27 durch die Gewerkschaft Sophia-Jacoba errichtet. Architekt war Dipl.-Arch. E. E. Strasser. Häuser In der Schlee 40 + 42, 44 + 46, 41 + 43 und 45 + 47: Die vorgenannten Häuser sind der mittlere Teil der langen Hauszeilen. Bergarbeiter-Siedlungshäuser, Haustyp: Zweispänner-Mietwohnhaus mit 4 Wohnungen für kleine Familien. Grundrissmaß 8,00 m × 13,80 m. Die Wohnungen bestehen aus 3 Räumen, einem eigenen Abort und einem Stallraum. Die 2 Wohnungen des Erdgeschosses haben im Dachgeschoss noch je eine Kammer. Gemeinsam von den 4 Familien werden genutzt die Eingangshalle, das Treppenhaus, die Flure und der Garten. Reihenhäuser, zweigeschossig, traufständig, massives Gebäude. Keller in Beton, Sockelflächen geputzt, aufgehendes Mauerwerk bis zur Fensterbrüstung des Obergeschosses in Ziegelstein-Sichtmauerwerk, darüber verputztes Schwemmsteinmauerwerk. Die Putzflächen sind profiliert und nicht gestrichen. Tür- und Fensteröffnungen im Erdgeschoss sind mit profilierten Betonstürzen überdeckt. Holzbalkendecken, Holzdachstuhl mit Dachpfannen, Holzfenster, Holztüren. Hinter den Wohnhäusern stehen im Hofbereich rechtwinkelig zur Gebäudehauptachse zweigeschossige Toilettenanbauten dahinter schließen sich eingeschossige Stallgebäude. Die Toilettenanbauten sind in der Gestaltung den Hauptgebäuden angepasst, sie haben kleine Satteldächer, die in die Hauptdächer eingekehlt sind. Die Stallgebäude sind eingeschossig und besitzen ebenfalls Satteldächer. Ausführung sonst wie oben. Häuser In der Schlee 34 + 36, 50 + 52, 35+37 und 51 + 53: Zur gestalterischen Auflockerung der Hauszeilen sind die genannten Häuser etwa 3 m gegenüber der Bauflucht der mittleren Häuser vorgesetzt. Die Häuser sind mit einem giebelständigen und überhöhten Satteldach ausgestattet. Die Firstlinie liegt auf der Haustrennwand. Die angrenzenden traufständigen Dächer sind in dieses Giebeldach eingekehlt. Bei den Häusern 36, 48, 37, und 51 geht der Gebäudevorsprung mittig durch das Treppenhaus/Eingangshalle. Ausführung sonst wie die Häuser In der Schlee 34 - 50 Häuser In der Schlee 35 + 53 und 34 + 52: Es handelt sich hier um Einspänner-Mietwohnhäuser, die am Ende der Hauszeile stehen. Sie haben in Verbindung mit den Nachbarhäusern giebelständige Dächer. Im Erd- und im Obergeschoss ist je eine Wohneinheit vorhanden. Die Gebäudeeingänge liegen außenseitig zur Straße hin orientiert. Ausführung sonst wie die Häuser In der Schlee 34 - 50. Häuser In der Schlee 36 + 48 und 39 + 49 Es handelt sich hier um Zweispänner-Mietwohnhäuser, bei denen lediglich eine Hälfte mit einem traufenständigen und die andere Haushälfte mit einem giebelständigen Dach ausgebildet ist. Das giebelständige Teilstück dieses Hauses hat einen Vorsprung von etwa 3 m. Ausführung sonst wie die Häuser In der Schlee 35 bis 53. | 1926–1927                 | 16. Dezember 1987                                         | 214             |
| Wohnhaus (Bergarbeitersiedlung)                 | Wohnhaus (Bergarbeitersiedlung)                 | Schaufenberg Jacobastraße 113 Karte                  | Die Bergarbeiter-Siedlungshäuser In der Schlee 34-52 und 35-53 wurden in den Jahren 1926/27 durch die Gewerkschaft Sophia-Jacoba errichtet. Architekt war Dipl.-Arch. E. E. Strasser. Häuser In der Schlee 40 + 42, 44 + 46, 41 + 43 und 45 + 47: Die vorgenannten Häuser sind der mittlere Teil der langen Hauszeilen. Bergarbeiter-Siedlungshäuser, Haustyp: Zweispänner-Mietwohnhaus mit 4 Wohnungen für kleine Familien. Grundrissmaß 8,00 m × 13,80 m. Die Wohnungen bestehen aus 3 Räumen, einem eigenen Abort und einem Stallraum. Die 2 Wohnungen des Erdgeschosses haben im Dachgeschoss noch je eine Kammer. Gemeinsam von den 4 Familien werden genutzt die Eingangshalle, das Treppenhaus, die Flure und der Garten. Reihenhäuser, zweigeschossig, traufständig, massives Gebäude. Keller in Beton, Sockelflächen geputzt, aufgehendes Mauerwerk bis zur Fensterbrüstung des Obergeschosses in Ziegelstein-Sichtmauerwerk, darüber verputztes Schwemmsteinmauerwerk. Die Putzflächen sind profiliert und nicht gestrichen. Tür- und Fensteröffnungen im Erdgeschoss sind mit profilierten Betonstürzen überdeckt. Holzbalkendecken, Holzdachstuhl mit Dachpfannen, Holzfenster, Holztüren. Hinter den Wohnhäusern stehen im Hofbereich rechtwinkelig zur Gebäudehauptachse zweigeschossige Toilettenanbauten dahinter schließen sich eingeschossige Stallgebäude. Die Toilettenanbauten sind in der Gestaltung den Hauptgebäuden angepasst, sie haben kleine Satteldächer, die in die Hauptdächer eingekehlt sind. Die Stallgebäude sind eingeschossig und besitzen ebenfalls Satteldächer. Ausführung sonst wie oben. Häuser In der Schlee 34 + 36, 50 + 52, 35+37 und 51 + 53: Zur gestalterischen Auflockerung der Hauszeilen sind die genannten Häuser etwa 3 m gegenüber der Bauflucht der mittleren Häuser vorgesetzt. Die Häuser sind mit einem giebelständigen und überhöhten Satteldach ausgestattet. Die Firstlinie liegt auf der Haustrennwand. Die angrenzenden traufständigen Dächer sind in dieses Giebeldach eingekehlt. Bei den Häusern 36, 48, 37, und 51 geht der Gebäudevorsprung mittig durch das Treppenhaus/Eingangshalle. Ausführung sonst wie die Häuser In der Schlee 34 - 50 Häuser In der Schlee 35 + 53 und 34 + 52: Es handelt sich hier um Einspänner-Mietwohnhäuser, die am Ende der Hauszeile stehen. Sie haben in Verbindung mit den Nachbarhäusern giebelständige Dächer. Im Erd- und im Obergeschoss ist je eine Wohneinheit vorhanden. Die Gebäudeeingänge liegen außenseitig zur Straße hin orientiert. Ausführung sonst wie die Häuser In der Schlee 34 - 50. Häuser In der Schlee 36 + 48 und 39 + 49 Es handelt sich hier um Zweispänner-Mietwohnhäuser, bei denen lediglich eine Hälfte mit einem traufenständigen und die andere Haushälfte mit einem giebelständigen Dach ausgebildet ist. Das giebelständige Teilstück dieses Hauses hat einen Vorsprung von etwa 3 m. Ausführung sonst wie die Häuser In der Schlee 35 bis 53. | 1926–1927                 | 16. Dezember 1987                                         | 215             |
| Wohnhaus (Bergarbeitersiedlung)                 | Wohnhaus (Bergarbeitersiedlung)                 | Schaufenberg Jägerstraße 2 Karte                     | Die Bergarbeiter-Siedlung, Schaufenberg, Bürgerplatz 1 – 12, Honigmannplatz 1 – 8, Jacobastraße 99 – 113, Hochstraße 1 – 5 und 7 – 31 sowie Jägerstraße 2 – 12 wurden 1921 durch die Aachener Bergmannssiedlungsgesellschaft errichtet. Architekt war Dipl.-Arch. E. E. Strasser. Die Hausgruppe Jägerstraße 2 – 12 besteht aus sechs Wohneinheiten in einer leicht am Hang hinauf gestaffelten Zeile. Die Häuser sind traufständig angeordnet, horizontale Linien sind nach jedem Doppelhaus gestaffelt. Die Eingänge besitzen keine Wangenmauern, Nr. 2 und 4 dafür nachträglich schlichte Metallgeländer. Die rechte Giebelseite (Nr. 2) ist verputzt, die linke backsteinseitig. Rückwärtig dreigeteilte Toiletten-/Stallhäuschen. Bergarbeiter-Siedlungshäuser, Haustyp: Arbeiter-Normalwohnungstyp Grundriss 5,50 × 8,42 m. Eingeschossig mit voll ausgebautem Mansarddach. In der Dachachse jedes Einzelhauses ist eine Fenstergaube vorhanden. Das Gaubendach ist in das Oberdach des Mansarddaches integriert. Die giebelständigen Mittelhäuser haben keine Dachgauben. Massive Gebäude, Kellergeschoss bzw. Gebäudesockel in Naturstein-Zyklopenmauerwerk. Aufgehendes Mauerwerk in Ziegel-Sichtmauerwerk. Tür- und Fensteröffnungen mit profilierten Betonstürzen überdeckt, Holzbalkendecken, Holzdachkonstruktion mit Dachpfannen, Holzfenster und Holztüren. Im Erdgeschoss waren ursprünglich Holzklappläden vorhanden. In den Giebeln der Mittelhäuser sind Ankersplinte vorhanden, sie ergeben den Schriftzug „anno 1921“. Hinter den Wohnhäusern sind Hofgebäude vorhanden, in denen auch die Toiletten untergebracht sind. Die Anbauten sind eingeschossig, haben Satteldächer. Die Ausführung entspricht der der Wohnhäuser. | 1921                      | 8. April 2002                                             | 340             |
| Wohnhaus (Bergarbeitersiedlung)                 | Wohnhaus (Bergarbeitersiedlung)                 | Schaufenberg Jägerstraße 4 Karte                     | Die Bergarbeiter-Siedlung, Schaufenberg, Bürgerplatz 1 – 12, Honigmannplatz 1 – 8, Jacobastraße 99 – 113, Hochstraße 1 – 5 und 7 – 31 sowie Jägerstraße 2 – 12 wurden 1921 durch die Aachener Bergmannssiedlungsgesellschaft errichtet. Architekt war Dipl.-Arch. E. E. Strasser. Die Hausgruppe Jägerstraße 2 – 12 besteht aus sechs Wohneinheiten in einer leicht am Hang hinauf gestaffelten Zeile. Die Häuser sind traufständig angeordnet, horizontale Linien sind nach jedem Doppelhaus gestaffelt. Die Eingänge besitzen keine Wangenmauern, Nr. 2 und 4 dafür nachträglich schlichte Metallgeländer. Die rechte Giebelseite (Nr. 2) ist verputzt, die linke backsteinseitig. Rückwärtig dreigeteilte Toiletten-/Stallhäuschen. Bergarbeiter-Siedlungshäuser, Haustyp: Arbeiter-Normalwohnungstyp Grundriss 5,50 × 8,42 m. Eingeschossig mit voll ausgebautem Mansarddach. In der Dachachse jedes Einzelhauses ist eine Fenstergaube vorhanden. Das Gaubendach ist in das Oberdach des Mansarddaches integriert. Die giebelständigen Mittelhäuser haben keine Dachgauben. Massive Gebäude, Kellergeschoss bzw. Gebäudesockel in Naturstein-Zyklopenmauerwerk. Aufgehendes Mauerwerk in Ziegel-Sichtmauerwerk. Tür- und Fensteröffnungen mit profilierten Betonstürzen überdeckt, Holzbalkendecken, Holzdachkonstruktion mit Dachpfannen, Holzfenster und Holztüren. Im Erdgeschoss waren ursprünglich Holzklappläden vorhanden. In den Giebeln der Mittelhäuser sind Ankersplinte vorhanden, sie ergeben den Schriftzug „anno 1921“. Hinter den Wohnhäusern sind Hofgebäude vorhanden, in denen auch die Toiletten untergebracht sind. Die Anbauten sind eingeschossig, haben Satteldächer. Die Ausführung entspricht der der Wohnhäuser. | 1921                      | 8. April 2002                                             | 341             |
| Wohnhaus (Bergarbeitersiedlung)                 | Wohnhaus (Bergarbeitersiedlung)                 | Schaufenberg Jägerstraße 6 Karte                     | Die Bergarbeiter-Siedlung, Schaufenberg, Bürgerplatz 1 – 12, Honigmannplatz 1 – 8, Jacobastraße 99 – 113, Hochstraße 1 – 5 und 7 – 31 sowie Jägerstraße 2 – 12 wurden 1921 durch die Aachener Bergmannssiedlungsgesellschaft errichtet. Architekt war Dipl.-Arch. E. E. Strasser. Die Hausgruppe Jägerstraße 2 – 12 besteht aus sechs Wohneinheiten in einer leicht am Hang hinauf gestaffelten Zeile. Die Häuser sind traufständig angeordnet, horizontale Linien sind nach jedem Doppelhaus gestaffelt. Die Eingänge besitzen keine Wangenmauern, Nr. 2 und 4 dafür nachträglich schlichte Metallgeländer. Die rechte Giebelseite (Nr. 2) ist verputzt, die linke backsteinseitig. Rückwärtig dreigeteilte Toiletten-/Stallhäuschen. Bergarbeiter-Siedlungshäuser, Haustyp: Arbeiter-Normalwohnungstyp Grundriss 5,50 × 8,42 m. Eingeschossig mit voll ausgebautem Mansarddach. In der Dachachse jedes Einzelhauses ist eine Fenstergaube vorhanden. Das Gaubendach ist in das Oberdach des Mansarddaches integriert. Die giebelständigen Mittelhäuser haben keine Dachgauben. Massive Gebäude, Kellergeschoss bzw. Gebäudesockel in Naturstein-Zyklopenmauerwerk. Aufgehendes Mauerwerk in Ziegel-Sichtmauerwerk. Tür- und Fensteröffnungen mit profilierten Betonstürzen überdeckt, Holzbalkendecken, Holzdachkonstruktion mit Dachpfannen, Holzfenster und Holztüren. Im Erdgeschoss waren ursprünglich Holzklappläden vorhanden. In den Giebeln der Mittelhäuser sind Ankersplinte vorhanden, sie ergeben den Schriftzug „anno 1921“. Hinter den Wohnhäusern sind Hofgebäude vorhanden, in denen auch die Toiletten untergebracht sind. Die Anbauten sind eingeschossig, haben Satteldächer. Die Ausführung entspricht der der Wohnhäuser. | 1921                      | 8. April 2002                                             | 342             |
| Wohnhaus (Bergarbeitersiedlung)                 | Wohnhaus (Bergarbeitersiedlung)                 | Schaufenberg Jägerstraße 8 Karte                     | Die Bergarbeiter-Siedlung, Schaufenberg, Bürgerplatz 1 – 12, Honigmannplatz 1 – 8, Jacobastraße 99 – 113, Hochstraße 1 – 5 und 7 – 31 sowie Jägerstraße 2 – 12 wurden 1921 durch die Aachener Bergmannssiedlungsgesellschaft errichtet. Architekt war Dipl.-Arch. E. E. Strasser. Die Hausgruppe Jägerstraße 2 – 12 besteht aus sechs Wohneinheiten in einer leicht am Hang hinauf gestaffelten Zeile. Die Häuser sind traufständig angeordnet, horizontale Linien sind nach jedem Doppelhaus gestaffelt. Die Eingänge besitzen keine Wangenmauern, Nr. 2 und 4 dafür nachträglich schlichte Metallgeländer. Die rechte Giebelseite (Nr. 2) ist verputzt, die linke backsteinseitig. Rückwärtig dreigeteilte Toiletten-/Stallhäuschen. Bergarbeiter-Siedlungshäuser, Haustyp: Arbeiter-Normalwohnungstyp Grundriss 5,50 × 8,42 m. Eingeschossig mit voll ausgebautem Mansarddach. In der Dachachse jedes Einzelhauses ist eine Fenstergaube vorhanden. Das Gaubendach ist in das Oberdach des Mansarddaches integriert. Die giebelständigen Mittelhäuser haben keine Dachgauben. Massive Gebäude, Kellergeschoss bzw. Gebäudesockel in Naturstein-Zyklopenmauerwerk. Aufgehendes Mauerwerk in Ziegel-Sichtmauerwerk. Tür- und Fensteröffnungen mit profilierten Betonstürzen überdeckt, Holzbalkendecken, Holzdachkonstruktion mit Dachpfannen, Holzfenster und Holztüren. Im Erdgeschoss waren ursprünglich Holzklappläden vorhanden. In den Giebeln der Mittelhäuser sind Ankersplinte vorhanden, sie ergeben den Schriftzug „anno 1921“. Hinter den Wohnhäusern sind Hofgebäude vorhanden, in denen auch die Toiletten untergebracht sind. Die Anbauten sind eingeschossig, haben Satteldächer. Die Ausführung entspricht der der Wohnhäuser. | 1921                      | 8. April 2002                                             | 343             |
| Wohnhaus (Bergarbeitersiedlung)                 | Wohnhaus (Bergarbeitersiedlung)                 | Schaufenberg Jägerstraße 10 Karte                    | Die Bergarbeiter-Siedlung, Schaufenberg, Bürgerplatz 1 – 12, Honigmannplatz 1 – 8, Jacobastraße 99 – 113, Hochstraße 1 – 5 und 7 – 31 sowie Jägerstraße 2 – 12 wurden 1921 durch die Aachener Bergmannssiedlungsgesellschaft errichtet. Architekt war Dipl.-Arch. E. E. Strasser. Die Hausgruppe Jägerstraße 2 – 12 besteht aus sechs Wohneinheiten in einer leicht am Hang hinauf gestaffelten Zeile. Die Häuser sind traufständig angeordnet, horizontale Linien sind nach jedem Doppelhaus gestaffelt. Die Eingänge besitzen keine Wangenmauern, Nr. 2 und 4 dafür nachträglich schlichte Metallgeländer. Die rechte Giebelseite (Nr. 2) ist verputzt, die linke backsteinseitig. Rückwärtig dreigeteilte Toiletten-/Stallhäuschen. Bergarbeiter-Siedlungshäuser, Haustyp: Arbeiter-Normalwohnungstyp Grundriss 5,50 × 8,42 m. Eingeschossig mit voll ausgebautem Mansarddach. In der Dachachse jedes Einzelhauses ist eine Fenstergaube vorhanden. Das Gaubendach ist in das Oberdach des Mansarddaches integriert. Die giebelständigen Mittelhäuser haben keine Dachgauben. Massive Gebäude, Kellergeschoss bzw. Gebäudesockel in Naturstein-Zyklopenmauerwerk. Aufgehendes Mauerwerk in Ziegel-Sichtmauerwerk. Tür- und Fensteröffnungen mit profilierten Betonstürzen überdeckt, Holzbalkendecken, Holzdachkonstruktion mit Dachpfannen, Holzfenster und Holztüren. Im Erdgeschoss waren ursprünglich Holzklappläden vorhanden. In den Giebeln der Mittelhäuser sind Ankersplinte vorhanden, sie ergeben den Schriftzug „anno 1921“. Hinter den Wohnhäusern sind Hofgebäude vorhanden, in denen auch die Toiletten untergebracht sind. Die Anbauten sind eingeschossig, haben Satteldächer. Die Ausführung entspricht der der Wohnhäuser. | 1921                      | 8. April 2002                                             | 344             |
| Wohnhaus (Bergarbeitersiedlung)                 | Wohnhaus (Bergarbeitersiedlung)                 | Schaufenberg Jägerstraße 12 Karte                    | Die Bergarbeiter-Siedlung, Schaufenberg, Bürgerplatz 1 – 12, Honigmannplatz 1 – 8, Jacobastraße 99 – 113, Hochstraße 1 – 5 und 7 – 31 sowie Jägerstraße 2 – 12 wurden 1921 durch die Aachener Bergmannssiedlungsgesellschaft errichtet. Architekt war Dipl.-Arch. E. E. Strasser. Die Hausgruppe Jägerstraße 2 – 12 besteht aus sechs Wohneinheiten in einer leicht am Hang hinauf gestaffelten Zeile. Die Häuser sind traufständig angeordnet, horizontale Linien sind nach jedem Doppelhaus gestaffelt. Die Eingänge besitzen keine Wangenmauern, Nr. 2 und 4 dafür nachträglich schlichte Metallgeländer. Die rechte Giebelseite (Nr. 2) ist verputzt, die linke backsteinseitig. Rückwärtig dreigeteilte Toiletten-/Stallhäuschen. Bergarbeiter-Siedlungshäuser, Haustyp: Arbeiter-Normalwohnungstyp Grundriss 5,50 × 8,42 m. Eingeschossig mit voll ausgebautem Mansarddach. In der Dachachse jedes Einzelhauses ist eine Fenstergaube vorhanden. Das Gaubendach ist in das Oberdach des Mansarddaches integriert. Die giebelständigen Mittelhäuser haben keine Dachgauben. Massive Gebäude, Kellergeschoss bzw. Gebäudesockel in Naturstein-Zyklopenmauerwerk. Aufgehendes Mauerwerk in Ziegel-Sichtmauerwerk. Tür- und Fensteröffnungen mit profilierten Betonstürzen überdeckt, Holzbalkendecken, Holzdachkonstruktion mit Dachpfannen, Holzfenster und Holztüren. Im Erdgeschoss waren ursprünglich Holzklappläden vorhanden. In den Giebeln der Mittelhäuser sind Ankersplinte vorhanden, sie ergeben den Schriftzug „anno 1921“. Hinter den Wohnhäusern sind Hofgebäude vorhanden, in denen auch die Toiletten untergebracht sind. Die Anbauten sind eingeschossig, haben Satteldächer. Die Ausführung entspricht der der Wohnhäuser. | 1921                      | 8. April 2002                                             | 345             |
| Marienkapelle                                   | Marienkapelle                                   | Baal Kapellenstraße Karte                            | Backstein-Kapelle, verputzt und bemalt, mit 6-seitigem, unregelmäßigem Grundriss und Zeltdach; Ende des 19. Jahrhunderts. | 15. Jh.                   | 5. Juli 1988                                              | 62              |
| Haus Kaphof Herrenhaus                          | Haus Kaphof Herrenhaus                          | Hilfarth Kaphofweg Karte                             | Aus Backstein bestehende Gebäude einer vierflügeligen Hofanlage. Herrenhaus:2 Geschosse, 3 Achsen, Haustürachse übergiebelt, Mansarddach. Östlich vom Herrenhaus angrenzendes Torgebäude: 2 Geschosse, angrenzendes Nebenwohnhaus: 2 Geschosse, Satteldach, Treppengiebel. Erbaut 1899. (Die Wirtschaftsgebäude – dreiseitige Hofgebäude – werden nicht unter Denkmalschutz gestellt). | 1899                      | 21. Januar 1983                                           | 37              |
| weitere Bilder                                  | Kath. Pfarrkirche St. Gereon                    | Brachelen Kirchgrabenstraße 19 Karte                 | Dreischiffige Backsteinkirche mit polygonalem Chor und Westturm; Mittelschiff und Chor 15./16. Jahrhundert, Seitenschiff mit 5 querstehenden Satteldächern 17. Jahrhundert, Turm 19. Jahrhundert. | 19. Jh.                   | 12. Januar 1983                                           | 16              |
| Pavillon in Pfarrgarten in Brachelen            | Pavillon in Pfarrgarten in Brachelen            | Brachelen Kirchgrabenstraße Karte                    | Backstein, ein Geschoss, regelmäßiger 8-seitiger Grundriss, Zeltdach mit Zwiebelhaube; Mitte 19. Jahrhundert. | 19. Jh.                   | 6. Januar 1986                                            | 90              |
| 4 Barockkreuze an der Pfarrkirche               | 4 Barockkreuze an der Pfarrkirche               | Brachelen Kirchgrabenstraße Karte                    | 1. Stein; A O 1770 DEN 9. 8BRIS STARB DER EHRSAME JOHANNE KUPPENBENDER ALT 48 JAHR SEINE EHEFRAU ANNA CATHARINA WILLEMS STARB 17 DEM R.I.P. 2. Stein: Zeigt den gekreuzigten Jesus mit der Inschrift INRI TREINGEN TOMAS UND IHR SYSTER BERBGEN SINT IN GOT ENTSCHLAF 1634 8. OCTOBE 3. Stein: Zeigt den gekreuzigten Jesus mit der Inschrift INRI 4. Stein:Das Stein ist sehr stark verwittert und nicht mehr lesbar. | 1693                      | 6. Juli 1987                                              | 106             |
| Haus Klein-Künkel                               | Haus Klein-Künkel                               | Doveren Klein Künkel Karte                           | Ehemalige Wasserburg, Hauptgebäude zweigeschossig mit Barockgiebel, Satteldach, Kreuzstockfenster; 1587, Umbauten 1644, 1750 und 1975/77. Vorburg eingeschossig mit Satteldächern; 1970/77 erneuert, Eckgebäude als dreigeschossige Wohntürme ausgebildet. | 1587                      | 19. Januar 1983                                           | 21              |
| Altenheim                                       | Altenheim                                       | Brachelen Klosterberg 5 Karte                        | Hauptgebäude zwei bis drei Geschosse, verputzt, Walmdach, Dachreiter, Vorburg um 1900, zwei Geschosse, 4:6 Achsen, Backstein. Anfang 18. Jahrhundert, 1865 Klostergründung, 1884 Kapelle, Kriegszerstörung. Eingetragene Gebäudeteile: Vom Hauptgebäude: Umfassungsmauerwerk mit Portal, das Dach und der Gewölbekeller unter dem linken Teil des Gebäudes. Der rechte Flügel der ehemaligen Wirtschaftsgebäude | 18. Jh.                   | 22. August 1991                                           | 326             |
| Hochkreuz Friedhof                              | Hochkreuz Friedhof                              | Doveren Kreuzherrenweg Karte                         | Neugotisches Blausteinkreuz und Bronzekorpus, Inschrift auf der Basis, um 1900 | 19. Jh.                   | 28. April 1987                                            | 94              |
| Wegekreuz                                       | Wegekreuz                                       | Ratheim Krickelberg Karte                            | Hochkreuz, neugotischer Blausteinsockel, Korpus Gusseisen; 19. Jahrhundert | 19. Jh.                   | 19. Januar 1983                                           | 23              |
| Wohnhaus                                        | Wohnhaus                                        | Millich Kringsstraße 1 Karte                         | Die ehemals unregelmäßig geschlossene Hofanlage des ältesten Hauses von Millich besteht aus einem giebelständigen, barocken Wohnhaus, mit anschließendem traufständigen Flügel mit Fachwerk-Erker. Im Hausflur befindet sich ein sehr kunstvoll verzierter und gesägter Fachwerksturz mit der Datierung 1609. Der liegende Dachstuhl, den dieser Gebäudeteil besitzt und die Erkergestaltung sprechen dafür, dass er im 17. Jahrhundert entstanden sein könnte. Im Erker befinden sich noch die originalen Kreuzstockfenster, bzw. ein Quersprossen- und zwei Kreuzstockfenster. Der auf Konsolen vorkragende Erker ist im Binderbereich durchgezapft. Auch die Kölner Decken einschließlich des ehemals dort vorhandenen Kamins müssen im frühen 17. Jahrhundert entstanden sein. Die Auswechselung des Rauchfanges ist in der Decke noch erkennbar. Im giebelständigen Wohnhaus befindet sich noch eine barocke Balustertreppe. Die Treppenläufe sind durchgehend bis zum Speicher eingestemmte Barocktreppen. Die Speichertreppe ist im Lauf zwischen den einzelnen Stufen gefasst. Im Inneren befinden sich noch die alten barocken Zimmertüren. Sowohl die Haustür als auch die Hoftür des Wohnhauses sind alte originale Klöntüren. Auf der Straßenseite sind die Türen mit Zierrat des frühen 19. Jahrhunderts versehen. Die Fenster auf der Giebelseite vermitteln den Eindruck, dass die erkennbaren Veränderungen am alten liegenden Dachstuhl höchstwahrscheinlich im 19. Jahrhundert vorgenommen wurden. Die Dachneigung entspricht jedoch keiner für die Zeit üblichen Neigung. Im hinteren Teil dieses Gebäudes befindet sich ein mit Maaskieseln ausgelegter ehemaliger Küchenraum mit Kamin. In der rechten Kaminecke ist ein Rauchfang eingebaut, der für den im Keller befindlichen Backofen dient. Der Keller ist rundbogig aus Backstein gemauert, also barock. Der Kellerzugang vom Hof her entspricht den alten Kellerzugängen, wie sie im Aachen-Heinsberger Raum üblich waren, mit der schrägen an der Außenwand befindlichen Kellerabgangsklappe. Vom Eingang auf der Hofseite aus ins Wohnhaus liegt rechts im Haus ein Kellerabgang und ein Aufgang in die vermutlich ursprüngliche Küchen- oder Wohnraumanlage als Upkamer. Hinter dem barocken Wohnhaus ist im 19. Jahrhundert die Stallung erweitert bzw. erneuert worden. Die Decken wurden als preußische Kappen ausgebildet. Nach Aussage des Eigentümers wurde im Haus Lohe verarbeitet. Für eine andere Nutzung sind auf dem Wohnhausspeicher alte Keramikfliesen verlegt, hier soll sich ein Braugerstelager befunden haben. Trotz der Veränderungen durch den Abbruch der Scheune zeigt die Hofanlage Kringsstraße 1 noch in sehr anschaulicher Form die Gestaltungsmerkmale der im Raum des Kreises Heinsberg besonders durch die Auswirkungen des Zweiten Weltkriegs selten gewordenen Fachwerkhäuser aus der Zeit zwischen dem Dreißigjährigen Krieg und dem Einmarsch der Französischen Revolutionstruppen im Rheinland. | 1778                      | 29. September 1994                                        | 331             |
| Wegekreuz                                       | Wegekreuz                                       | Doveren Kühler Hof Karte                             | Wegekreuz aus Gusseisen auf Beton- und Blausteinsockel; Ende des 19. Jahrhunderts. | 19. Jh.                   | 19. Januar 1983                                           | 26              |
| Kühler Hof                                      | Kühler Hof                                      | Doveren Kühler Hof Karte                             | Vierflügelige Hofanlage, Backstein, Wohnhaus zweigeschossig, 5:2 Achsen, Krüppelwalmdach, Remise zwei Geschosse – Krüppelwalmdächer, Stallgebäude - Krüppelwalmdächer, 1875 (Jahresstein). | 1875                      | 11. Juli 1988                                             | 228             |
| Wegekreuz                                       | Wegekreuz                                       | Brachelen Linnicher Straße Karte                     | Blaustein mit Reliefkorpus, Sockel mit Nische, 1783 (Inschrift), 1978 restauriert und an der Linnicher Straße neu aufgestellt. | 1783                      | 31. Oktober 1985                                          | 53              |
| Wohnhaus (Bergarbeitersiedlung)                 | Wohnhaus (Bergarbeitersiedlung)                 | Hückelhoven Lungstraßplatz 1 Karte                   | Die Siedlungshäuser Lungstraßplatz wurden in den Jahren 1926 bis 1928 durch die Aachener Bergmannssiedlunggesellschaft errichtet. Die Architekten waren Caspar Maria Grod. Freistehende Einfamilien-Doppelhäuser. Häuser straßenseitig zweigeschossig, gartenseitig eingeschossig. Massive Bauart, Kellergeschoss in Stampfbeton, aufgehendes Mauerwerk in Bimsblochsteinen, verputzt, Holzbalkendecken, Holzdachstuhl mit Dachpfannen, Holzfenster und Holztüren. Die Putzflächen der Außenwände sind hell gestrichen. Ursprünglich hatten die Fenster im Erdgeschoss Holzklappläden. | 1926–1928                 | 16. Dezember 1987                                         | 183             |
| Wohnhaus (Bergarbeitersiedlung)                 | Wohnhaus (Bergarbeitersiedlung)                 | Hückelhoven Lungstraßplatz 2 Karte                   | Die Siedlungshäuser Lungstraßplatz wurden in den Jahren 1926 bis 1928 durch die Aachener Bergmannssiedlunggesellschaft errichtet. Die Architekten waren Caspar Maria Grod. Freistehende Einfamilien-Doppelhäuser. Häuser straßenseitig zweigeschossig, gartenseitig eingeschossig. Massive Bauart, Kellergeschoss in Stampfbeton, aufgehendes Mauerwerk in Bimsblochsteinen, verputzt, Holzbalkendecken, Holzdachstuhl mit Dachpfannen, Holzfenster und Holztüren. Die Putzflächen der Außenwände sind hell gestrichen. Ursprünglich hatten die Fenster im Erdgeschoss Holzklappläden. | 1926–1928                 | 16. Dezember 1987                                         | 184             |
| Wohnhaus (Bergarbeitersiedlung)                 | Wohnhaus (Bergarbeitersiedlung)                 | Hückelhoven Lungstraßplatz 3 Karte                   | Die Siedlungshäuser Lungstraßplatz wurden in den Jahren 1926 bis 1928 durch die Aachener Bergmannssiedlunggesellschaft errichtet. Die Architekten waren Caspar Maria Grod. Freistehende Einfamilien-Doppelhäuser. Häuser straßenseitig zweigeschossig, gartenseitig eingeschossig. Massive Bauart, Kellergeschoss in Stampfbeton, aufgehendes Mauerwerk in Bimsblochsteinen, verputzt, Holzbalkendecken, Holzdachstuhl mit Dachpfannen, Holzfenster und Holztüren. Die Putzflächen der Außenwände sind hell gestrichen. Ursprünglich hatten die Fenster im Erdgeschoss Holzklappläden. | 1926–1928                 | 16. Dezember 1987                                         | 185             |
| Wohnhaus (Bergarbeitersiedlung)                 | Wohnhaus (Bergarbeitersiedlung)                 | Hückelhoven Lungstraßplatz 4 Karte                   | Die Siedlungshäuser Lungstraßplatz wurden in den Jahren 1926 bis 1928 durch die Aachener Bergmannssiedlunggesellschaft errichtet. Die Architekten waren Caspar Maria Grod. Freistehende Einfamilien-Doppelhäuser. Häuser straßenseitig zweigeschossig, gartenseitig eingeschossig. Massive Bauart, Kellergeschoss in Stampfbeton, aufgehendes Mauerwerk in Bimsblochsteinen, verputzt, Holzbalkendecken, Holzdachstuhl mit Dachpfannen, Holzfenster und Holztüren. Die Putzflächen der Außenwände sind hell gestrichen. Ursprünglich hatten die Fenster im Erdgeschoss Holzklappläden. | 1926–1928                 | 16. Dezember 1987                                         | 186             |
| Wohnhaus (Bergarbeitersiedlung)                 | Wohnhaus (Bergarbeitersiedlung)                 | Hückelhoven Lungstraßplatz 5 Karte                   | Die Siedlungshäuser Lungstraßplatz wurden in den Jahren 1926 bis 1928 durch die Aachener Bergmannssiedlunggesellschaft errichtet. Die Architekten waren Caspar Maria Grod. Freistehende Einfamilien-Doppelhäuser. Häuser straßenseitig zweigeschossig, gartenseitig eingeschossig. Massive Bauart, Kellergeschoss in Stampfbeton, aufgehendes Mauerwerk in Bimsblochsteinen, verputzt, Holzbalkendecken, Holzdachstuhl mit Dachpfannen, Holzfenster und Holztüren. Die Putzflächen der Außenwände sind hell gestrichen. Ursprünglich hatten die Fenster im Erdgeschoss Holzklappläden. | 1926–1928                 | 16. Dezember 1987                                         | 187             |
| Wohnhaus (Bergarbeitersiedlung)                 | Wohnhaus (Bergarbeitersiedlung)                 | Hückelhoven Lungstraßplatz 6 Karte                   | Die Siedlungshäuser Lungstraßplatz wurden in den Jahren 1926 bis 1928 durch die Aachener Bergmannssiedlunggesellschaft errichtet. Die Architekten waren Caspar Maria Grod. Freistehende Einfamilien-Doppelhäuser. Häuser straßenseitig zweigeschossig, gartenseitig eingeschossig. Massive Bauart, Kellergeschoss in Stampfbeton, aufgehendes Mauerwerk in Bimsblochsteinen, verputzt, Holzbalkendecken, Holzdachstuhl mit Dachpfannen, Holzfenster und Holztüren. Die Putzflächen der Außenwände sind hell gestrichen. Ursprünglich hatten die Fenster im Erdgeschoss Holzklappläden. | 1926–1928                 | 16. Dezember 1987                                         | 188             |
| Wohnhaus (Bergarbeitersiedlung)                 | Wohnhaus (Bergarbeitersiedlung)                 | Hückelhoven Lungstraßplatz 7 Karte                   | Die Siedlungshäuser Lungstraßplatz wurden in den Jahren 1926 bis 1928 durch die Aachener Bergmannssiedlunggesellschaft errichtet. Die Architekten waren Caspar Maria Grod. Freistehende Einfamilien-Doppelhäuser. Häuser straßenseitig zweigeschossig, gartenseitig eingeschossig. Massive Bauart, Kellergeschoss in Stampfbeton, aufgehendes Mauerwerk in Bimsblochsteinen, verputzt, Holzbalkendecken, Holzdachstuhl mit Dachpfannen, Holzfenster und Holztüren. Die Putzflächen der Außenwände sind hell gestrichen. Ursprünglich hatten die Fenster im Erdgeschoss Holzklappläden. | 1926–1928                 | 16. Dezember 1987                                         | 189             |
| Wohnhaus (Bergarbeitersiedlung)                 | Wohnhaus (Bergarbeitersiedlung)                 | Hückelhoven Lungstraßplatz 8 Karte                   | Die Siedlungshäuser Lungstraßplatz wurden in den Jahren 1926 bis 1928 durch die Aachener Bergmannssiedlunggesellschaft errichtet. Die Architekten waren Caspar Maria Grod. Freistehende Einfamilien-Doppelhäuser. Häuser straßenseitig zweigeschossig, gartenseitig eingeschossig. Massive Bauart, Kellergeschoss in Stampfbeton, aufgehendes Mauerwerk in Bimsblochsteinen, verputzt, Holzbalkendecken, Holzdachstuhl mit Dachpfannen, Holzfenster und Holztüren. Die Putzflächen der Außenwände sind hell gestrichen. Ursprünglich hatten die Fenster im Erdgeschoss Holzklappläden. | 1926–1928                 | 16. Dezember 1987                                         | 190             |
| Wohnhaus (Bergarbeitersiedlung)                 | Wohnhaus (Bergarbeitersiedlung)                 | Hückelhoven Lungstraßplatz 9 Karte                   | Die Siedlungshäuser Lungstraßplatz wurden in den Jahren 1926 bis 1928 durch die Aachener Bergmannssiedlunggesellschaft errichtet. Die Architekten waren Caspar Maria Grod. Freistehende Einfamilien-Doppelhäuser. Häuser straßenseitig zweigeschossig, gartenseitig eingeschossig. Massive Bauart, Kellergeschoss in Stampfbeton, aufgehendes Mauerwerk in Bimsblochsteinen, verputzt, Holzbalkendecken, Holzdachstuhl mit Dachpfannen, Holzfenster und Holztüren. Die Putzflächen der Außenwände sind hell gestrichen. Ursprünglich hatten die Fenster im Erdgeschoss Holzklappläden. | 1926–1928                 | 16. Dezember 1987                                         | 191             |
| Wohnhaus (Bergarbeitersiedlung)                 | Wohnhaus (Bergarbeitersiedlung)                 | Hückelhoven Lungstraßplatz 10 Karte                  | Die Siedlungshäuser Lungstraßplatz wurden in den Jahren 1926 bis 1928 durch die Aachener Bergmannssiedlunggesellschaft errichtet. Die Architekten waren Caspar Maria Grod. Freistehende Einfamilien-Doppelhäuser. Häuser straßenseitig zweigeschossig, gartenseitig eingeschossig. Massive Bauart, Kellergeschoss in Stampfbeton, aufgehendes Mauerwerk in Bimsblochsteinen, verputzt, Holzbalkendecken, Holzdachstuhl mit Dachpfannen, Holzfenster und Holztüren. Die Putzflächen der Außenwände sind hell gestrichen. Ursprünglich hatten die Fenster im Erdgeschoss Holzklappläden. | 1926–1928                 | 16. Dezember 1987                                         | 192             |
| Wohnhaus (Bergarbeitersiedlung)                 | Wohnhaus (Bergarbeitersiedlung)                 | Hückelhoven Lungstraßplatz 11 Karte                  | Die Siedlungshäuser Lungstraßplatz wurden in den Jahren 1926 bis 1928 durch die Aachener Bergmannssiedlunggesellschaft errichtet. Die Architekten waren Caspar Maria Grod. Freistehende Einfamilien-Doppelhäuser. Häuser straßenseitig zweigeschossig, gartenseitig eingeschossig. Massive Bauart, Kellergeschoss in Stampfbeton, aufgehendes Mauerwerk in Bimsblochsteinen, verputzt, Holzbalkendecken, Holzdachstuhl mit Dachpfannen, Holzfenster und Holztüren. Die Putzflächen der Außenwände sind hell gestrichen. Ursprünglich hatten die Fenster im Erdgeschoss Holzklappläden. | 1926–1928                 | 16. Dezember 1987                                         | 193             |
| Wohnhaus (Bergarbeitersiedlung)                 | Wohnhaus (Bergarbeitersiedlung)                 | Hückelhoven Lungstraßplatz 12 Karte                  | Die Siedlungshäuser Lungstraßplatz wurden in den Jahren 1926 bis 1928 durch die Aachener Bergmannssiedlunggesellschaft errichtet. Die Architekten waren Caspar Maria Grod. Freistehende Einfamilien-Doppelhäuser. Häuser straßenseitig zweigeschossig, gartenseitig eingeschossig. Massive Bauart, Kellergeschoss in Stampfbeton, aufgehendes Mauerwerk in Bimsblochsteinen, verputzt, Holzbalkendecken, Holzdachstuhl mit Dachpfannen, Holzfenster und Holztüren. Die Putzflächen der Außenwände sind hell gestrichen. Ursprünglich hatten die Fenster im Erdgeschoss Holzklappläden. | 1926–1928                 | 16. Dezember 1987                                         | 194             |
| Wohnhaus (Bergarbeitersiedlung)                 | Wohnhaus (Bergarbeitersiedlung)                 | Hückelhoven Lungstraßplatz 13 Karte                  | Die Siedlungshäuser Lungstraßplatz wurden in den Jahren 1926 bis 1928 durch die Aachener Bergmannssiedlunggesellschaft errichtet. Die Architekten waren Caspar Maria Grod. Freistehende Einfamilien-Doppelhäuser. Häuser straßenseitig zweigeschossig, gartenseitig eingeschossig. Massive Bauart, Kellergeschoss in Stampfbeton, aufgehendes Mauerwerk in Bimsblochsteinen, verputzt, Holzbalkendecken, Holzdachstuhl mit Dachpfannen, Holzfenster und Holztüren. Die Putzflächen der Außenwände sind hell gestrichen. Ursprünglich hatten die Fenster im Erdgeschoss Holzklappläden. | 1926–1928                 | 16. Dezember 1987                                         | 195             |
| Wohnhaus (Bergarbeitersiedlung)                 | Wohnhaus (Bergarbeitersiedlung)                 | Hückelhoven Lungstraßplatz 14 Karte                  | Die Siedlungshäuser Lungstraßplatz wurden in den Jahren 1926 bis 1928 durch die Aachener Bergmannssiedlunggesellschaft errichtet. Die Architekten waren Caspar Maria Grod. Freistehende Einfamilien-Doppelhäuser. Häuser straßenseitig zweigeschossig, gartenseitig eingeschossig. Massive Bauart, Kellergeschoss in Stampfbeton, aufgehendes Mauerwerk in Bimsblochsteinen, verputzt, Holzbalkendecken, Holzdachstuhl mit Dachpfannen, Holzfenster und Holztüren. Die Putzflächen der Außenwände sind hell gestrichen. Ursprünglich hatten die Fenster im Erdgeschoss Holzklappläden. | 1926–1928                 | 16. Dezember 1987                                         | 196             |
| Wohnhaus (Bergarbeitersiedlung)                 | Wohnhaus (Bergarbeitersiedlung)                 | Hückelhoven Lungstraßplatz 15 Karte                  | Die Siedlungshäuser Lungstraßplatz wurden in den Jahren 1926 bis 1928 durch die Aachener Bergmannssiedlunggesellschaft errichtet. Die Architekten waren Caspar Maria Grod. Freistehende Einfamilien-Doppelhäuser. Häuser straßenseitig zweigeschossig, gartenseitig eingeschossig. Massive Bauart, Kellergeschoss in Stampfbeton, aufgehendes Mauerwerk in Bimsblochsteinen, verputzt, Holzbalkendecken, Holzdachstuhl mit Dachpfannen, Holzfenster und Holztüren. Die Putzflächen der Außenwände sind hell gestrichen. Ursprünglich hatten die Fenster im Erdgeschoss Holzklappläden. | 1926–1928                 | 16. Dezember 1987                                         | 197             |
| Wohnhaus (Bergarbeitersiedlung)                 | Wohnhaus (Bergarbeitersiedlung)                 | Hückelhoven Lungstraßplatz 16 Karte                  | Die Siedlungshäuser Lungstraßplatz wurden in den Jahren 1926 bis 1928 durch die Aachener Bergmannssiedlunggesellschaft errichtet. Die Architekten waren Caspar Maria Grod. Freistehende Einfamilien-Doppelhäuser. Häuser straßenseitig zweigeschossig, gartenseitig eingeschossig. Massive Bauart, Kellergeschoss in Stampfbeton, aufgehendes Mauerwerk in Bimsblochsteinen, verputzt, Holzbalkendecken, Holzdachstuhl mit Dachpfannen, Holzfenster und Holztüren. Die Putzflächen der Außenwände sind hell gestrichen. Ursprünglich hatten die Fenster im Erdgeschoss Holzklappläden. | 1926–1928                 | 16. Dezember 1987                                         | 198             |
| Mahrhof                                         | Mahrhof                                         | Millich Mahrhof Karte                                | Aus Backstein bestehende Gebäudetrakte einer 4-flügeligen Hofanlage, die im Kern 1560 erbaut und 1883 erweitert wurde. Torgebäude: 2 Geschosse, Satteldach. Südwestlich vom Torgebäude angrenzendes Nebengebäude: 2 Geschosse, Satteldach. Nordöstlich von Torgebäude stehender Kellertrakt (mit Gewölbe). Daran angrenzendes Wohnhaus: 2 Geschosse, Satteldach. Umschließendes Hofviereck (Grundriss). Stallgebäude: Backsteingebäude, zwei Geschosse, Satteldach, winkelförmig, mit Torgebäude als Zwischentrakt zum Wohnhaus. Baujahr 1883. Scheunengebäude: Backsteingebäude mit Satteldach ohne Zwischendecke. Die Gebäudehöhe entspricht in etwa dem Stallgebäude. Baujahr 1883 Remise: Hofseitig offene Halle mit Satteldach als Zwischentrakt zwischen der Scheune und dem Torgebäude. Die äußeren Umfassungswände der drei vorgenannten Bauteile sind identisch mit der Außenwand des Hofvierecks | 1560                      | 9. März 1983 u. 3. Oktober 1986                           | 38              |
| Dorfpumpe                                       | Dorfpumpe                                       | Hilfarth Marienstraße 54 Karte                       | Gusseiserne Pumpe; Ende des 19. Jahrhunderts. | 19. Jh.                   | 31. Oktober 1985                                          | 61              |
| Wohnhaus Fassade                                | Wohnhaus Fassade                                | Hückelhoven Markt 12 Karte                           | Zweigeschossiges Wohnhaus, Satteldach, 6 Achsen, ehemals Backstein, neuer Putz, Toreinfahrt über 2 Achsen, 19. Jahrhundert. Es wird nur die Fassade unter Denkmalschutz gestellt. | 19. Jh.                   | 2. Mai 1989                                               | 235             |
| Straßenkreuz Markt                              | Straßenkreuz Markt                              | Hückelhoven Markt 25 Karte                           | Holzkreuz mit Dach und Korpus, 1852, restauriert 1986. | 1852                      | 30. April 1987                                            | 97              |
| Wohnhaus Schule Wohnhaus                        | Wohnhaus Schule Wohnhaus                        | Hückelhoven Martin-Luther-Straße 29, 31, 33 Karte    | 1929 entstand eine symmetrisch aufgebaute Anlage unterhalb der auf dem Berge liegenden Bergarbeitersiedlung auf der freien Fläche zum Ort. Zwei an der Straße errichtete Lehrerhäuser rahmen das etwas zurückliegende Schulgebäude ein. Die drei Objekte bilden mit der Abschlussmauer zur Straße, der Mitteltreppe und den die Treppe betonenden Pylonen ein Schulensemble in den typischen Formen des Backsteinexpressionismus und machen einen sehr städtischen Eindruck. Die Fassaden der zweigeschossigen Lehrerhäuser über hohem Sockel sind in 1 zu 2 Achsen und das ebenfalls zweigeschossige Schulgebäude über hohem Sockel und mit ausgebautem Dachgeschoss in 3 zu 9 Achsen gegliedert. Die Klassenräume sind jeweils 3achsig. Zur Verzierung des Baukörpers setzte der Architekt zwischen den Fenstern und am Eingangsrisalit Ziegelbänder ein, die sich auch in der Schulvorgartenmauer und an den Pylonen wiederholen. Diese Gestaltung und die Zusammenfassung der Längsfassade durch die zweifach gestufte Gaubengestaltung verleihen der Anlage ihren eigentümlichen Reiz. Alle drei Gebäude sind mit Walmdächern überdeckt, die durch Aufschieblinge und weit auskragende Kastengesimse die für die Zwanziger Jahre typische Form erhalten. Die Fenster im Schulgebäude haben das Format eines liegenden Rechtecks und sind zweimal vertikal und einmal horizontal geteilt, im Sockelgeschoss nur jeweils einmal. In den Lehrerhäusern sind die liegenden Formate der Straßenseite asymmetrisch geteilt und die stehenden Öffnungen auf den Eingangsseiten ungeteilt. Der Eingang wurde wie bei der Schule auch hier risalitartig vorgezogen. Zum Vorgarten hin wechselt der Fassadenaufbau, hier sind im Erdgeschoss zwei ungeteilte Fenster und im Obergeschoss ein kleiner Balkon auf Konsolen vor einer Fenstertür vorhanden. Bei den Wohnhäusern sind die Hauseingangsstufen, die äußere Treppenanlage zur Straße hin sowie die Abdeckung der Mauer aus Betonwerkstein gefertigt. Die zeit- und baustilübliche Symmetrie wird unterstrichen durch die seitlichen Eingangstreppen zu den Lehrerhäusern, die vor der Mitteltreppe abgerundete Abschlussmauer, die in den Pylonen endet, und die Fahnenmaste und die Bepflanzung auf dem Vorgarten sowie die kleinen Dreiecksgauben der Lehrerhäuser. | 1929                      | 30. September 1994                                        | 333             |
| Wohnhaus (Bergarbeitersiedlung)                 | Wohnhaus (Bergarbeitersiedlung)                 | Hückelhoven Mokwastraße 12 Karte                     | Die Bergarbeitersiedlungshäuser Mokwastraße wurden in den Jahren 1925 bis 1926 durch die Gewerkschaft Sophia-Jacoba errichtet. Architekt war Dipl.-Arch. E. E. Strasser. Bergarbeiter-Siedlungshäuser, Haustyp: Zweispänner-Mietwohnhaus mit 4 Wohnungen für kleine Familien. Grundrissmaß 8,00 m × 13,80 m. Die Wohnungen bestehen aus 3 Räumen, einen eigenen Abort und einem Stallraum. Die 2 Wohnungen des Erdgeschosses haben im Dachgeschoss noch je eine Kammer. Gemeinsam von den 4 Familien werden genutzt die Eingangshalle, das Treppenhaus, die Flure und der Garten. Reihenhäuser, zweigeschossig, traufständig, massives Gebäude. Keller in Beton, aufgehendes Mauerwerk bis zur Fensterbrüstung des Obergeschosses in Ziegelstein-Sichtmauerwerk, darüber verputztes Schwemmsteinmauerwerk. Die Putzflächen sind profiliert und nicht gestrichen. Tür- und Fensteröffnungen im Erdgeschoss sind mit profilierten Betonstürzen überdeckt. Holzbalkendecken, Holzdachstuhl mit Dachpfannen, Holzfenster, Holztüren, ursprünglich an den Fenstern des Erdgeschosses Klappläden. Hinter den Wohnhäusern stehen im Hofbereich rechtwinkelig zur Gebäudehauptachse zweigeschossige Toilettenanbauten und daran anschließend Stallgebäude. Die Toilettenanbauten sind in der Gestaltung den Hauptgebäuden angepasst, sie haben kleine Satteldächer, die in die Hauptdächer eingekehlt sind. Die Stallgebäude sind eingeschossig und besitzen ebenfalls Satteldächer. Ausführung sonst wie oben. Zur gestalterischen Auflockerung der langen Hauszeile Mokwastraße sind die Häuser etwa 3 m gegenüber der Bauflucht der mittleren Häuser vorgesetzt. Die vorgenannten Häuser sind mit einem giebelständigen Satteldach ausgestattet. Die Firstlinie liegt auf der Haustrennwand. Die angrenzenden traufständigen Dächer sind in dieses Giebeldach eingekehlt. | 1925–1926                 | 16. Dezember 1987                                         | 117             |
| Wohnhaus (Bergarbeitersiedlung)                 | Wohnhaus (Bergarbeitersiedlung)                 | Hückelhoven Mokwastraße 14 Karte                     | Die Bergarbeitersiedlungshäuser Mokwastraße wurden in den Jahren 1925 bis 1926 durch die Gewerkschaft Sophia-Jacoba errichtet. Architekt war Dipl.-Arch. E. E. Strasser. Bergarbeiter-Siedlungshäuser, Haustyp: Zweispänner-Mietwohnhaus mit 4 Wohnungen für kleine Familien. Grundrissmaß 8,00 m × 13,80 m. Die Wohnungen bestehen aus 3 Räumen, einen eigenen Abort und einem Stallraum. Die 2 Wohnungen des Erdgeschosses haben im Dachgeschoss noch je eine Kammer. Gemeinsam von den 4 Familien werden genutzt die Eingangshalle, das Treppenhaus, die Flure und der Garten. Reihenhäuser, zweigeschossig, traufständig, massives Gebäude. Keller in Beton, aufgehendes Mauerwerk bis zur Fensterbrüstung des Obergeschosses in Ziegelstein-Sichtmauerwerk, darüber verputztes Schwemmsteinmauerwerk. Die Putzflächen sind profiliert und nicht gestrichen. Tür- und Fensteröffnungen im Erdgeschoss sind mit profilierten Betonstürzen überdeckt. Holzbalkendecken, Holzdachstuhl mit Dachpfannen, Holzfenster, Holztüren, ursprünglich an den Fenstern des Erdgeschosses Klappläden. Hinter den Wohnhäusern stehen im Hofbereich rechtwinkelig zur Gebäudehauptachse zweigeschossige Toilettenanbauten und daran anschließend Stallgebäude. Die Toilettenanbauten sind in der Gestaltung den Hauptgebäuden angepasst, sie haben kleine Satteldächer, die in die Hauptdächer eingekehlt sind. Die Stallgebäude sind eingeschossig und besitzen ebenfalls Satteldächer. Ausführung sonst wie oben. Zur gestalterischen Auflockerung der langen Hauszeile Mokwastraße sind die Häuser etwa 3 m gegenüber der Bauflucht der mittleren Häuser vorgesetzt. Die vorgenannten Häuser sind mit einem giebelständigen Satteldach ausgestattet. Die Firstlinie liegt auf der Haustrennwand. Die angrenzenden traufständigen Dächer sind in dieses Giebeldach eingekehlt. | 1925–1926                 | 16. Dezember 1987                                         | 118             |
| Wohnhaus (Bergarbeitersiedlung)                 | Wohnhaus (Bergarbeitersiedlung)                 | Hückelhoven Mokwastraße 16 Karte                     | Die Bergarbeitersiedlungshäuser Mokwastraße wurden in den Jahren 1925 bis 1926 durch die Gewerkschaft Sophia-Jacoba errichtet. Architekt war Dipl.-Arch. E. E. Strasser. Bergarbeiter-Siedlungshäuser, Haustyp: Zweispänner-Mietwohnhaus mit 4 Wohnungen für kleine Familien. Grundrissmaß 8,00 m × 13,80 m. Die Wohnungen bestehen aus 3 Räumen, einen eigenen Abort und einem Stallraum. Die 2 Wohnungen des Erdgeschosses haben im Dachgeschoss noch je eine Kammer. Gemeinsam von den 4 Familien werden genutzt die Eingangshalle, das Treppenhaus, die Flure und der Garten. Reihenhäuser, zweigeschossig, traufständig, massives Gebäude. Keller in Beton, aufgehendes Mauerwerk bis zur Fensterbrüstung des Obergeschosses in Ziegelstein-Sichtmauerwerk, darüber verputztes Schwemmsteinmauerwerk. Die Putzflächen sind profiliert und nicht gestrichen. Tür- und Fensteröffnungen im Erdgeschoss sind mit profilierten Betonstürzen überdeckt. Holzbalkendecken, Holzdachstuhl mit Dachpfannen, Holzfenster, Holztüren, ursprünglich an den Fenstern des Erdgeschosses Klappläden. Hinter den Wohnhäusern stehen im Hofbereich rechtwinkelig zur Gebäudehauptachse zweigeschossige Toilettenanbauten und daran anschließend Stallgebäude. Die Toilettenanbauten sind in der Gestaltung den Hauptgebäuden angepasst, sie haben kleine Satteldächer, die in die Hauptdächer eingekehlt sind. Die Stallgebäude sind eingeschossig und besitzen ebenfalls Satteldächer. Ausführung sonst wie oben. Zur gestalterischen Auflockerung der langen Hauszeile Mokwastraße sind die Häuser etwa 3 m gegenüber der Bauflucht der mittleren Häuser vorgesetzt. Die vorgenannten Häuser sind mit einem giebelständigen Satteldach ausgestattet. Die Firstlinie liegt auf der Haustrennwand. Die angrenzenden traufständigen Dächer sind in dieses Giebeldach eingekehlt. | 1925–1926                 | 16. Dezember 1987                                         | 119             |
| Wohnhaus (Bergarbeitersiedlung)                 | Wohnhaus (Bergarbeitersiedlung)                 | Hückelhoven Mokwastraße 17 Karte                     | Bergarbeiterwohnhaus als Endhaus einer langen Hauszeile. Die Hauszeile ist in den Fluchten jeweils in Vierhausgruppen stark gegliedert und in der Höhe dem Geländeverlauf entsprechend gestaffelt. Massives Gebäude, teilunterkellert, eingeschossig mit vollausgebautem Mansarddach, traufenständig, Mauerwerk in Ziegelstein, Tür und Fensteröffnungen mit stark profilierten Betonstürzen überdeckt, Holzbalkendecken, Holzdachkonstruktion mit Tonpfanneneindeckung, in der Mittelachse des Daches ist eine 2-Fenster-Dachgaube vorhanden. Das Gaubendach ist in das Oberdach des Mansarddaches integriert. Holztüren und Holzfenster. Hinter den Wohnhäusern sind Hofgebäude vorhanden, in denen auch die Toiletten untergebracht sind. Eingeschossige Gebäude, Satteldächer, Ausführung sonst wie die Wohnhäuser. | 1920                      | 5. August 1991                                            | 236             |
| Wohnhaus (Bergarbeitersiedlung)                 | Wohnhaus (Bergarbeitersiedlung)                 | Hückelhoven Mokwastraße 18 Karte                     | Die Bergarbeitersiedlungshäuser Mokwastraße wurden in den Jahren 1925 bis 1926 durch die Gewerkschaft Sophia-Jacoba errichtet. Architekt war Dipl.-Arch. E. E. Strasser. Bergarbeiter-Siedlungshäuser, Haustyp: Zweispänner-Mietwohnhaus mit 4 Wohnungen für kleine Familien. Grundrissmaß 8,00 m × 13,80 m. Die Wohnungen bestehen aus 3 Räumen, einen eigenen Abort und einem Stallraum. Die 2 Wohnungen des Erdgeschosses haben im Dachgeschoss noch je eine Kammer. Gemeinsam von den 4 Familien werden genutzt die Eingangshalle, das Treppenhaus, die Flure und der Garten. Reihenhäuser, zweigeschossig, traufständig, massives Gebäude. Keller in Beton, aufgehendes Mauerwerk bis zur Fensterbrüstung des Obergeschosses in Ziegelstein-Sichtmauerwerk, darüber verputztes Schwemmsteinmauerwerk. Die Putzflächen sind profiliert und nicht gestrichen. Tür- und Fensteröffnungen im Erdgeschoss sind mit profilierten Betonstürzen überdeckt. Holzbalkendecken, Holzdachstuhl mit Dachpfannen, Holzfenster, Holztüren, ursprünglich an den Fenstern des Erdgeschosses Klappläden. Hinter den Wohnhäusern stehen im Hofbereich rechtwinkelig zur Gebäudehauptachse zweigeschossige Toilettenanbauten und daran anschließend Stallgebäude. Die Toilettenanbauten sind in der Gestaltung den Hauptgebäuden angepasst, sie haben kleine Satteldächer, die in die Hauptdächer eingekehlt sind. Die Stallgebäude sind eingeschossig und besitzen ebenfalls Satteldächer. Ausführung sonst wie oben. Zur gestalterischen Auflockerung der langen Hauszeile Mokwastraße sind die Häuser etwa 3 m gegenüber der Bauflucht der mittleren Häuser vorgesetzt. Die vorgenannten Häuser sind mit einem giebelständigen Satteldach ausgestattet. Die Firstlinie liegt auf der Haustrennwand. Die angrenzenden traufständigen Dächer sind in dieses Giebeldach eingekehlt. | 1925–1926                 | 16. Dezember 1987                                         | 120             |
| Wohnhaus (Bergarbeitersiedlung)                 | Wohnhaus (Bergarbeitersiedlung)                 | Hückelhoven Mokwastraße 19 Karte                     | Bergarbeiterwohnhaus als Teil einer langen Hauszeile. Die Hauszeile ist in den Fluchten jeweils in Vierhausgruppen stark gegliedert und in der Höhe dem Geländeverlauf entsprechend gestaffelt. Massives Gebäude, teilunterkellert, eingeschossig mit vollausgebautem Mansarddach, traufenständig, Mauerwerk in Ziegelstein, Tür und Fensteröffnungen mit stark profilierten Betonstürzen überdeckt, Holzbalkendecken, Holzdachkonstruktion mit Tonpfanneneindeckung, in der Mittelachse des Daches ist eine 2-Fenster-Dachgaube vorhanden. Das Gaubendach ist in das Oberdach des Mansarddaches integriert. Holztüren und Holzfenster. Hinter den Wohnhäusern sind Hofgebäude vorhanden, in denen auch die Toiletten untergebracht sind. Eingeschossige Gebäude, Satteldächer, Ausführung sonst wie die Wohnhäuser. | 1920                      | 5. August 1991                                            | 237             |
| Wohnhaus (Bergarbeitersiedlung)                 | Wohnhaus (Bergarbeitersiedlung)                 | Hückelhoven Mokwastraße 20 Karte                     | Die Bergarbeitersiedlungshäuser Mokwastraße wurden in den Jahren 1925 bis 1926 durch die Gewerkschaft Sophia-Jacoba errichtet. Architekt war Dipl.-Arch. E. E. Strasser. Bergarbeiter-Siedlungshäuser, Haustyp: Zweispänner-Mietwohnhaus mit 4 Wohnungen für kleine Familien. Grundrissmaß 8,00 m × 13,80 m. Die Wohnungen bestehen aus 3 Räumen, einen eigenen Abort und einem Stallraum. Die 2 Wohnungen des Erdgeschosses haben im Dachgeschoss noch je eine Kammer. Gemeinsam von den 4 Familien werden genutzt die Eingangshalle, das Treppenhaus, die Flure und der Garten. Reihenhäuser, zweigeschossig, traufständig, massives Gebäude. Keller in Beton, aufgehendes Mauerwerk bis zur Fensterbrüstung des Obergeschosses in Ziegelstein-Sichtmauerwerk, darüber verputztes Schwemmsteinmauerwerk. Die Putzflächen sind profiliert und nicht gestrichen. Tür- und Fensteröffnungen im Erdgeschoss sind mit profilierten Betonstürzen überdeckt. Holzbalkendecken, Holzdachstuhl mit Dachpfannen, Holzfenster, Holztüren, ursprünglich an den Fenstern des Erdgeschosses Klappläden. Hinter den Wohnhäusern stehen im Hofbereich rechtwinkelig zur Gebäudehauptachse zweigeschossige Toilettenanbauten und daran anschließend Stallgebäude. Die Toilettenanbauten sind in der Gestaltung den Hauptgebäuden angepasst, sie haben kleine Satteldächer, die in die Hauptdächer eingekehlt sind. Die Stallgebäude sind eingeschossig und besitzen ebenfalls Satteldächer. Ausführung sonst wie oben. Zur gestalterischen Auflockerung der langen Hauszeile Mokwastraße sind die Häuser etwa 3 m gegenüber der Bauflucht der mittleren Häuser vorgesetzt. Die vorgenannten Häuser sind mit einem giebelständigen Satteldach ausgestattet. Die Firstlinie liegt auf der Haustrennwand. Die angrenzenden traufständigen Dächer sind in dieses Giebeldach eingekehlt. | 1925–1926                 | 16. Dezember 1987                                         | 121             |
| Wohnhaus (Bergarbeitersiedlung)                 | Wohnhaus (Bergarbeitersiedlung)                 | Hückelhoven Mokwastraße 21 Karte                     | Bergarbeiterwohnhaus als Teil einer langen Hauszeile. Die Hauszeile ist in den Fluchten jeweils in Vierhausgruppen stark gegliedert und in der Höhe dem Geländeverlauf entsprechend gestaffelt. Massives Gebäude, teilunterkellert, eingeschossig mit vollausgebautem Mansarddach, traufenständig, Mauerwerk in Ziegelstein, Tür und Fensteröffnungen mit stark profilierten Betonstürzen überdeckt, Holzbalkendecken, Holzdachkonstruktion mit Tonpfanneneindeckung, in der Mittelachse des Daches ist eine 2-Fenster-Dachgaube vorhanden. Das Gaubendach ist in das Oberdach des Mansarddaches integriert. Holztüren und Holzfenster. Hinter den Wohnhäusern sind Hofgebäude vorhanden, in denen auch die Toiletten untergebracht sind. Eingeschossige Gebäude, Satteldächer, Ausführung sonst wie die Wohnhäuser. | 1920                      | 5. August 1991                                            | 238             |
| Wohnhaus (Bergarbeitersiedlung)                 | Wohnhaus (Bergarbeitersiedlung)                 | Hückelhoven Mokwastraße 22 Karte                     | Die Bergarbeitersiedlungshäuser Mokwastraße wurden in den Jahren 1925 bis 1926 durch die Gewerkschaft Sophia-Jacoba errichtet. Architekt war Dipl.-Arch. E. E. Strasser. Bergarbeiter-Siedlungshäuser, Haustyp: Zweispänner-Mietwohnhaus mit 4 Wohnungen für kleine Familien. Grundrissmaß 8,00 m × 13,80 m. Die Wohnungen bestehen aus 3 Räumen, einen eigenen Abort und einem Stallraum. Die 2 Wohnungen des Erdgeschosses haben im Dachgeschoss noch je eine Kammer. Gemeinsam von den 4 Familien werden genutzt die Eingangshalle, das Treppenhaus, die Flure und der Garten. Reihenhäuser, zweigeschossig, traufständig, massives Gebäude. Keller in Beton, aufgehendes Mauerwerk bis zur Fensterbrüstung des Obergeschosses in Ziegelstein-Sichtmauerwerk, darüber verputztes Schwemmsteinmauerwerk. Die Putzflächen sind profiliert und nicht gestrichen. Tür- und Fensteröffnungen im Erdgeschoss sind mit profilierten Betonstürzen überdeckt. Holzbalkendecken, Holzdachstuhl mit Dachpfannen, Holzfenster, Holztüren, ursprünglich an den Fenstern des Erdgeschosses Klappläden. Hinter den Wohnhäusern stehen im Hofbereich rechtwinkelig zur Gebäudehauptachse zweigeschossige Toilettenanbauten und daran anschließend Stallgebäude. Die Toilettenanbauten sind in der Gestaltung den Hauptgebäuden angepasst, sie haben kleine Satteldächer, die in die Hauptdächer eingekehlt sind. Die Stallgebäude sind eingeschossig und besitzen ebenfalls Satteldächer. Ausführung sonst wie oben. Zur gestalterischen Auflockerung der langen Hauszeile Mokwastraße sind die Häuser etwa 3 m gegenüber der Bauflucht der mittleren Häuser vorgesetzt. Die vorgenannten Häuser sind mit einem giebelständigen Satteldach ausgestattet. Die Firstlinie liegt auf der Haustrennwand. Die angrenzenden traufständigen Dächer sind in dieses Giebeldach eingekehlt. | 1925–1926                 | 16. Dezember 1987                                         | 122             |
| Wohnhaus (Bergarbeitersiedlung)                 | Wohnhaus (Bergarbeitersiedlung)                 | Hückelhoven Mokwastraße 23 Karte                     | Bergarbeiterwohnhaus als Teil einer langen Hauszeile. Die Hauszeile ist in den Fluchten jeweils in Vierhausgruppen stark gegliedert und in der Höhe dem Geländeverlauf entsprechend gestaffelt. Massives Gebäude, teilunterkellert, eingeschossig mit vollausgebautem Mansarddach, traufenständig, Mauerwerk in Ziegelstein, Tür und Fensteröffnungen mit stark profilierten Betonstürzen überdeckt, Holzbalkendecken, Holzdachkonstruktion mit Tonpfanneneindeckung, in der Mittelachse des Daches ist eine 2-Fenster-Dachgaube vorhanden. Das Gaubendach ist in das Oberdach des Mansarddaches integriert. Holztüren und Holzfenster. Hinter den Wohnhäusern sind Hofgebäude vorhanden, in denen auch die Toiletten untergebracht sind. Eingeschossige Gebäude, Satteldächer, Ausführung sonst wie die Wohnhäuser. | 1920                      | 5. August 1991                                            | 239             |
| Wohnhaus (Bergarbeitersiedlung)                 | Wohnhaus (Bergarbeitersiedlung)                 | Hückelhoven Mokwastraße 24 Karte                     | Die Bergarbeitersiedlungshäuser Mokwastraße wurden in den Jahren 1925 bis 1926 durch die Gewerkschaft Sophia-Jacoba errichtet. Architekt war Dipl.-Arch. E. E. Strasser. Bergarbeiter-Siedlungshäuser, Haustyp: Zweispänner-Mietwohnhaus mit 4 Wohnungen für kleine Familien. Grundrissmaß 8,00 m × 13,80 m. Die Wohnungen bestehen aus 3 Räumen, einen eigenen Abort und einem Stallraum. Die 2 Wohnungen des Erdgeschosses haben im Dachgeschoss noch je eine Kammer. Gemeinsam von den 4 Familien werden genutzt die Eingangshalle, das Treppenhaus, die Flure und der Garten. Reihenhäuser, zweigeschossig, traufständig, massives Gebäude. Keller in Beton, aufgehendes Mauerwerk bis zur Fensterbrüstung des Obergeschosses in Ziegelstein-Sichtmauerwerk, darüber verputztes Schwemmsteinmauerwerk. Die Putzflächen sind profiliert und nicht gestrichen. Tür- und Fensteröffnungen im Erdgeschoss sind mit profilierten Betonstürzen überdeckt. Holzbalkendecken, Holzdachstuhl mit Dachpfannen, Holzfenster, Holztüren, ursprünglich an den Fenstern des Erdgeschosses Klappläden. Hinter den Wohnhäusern stehen im Hofbereich rechtwinkelig zur Gebäudehauptachse zweigeschossige Toilettenanbauten und daran anschließend Stallgebäude. Die Toilettenanbauten sind in der Gestaltung den Hauptgebäuden angepasst, sie haben kleine Satteldächer, die in die Hauptdächer eingekehlt sind. Die Stallgebäude sind eingeschossig und besitzen ebenfalls Satteldächer. Ausführung sonst wie oben. Zur gestalterischen Auflockerung der langen Hauszeile Mokwastraße sind die Häuser etwa 3 m gegenüber der Bauflucht der mittleren Häuser vorgesetzt. Die vorgenannten Häuser sind mit einem giebelständigen Satteldach ausgestattet. Die Firstlinie liegt auf der Haustrennwand. Die angrenzenden traufständigen Dächer sind in dieses Giebeldach eingekehlt. | 1925–1926                 | 16. Dezember 1987                                         | 123             |
| Wohnhaus (Bergarbeitersiedlung)                 | Wohnhaus (Bergarbeitersiedlung)                 | Hückelhoven Mokwastraße 25 Karte                     | Bergarbeiterwohnhaus als Teil einer langen Hauszeile. Die Hauszeile ist in den Fluchten jeweils in Vierhausgruppen stark gegliedert und in der Höhe dem Geländeverlauf entsprechend gestaffelt. Massives Gebäude, teilunterkellert, eingeschossig mit vollausgebautem Mansarddach, traufenständig, Mauerwerk in Ziegelstein, Tür und Fensteröffnungen mit stark profilierten Betonstürzen überdeckt, Holzbalkendecken, Holzdachkonstruktion mit Tonpfanneneindeckung, in der Mittelachse des Daches ist eine 2-Fenster-Dachgaube vorhanden. Das Gaubendach ist in das Oberdach des Mansarddaches integriert. Holztüren und Holzfenster. Hinter den Wohnhäusern sind Hofgebäude vorhanden, in denen auch die Toiletten untergebracht sind. Eingeschossige Gebäude, Satteldächer, Ausführung sonst wie die Wohnhäuser. | 1920                      | 5. August 1991                                            | 240             |
| Wohnhaus (Bergarbeitersiedlung)                 | Wohnhaus (Bergarbeitersiedlung)                 | Hückelhoven Mokwastraße 26 Karte                     | Die Bergarbeitersiedlungshäuser Mokwastraße wurden in den Jahren 1925 bis 1926 durch die Gewerkschaft Sophia-Jacoba errichtet. Architekt war Dipl.-Arch. E. E. Strasser. Bergarbeiter-Siedlungshäuser, Haustyp: Zweispänner-Mietwohnhaus mit 4 Wohnungen für kleine Familien. Grundrissmaß 8,00 m × 13,80 m. Die Wohnungen bestehen aus 3 Räumen, einen eigenen Abort und einem Stallraum. Die 2 Wohnungen des Erdgeschosses haben im Dachgeschoss noch je eine Kammer. Gemeinsam von den 4 Familien werden genutzt die Eingangshalle, das Treppenhaus, die Flure und der Garten. Reihenhäuser, zweigeschossig, traufständig, massives Gebäude. Keller in Beton, aufgehendes Mauerwerk bis zur Fensterbrüstung des Obergeschosses in Ziegelstein-Sichtmauerwerk, darüber verputztes Schwemmsteinmauerwerk. Die Putzflächen sind profiliert und nicht gestrichen. Tür- und Fensteröffnungen im Erdgeschoss sind mit profilierten Betonstürzen überdeckt. Holzbalkendecken, Holzdachstuhl mit Dachpfannen, Holzfenster, Holztüren, ursprünglich an den Fenstern des Erdgeschosses Klappläden. Hinter den Wohnhäusern stehen im Hofbereich rechtwinkelig zur Gebäudehauptachse zweigeschossige Toilettenanbauten und daran anschließend Stallgebäude. Die Toilettenanbauten sind in der Gestaltung den Hauptgebäuden angepasst, sie haben kleine Satteldächer, die in die Hauptdächer eingekehlt sind. Die Stallgebäude sind eingeschossig und besitzen ebenfalls Satteldächer. Ausführung sonst wie oben. Zur gestalterischen Auflockerung der langen Hauszeile Mokwastraße sind die Häuser etwa 3 m gegenüber der Bauflucht der mittleren Häuser vorgesetzt. Die vorgenannten Häuser sind mit einem giebelständigen Satteldach ausgestattet. Die Firstlinie liegt auf der Haustrennwand. Die angrenzenden traufständigen Dächer sind in dieses Giebeldach eingekehlt. | 1925–1926                 | 16. Dezember 1987                                         | 124             |
| Wohnhaus (Bergarbeitersiedlung)                 | Wohnhaus (Bergarbeitersiedlung)                 | Hückelhoven Mokwastraße 27 Karte                     | Bergarbeiterwohnhaus als Teil einer langen Hauszeile. Die Hauszeile ist in den Fluchten jeweils in Vierhausgruppen stark gegliedert und in der Höhe dem Geländeverlauf entsprechend gestaffelt. Massives Gebäude, teilunterkellert, eingeschossig mit vollausgebautem Mansarddach, traufenständig, Mauerwerk in Ziegelstein, Tür und Fensteröffnungen mit stark profilierten Betonstürzen überdeckt, Holzbalkendecken, Holzdachkonstruktion mit Tonpfanneneindeckung, in der Mittelachse des Daches ist eine 2-Fenster-Dachgaube vorhanden. Das Gaubendach ist in das Oberdach des Mansarddaches integriert. Holztüren und Holzfenster. Hinter den Wohnhäusern sind Hofgebäude vorhanden, in denen auch die Toiletten untergebracht sind. Eingeschossige Gebäude, Satteldächer, Ausführung sonst wie die Wohnhäuser. | 1920                      | 5. August 1991                                            | 241             |
| Wohnhaus (Bergarbeitersiedlung)                 | Wohnhaus (Bergarbeitersiedlung)                 | Hückelhoven Mokwastraße 28 Karte                     | Die Bergarbeitersiedlungshäuser Mokwastraße wurden in den Jahren 1925 bis 1926 durch die Gewerkschaft Sophia-Jacoba errichtet. Architekt war Dipl.-Arch. E. E. Strasser. Bergarbeiter-Siedlungshäuser, Haustyp: Zweispänner-Mietwohnhaus mit 4 Wohnungen für kleine Familien. Grundrissmaß 8,00 m × 13,80 m. Die Wohnungen bestehen aus 3 Räumen, einen eigenen Abort und einem Stallraum. Die 2 Wohnungen des Erdgeschosses haben im Dachgeschoss noch je eine Kammer. Gemeinsam von den 4 Familien werden genutzt die Eingangshalle, das Treppenhaus, die Flure und der Garten. Reihenhäuser, zweigeschossig, traufständig, massives Gebäude. Keller in Beton, aufgehendes Mauerwerk bis zur Fensterbrüstung des Obergeschosses in Ziegelstein-Sichtmauerwerk, darüber verputztes Schwemmsteinmauerwerk. Die Putzflächen sind profiliert und nicht gestrichen. Tür- und Fensteröffnungen im Erdgeschoss sind mit profilierten Betonstürzen überdeckt. Holzbalkendecken, Holzdachstuhl mit Dachpfannen, Holzfenster, Holztüren, ursprünglich an den Fenstern des Erdgeschosses Klappläden. Hinter den Wohnhäusern stehen im Hofbereich rechtwinkelig zur Gebäudehauptachse zweigeschossige Toilettenanbauten und daran anschließend Stallgebäude. Die Toilettenanbauten sind in der Gestaltung den Hauptgebäuden angepasst, sie haben kleine Satteldächer, die in die Hauptdächer eingekehlt sind. Die Stallgebäude sind eingeschossig und besitzen ebenfalls Satteldächer. Ausführung sonst wie oben. Zur gestalterischen Auflockerung der langen Hauszeile Mokwastraße sind die Häuser etwa 3 m gegenüber der Bauflucht der mittleren Häuser vorgesetzt. Die vorgenannten Häuser sind mit einem giebelständigen Satteldach ausgestattet. Die Firstlinie liegt auf der Haustrennwand. Die angrenzenden traufständigen Dächer sind in dieses Giebeldach eingekehlt. | 1925–1926                 | 16. Dezember 1987                                         | 125             |
| Wohnhaus (Bergarbeitersiedlung)                 | Wohnhaus (Bergarbeitersiedlung)                 | Hückelhoven Mokwastraße 29 Karte                     | Bergarbeiterwohnhaus als Teil einer langen Hauszeile. Die Hauszeile ist in den Fluchten jeweils in Vierhausgruppen stark gegliedert und in der Höhe dem Geländeverlauf entsprechend gestaffelt. Massives Gebäude, teilunterkellert, eingeschossig mit vollausgebautem Mansarddach, traufenständig, Mauerwerk in Ziegelstein, Tür und Fensteröffnungen mit stark profilierten Betonstürzen überdeckt, Holzbalkendecken, Holzdachkonstruktion mit Tonpfanneneindeckung, in der Mittelachse des Daches ist eine 2-Fenster-Dachgaube vorhanden. Das Gaubendach ist in das Oberdach des Mansarddaches integriert. Holztüren und Holzfenster. Hinter den Wohnhäusern sind Hofgebäude vorhanden, in denen auch die Toiletten untergebracht sind. Eingeschossige Gebäude, Satteldächer, Ausführung sonst wie die Wohnhäuser. | 1920                      | 5. August 1991                                            | 242             |
| Wohnhaus (Bergarbeitersiedlung)                 | Wohnhaus (Bergarbeitersiedlung)                 | Hückelhoven Mokwastraße 30 Karte                     | Die Bergarbeitersiedlungshäuser Mokwastraße wurden in den Jahren 1925 bis 1926 durch die Gewerkschaft Sophia-Jacoba errichtet. Architekt war Dipl.-Arch. E. E. Strasser. Bergarbeiter-Siedlungshäuser, Haustyp: Zweispänner-Mietwohnhaus mit 4 Wohnungen für kleine Familien. Grundrissmaß 8,00 m × 13,80 m. Die Wohnungen bestehen aus 3 Räumen, einen eigenen Abort und einem Stallraum. Die 2 Wohnungen des Erdgeschosses haben im Dachgeschoss noch je eine Kammer. Gemeinsam von den 4 Familien werden genutzt die Eingangshalle, das Treppenhaus, die Flure und der Garten. Reihenhäuser, zweigeschossig, traufständig, massives Gebäude. Keller in Beton, aufgehendes Mauerwerk bis zur Fensterbrüstung des Obergeschosses in Ziegelstein-Sichtmauerwerk, darüber verputztes Schwemmsteinmauerwerk. Die Putzflächen sind profiliert und nicht gestrichen. Tür- und Fensteröffnungen im Erdgeschoss sind mit profilierten Betonstürzen überdeckt. Holzbalkendecken, Holzdachstuhl mit Dachpfannen, Holzfenster, Holztüren, ursprünglich an den Fenstern des Erdgeschosses Klappläden. Hinter den Wohnhäusern stehen im Hofbereich rechtwinkelig zur Gebäudehauptachse zweigeschossige Toilettenanbauten und daran anschließend Stallgebäude. Die Toilettenanbauten sind in der Gestaltung den Hauptgebäuden angepasst, sie haben kleine Satteldächer, die in die Hauptdächer eingekehlt sind. Die Stallgebäude sind eingeschossig und besitzen ebenfalls Satteldächer. Ausführung sonst wie oben. Zur gestalterischen Auflockerung der langen Hauszeile Mokwastraße sind die Häuser etwa 3 m gegenüber der Bauflucht der mittleren Häuser vorgesetzt. Die vorgenannten Häuser sind mit einem giebelständigen Satteldach ausgestattet. Die Firstlinie liegt auf der Haustrennwand. Die angrenzenden traufständigen Dächer sind in dieses Giebeldach eingekehlt. | 1925–1926                 | 16. Dezember 1987                                         | 126             |
| Wohnhaus (Bergarbeitersiedlung)                 | Wohnhaus (Bergarbeitersiedlung)                 | Hückelhoven Mokwastraße 31 Karte                     | Bergarbeiterwohnhaus als Teil einer langen Hauszeile. Die Hauszeile ist in den Fluchten jeweils in Vierhausgruppen stark gegliedert und in der Höhe dem Geländeverlauf entsprechend gestaffelt. Massives Gebäude, teilunterkellert, eingeschossig mit vollausgebautem Mansarddach, traufenständig, Mauerwerk in Ziegelstein, Tür und Fensteröffnungen mit stark profilierten Betonstürzen überdeckt, Holzbalkendecken, Holzdachkonstruktion mit Tonpfanneneindeckung, in der Mittelachse des Daches ist eine 2-Fenster-Dachgaube vorhanden. Das Gaubendach ist in das Oberdach des Mansarddaches integriert. Holztüren und Holzfenster. Hinter den Wohnhäusern sind Hofgebäude vorhanden, in denen auch die Toiletten untergebracht sind. Eingeschossige Gebäude, Satteldächer, Ausführung sonst wie die Wohnhäuser. | 1920                      | 5. August 1991                                            | 270             |
| Wohnhaus (Bergarbeitersiedlung)                 | Wohnhaus (Bergarbeitersiedlung)                 | Hückelhoven Mokwastraße 33 Karte                     | Bergarbeiterwohnhaus als Teil einer langen Hauszeile. Die Hauszeile ist in den Fluchten jeweils in Vierhausgruppen stark gegliedert und in der Höhe dem Geländeverlauf entsprechend gestaffelt. Massives Gebäude, teilunterkellert, eingeschossig mit vollausgebautem Mansarddach, traufenständig, Mauerwerk in Ziegelstein, Tür und Fensteröffnungen mit stark profilierten Betonstürzen überdeckt, Holzbalkendecken, Holzdachkonstruktion mit Tonpfanneneindeckung, in der Mittelachse des Daches ist eine 2-Fenster-Dachgaube vorhanden. Das Gaubendach ist in das Oberdach des Mansarddaches integriert. Holztüren und Holzfenster. Hinter den Wohnhäusern sind Hofgebäude vorhanden, in denen auch die Toiletten untergebracht sind. Eingeschossige Gebäude, Satteldächer, Ausführung sonst wie die Wohnhäuser. | 1920                      | 5. August 1991                                            | 271             |
| Wohnhaus (Bergarbeitersiedlung)                 | Wohnhaus (Bergarbeitersiedlung)                 | Hückelhoven Mokwastraße 35 Karte                     | Bergarbeiterwohnhaus als Teil einer langen Hauszeile. Die Hauszeile ist in den Fluchten jeweils in Vierhausgruppen stark gegliedert und in der Höhe dem Geländeverlauf entsprechend gestaffelt. Massives Gebäude, teilunterkellert, eingeschossig mit vollausgebautem Mansarddach, traufenständig, Mauerwerk in Ziegelstein, Tür und Fensteröffnungen mit stark profilierten Betonstürzen überdeckt, Holzbalkendecken, Holzdachkonstruktion mit Tonpfanneneindeckung, in der Mittelachse des Daches ist eine 2-Fenster-Dachgaube vorhanden. Das Gaubendach ist in das Oberdach des Mansarddaches integriert. Holztüren und Holzfenster. Hinter den Wohnhäusern sind Hofgebäude vorhanden, in denen auch die Toiletten untergebracht sind. Eingeschossige Gebäude, Satteldächer, Ausführung sonst wie die Wohnhäuser. | 1920                      | 5. August 1991                                            | 243             |
| Wohnhaus (Bergarbeitersiedlung)                 | Wohnhaus (Bergarbeitersiedlung)                 | Hückelhoven Mokwastraße 37 Karte                     | Bergarbeiterwohnhaus als Teil einer langen Hauszeile. Die Hauszeile ist in den Fluchten jeweils in Vierhausgruppen stark gegliedert und in der Höhe dem Geländeverlauf entsprechend gestaffelt. Massives Gebäude, teilunterkellert, eingeschossig mit vollausgebautem Mansarddach, traufenständig, Mauerwerk in Ziegelstein, Tür und Fensteröffnungen mit stark profilierten Betonstürzen überdeckt, Holzbalkendecken, Holzdachkonstruktion mit Tonpfanneneindeckung, in der Mittelachse des Daches ist eine 2-Fenster-Dachgaube vorhanden. Das Gaubendach ist in das Oberdach des Mansarddaches integriert. Holztüren und Holzfenster. Hinter den Wohnhäusern sind Hofgebäude vorhanden, in denen auch die Toiletten untergebracht sind. Eingeschossige Gebäude, Satteldächer, Ausführung sonst wie die Wohnhäuser. | 1920                      | 5. August 1991                                            | 272             |
| Wohnhaus (Bergarbeitersiedlung)                 | Wohnhaus (Bergarbeitersiedlung)                 | Hückelhoven Mokwastraße 39 Karte                     | Bergarbeiterwohnhaus als Teil einer langen Hauszeile. Die Hauszeile ist in den Fluchten jeweils in Vierhausgruppen stark gegliedert und in der Höhe dem Geländeverlauf entsprechend gestaffelt. Massives Gebäude, teilunterkellert, eingeschossig mit vollausgebautem Mansarddach, traufenständig, Mauerwerk in Ziegelstein, Tür und Fensteröffnungen mit stark profilierten Betonstürzen überdeckt, Holzbalkendecken, Holzdachkonstruktion mit Tonpfanneneindeckung, in der Mittelachse des Daches ist eine 2-Fenster-Dachgaube vorhanden. Das Gaubendach ist in das Oberdach des Mansarddaches integriert. Holztüren und Holzfenster. Hinter den Wohnhäusern sind Hofgebäude vorhanden, in denen auch die Toiletten untergebracht sind. Eingeschossige Gebäude, Satteldächer, Ausführung sonst wie die Wohnhäuser. | 1920                      | 5. August 1991                                            | 273             |
| Wohnhaus (Bergarbeitersiedlung)                 | Wohnhaus (Bergarbeitersiedlung)                 | Hückelhoven Mokwastraße 41 Karte                     | Bergarbeiterwohnhaus als Teil einer langen Hauszeile. Die Hauszeile ist in den Fluchten jeweils in Vierhausgruppen stark gegliedert und in der Höhe dem Geländeverlauf entsprechend gestaffelt. Massives Gebäude, teilunterkellert, eingeschossig mit vollausgebautem Mansarddach, traufenständig, Mauerwerk in Ziegelstein, Tür und Fensteröffnungen mit stark profilierten Betonstürzen überdeckt, Holzbalkendecken, Holzdachkonstruktion mit Tonpfanneneindeckung, in der Mittelachse des Daches ist eine 2-Fenster-Dachgaube vorhanden. Das Gaubendach ist in das Oberdach des Mansarddaches integriert. Holztüren und Holzfenster. Hinter den Wohnhäusern sind Hofgebäude vorhanden, in denen auch die Toiletten untergebracht sind. Eingeschossige Gebäude, Satteldächer, Ausführung sonst wie die Wohnhäuser. | 1920                      | 5. August 1991                                            | 274             |
| Wohnhaus (Bergarbeitersiedlung)                 | Wohnhaus (Bergarbeitersiedlung)                 | Hückelhoven Mokwastraße 43 Karte                     | Bergarbeiterwohnhaus als Teil einer langen Hauszeile. Die Hauszeile ist in den Fluchten jeweils in Vierhausgruppen stark gegliedert und in der Höhe dem Geländeverlauf entsprechend gestaffelt. Massives Gebäude, teilunterkellert, eingeschossig mit vollausgebautem Mansarddach, traufenständig, Mauerwerk in Ziegelstein, Tür und Fensteröffnungen mit stark profilierten Betonstürzen überdeckt, Holzbalkendecken, Holzdachkonstruktion mit Tonpfanneneindeckung, in der Mittelachse des Daches ist eine 2-Fenster-Dachgaube vorhanden. Das Gaubendach ist in das Oberdach des Mansarddaches integriert. Holztüren und Holzfenster. Hinter den Wohnhäusern sind Hofgebäude vorhanden, in denen auch die Toiletten untergebracht sind. Eingeschossige Gebäude, Satteldächer, Ausführung sonst wie die Wohnhäuser. | 1920                      | 5. August 1991                                            | 244             |
| Wohnhaus (Bergarbeitersiedlung)                 | Wohnhaus (Bergarbeitersiedlung)                 | Hückelhoven Mokwastraße 45 Karte                     | Bergarbeiterwohnhaus als Teil einer langen Hauszeile. Die Hauszeile ist in den Fluchten jeweils in Vierhausgruppen stark gegliedert und in der Höhe dem Geländeverlauf entsprechend gestaffelt. Massives Gebäude, teilunterkellert, eingeschossig mit vollausgebautem Mansarddach, traufenständig, Mauerwerk in Ziegelstein, Tür und Fensteröffnungen mit stark profilierten Betonstürzen überdeckt, Holzbalkendecken, Holzdachkonstruktion mit Tonpfanneneindeckung, in der Mittelachse des Daches ist eine 2-Fenster-Dachgaube vorhanden. Das Gaubendach ist in das Oberdach des Mansarddaches integriert. Holztüren und Holzfenster. Hinter den Wohnhäusern sind Hofgebäude vorhanden, in denen auch die Toiletten untergebracht sind. Eingeschossige Gebäude, Satteldächer, Ausführung sonst wie die Wohnhäuser. | 1920                      | 5. August 1991                                            | 245             |
| Wohnhaus (Bergarbeitersiedlung)                 | Wohnhaus (Bergarbeitersiedlung)                 | Hückelhoven Mokwastraße 47 Karte                     | Bergarbeiterwohnhaus als Teil einer langen Hauszeile. Die Hauszeile ist in den Fluchten jeweils in Vierhausgruppen stark gegliedert und in der Höhe dem Geländeverlauf entsprechend gestaffelt. Massives Gebäude, teilunterkellert, eingeschossig mit vollausgebautem Mansarddach, traufenständig, Mauerwerk in Ziegelstein, Tür und Fensteröffnungen mit stark profilierten Betonstürzen überdeckt, Holzbalkendecken, Holzdachkonstruktion mit Tonpfanneneindeckung, in der Mittelachse des Daches ist eine 2-Fenster-Dachgaube vorhanden. Das Gaubendach ist in das Oberdach des Mansarddaches integriert. Holztüren und Holzfenster. Hinter den Wohnhäusern sind Hofgebäude vorhanden, in denen auch die Toiletten untergebracht sind. Eingeschossige Gebäude, Satteldächer, Ausführung sonst wie die Wohnhäuser. | 1920                      | 5. August 1991                                            | 246             |
| Wohnhaus (Bergarbeitersiedlung)                 | Wohnhaus (Bergarbeitersiedlung)                 | Hückelhoven Mokwastraße 49 Karte                     | Bergarbeiterwohnhaus als Teil einer langen Hauszeile. Die Hauszeile ist in den Fluchten jeweils in Vierhausgruppen stark gegliedert und in der Höhe dem Geländeverlauf entsprechend gestaffelt. Massives Gebäude, teilunterkellert, eingeschossig mit vollausgebautem Mansarddach, traufenständig, Mauerwerk in Ziegelstein, Tür und Fensteröffnungen mit stark profilierten Betonstürzen überdeckt, Holzbalkendecken, Holzdachkonstruktion mit Tonpfanneneindeckung, in der Mittelachse des Daches ist eine 2-Fenster-Dachgaube vorhanden. Das Gaubendach ist in das Oberdach des Mansarddaches integriert. Holztüren und Holzfenster. Hinter den Wohnhäusern sind Hofgebäude vorhanden, in denen auch die Toiletten untergebracht sind. Eingeschossige Gebäude, Satteldächer, Ausführung sonst wie die Wohnhäuser. | 1920                      | 5. August 1991                                            | 247             |
| Wohnhaus (Bergarbeitersiedlung)                 | Wohnhaus (Bergarbeitersiedlung)                 | Hückelhoven Mokwastraße 51 Karte                     | Bergarbeiterwohnhaus als Teil einer langen Hauszeile. Die Hauszeile ist in den Fluchten jeweils in Vierhausgruppen stark gegliedert und in der Höhe dem Geländeverlauf entsprechend gestaffelt. Massives Gebäude, teilunterkellert, eingeschossig mit vollausgebautem Mansarddach, traufenständig, Mauerwerk in Ziegelstein, Tür und Fensteröffnungen mit stark profilierten Betonstürzen überdeckt, Holzbalkendecken, Holzdachkonstruktion mit Tonpfanneneindeckung, in der Mittelachse des Daches ist eine 2-Fenster-Dachgaube vorhanden. Das Gaubendach ist in das Oberdach des Mansarddaches integriert. Holztüren und Holzfenster. Hinter den Wohnhäusern sind Hofgebäude vorhanden, in denen auch die Toiletten untergebracht sind. Eingeschossige Gebäude, Satteldächer, Ausführung sonst wie die Wohnhäuser. | 1920                      | 5. August 1991                                            | 248             |
| Wohnhaus (Bergarbeitersiedlung)                 | Wohnhaus (Bergarbeitersiedlung)                 | Hückelhoven Mokwastraße 53 Karte                     | Bergarbeiterwohnhaus als Teil einer langen Hauszeile. Die Hauszeile ist in den Fluchten jeweils in Vierhausgruppen stark gegliedert und in der Höhe dem Geländeverlauf entsprechend gestaffelt. Massives Gebäude, teilunterkellert, eingeschossig mit vollausgebautem Mansarddach, traufenständig, Mauerwerk in Ziegelstein, Tür und Fensteröffnungen mit stark profilierten Betonstürzen überdeckt, Holzbalkendecken, Holzdachkonstruktion mit Tonpfanneneindeckung, in der Mittelachse des Daches ist eine 2-Fenster-Dachgaube vorhanden. Das Gaubendach ist in das Oberdach des Mansarddaches integriert. Holztüren und Holzfenster. Hinter den Wohnhäusern sind Hofgebäude vorhanden, in denen auch die Toiletten untergebracht sind. Eingeschossige Gebäude, Satteldächer, Ausführung sonst wie die Wohnhäuser. | 1920                      | 5. August 1991                                            | 249             |
| Wohnhaus (Bergarbeitersiedlung)                 | Wohnhaus (Bergarbeitersiedlung)                 | Hückelhoven Mokwastraße 55 Karte                     | Bergarbeiterwohnhaus als Teil einer langen Hauszeile. Die Hauszeile ist in den Fluchten jeweils in Vierhausgruppen stark gegliedert und in der Höhe dem Geländeverlauf entsprechend gestaffelt. Massives Gebäude, teilunterkellert, eingeschossig mit vollausgebautem Mansarddach, traufenständig, Mauerwerk in Ziegelstein, Tür und Fensteröffnungen mit stark profilierten Betonstürzen überdeckt, Holzbalkendecken, Holzdachkonstruktion mit Tonpfanneneindeckung, in der Mittelachse des Daches ist eine 2-Fenster-Dachgaube vorhanden. Das Gaubendach ist in das Oberdach des Mansarddaches integriert. Holztüren und Holzfenster. Hinter den Wohnhäusern sind Hofgebäude vorhanden, in denen auch die Toiletten untergebracht sind. Eingeschossige Gebäude, Satteldächer, Ausführung sonst wie die Wohnhäuser. | 1920                      | 5. August 1991                                            | 250             |
| Wohnhaus (Bergarbeitersiedlung)                 | Wohnhaus (Bergarbeitersiedlung)                 | Hückelhoven Mokwastraße 57 Karte                     | Bergarbeiterwohnhaus als Teil einer langen Hauszeile. Die Hauszeile ist in den Fluchten jeweils in Vierhausgruppen stark gegliedert und in der Höhe dem Geländeverlauf entsprechend gestaffelt. Massives Gebäude, teilunterkellert, eingeschossig mit vollausgebautem Mansarddach, traufenständig, Mauerwerk in Ziegelstein, Tür und Fensteröffnungen mit stark profilierten Betonstürzen überdeckt, Holzbalkendecken, Holzdachkonstruktion mit Tonpfanneneindeckung, in der Mittelachse des Daches ist eine 2-Fenster-Dachgaube vorhanden. Das Gaubendach ist in das Oberdach des Mansarddaches integriert. Holztüren und Holzfenster. Hinter den Wohnhäusern sind Hofgebäude vorhanden, in denen auch die Toiletten untergebracht sind. Eingeschossige Gebäude, Satteldächer, Ausführung sonst wie die Wohnhäuser. | 1920                      | 5. August 1991                                            | 251             |
| Wohnhaus (Bergarbeitersiedlung)                 | Wohnhaus (Bergarbeitersiedlung)                 | Hückelhoven Mokwastraße 59 / Friedrichplatz 39 Karte | Bergarbeiterwohnhaus als Teil einer langen Hauszeile. Die Hauszeile ist in den Fluchten jeweils in Vierhausgruppen stark gegliedert und in der Höhe dem Geländeverlauf entsprechend gestaffelt. Massives Gebäude, teilunterkellert, eingeschossig mit vollausgebautem Mansarddach, traufenständig, Mauerwerk in Ziegelstein, Tür und Fensteröffnungen mit stark profilierten Betonstürzen überdeckt, Holzbalkendecken, Holzdachkonstruktion mit Tonpfanneneindeckung, in der Mittelachse des Daches ist eine 2-Fenster-Dachgaube vorhanden. Das Gaubendach ist in das Oberdach des Mansarddaches integriert. Holztüren und Holzfenster. Hinter den Wohnhäusern sind Hofgebäude vorhanden, in denen auch die Toiletten untergebracht sind. Eingeschossige Gebäude, Satteldächer, Ausführung sonst wie die Wohnhäuser. | 1920                      | 5. August 1991                                            | 288             |
| Wohnhaus (Bergarbeitersiedlung)                 | Wohnhaus (Bergarbeitersiedlung)                 | Hückelhoven Mokwastraße 61 / Friedrichplatz 40 Karte | Bergarbeiterwohnhaus als Teil einer langen Hauszeile. Die Hauszeile ist in den Fluchten jeweils in Vierhausgruppen stark gegliedert und in der Höhe dem Geländeverlauf entsprechend gestaffelt. Massives Gebäude, teilunterkellert, eingeschossig mit vollausgebautem Mansarddach, traufenständig, Mauerwerk in Ziegelstein, Tür und Fensteröffnungen mit stark profilierten Betonstürzen überdeckt, Holzbalkendecken, Holzdachkonstruktion mit Tonpfanneneindeckung, in der Mittelachse des Daches ist eine 2-Fenster-Dachgaube vorhanden. Das Gaubendach ist in das Oberdach des Mansarddaches integriert. Holztüren und Holzfenster. Hinter den Wohnhäusern sind Hofgebäude vorhanden, in denen auch die Toiletten untergebracht sind. Eingeschossige Gebäude, Satteldächer, Ausführung sonst wie die Wohnhäuser. | 1920                      | 5. August 1991                                            | 298             |
| Wohnhaus (Bergarbeitersiedlung)                 | Wohnhaus (Bergarbeitersiedlung)                 | Hückelhoven Mokwastraße 63 Karte                     | Bergarbeiterwohnhaus als Teil einer langen Hauszeile. Die Hauszeile ist in den Fluchten jeweils in Vierhausgruppen stark gegliedert und in der Höhe dem Geländeverlauf entsprechend gestaffelt. Massives Gebäude, teilunterkellert, eingeschossig mit vollausgebautem Mansarddach, traufenständig, Mauerwerk in Ziegelstein, Tür und Fensteröffnungen mit stark profilierten Betonstürzen überdeckt, Holzbalkendecken, Holzdachkonstruktion mit Tonpfanneneindeckung, in der Mittelachse des Daches ist eine 2-Fenster-Dachgaube vorhanden. Das Gaubendach ist in das Oberdach des Mansarddaches integriert. Holztüren und Holzfenster. Hinter den Wohnhäusern sind Hofgebäude vorhanden, in denen auch die Toiletten untergebracht sind. Eingeschossige Gebäude, Satteldächer, Ausführung sonst wie die Wohnhäuser. | 1920                      | 5. August 1991                                            | 252             |
| Wohnhaus (Bergarbeitersiedlung)                 | Wohnhaus (Bergarbeitersiedlung)                 | Hückelhoven Mokwastraße 65 Karte                     | Bergarbeiterwohnhaus als Teil einer langen Hauszeile. Die Hauszeile ist in den Fluchten jeweils in Vierhausgruppen stark gegliedert und in der Höhe dem Geländeverlauf entsprechend gestaffelt. Massives Gebäude, teilunterkellert, eingeschossig mit vollausgebautem Mansarddach, traufenständig, Mauerwerk in Ziegelstein, Tür und Fensteröffnungen mit stark profilierten Betonstürzen überdeckt, Holzbalkendecken, Holzdachkonstruktion mit Tonpfanneneindeckung, in der Mittelachse des Daches ist eine 2-Fenster-Dachgaube vorhanden. Das Gaubendach ist in das Oberdach des Mansarddaches integriert. Holztüren und Holzfenster. Hinter den Wohnhäusern sind Hofgebäude vorhanden, in denen auch die Toiletten untergebracht sind. Eingeschossige Gebäude, Satteldächer, Ausführung sonst wie die Wohnhäuser. | 1920                      | 5. August 1991                                            | 253             |
| Wohnhaus (Bergarbeitersiedlung)                 | Wohnhaus (Bergarbeitersiedlung)                 | Hückelhoven Mokwastraße 67 Karte                     | Bergarbeiterwohnhaus als Teil einer langen Hauszeile. Die Hauszeile ist in den Fluchten jeweils in Vierhausgruppen stark gegliedert und in der Höhe dem Geländeverlauf entsprechend gestaffelt. Massives Gebäude, teilunterkellert, eingeschossig mit vollausgebautem Mansarddach, traufenständig, Mauerwerk in Ziegelstein, Tür und Fensteröffnungen mit stark profilierten Betonstürzen überdeckt, Holzbalkendecken, Holzdachkonstruktion mit Tonpfanneneindeckung, in der Mittelachse des Daches ist eine 2-Fenster-Dachgaube vorhanden. Das Gaubendach ist in das Oberdach des Mansarddaches integriert. Holztüren und Holzfenster. Hinter den Wohnhäusern sind Hofgebäude vorhanden, in denen auch die Toiletten untergebracht sind. Eingeschossige Gebäude, Satteldächer, Ausführung sonst wie die Wohnhäuser. | 1920                      | 5. August 1991                                            | 254             |
| Wohnhaus (Bergarbeitersiedlung)                 | Wohnhaus (Bergarbeitersiedlung)                 | Hückelhoven Mokwastraße 69 Karte                     | Bergarbeiterwohnhaus als Teil einer langen Hauszeile. Die Hauszeile ist in den Fluchten jeweils in Vierhausgruppen stark gegliedert und in der Höhe dem Geländeverlauf entsprechend gestaffelt. Massives Gebäude, teilunterkellert, eingeschossig mit vollausgebautem Mansarddach, traufenständig, Mauerwerk in Ziegelstein, Tür und Fensteröffnungen mit stark profilierten Betonstürzen überdeckt, Holzbalkendecken, Holzdachkonstruktion mit Tonpfanneneindeckung, in der Mittelachse des Daches ist eine 2-Fenster-Dachgaube vorhanden. Das Gaubendach ist in das Oberdach des Mansarddaches integriert. Holztüren und Holzfenster. Hinter den Wohnhäusern sind Hofgebäude vorhanden, in denen auch die Toiletten untergebracht sind. Eingeschossige Gebäude, Satteldächer, Ausführung sonst wie die Wohnhäuser. | 1920                      | 5. August 1991                                            | 255             |
| Wohnhaus (Bergarbeitersiedlung)                 | Wohnhaus (Bergarbeitersiedlung)                 | Hückelhoven Mokwastraße 71 Karte                     | Bergarbeiterwohnhaus als Teil einer langen Hauszeile. Die Hauszeile ist in den Fluchten jeweils in Vierhausgruppen stark gegliedert und in der Höhe dem Geländeverlauf entsprechend gestaffelt. Massives Gebäude, teilunterkellert, eingeschossig mit vollausgebautem Mansarddach, traufenständig, Mauerwerk in Ziegelstein, Tür und Fensteröffnungen mit stark profilierten Betonstürzen überdeckt, Holzbalkendecken, Holzdachkonstruktion mit Tonpfanneneindeckung, in der Mittelachse des Daches ist eine 2-Fenster-Dachgaube vorhanden. Das Gaubendach ist in das Oberdach des Mansarddaches integriert. Holztüren und Holzfenster. Hinter den Wohnhäusern sind Hofgebäude vorhanden, in denen auch die Toiletten untergebracht sind. Eingeschossige Gebäude, Satteldächer, Ausführung sonst wie die Wohnhäuser. | 1920                      | 5. August 1991                                            | 256             |
| Wohnhaus (Bergarbeitersiedlung)                 | Wohnhaus (Bergarbeitersiedlung)                 | Hückelhoven Mokwastraße 73 Karte                     | Bergarbeiterwohnhaus als Teil einer langen Hauszeile. Die Hauszeile ist in den Fluchten jeweils in Vierhausgruppen stark gegliedert und in der Höhe dem Geländeverlauf entsprechend gestaffelt. Massives Gebäude, teilunterkellert, eingeschossig mit vollausgebautem Mansarddach, traufenständig, Mauerwerk in Ziegelstein, Tür und Fensteröffnungen mit stark profilierten Betonstürzen überdeckt, Holzbalkendecken, Holzdachkonstruktion mit Tonpfanneneindeckung, in der Mittelachse des Daches ist eine 2-Fenster-Dachgaube vorhanden. Das Gaubendach ist in das Oberdach des Mansarddaches integriert. Holztüren und Holzfenster. Hinter den Wohnhäusern sind Hofgebäude vorhanden, in denen auch die Toiletten untergebracht sind. Eingeschossige Gebäude, Satteldächer, Ausführung sonst wie die Wohnhäuser. | 1920                      | 5. August 1991                                            | 257             |
| Wohnhaus (Bergarbeitersiedlung)                 | Wohnhaus (Bergarbeitersiedlung)                 | Hückelhoven Mokwastraße 75 Karte                     | Bergarbeiterwohnhaus als Teil einer langen Hauszeile. Die Hauszeile ist in den Fluchten jeweils in Vierhausgruppen stark gegliedert und in der Höhe dem Geländeverlauf entsprechend gestaffelt. Massives Gebäude, teilunterkellert, eingeschossig mit vollausgebautem Mansarddach, traufenständig, Mauerwerk in Ziegelstein, Tür und Fensteröffnungen mit stark profilierten Betonstürzen überdeckt, Holzbalkendecken, Holzdachkonstruktion mit Tonpfanneneindeckung, in der Mittelachse des Daches ist eine 2-Fenster-Dachgaube vorhanden. Das Gaubendach ist in das Oberdach des Mansarddaches integriert. Holztüren und Holzfenster. Hinter den Wohnhäusern sind Hofgebäude vorhanden, in denen auch die Toiletten untergebracht sind. Eingeschossige Gebäude, Satteldächer, Ausführung sonst wie die Wohnhäuser. | 1920                      | 5. August 1991                                            | 258             |
| Wohnhaus (Bergarbeitersiedlung)                 | Wohnhaus (Bergarbeitersiedlung)                 | Hückelhoven Mokwastraße 77 Karte                     | Bergarbeiterwohnhaus als Teil einer langen Hauszeile. Die Hauszeile ist in den Fluchten jeweils in Vierhausgruppen stark gegliedert und in der Höhe dem Geländeverlauf entsprechend gestaffelt. Massives Gebäude, teilunterkellert, eingeschossig mit vollausgebautem Mansarddach, traufenständig, Mauerwerk in Ziegelstein, Tür und Fensteröffnungen mit stark profilierten Betonstürzen überdeckt, Holzbalkendecken, Holzdachkonstruktion mit Tonpfanneneindeckung, in der Mittelachse des Daches ist eine 2-Fenster-Dachgaube vorhanden. Das Gaubendach ist in das Oberdach des Mansarddaches integriert. Holztüren und Holzfenster. Hinter den Wohnhäusern sind Hofgebäude vorhanden, in denen auch die Toiletten untergebracht sind. Eingeschossige Gebäude, Satteldächer, Ausführung sonst wie die Wohnhäuser. | 1920                      | 5. August 1991                                            | 275             |
| Wohnhaus (Bergarbeitersiedlung)                 | Wohnhaus (Bergarbeitersiedlung)                 | Hückelhoven Mokwastraße 79 Karte                     | Bergarbeiterwohnhaus als Teil einer langen Hauszeile. Die Hauszeile ist in den Fluchten jeweils in Vierhausgruppen stark gegliedert und in der Höhe dem Geländeverlauf entsprechend gestaffelt. Massives Gebäude, teilunterkellert, eingeschossig mit vollausgebautem Mansarddach, traufenständig, Mauerwerk in Ziegelstein, Tür und Fensteröffnungen mit stark profilierten Betonstürzen überdeckt, Holzbalkendecken, Holzdachkonstruktion mit Tonpfanneneindeckung, in der Mittelachse des Daches ist eine 2-Fenster-Dachgaube vorhanden. Das Gaubendach ist in das Oberdach des Mansarddaches integriert. Holztüren und Holzfenster. Hinter den Wohnhäusern sind Hofgebäude vorhanden, in denen auch die Toiletten untergebracht sind. Eingeschossige Gebäude, Satteldächer, Ausführung sonst wie die Wohnhäuser. | 1920                      | 5. August 1991                                            | 276             |
| Wohnhaus (Bergarbeitersiedlung)                 | Wohnhaus (Bergarbeitersiedlung)                 | Hückelhoven Mokwastraße 81 Karte                     | Bergarbeiterwohnhaus als Teil einer langen Hauszeile. Die Hauszeile ist in den Fluchten jeweils in Vierhausgruppen stark gegliedert und in der Höhe dem Geländeverlauf entsprechend gestaffelt. Massives Gebäude, teilunterkellert, eingeschossig mit vollausgebautem Mansarddach, traufenständig, Mauerwerk in Ziegelstein, Tür und Fensteröffnungen mit stark profilierten Betonstürzen überdeckt, Holzbalkendecken, Holzdachkonstruktion mit Tonpfanneneindeckung, in der Mittelachse des Daches ist eine 2-Fenster-Dachgaube vorhanden. Das Gaubendach ist in das Oberdach des Mansarddaches integriert. Holztüren und Holzfenster. Hinter den Wohnhäusern sind Hofgebäude vorhanden, in denen auch die Toiletten untergebracht sind. Eingeschossige Gebäude, Satteldächer, Ausführung sonst wie die Wohnhäuser. | 1920                      | 5. August 1991                                            | 259             |
| Wohnhaus (Bergarbeitersiedlung)                 | Wohnhaus (Bergarbeitersiedlung)                 | Hückelhoven Mokwastraße 83a Karte                    | Bergarbeiterwohnhaus als Teil einer langen Hauszeile. Die Hauszeile ist in den Fluchten jeweils in Vierhausgruppen stark gegliedert und in der Höhe dem Geländeverlauf entsprechend gestaffelt. Massives Gebäude, teilunterkellert, eingeschossig mit vollausgebautem Mansarddach, traufenständig, Mauerwerk in Ziegelstein, Tür und Fensteröffnungen mit stark profilierten Betonstürzen überdeckt, Holzbalkendecken, Holzdachkonstruktion mit Tonpfanneneindeckung, in der Mittelachse des Daches ist eine 2-Fenster-Dachgaube vorhanden. Das Gaubendach ist in das Oberdach des Mansarddaches integriert. Holztüren und Holzfenster. Hinter den Wohnhäusern sind Hofgebäude vorhanden, in denen auch die Toiletten untergebracht sind. Eingeschossige Gebäude, Satteldächer, Ausführung sonst wie die Wohnhäuser. | 1920                      | 5. August 1991                                            | 260             |
| Wohnhaus (Bergarbeitersiedlung)                 | Wohnhaus (Bergarbeitersiedlung)                 | Hückelhoven Mokwastraße 83b Karte                    | Bergarbeiterwohnhaus als Teil einer langen Hauszeile. Die Hauszeile ist in den Fluchten jeweils in Vierhausgruppen stark gegliedert und in der Höhe dem Geländeverlauf entsprechend gestaffelt. Massives Gebäude, teilunterkellert, eingeschossig mit vollausgebautem Mansarddach, traufenständig, Mauerwerk in Ziegelstein, Tür und Fensteröffnungen mit stark profilierten Betonstürzen überdeckt, Holzbalkendecken, Holzdachkonstruktion mit Tonpfanneneindeckung, in der Mittelachse des Daches ist eine 2-Fenster-Dachgaube vorhanden. Das Gaubendach ist in das Oberdach des Mansarddaches integriert. Holztüren und Holzfenster. Hinter den Wohnhäusern sind Hofgebäude vorhanden, in denen auch die Toiletten untergebracht sind. Eingeschossige Gebäude, Satteldächer, Ausführung sonst wie die Wohnhäuser. | 1920                      | 5. August 1991                                            | 261             |
| Wohnhaus (Bergarbeitersiedlung)                 | Wohnhaus (Bergarbeitersiedlung)                 | Hückelhoven Mokwastraße 85 Karte                     | Bergarbeiterwohnhaus als Teil einer langen Hauszeile. Die Hauszeile ist in den Fluchten jeweils in Vierhausgruppen stark gegliedert und in der Höhe dem Geländeverlauf entsprechend gestaffelt. Massives Gebäude, teilunterkellert, eingeschossig mit vollausgebautem Mansarddach, traufenständig, Mauerwerk in Ziegelstein, Tür und Fensteröffnungen mit stark profilierten Betonstürzen überdeckt, Holzbalkendecken, Holzdachkonstruktion mit Tonpfanneneindeckung, in der Mittelachse des Daches ist eine 2-Fenster-Dachgaube vorhanden. Das Gaubendach ist in das Oberdach des Mansarddaches integriert. Holztüren und Holzfenster. Hinter den Wohnhäusern sind Hofgebäude vorhanden, in denen auch die Toiletten untergebracht sind. Eingeschossige Gebäude, Satteldächer, Ausführung sonst wie die Wohnhäuser. | 1920                      | 5. August 1991                                            | 262             |
| Wohnhaus (Bergarbeitersiedlung)                 | Wohnhaus (Bergarbeitersiedlung)                 | Hückelhoven Mokwastraße 87 Karte                     | Bergarbeiterwohnhaus als Teil einer langen Hauszeile. Die Hauszeile ist in den Fluchten jeweils in Vierhausgruppen stark gegliedert und in der Höhe dem Geländeverlauf entsprechend gestaffelt. Massives Gebäude, teilunterkellert, eingeschossig mit vollausgebautem Mansarddach, traufenständig, Mauerwerk in Ziegelstein, Tür und Fensteröffnungen mit stark profilierten Betonstürzen überdeckt, Holzbalkendecken, Holzdachkonstruktion mit Tonpfanneneindeckung, in der Mittelachse des Daches ist eine 2-Fenster-Dachgaube vorhanden. Das Gaubendach ist in das Oberdach des Mansarddaches integriert. Holztüren und Holzfenster. Hinter den Wohnhäusern sind Hofgebäude vorhanden, in denen auch die Toiletten untergebracht sind. Eingeschossige Gebäude, Satteldächer, Ausführung sonst wie die Wohnhäuser. | 1920                      | 5. August 1991                                            | 277             |
| Wohnhaus (Bergarbeitersiedlung)                 | Wohnhaus (Bergarbeitersiedlung)                 | Hückelhoven Mokwastraße 89 Karte                     | Bergarbeiterwohnhaus als Teil einer langen Hauszeile. Die Hauszeile ist in den Fluchten jeweils in Vierhausgruppen stark gegliedert und in der Höhe dem Geländeverlauf entsprechend gestaffelt. Massives Gebäude, teilunterkellert, eingeschossig mit vollausgebautem Mansarddach, traufenständig, Mauerwerk in Ziegelstein, Tür und Fensteröffnungen mit stark profilierten Betonstürzen überdeckt, Holzbalkendecken, Holzdachkonstruktion mit Tonpfanneneindeckung, in der Mittelachse des Daches ist eine 2-Fenster-Dachgaube vorhanden. Das Gaubendach ist in das Oberdach des Mansarddaches integriert. Holztüren und Holzfenster. Hinter den Wohnhäusern sind Hofgebäude vorhanden, in denen auch die Toiletten untergebracht sind. Eingeschossige Gebäude, Satteldächer, Ausführung sonst wie die Wohnhäuser. | 1920                      | 5. August 1991                                            | 278             |
| Wohnhaus (Bergarbeitersiedlung)                 | Wohnhaus (Bergarbeitersiedlung)                 | Hückelhoven Mokwastraße 91 Karte                     | Bergarbeiterwohnhaus als Teil einer langen Hauszeile. Die Hauszeile ist in den Fluchten jeweils in Vierhausgruppen stark gegliedert und in der Höhe dem Geländeverlauf entsprechend gestaffelt. Massives Gebäude, teilunterkellert, eingeschossig mit vollausgebautem Mansarddach, traufenständig, Mauerwerk in Ziegelstein, Tür und Fensteröffnungen mit stark profilierten Betonstürzen überdeckt, Holzbalkendecken, Holzdachkonstruktion mit Tonpfanneneindeckung, in der Mittelachse des Daches ist eine 2-Fenster-Dachgaube vorhanden. Das Gaubendach ist in das Oberdach des Mansarddaches integriert. Holztüren und Holzfenster. Hinter den Wohnhäusern sind Hofgebäude vorhanden, in denen auch die Toiletten untergebracht sind. Eingeschossige Gebäude, Satteldächer, Ausführung sonst wie die Wohnhäuser. | 1920                      | 5. August 1991                                            | 263             |
| Wohnhaus (Bergarbeitersiedlung)                 | Wohnhaus (Bergarbeitersiedlung)                 | Hückelhoven Mokwastraße 93 Karte                     | Bergarbeiterwohnhaus als Teil einer langen Hauszeile. Die Hauszeile ist in den Fluchten jeweils in Vierhausgruppen stark gegliedert und in der Höhe dem Geländeverlauf entsprechend gestaffelt. Massives Gebäude, teilunterkellert, eingeschossig mit vollausgebautem Mansarddach, traufenständig, Mauerwerk in Ziegelstein, Tür und Fensteröffnungen mit stark profilierten Betonstürzen überdeckt, Holzbalkendecken, Holzdachkonstruktion mit Tonpfanneneindeckung, in der Mittelachse des Daches ist eine 2-Fenster-Dachgaube vorhanden. Das Gaubendach ist in das Oberdach des Mansarddaches integriert. Holztüren und Holzfenster. Hinter den Wohnhäusern sind Hofgebäude vorhanden, in denen auch die Toiletten untergebracht sind. Eingeschossige Gebäude, Satteldächer, Ausführung sonst wie die Wohnhäuser. | 1920                      | 5. August 1991                                            | 264             |
| Wohnhaus (Bergarbeitersiedlung)                 | Wohnhaus (Bergarbeitersiedlung)                 | Hückelhoven Mokwastraße 95 Karte                     | Bergarbeiterwohnhaus als Teil einer langen Hauszeile. Die Hauszeile ist in den Fluchten jeweils in Vierhausgruppen stark gegliedert und in der Höhe dem Geländeverlauf entsprechend gestaffelt. Massives Gebäude, teilunterkellert, eingeschossig mit vollausgebautem Mansarddach, traufenständig, Mauerwerk in Ziegelstein, Tür und Fensteröffnungen mit stark profilierten Betonstürzen überdeckt, Holzbalkendecken, Holzdachkonstruktion mit Tonpfanneneindeckung, in der Mittelachse des Daches ist eine 2-Fenster-Dachgaube vorhanden. Das Gaubendach ist in das Oberdach des Mansarddaches integriert. Holztüren und Holzfenster. Hinter den Wohnhäusern sind Hofgebäude vorhanden, in denen auch die Toiletten untergebracht sind. Eingeschossige Gebäude, Satteldächer, Ausführung sonst wie die Wohnhäuser. | 1920                      | 5. August 1991                                            | 265             |
| Wohnhaus (Bergarbeitersiedlung)                 | Wohnhaus (Bergarbeitersiedlung)                 | Hückelhoven Mokwastraße 97 Karte                     | Bergarbeiterwohnhaus als Teil einer langen Hauszeile. Die Hauszeile ist in den Fluchten jeweils in Vierhausgruppen stark gegliedert und in der Höhe dem Geländeverlauf entsprechend gestaffelt. Massives Gebäude, teilunterkellert, eingeschossig mit vollausgebautem Mansarddach, traufenständig, Mauerwerk in Ziegelstein, Tür und Fensteröffnungen mit stark profilierten Betonstürzen überdeckt, Holzbalkendecken, Holzdachkonstruktion mit Tonpfanneneindeckung, in der Mittelachse des Daches ist eine 2-Fenster-Dachgaube vorhanden. Das Gaubendach ist in das Oberdach des Mansarddaches integriert. Holztüren und Holzfenster. Hinter den Wohnhäusern sind Hofgebäude vorhanden, in denen auch die Toiletten untergebracht sind. Eingeschossige Gebäude, Satteldächer, Ausführung sonst wie die Wohnhäuser. | 1920                      | 5. August 1991                                            | 266             |
| Wohnhaus (Bergarbeitersiedlung)                 | Wohnhaus (Bergarbeitersiedlung)                 | Hückelhoven Mokwastraße 99 Karte                     | Bergarbeiterwohnhaus als Teil einer langen Hauszeile. Die Hauszeile ist in den Fluchten jeweils in Vierhausgruppen stark gegliedert und in der Höhe dem Geländeverlauf entsprechend gestaffelt. Massives Gebäude, teilunterkellert, eingeschossig mit vollausgebautem Mansarddach, traufenständig, Mauerwerk in Ziegelstein, Tür und Fensteröffnungen mit stark profilierten Betonstürzen überdeckt, Holzbalkendecken, Holzdachkonstruktion mit Tonpfanneneindeckung, in der Mittelachse des Daches ist eine 2-Fenster-Dachgaube vorhanden. Das Gaubendach ist in das Oberdach des Mansarddaches integriert. Holztüren und Holzfenster. Hinter den Wohnhäusern sind Hofgebäude vorhanden, in denen auch die Toiletten untergebracht sind. Eingeschossige Gebäude, Satteldächer, Ausführung sonst wie die Wohnhäuser. | 1920                      | 5. August 1991                                            | 267             |
| Wohnhaus (Bergarbeitersiedlung)                 | Wohnhaus (Bergarbeitersiedlung)                 | Hückelhoven Mokwastraße 101 Karte                    | Bergarbeiterwohnhaus als Teil einer langen Hauszeile. Die Hauszeile ist in den Fluchten jeweils in Vierhausgruppen stark gegliedert und in der Höhe dem Geländeverlauf entsprechend gestaffelt. Massives Gebäude, teilunterkellert, eingeschossig mit vollausgebautem Mansarddach, traufenständig, Mauerwerk in Ziegelstein, Tür und Fensteröffnungen mit stark profilierten Betonstürzen überdeckt, Holzbalkendecken, Holzdachkonstruktion mit Tonpfanneneindeckung, in der Mittelachse des Daches ist eine 2-Fenster-Dachgaube vorhanden. Das Gaubendach ist in das Oberdach des Mansarddaches integriert. Holztüren und Holzfenster. Hinter den Wohnhäusern sind Hofgebäude vorhanden, in denen auch die Toiletten untergebracht sind. Eingeschossige Gebäude, Satteldächer, Ausführung sonst wie die Wohnhäuser. | 1920                      | 5. August 1991                                            | 268             |
| Wohnhaus (Bergarbeitersiedlung)                 | Wohnhaus (Bergarbeitersiedlung)                 | Hückelhoven Mokwastraße 103 Karte                    | Bergarbeiterwohnhaus als Teil einer langen Hauszeile. Die Hauszeile ist in den Fluchten jeweils in Vierhausgruppen stark gegliedert und in der Höhe dem Geländeverlauf entsprechend gestaffelt. Massives Gebäude, teilunterkellert, eingeschossig mit vollausgebautem Mansarddach, traufenständig, Mauerwerk in Ziegelstein, Tür und Fensteröffnungen mit stark profilierten Betonstürzen überdeckt, Holzbalkendecken, Holzdachkonstruktion mit Tonpfanneneindeckung, in der Mittelachse des Daches ist eine 2-Fenster-Dachgaube vorhanden. Das Gaubendach ist in das Oberdach des Mansarddaches integriert. Holztüren und Holzfenster. Hinter den Wohnhäusern sind Hofgebäude vorhanden, in denen auch die Toiletten untergebracht sind. Eingeschossige Gebäude, Satteldächer, Ausführung sonst wie die Wohnhäuser. | 1920                      | 5. August 1991                                            | 269             |
| Wohnhaus                                        | Wohnhaus                                        | Doveren Mölleberg 63 Karte                           | Wohnhaus, zweigeschossig, Fachwerk, Erdgeschoss zum Teil in Backstein erneuert, 18. Jahrhundert | 18. Jh.                   | 6. Juli 1987                                              | 102             |
| Grabmal Pfarrer Poll Hochkreuz                  | Grabmal Pfarrer Poll Hochkreuz                  | Hilfarth Nohlmannstraße (Friedhof) Karte             | Sandstein-Hochkreuz auf Blausteinbasis, ohne Korpus, Priestergrab; 1869 (Inschrift). Das Kreuz wurde 1981 restauriert. | 1869                      | 5. November 1985                                          | 64              |
| Grabmale, sowie Kriegsgefallene                 | Grabmale, sowie Kriegsgefallene                 | Hilfarth Nohlmannstraße (Friedhof) Karte             | Kreuzgruppe mit Gedenktafeln, Blaustein, Kreuz mit Bronzekorpus, 2 Bronze-Statuen: 1928 (Inschrift) | 1928                      | 6. November 1985                                          | 71              |
| Wohnhaus                                        | Wohnhaus                                        | Hilfarth Nohlmannstraße 20 Karte                     | Backstein-Gebäudekomplex, zweigeschossiges Hauptgebäude, Satteldach, 8 Achsen, Erdgeschoss Fenster erneuert. | 1647                      | 11. Juli 1988                                             | 230             |
| Wohnhaus                                        | Wohnhaus                                        | Hilfarth Nohlmannstraße 22 / 24 Karte                | Dreiflügelige Backstein-Hofanlage, weiß geschlämmt, Satteldächer, z. T. noch Holzblockrahmen; 18./19. Jahrhundert (Kern älter). (Ehemaliges Franziskanerinnenkloster St. Leonhard wurde 1802 aufgelöst) | 18./19. Jh.               | 11. Juli 1988                                             | 229             |
| Kath. Pfarrkirche St. Stephanus                 | Kath. Pfarrkirche St. Stephanus                 | Kleingladbach Palandstraße 64 Karte                  | Dreischiffige Backsteinkirche mit polygonalem Chor und Westturm; Mittelschiff und Chor 15./16. Jahrhundert, Seitenschiff mit 5 querstehenden Satteldächern 17. Jahrhundert, Turm 19. Jahrhundert. | 19. Jh.                   | 12. Januar 1983                                           | 19              |
| Hochkreuz alter Friedhof                        | Hochkreuz alter Friedhof                        | Kleingladbach Palandstraße Karte                     | Neugotisch, Sandstein, Basis Basaltlava, Steinkorpus, Figurennische mit Konsole, Familiengruft Vuras; 1884 (Inschrift). | 1884                      | 6. November 1985                                          | 66              |
| Barockkreuz in der Kirchenmauer                 | Barockkreuz in der Kirchenmauer                 | Kleingladbach Palandstraße Karte                     | Blausteinkreuz in barocken Formen mit Abendmahlkelch mit Deckel und Kreuz. Darunter eine Inschrift in lateinischer Sprache, die nachweist, dass am 2. Februar 1775 der Pastor aus Kleingladbach, Humbroich, verstorben ist. Unter der Inschrift sind eine Sanduhr und ein Totenkopf eingemeißelt sowie die Buchstaben RIP. | 1775                      | 18. März 1988                                             | 100             |
| Missionskreuz (Vorplatz Kirche)                 | Missionskreuz (Vorplatz Kirche)                 | Kleingladbach Palandstraße Karte                     | Holzkreuz mit Dach, Holzkorpus, Missionskreuz; 1747 (Inschrift) Fortschreibung vom 21. August 1996: Das Missionskreuz wurde 1991/92 restauriert und hängt nach wie vor an der Außenwand der denkmalgeschützten Scheune des Anwesens Kleingladbach, Palandstraße 58 (ehemaliges Gericht). Das Kruzifix wurde 1993/94 restauriert, wobei auch die Dornenkrone wiederhergestellt wurde. Seit März 1996 hängt das Kruzifix an einem schlichten Holzkreuz im Innenraum der Kath. Pfarrkirche St. Stephanus, Kleingladbach, um ihn vor Witterungseinflüssen zu bewahren. | 1747                      | 6. November 1985                                          | 70              |
| Wegekreuz                                       | Wegekreuz                                       | Kleingladbach Palandstraße / Im Siel Karte           | Wegekreuz aus Blaustein, gestrichen, Figurennische und Korpus, Basis Basaltlava; 1888 (Inschrift) | 1888                      | 21. Januar 1983                                           | 36              |
| ehem.Gericht                                    | ehem.Gericht                                    | Kleingladbach Palandstraße 56 Karte                  | 4-flügelige Backstein-Hofanlage, Wohnhaus 3-geschossig, 3-achsig, mit Pilasterordnung, daneben 2-geschossiger 5-achsiger Anbau, zugehörig 2 Fachwerk-Flügel. 19. Jahrhundert. Das ehemalige Gerichtsgebäude besteht heute aus zwei Gebäudehälften auf separaten Parzellen. Das Gebäude Palandstraße 56 bildet eine bauliche Einheit mit dem Nachbarhaus Palandstraße 58 | 19. Jh.                   | 22. Juni 1987                                             | 96              |
| ehem.Gericht                                    | ehem.Gericht                                    | Kleingladbach Palandstraße 58 Karte                  | 4-flügelige Backstein-Hofanlage, Wohnhaus 3-geschossig, 3-achsig, mit Pilasterordnung, daneben 2-geschossiger 5-achsiger Anbau, zugehörig 2 Fachwerk-Flügel. 19. Jahrhundert. Das ehemalige Gerichtsgebäude besteht heute aus zwei Gebäudehälften auf separaten Parzellen. Das Gebäude Palandstraße 58 bildet eine bauliche Einheit mit dem Nachbarhaus Palandstraße 56 | 19. Jh.                   | 30. April 1987                                            | 95              |
| ehem.Kloster/Kaplanei                           | ehem.Kloster/Kaplanei                           | Kleingladbach Palandstraße 61 Karte                  | 2-flügeliges Wohnhaus, massiv, Backstein, 2 Geschosse, Satteldach, 5 Achsen, Haustürachse übergiebelt, Blausteintürgewände, Blausteinfensterbänke, Einfriedigungsmauer mit Eisengitter, Nebengebäude, Ende 19. Jahrhundert. | 19. Jh.                   | 6. Juli 1987                                              | 105             |
| Wohnhaus                                        | Wohnhaus                                        | Kleingladbach Palandstraße 78 Karte                  | 3-flügeliger Fachwerkhof, zum Teil in Backstein erneuert, Satteldach, Schwebegiebel, Wohnhaus giebelständig, Erdgeschoss Backstein; 1686 (Inschrift), im 19. Jahrhundert zum Teil erneuert, am Wohngebäude 1983 Fassade restauriert. | 1686                      | 29. Oktober 1985                                          | 46              |
| Wegekreuz                                       | Wegekreuz                                       | Brachelen Randerather Weg Karte                      | Wegekreuz aus Blaustein mit Relief-Korpus, Familienwappen, Konsole, zum Teil erneuert; 1706 (Inschrift) | 1706                      | 19. Januar 1983                                           | 22              |
| Rathaus Doveren                                 | Rathaus Doveren                                 | Doveren Rathausstraße 1 Karte                        | Ehemaliges Rathaus, zweigeschossig, Backstein, fünf Achsen, Mittelachse betont, Ende des 19. Jahrhunderts. Das Gebäude wurde zu einem Wohnhaus umgebaut. | 19. Jh.                   | 29. Oktober 1985                                          | 47              |
| Hochkreuz                                       | Hochkreuz                                       | Ratheim Ratheimer Markt vor Nr. 1 Karte              | Neugotisches Hochkreuz aus Werkstein, gestrichen, mit Korpus und Figurennische, Basis Blaustein; 1670 (Inschrift) | 1670                      | 21. Januar 1983                                           | 34              |
| Altes Rathaus                                   | Altes Rathaus                                   | Ratheim Ratheimer Markt 1 Karte                      | Verwaltungsgebäude, 2 Geschosse, Backstein, verputzt und gestrichen, Satteldach, Marktseite 8 Achsen und Eingangsvorbau, Hofseite 11 Achsen und Dachaufbau; 1880 (Kern älter?). | 1880                      | 28. November 1985                                         | 85              |
| Wohnhaus (Bergarbeitersiedlung)                 | Wohnhaus (Bergarbeitersiedlung)                 | Ratheim Ratheimer Markt 5 Karte                      | 2 Geschosse, 2 Achsen, Erdgeschoss massiv (früher Fachwerk), Obergeschoss Fachwerk, Satteldach, 18. Jahrhundert, ursprünglich eine Einheit mit dem Nachbargebäude Ratheimer Markt 7 | 18. Jh.                   | 2 Mai. Juli 1989                                          | 233             |
| Wohnhaus (Bergarbeitersiedlung)                 | Wohnhaus (Bergarbeitersiedlung)                 | Ratheim Ratheimer Markt 7 Karte                      | 2 Geschosse, 2 Achsen, Erdgeschoss massiv (früher Fachwerk), Obergeschoss Fachwerk, Satteldach, 18. Jahrhundert, ursprünglich eine Einheit mit dem Nachbargebäude Ratheimer Markt 5 | 18. Jh.                   | 2. Mai 1989                                               | 234             |
| Wohnhaus                                        | Wohnhaus                                        | Doveren Robert - Jansen - Straße 10 Karte            | Dreigeschossiges Wohnhaus einer Hofanlage mit 5 Achsen, Backstein, Front Quaderputz, Türgewände und Fensterbänke in Blaustein, Krüppelwalmdach, Ankersplinte 1715. (Alte Bürgermeisterei Haus Mackenstein) | 1715                      | 25. Mai 1992                                              | 327             |
| Hochkreuz Friedhof                              | Hochkreuz Friedhof                              | Rurich Römerstraße Karte                             | Neugotisches Kreuz, Sandstein, Basis Basaltlava, Steinkorpus, 5 Tafeln mit Bibelversen an der Basis; um 1900, das Kreuz wurde 1981 restauriert. | 1900                      | 5. November 1985                                          | 65              |
| Grabanlage Porten/Bockelkamp                    | Grabanlage Porten/Bockelkamp                    | Rurich Römerstraße Karte                             | Familiengruft, Basis und Sarkophag belgischer Granit, Oberteil roter Granit, reich gegliedert mit 2 Steinfiguren und Marmoreinlagen, 1892 (Inschrift). | 1892                      | 6. Juli 1987                                              | 107             |
| Priestergrab Bienenfeld                         | Priestergrab Bienenfeld                         | Rurich Römerstraße Karte                             | Stele mit aufgesetztem Kreuz auf kreuzförmiger Überdachung. Rankenzierrat. Im Stelensockel Relief eines Kelcheles mit Oblate, darunter Inschriftfeld in Marmor. Ursprüngliche Einfassung mit Ecksäulen, die verbindenden Ketten fehlen. Gesamtes Grabmal aus Muschelkalk. | 1912                      | 13. Juli 1987                                             | 109             |
| Priestergrab Peters                             | Priestergrab Peters                             | Rurich Römerstraße Karte                             | Sandsteingrabmal, Sockel mit gerahmten Kelch, darüber Platte mit eingesetztem Marmorschriftfeld und Nische mit Halbrelief des „Guten Hirten“. Gewalmte Abdeckung mit Zwerggiebel über der Nische. Aufgesetztes Kreuz, dessen Sockel mit „Rosen“-Kranz umgeben ist. | 20. Jh.                   | 13. Juli 1987                                             | 110             |
| Priestergrab Dr.Bäumker                         | Priestergrab Dr.Bäumker                         | Rurich Römerstraße Karte                             | Muschelkalkstele mit Marmorbeschriftungsfeld (Bildhauer Gröters, Mönchengladbach). Über der Beschriftung in halbrunde Erweiterung der Platte ragend, Kelch und Oblate; aufgesetztes Marmorkreuz mit Inschrift IHS. | 20. Jh.                   | 13. Juli 1987                                             | 111             |
| Priestergrab Reimann                            | Priestergrab Reimann                            | Rurich Römerstraße Karte                             | Einfaches Grabdenkmal ohne besonderen künstlerischen Wert. Das Denkmal ist Bestandteil des Priestergrab-Ensembles und wird deshalb erfasst. | 1966                      | 13. Juli 1987                                             | 112             |
| Romersmühle                                     | Romersmühle                                     | Kleingladbach Romersmühle Karte                      | Straßenseitig auf der linken Seite 2 1/2geschossig, vierachsiges Wohnhaus mit Krüppelwalm, die rechte Hauseingangsachse, darüber ein rundbogiges Treppenhausfenster. Alle übrigen Fenster mit Schlagläden. Die Schlagläden mit Rahmen, Drittelteilung: oberes Drittel Jalousie, darunter schlichte glatte Füllung. Rechts anschließend Wirtschaftsflügel, zweiachsig, im Erdgeschoss ebenfalls mit Schlagläden und Blausteinfensterbänken. Im Obergeschoss noch die Kloben der ehemaligen Schlagläden. Rechts neben diesem Flügel die Toreinfahrt, korbbogig, anschließend in 3 Achsen zweigeschossig Halbrundstallfenster. Links an das Wohnhaus schloss ursprünglich die Mühle an. Diese wurde in den 50er Jahren durch einen gastronomischen Anbau ersetzt, unter dem sich noch heute die Radkammer befindet mit Resten des ehemaligen Mühlrades und der Wehranlage. Das Wohngebäude ist mit unterschiedlich farbigen Rheinlandziegel gedeckt; die Wirtschaftsgebäude im Wesentlichen mit alten Hohlpfannen, auch in unterschiedlichen Farben. Die Toreinfahrt enthält noch das alte Tor, allerdings mit einer neueren Verbretterung. Die Toraufhängung ist die Aufhängung des 18. Jahrhunderts mit Dornen oben in einem Sturzbalken und unten in einem Lagerstein. Hofseitig enthält das Wohnhaus die typischen Fenster der 30er Jahre, liegende Formate in einer Achse, darunter ein Waschküchenfenster mit danebenliegendem Kellerabgang und ein hochrechteckiges WC-Fenster neben dem Eingang zum Haus und darüber eine hochrechteckiges normales Fenster. Der anschließende Wirtschaftstrakt enthält 2 zugemauerte Türen, über der rechten direkt neben dem Wohnhaus ein Fenster. Das Dach kragt hier, wie für die Bauernhäuser in Kreis Heinsberg üblich, weit aus. Links neben dem Tor beginnen die Stallgebäude. Direkt neben der Durchfahrt eine doppelflügelige Stalltür (in der Art von Klöntüren). Es folgen dann auf dem rechtwinkelig dazustehenden Flügel noch 5 Türen unterschiedlicher Art, meistens aber mit zweiflügeligen Stalltüren (in der Art von Klöntüren). In 3 Achsen darübergesetzt jeweils eine Luke für den Speicherraum und 5 Achsen Halbrundfenster. Diese Halbrundfenster setzen sich auf der Hofaußenseite fort. Deutlich sichtbar ist eine Mauerwerksfuge, die eine nachträgliche Erweiterung kenntlich macht. An diesem Flügel schließt parallel zur Straße die große Scheune an, ebenfalls mit korbbogiger Tür, vierflügelig, die oberen Flügel gesondert beim Dreschen zu öffnen. Die Scheunenkonstruktion im Inneren besteht aus Weichholz, allerdings noch mit den alten Steigleitern zum Bansen. Auf der dem Tor gegenüberliegenden Seite ist nachträglich eine Tür eingebrochen worden. Es befinden sich in der Scheune diverse Einbauten, die mit der ursprünglichen Nutzung nicht mehr zu tun haben. Der 4. Flügel wurde hinter dem Wohnhaus vor wenigen Monaten wegen Einsturzgefahr beseitigt. Hier wäre es aus denkmalpflegerischer Sicht sicherlich nicht falsch, wenn die Vierflügeligkeit wieder hergestellt würde. Zum Wohnhaus gehören Maschinenziegel der 20er Jahre. Im übrigen Bau sind Feldbrandziegel eingemauert, die 20er-Jahre-Ziegel glatt verfugt, die übrigen mit Zierfuge nachgezogen. Im Tor befindet sich noch ein alter gusseiserner Öffner. | 19. Jh.                   | 2. November 1995                                          | 334             |
| Fördergerüst Schacht 3 Schacht u Maschinenhalle | Fördergerüst Schacht 3 Schacht u Maschinenhalle | Hückelhoven Schacht 3 Karte                          | Zweigeschossiges deutsches Strebengerüst in Fachwerkbauweise, 1929 bis in einer Höhe von 23,71 m erstellt und 1934 komplettiert mit den beiden Seilscheibenbühnen. Höhe bis zur oberen Seilscheibenbühne: 42,6 m. Die beiden Seilscheiben hatten ursprünglich Durchmesser von 6,0 m. Nur die obere Seilscheibe ist in der ursprünglichen, geschraubten Ausführung erhalten. Die untere Seilscheibe wurde in geschweißter Konstruktion und mit einem Durchmesser von 4,0 m um 1966 (Erneuerung Schachthalle und Fördermaschine) ersetzt. Die beiden Streben des Gerüstes bestehen aus Ober- und Untergurt mit Diagonalstäben und sind untereinander mit K-Fachwerk ausgesteift. Die Streben reichen fast bis unter die obere Seilscheibenbühne, enden dort in querliegenden Riegeln in Vollwandbauweise, die sich bis zum Führungsgerüst fortsetzen. Die obere Seilscheibenbühne ruht auf kurzen Stummelstreben, die an den Riegeln ansetzen und in Knotenblechen enden. Sie wird gebildet aus vier Trägern in Vollwandbauweise (h = 0,40 m). Die untere Seilscheibenbühne besteht ebenfalls aus Trägern in Vollwandbauweise (h = 1,2 m). Diese Träger sind an die hier durchlaufenden Streben und in das Führungsgerüst eingehängt. Über der oberen Seilscheibenbühne erhebt sich die Konstruktion für eine Kranbahn mit Laufkatze zur Auswechslung der Seilscheiben. Die mittig zwischen den Streben angeordneten Schienen zur Führung der auszuwechselnden Seilscheiben sind partiell erhalten. Das senkrecht über dem Schacht sich erhebende Führungsgerüst ruht in einer Teufe von 2,54 m auf 1,0 m hohen Schachtträgern. Das Führungsgerüst besteht aus kräftigen Eckständern (je zwei stark bemessene U-Profile) und aussteifenden Andreaskreuzen. Im Führungsgerüst erhalten sind Prellträger, Fangstützen, Schachttore und über der Rasenhängebank zwei Bühnen als Zugang der Mannschaft zu den dreietagigen Förderkörben. Signal- und Steuereinrichtungen des Anschlägers sind an Aufschiebe- und Abzugsseiten erhalten. Die Wagen werden an der Aufschiebeseite mit einer automatischen Aufschiebevorrichtung in die Fördergestelle geschoben. 1985/86 wurde der Schacht zur Erfüllung seiner Funktion aus ausziehender Wetterschacht mit einer Abschleusung versehen und das Führungsgerüst teilweise mit Stahlblechplatten umhüllt. In der Werkszeitschrift hieß es dazu: „Auf Bewahrung des äußeren Erschließungsbildes vom Schachtgerüst als weit sichtbares Zeichen der Stadt Hückelhoven und als Denkmal einer aufstrebenden Industrieepoche wurde bei der Planung und Konstruktion besonderer Wert gelegt“ (Sophia-Jacoba 2/86). Das zweigeschossige Fördergerüst in Fachwerkkonstruktion zählt zu einem inzwischen selten gewordenen Fördergerüsttyp. Zwar hatte schon Promnitz 1877 eine solche Konstruktion entworfen, doch setzte sich dieser Fördergerüsttyp erst zur Jahrhundertwende gleichzeitig mit allgemeiner Verbreitung der Koepe-Trennscheibe durch. Der Krupp-Ingenieur Karl Friedrich Koepe hatte am 1. August 1877 ein Patent erteilt bekommen, mit dem er den Ersatz der bis dahin üblichen Fördertrommeln, auf denen sich das Förderseil gegenläufig auf und abwickelte, durch Trennseiben vorschlug. Um die Trennscheibe ist das Endlos-Förderseil nur einfach herumgelegt und wird durch Reibung bewegt. Erst zur Jahrhundertwende setzte sich Koeps Idee mit größer werdenden Schachtteufen durch. Die Kombination der Koepe-Trennscheibe mit den zweigeschossig ausgeführten Fördergerüsten, in denen die Seilscheiben also übereinander auf zwei Geschossen angeordnet sind, ist nicht zwingend aber naheliegend. Die zweigeschossigen Gerüste gingen daher in die Literatur auch als Koepe-Gerüst ein. Nur wenige Gerüste dieses Typs haben sich erhalten und als denkmalwert werden nur vier Exemplare eingestuft. Zwei von ihnen sind über der unteren Seilscheibenbühne mit separaten Stuhlkonstruktionen ausgestattet (Grube Anna Hauptschacht Alsdorf, Consolidation 8 Gelsenkirchen), direkt mit dem Schacht 3 von Sophia-Jacoba vergleichbar ist. Schacht und Maschinenhalle (1965): Maschinenhalle Stahlfachwerkfassade in 4 zu 4 Jochen mit Attika. Auf der Nordseite Eingang zum Maschinenhaus. Auf der Ostseite ein 2 Joche breites Oberlicht. Im Maschinenhaus befindet sich eine Fördermaschine mit Hebekranmechanismus. Schachtaufgang (Treppe) zwischen Maschinenhalle und Schachthalle. Schachthalle mit umlaufendem Schienenstrang Stahlfachwerkfassade in 6 zu 3 Jochen, 6 Joche hoch mit Attika. Einfahrten auf der Nord- und der Südseite. Auf der Nordseite zusätzlich 2 Personeneingänge rechts und links neben der Einfahrt. Auf der Westseite ein 4 zu 3 Joche großes Oberlicht. | 1929–1934                 | 14. Oktober 1996 u. 10. April 2001                        | 336             |
| Lokomobil ehem Zechengelände Schacht 1/3        | Lokomobil ehem Zechengelände Schacht 1/3        | Hückelhoven Schacht 3 Karte                          | Aus der Anfangszeit der Zeche stammende Maschine, die vermutlich zum Antrieb der Bohrgestänge zum Abteufen der Schächte diente. Die Maschine wurde hergestellt von der „Maschinenbau – Anstalt und Eisengießerei vorm. Th. Flöther AG, Gassen i. Lausitz“. Auf breiten Rädern ruht der Kessel. Der Kessel gliedert sich in Feuerkiste, Langkessel und Rauchkammer. Die Feuerkiste ist mit einem Rost für Kohlenfeuerung vorgesehen. In der Rückwand befindet sich eine kleine ovale Feuertür. Der Langkessel hat 34 eiserne Rohre: Feuer-, Siede- oder Heizrohre, die in den Querwänden zur Feuerkiste und Rauchkammer ruhen. Die Rauchkammer befindet sich unter dem Schornstein. Sie lässt sich über zwei Hebelverschlüsse an der Stirnwand öffnen. Die Füllung der Kessel erfolgte über zwei Ventile. Die ursprünglichen Aufbauten über dem Kessel sind nicht mehr vorhanden und nur durch die aufgeschraubten Konsolen erahnbar. Der ursprünglich sicher höhere Schornstein hat ein Scharnier zum umklappen. Das Objekt ist ein bemerkenswertes Zeugnis aus der Gründerzeit der Zeche und dokumentiert – einzigartig im Rheinland – die maschinelle Ausstattung zum Bohren und Abteufen der Schächte. | 1906                      | 21. Juni 2001                                             | 339             |
| Wegekreuz                                       | Wegekreuz                                       | Millich Schaufenberger Straße Karte                  | Kreuz mit Metallkorpus und Relief in Kreuzsockel, Inschrift 1798, Blaustein, weiß gestrichen | 1798                      | 13. Oktober 1986                                          | 93              |
| Wegekreuz                                       | Wegekreuz                                       | Baal Scherreshof Karte                               | Wegekreuz aus Gusseisen auf Sandsteinsockel; 19. Jahrhundert | 19. Jh.                   |                                                           | 27              |
| weitere Bilder                                  | Schloss Rurich Gesamtanlage und Park            | Rurich Schloss Rurich Karte                          | Mehrteilige Schlossanlage (ehem. Rittergut) bestehend aus verschiedenen baulichen Anlagen und einer zugehörigen Parkanlage. | 14., 15. Jh.              | Zusammenfassung am 10. 2009                               | 362             |
| Wegekreuz                                       | Wegekreuz                                       | Brachelen Schwarzer Weg Karte                        | Blaustein, Relief-Korpus, Sockel mit Nische; 1784 (Inschrift), 1982 restauriert und am Schwarzen Weg aufgestellt. | 1784                      | 5. November 1985                                          | 63              |
| Wegekreuz                                       | Wegekreuz                                       | Brachelen Tenholt Karte                              | Neugotisches Wegekreuz aus Gusseisen, Blausteinsockel; 19. Jahrhundert. | 19. Jh.                   | 21. Januar 1983                                           | 30              |